# ONE PIECEの登場人物一覧
ONE PIECEの登場人物一覧（ワンピースのとうじょうじんぶついちらん）は、尾田栄一郎の漫画『ONE PIECE』、およびそれを原作とした同名のテレビアニメに登場する人物・キャラクターの一覧。
担当声優はテレビアニメ版での配役。担当俳優は、断りがない限り実写ドラマ版での配役。
主人公モンキー・D・ルフィとその仲間「麦わらの一味」については、麦わらの一味 （海賊）を参照。
- 作中世界の人名は、大半が「家族名・個人名」の順である（例えばルフィの場合、モンキーが名字でルフィが名前）[1]。

## 世界政府
世界貴族（天竜人） / 役人 / 海軍 / サイファーポール / エニエス・ロビー / インペルダウン / 王下七武海 / 世界会議出席者
イム
声 - 不明
天竜人の最高位である五老星を従わせる、真の最高権力者。
現時点ではシルエットのみで登場。長い王冠のようなものを被り、地面まで引きずるほど長いマントを纏っている。聖地マリージョアのパンゲア城に住んでおり、何人たりとも座ってはならないとされている「虚の玉座」に座っている。歴史より消すべき「灯」を指名し、五老星に処理させている。一般には存在そのものが隠匿されており、イムについて知ることは「世界一のタブー」とされている。イワンコフの推測によれば、彼の正体は「最初の20人」の一人であるネロナ家のイム聖で、不老の能力を得て800年前から生き続けているという。ジョイボーイに対しては800年が経った現在でも恐怖を抱いている模様。また、リリィの末裔であるビビに執着しており、その身柄を手に入れようとしている。五老星からは「イム様」と呼ばれる。一人称は「ムー」、二人称は「ヌシア」。
詳細は不明だが、巨大な人型の怪物のような姿に変身する能力を持つ（変身後の姿も現時点ではシルエットのみ登場）。サボの放った炎を噛み砕くようにして防いだり、先端が槍のように尖った触手のようなものを伸ばして攻撃することができる。
世界会議編で初登場。会議期間中、五老星とコブラの会談の場に現れる。コブラにリリィ女王が遺した手紙の送り名について問い、世界の禁忌に触れたコブラを五老星と共に殺害した。ワノ国編後、マザーフレイムで古代兵器を起動させ、ルルシア王国を跡形もなく消し去った。エッグヘッド編後、ルフィ達を取り逃がしたサターン聖に激怒し、謎の力で粛清した。

### 世界貴族（天竜人）

#### 五老星
世界政府の最高権力者にして、天竜人の最高位である5人の老人たち。顔ぶれは少なくとも22年前からエッグヘッド編まで変わっていなかった。ナス寿郎聖を除く全員が黒いスーツを着用しており、天竜人特有の言葉遣いはせずに話す。海軍の准将以下はその姿を見る事すらも禁じられており、肖像画でしか外見を知る事ができない。
5人全員が巨大な怪物や妖怪に変身する能力の持ち主で、変身後は5人とも黒い羽衣のようなものを纏っている。さらに共通して、身体の欠損に至る重傷を受けてもすぐに再生する高い回復能力、離れた場所にいても互いに意思疎通が可能なテレパシーのような能力を持ち、五芒星による瞬間移動も行える。
「空白の100年」の真実や「D」について知っており、世界の支配と秩序のために、危険因子と判断したものを徹底的に排除している。22年前、「空白の100年」について研究していたオハラを敵とみなし、バスターコールを掛けて壊滅させた。
ジャヤ編では、クロコダイルの七武海除名を受け、三大勢力の均衡を保つため後任の選定を急いでいた。
世界会議編では、マリージョアに現れたシャンクスに会談の席を設ける。さらにコブラ王とも会談し、イムの存在を知るという「世界の禁忌」に触れたコブラを殺害。それを阻止すべく乱入したサボに、コブラ殺害の罪を擦り付けた。
ワノ国編では、鬼ヶ島で行動中のCP-0にルフィ抹殺の勅令を下すが、結果的にギア5への覚醒およびニカの能力の顕現を促すこととなってしまう。同時に命じていたニコ・ロビンの捕縛も失敗し、自身らは覚醒したルフィの姿と「D」の文字の隠蔽を図ったが、モルガンズの独断でニカの姿のまま新聞が発行されてしまった。
エッグヘッド編では、「欲（ヨーク）」の報告を受け、空白の100年の研究をしているベガパンクの抹殺を決定。当初はサターン聖のみがエッグヘッドに赴いたが、ベガパンクの配信を止めるために、サターン聖に呼び出されて5人全員がエッグヘッドに集結する。しかし、エメトが放ったジョイボーイの「覇王色の覇気」によってサターン聖を除く全員がマリージョアに強制送還され、麦わらの一味の確保に失敗。その結果、イムによってサターン聖が粛清され、後任には神の騎士団最高司令官であるフィガーランド・ガーリング聖が就任した。

##### 現メンバー
マーカス・マーズ聖
声 - 園部啓一
五老星「環境武神」。
長い白髪と口髭が特徴の長身の男。サターン聖同様人間を「虫」と見下しているが、有能な人材に対しては正当な評価を下す。
蛇の胴体を持つ怪鳥「以津真天」に変身する能力を持つ。口から炎を吐くことができる。ジンベエが怯むほどの強大な覇気の持ち主。
エッグヘッドでは、強引にフロンティアドームを突破し研究層に入るとルッチやヨークの報告を受け、ベガパンクの配信電伝虫を捜索する。その後、逃走する巨兵海賊団を襲撃するが、ルフィの「ゴムゴムの白い風船」によって、空の彼方へ吹き飛ばされた。
トップマン・ウォーキュリー聖
声 - 平野正人
五老星「法務武神」。
頭部に痣のある大きな白髭の男。ジンベエの七武海加入を「人間と魚人による種族間の和解の象徴」と考えており、彼の脱退を惜しんでいた。
二対の巨大な牙を持つ大猪「封豨」に変身する能力を持つ。大牙は刃に変化する。ルフィの「ギア5」による攻撃も通用せず、逆にルフィがダメージを受けてしまうほどの規格外の耐久力を持つ。「覇王色の覇気」の持ち主で、咆哮に乗せて広範囲に放つことが出来る。
エッグヘッドでは、ルフィと巨兵海賊団へ攻撃を仕掛け、さらにエメトを攻撃して彼の中に隠されていた配信電伝虫を一時停止させる。
イーザンバロン・V・ナス寿郎聖（イーザンバロン・ブイ・ナスじゅろう - ）
声 - 緒方賢一
五老星「財務武神」。
丸眼鏡を掛けた禿頭の男。白装束を身に着け、下駄を履いている。武器は鬼徹一派の刀。
白骨化した馬の妖怪「馬骨」に変身する能力を持つ。冷気を操ることが出来る。下半身のみを馬の胴体に変化させてケンタウロスのような姿になり、高速で相手に斬りかかる。冷気を纏った斬撃でパシフィスタマークIIIを破壊することなく一時停止させる繊細な剣技を操る一方、エッグヘッド「研究層」の地下研究所を島雲ごと一刀両断する大規模な斬撃を放つこともできる。「武装色の覇気」の使い手。
エッグヘッドでは、パシフィスタマークIIIの大群を僅かな時間で制圧すると、サニー号がある北東の海岸に現れ、サンジやゾロ達と交戦。麦わらの一味の脱出を阻もうとするが、アトラスの捨て身の妨害により取り逃がしてしまった。
シェパード・十・ピーター聖（シェパード・ジュウ・ピーター - ）
声 - 増谷康紀
五老星「農務武神」。
七三分けの金髪で、髭を生やした長身の男。首元に傷があり、ナス寿郎聖以外の五老星の中では唯一ネクタイを締めていない。
顔に十字傷がある大ミミズ「サンドワーム」に変身する能力を持つ。地中に潜航することができ、相手を下から奇襲して吞み込む。大口から巨大船を引き込むほどの吸引力を持つ「引き風」を発生させることができ、逆に飲み込んだものを口から放出して雨のように降らせることも可能。
エッグヘッドでは、ルフィを呑み込んだ直後、ドリーとブロギーに首を切断される。しかし即座に復活し、ルフィやエメトと交戦した。
フィガーランド・ガーリング聖
声 - 山路和弘、木下浩之（若年期）
神の騎士団最高司令官→五老星「科学防衛武神」。フィガーランド一族の天竜人で、シャムロック聖の父親。
剣を携え、サングラスをかけた老人。髪と髭は前面から見ると十字型で、横から見ると三日月型になっている。人魚族を「ゴミ」と見下し、それを庇う者は「ゴミ以下」と評するなど差別意識が強い冷酷な性格。作者によると、実力者だがその強さには理由があるという。
38年前のゴッドバレーで開かれた「人間狩り」で活躍し、「王者」と呼ばれるようになった。
世界会議後、しらほしを庇ったミョスガルド聖を処刑した。エッグヘッド編後、イムに粛清されたサターン聖に代わり、ヨークを直属の部下として五老星「科学防衛武神」に就任した。

##### 元メンバー
ジェイガルシア・サターン聖
声 - 野田圭一
元五老星「科学防衛武神」。
黒い帽子を被った、左目付近に傷のあるドレッドヘアの老人。杖を携帯している。人間を「虫」と見下し、その犠牲を歯牙にもかけない傲慢な性格。自らも科学者を自称し、ベガパンクとは彼がイベル賞受賞者として自分達に謁見した際に一度だけ会っている。
牛の頭と蜘蛛の体を持つ妖怪「牛鬼」に変身する能力を持つ。猛毒を操ることができ、獣型で足に纏ったり、口から爆発する毒の塊を吹き出して攻撃する。他にも目に光を湛えて対象に遠隔で衝撃を与える、見えない力で相手の動きを封じる等の技を持ち、加えてトシトシの実の年齢操作を無効化することが可能。
詳細は不明だが約200年前から現在と変わらぬ姿で活動しており、マリージョアを襲撃したエメトを廃棄せず秘密裏に研究するよう当時の科学者達に命じた。バーソロミュー・くまとは因縁が深く、38年前のゴッドバレーでは、島からの逃走を目論むくまに出会っている。サターン聖がくまの恋人であるジニーに施した薬物実験は、彼女の死因となった青玉鱗を発生させ、病は娘のボニーにも遺伝した。また、赤子のボニーに対して、悪魔の実のエキスを投与して能力を発現させる実験を行ったのもサターン聖である。ベガパンクがくまの身体を素体としてクローン兵を作ろうとした際は、くまに七武海への加盟と肉体の改造、思考及び自我の一切の放棄を命じた。
エッグヘッド編では、ベガパンク抹殺のためにエッグヘッドへ向かい、 魔法陣から怪物の状態で島に現れる。攻撃を加えてきたボニーを返り討ちにして殺そうとするが、駆け付けたくまの渾身の一撃を喰らい、奪い返される。即座に再生すると「ギア5」状態のルフィと交戦し、その間に島に来ていたオーガーとデボンに一時接触する。ベガパンクの配信が開始すると、放送を止めるために残る4人のメンバーをエッグヘッドに集める。くまとボニーを狙い、出航しようとする巨兵海賊団の船に乗り込むが、ニカに変身したルフィとボニーによって海へ殴り飛ばされた。騒動の後、ルフィを取り逃がしたことでイムによって粛清され、最期は中将達の前で爆発と共に白骨死体になって死亡した。

#### 神の騎士団
天竜人で構成された武装組織。天竜人の家系でない者でも入団が可能なようで、エルバフ編ではロキを勧誘している。その実力は革命家のドラゴンも強く警戒するほど。五老星同様、五芒星による瞬間移動が可能。
シャムロック聖
神の騎士団団長。フィガーランド家の天竜人。ガーリング聖の息子で、シャンクスの双子の兄。
顔貌はシャンクスと瓜二つで、三つ編みにした長髪をハーフアップにしている。シャンクスとは対照的に冷淡な性格であり、彼が生きることを選んだ下界を「薄汚れている」と称している。
武器はサーベルで、刀身から黒い羽衣を纏ったケルベロスを生み出すことができる。
エルバフ編で、エルバフの戦士を政府の管理下に置くことを目論み、軍子と共に五芒星を使ってエルバフに現れる。ロキの元を訪れ神の騎士団に勧誘するも、頑なに拒まれたため重傷を負わせる。その後、エルバフの子供を誘拐するためにソマーズとキリンガムを召集すると、「上」からの命令を受けてエルバフを離れた。
技一覧
緊急発進（スクランブル）
口から剣先を出したケルベロスの頭部を胴体からミサイルのように発射し、3本に増えた刃を相手に突き刺す。
軍子宮（グンコぐう）
神の騎士団団員。マンマイヤー家の天竜人。
軍帽と裾が長い上着を身に着けた、脚部を露出した服装の女性。オッドアイで、口元を包帯で隠している。周りの者を「非礼」と称し高圧的でクールな雰囲気を纏っているが、下着姿のソマーズを見て赤面したり、美食に目を輝かせたりする女性らしい一面も持っている。食後にトーンダイアルで「NEW WORLD」を聴くことが習慣。「恐いもの」として太陽の神ニカを挙げている。
超人系悪魔の実「アロアロの実」の能力者。服の袖口から矢印を生み出し自在に操る「矢印人間」。矢印で相手を縛りつける、移動用の鳥を作り出す、眠っている者を矢印で示した方向に歩かせるなど、用途は幅広い。手足に矢印を纏って巨大なグローブやブーツのようにし、あらかじめ出した矢印の軌道通りに攻撃したりすることで技の威力を強化することも可能だが、攻撃の軌道が相手にも分かってしまう弱点もある。
エルバフ編で、シャムロックと共に五芒星を使ってエルバフに現れる。援軍の2人を召喚すると、子供たちを誘拐するために彼らを能力で西の港へ進ませる。
ソマーズ聖
神の騎士団団員。シェパード家の天竜人。
髭を蓄えた長髪の中年男性で、顎部分の髭は十字型になっている。能力の通り薔薇の胸飾りを付け、剣の護拳にはイバラを模したデザインを取り入れている。初登場時は眼鏡をかけていたが、任務の際はサングラスをかける。残忍な性格で、「殺しには感動がある」と考えている。美食家でもある。笑い声は「ギハハハ」。
超人系悪魔の実「イバイバの実」の能力者。鋭い棘を持つイバラを生み出すことができる「荊人間」。透明のイバラを作り出すこともでき、これを子供に纏わせて親に抱き締めさせ、親の死を目の当たりにさせるという内容のゲームを好んでいる。
エルバフ編でシャムロック達に呼び出され、巨人族の子供達を誘拐する任務に就く。子供達を透明なイバラで包むことで、救出しようと近付いたサウロ達を妨害する。
キリンガム聖
神の騎士団団員。リモシフ家の天竜人。
能力で白い羽衣を纏った麒麟の姿をしており、頭にはシャボンとガスマスクをつけている。のんびりとした性格で、能力で他者を眠らせることが出来るが、キリンガム本人も眠ってしまいやすい。武器は方天戟。
動物系幻獣種の悪魔の実「リュウリュウの実 モデル“麒麟”」の能力者。麒麟に変身し、音波のようなもので眠らせた対象の夢を具現化できる「夢具現人間」。夢の中から食べ物を取り出したり、対象が思い描いた怪物を「MMA（ムーマ）」として実体化したりすることができる。具現化した食べ物は実際に食べることもできるが、カロリーやエネルギーを持たない。
エルバフ編でシャムロック達に呼び出され、巨人族の子供達を誘拐する任務に就く。エルバフの子供達が「恐い」と思い描いた怪物を「MMA」として具現化させ、エルバフを襲撃する。
技一覧
MMA（ムーマ）
キリンガムの能力で眠らせた者の夢から生み出した巨大な怪物達。作中ではエルバフの子供達が恐れるヨルムンガンド、雷（雷雲）、火死人、巨狼、雷龍、お化け、ニカなどを具現化させている。その強さは一体を倒すだけでもエルバフの戦士達が苦戦を強いられるほど。
フィガーランド・ガーリング聖
元神の騎士団最高司令官。エッグヘッド編後、五老星「科学防衛武神」に就任。

#### ロズワード一家
ロズワード聖
声 - 掛川裕彦
ロズワード一家の主。チャルロス聖・シャルリア宮の父親。
聖地マリージョア出身。53歳→55歳。誕生日は6月28日。身長215cm。かに座。血液型XF型。好物はサルの脳みそ。
奴隷としてジャンバールなどの海賊の船長をコレクションしており、そのうちの何人かを子に貸している。内部にライフルを仕込んだ杖を携帯している。
人間オークション会場でチャルロスがルフィに殴り飛ばされたことに激怒し、海軍大将の増援を命令する。しかし、その直後に会場上空から偶然落下してきたウソップの下敷きとなり、気絶した。
世界会議編では、レンタルした奴隷であるバーソロミュー・くまの背に乗り、殴られたチャルロス聖を迎えに来る。
チャルロス聖
声 - 茶風林
ロズワード聖の息子で、シャルリア宮の兄。
聖地マリージョア出身。22歳→24歳。誕生日は6月1日。身長230cm。ふたご座。血液型XF型。好物は高級ソフトクリーム。
醜い容姿をしており、気に入らない者や逆らう者は拳銃を撃って黙らせる、暴虐極まりない性格。妻を12人抱えており、気に入った女性は有無を言わさず妻に任命する。その反面、飽きたらあっさりと下々民に戻してしまう。
シャボンディ諸島編では、人魚を欲しがっており、人間オークションでケイミーに対し5億ベリーを提示した。会場内にはっちゃんを見つけると、拳銃で彼を撃ったあげく罵詈雑言を浴びせたことでルフィの逆鱗に触れ、強烈なパンチを喰らい気絶した。
世界会議編では、マリージョアを訪れたしらほしをペットにしようと、巨人の奴隷やCP-0を差し向けるが、ミョスガルド聖に殴り飛ばされて重傷を負う。回復すると懲りずに再びしらほしを狙うも、ミョスガルド聖の後ろ盾を得たサイとレオに叩き潰され、後日天竜人殺人未遂事件と報じられた。
シャルリア宮
声 - 笠原留美
ロズワード聖の娘で、チャルロス聖の妹。
聖地マリージョア出身。15歳→17歳。誕生日は3月29日。身長178cm。おひつじ座。血液型XF型。好物はキャビアの金箔のせ。
端正な容姿だが、父や兄に劣らぬ高慢な性格。
人間オークション会場でチャルロスとロズワードの気絶後、ケイミーを銃撃しようとするが、レイリーが放った「覇王色の覇気」を受け、気絶した。その後、意識を取り戻し、危害を加えられた上に奴隷を全員逃がされ、未だに海軍が一味を捕まえられていない状況に苛立ちを見せていた。
サルウ
シャルリアの飼い犬。誕生日は3月28日。

#### ドンキホーテ家
ドンキホーテ・ミョスガルド聖
声 - 後藤哲夫（545話）→菊池正美（888話 - ）
ドンキホーテ一族の天竜人。所属船は「海御拝ガイミカ号」。
聖地マリージョア出身。35歳没。誕生日は12月13日（人（1）に（2）なったドンキホーテ（10）・ミョ（3）スガルド）。身長211cm。いて座。血液型X型。好物はフォアグラ→海藻マリネ。
10年前、大金をはたいて購入した魚人奴隷たちを取り返すため魚人島を目指すも、その途中で海底生物に襲われて船が難破し、魚人島に漂着する。そこで元奴隷の魚人たちに海難事故に見せかけて殺されそうになるが、オトヒメ王妃によって助けられる。終始傲慢な態度をとっていたが、マリージョアに帰還する際、同行を希望するオトヒメ王妃を連れて行き、「世界会議」でも通用する天竜人の書状が書かれるきっかけを作った。現在はオトヒメの影響で改心しており、「オトヒメ王妃に人間にしてもらった」と大恩を感じている。奴隷を一人も持たない生活をしているため、他の天竜人からは「奇人」扱いされている。
世界会議編では、オトヒメへの恩義を返すため、マリージョアでしらほしがチャルロスに襲われた際、彼を殴り飛ばしてしらほしを助ける。再びチャルロスがしらほしを拘束した際は、自らの責任でサイとレオにチャルロスを攻撃させるも、魚人族を庇った咎でガーリング聖に処刑された。
ドンキホーテ・シヴァーカレロ聖
声 - 岸野一彦
ミョスガルド聖の父。ミョスガルドに、ジンベエが七武海になったことで元奴隷が恩赦を受け、魚人島に帰ったことを伝えた。
ドンキホーテ・ホーミング聖
声 - 村治学
ドフラミンゴとロシナンテの父親。故人。
天竜人でも数少ない良心的な性格の人物。「天竜人も人間」という考えを持ち、同胞から異端視されていた。
33年前、天竜人の地位を捨て、家族と共にマリージョアから「北の海」の世界政府非加盟国へ移住する。その矢先、移住先の住民達に正体が発覚し、家族で追われる身となってしまう。妻と子供だけでもマリージョアに帰還させてくれと懇願するも拒否され、逃亡生活を余儀なくされる。その過程で妻を失くし、自身は息子たちと共に迫害され続け、天竜人を恨む一般市民から地獄ともいえる拷問を受け続けた。地上移住から2年後、ドフラミンゴに銃殺された。自分の軽率な行動が家族を不幸にしたことを受け止め、死の間際には抵抗することなく、自分が父親であったことを息子たちに謝罪していた。
ホーミング聖の妻
声 - 浦和めぐみ
ドフラミンゴとロシナンテの母親。本名不明。故人。
33年前、家族と共に地上へ移住するが、逃亡生活の中で劣悪な環境が祟り病死した。

#### その他の天竜人
ジャルマック聖
声 - 増谷康紀
12年前、ゴア王国を訪問した天竜人。誕生日は11月9日。
「自分の船の前を横切った」という理由により、サボの小船を砲撃し沈めた。
プルミング聖
声 - 増谷康紀
革命軍のマリージョア襲撃に巻き込まれた天竜人。
カマエル聖
劇場版オリジナルキャラクター。

#### 最初の20人
800年前に世界政府を作った20人の王族たち。世界の創造主としてマリ―ジョアに移り住み、その一族は天竜人として現在まで君臨し続けている。20人の中で独裁者が生まれぬよう「虚の玉座」を作り、誰も座らないよう、誓いとして玉座を20の剣で囲った。しかし、ネフェルタリ家の女王リリィのみが天竜人にならなかったため、玉座を囲う剣の数は19本である。王族を失った国々では新たな王が選出されたため、現在ではネフェルタリ家を除く19の王族の名は、彼らの国々には残っていない。
ネフェルタリ・D・リリィ
800年前のネフェルタリ家の女王。
イム聖
最初の20人の一人。かつての王族ネロナ家の一員。

### 役人
コング
声 - 石塚運昇（511話）→山口太郎（1130話）
世界政府全軍総帥。元海軍本部元帥。
鋭く尖った白髪と顎ひげが特徴の老人。左目に傷跡があり、老齢を感じさせない屈強な体格。五老星の下で海軍、サイファーポール、エニエス・ロビーなどの世界政府の機関を統括する軍部のトップ。誕生日は5月9日。
27年前の「エッド・ウォーの海戦」時は、海軍本部元帥の座にいた。その頃はガープに何度も大将への昇格の話を持ち掛けていたが、全く聞き入れてもらえなかった。マリンフォード頂上戦争終戦後、ガープとセンゴクの退任を受理するも、若い海兵の育成のために軍に残るよう諭した。
帽子の幹部
声 - 増谷康紀
世界政府の高官。本名・役職は不明。
頂上戦争でドフラミンゴに命令を出し、モリアを襲撃させた。その後ドフラミンゴと会談し、モリアを取り逃がしたことを咎めたが、全く意に介されなかった。
コーギー
声 - 江川央生
世界政府の役人。右目に傷がある男。海賊の臭いを嗅ぎ分ける優れた嗅覚を持つ。誕生日は8月25日。
アイスバーグから古代兵器「プルトン」の設計図を譲り受けるために何度か派遣されたが、毎回軽くあしらわれていた。ロビン護送の際、隠れていたそげキングに勘付くが、返り討ちに遭った。

### エニエス・ロビー
バスカビル
声 - 大場真人（左）、園部啓一（中央）、服巻浩司（右）
エニエス・ロビー裁判長。バス、アンド、カビルの3人組。異名は「3つ首のバスカビル」。
「偉大なる航路」出身（3人共通）。身長512cm（合体時）。おひつじ座（3人共通）。
バスは46歳→48歳。誕生日は3月30日。血液型X型。好物は牛の左ばら肉。
アンドは51歳→53歳。誕生日は3月31日。血液型XF型。好物は鶏のキモ。
カビルは40歳→42歳。誕生日は4月1日。血液型F型。好物はマグロの右ほほ肉。
3つの頭を持つ巨体の男だが、実際は仲良し3人組がくっついているだけ。左手側のいかつい髭面の男が「バス」、中央の白髭を蓄えている男が「アンド」、右手側のオカマ口調の男が「カビル」。漫才のような会話を常に繰り広げる（中央の男がボケで他の2人がツッコミ）。3人が一緒になったことで、腕や足が各々発達し戦闘力が上昇している。武器は巨大サーベルで、大地を割るほどの腕力を持つ。
裁判所まで走ってきたロケットマンの前に立ちはだかったが、3人とも轢かれた。
法番隊
声 - 中尾良平（隊長）、平井啓二（隊員）
エニエス・ロビーの一級衛兵部隊。正式名称は「法の番犬部隊」。犬に乗って移動する。
ルフィらの侵入でバスカビルにより100名が本島前門に配備されたが、ウォーターセブンの大工達や寝返ったオイモとカーシーにより壊滅させられた。
有罪陪審員
バスカビルがルフィらの進撃に業を煮やし、出動させた特別部隊。
左肩に「有罪」と刺青を彫っており、掛け声も「有罪」。巨大な鎖付き鉄球を武器とする。「公正なる11人の陪審員」という名目だが、全員が元海賊の死刑囚であり、連行された者の道連れを望むため、エニエス・ロビーの歴史上無罪判決が下されたことはない。ルフィたちに壊滅させられた。
オイモ&カーシー
エニエス・ロビーの門番を務める二人組の巨人。
ギャサリン
エニエス・ロビー給仕職員。
ブサイクだが、異性には人気があるエニエス・ロビーのアイドル。ジャブラを始め多くの男に告白されているが、当の本人は「顔が良い」という理由でルッチに片想いしており、そのためジャブラ達を振っている。
ジョルジ
声 - 阪脩
エニエス・ロビー先代裁判長。
24年前、トムの海列車構想を聞き、彼に10年の執行猶予を与えた。再来時、トムの願いを聞き入れ、彼1人だけを連行するよう命じた。

### 世界会議出席者
世界政府加盟国の王たち。4年に一度、聖地マリージョアで開催される「世界会議」への参加権を持つ。
ネフェルタリ・コブラ
アラバスタ王国国王。
タラッサ・ルーカス
イリシア王国国王（8年前）。
ドルトン
サクラ王国国王。
ネプチューン
リュウグウ王国国王。
リク・ドルド3世
ドレスローザ国王。
エリザベローII世
プロデンス王国国王。
ステリー
ゴア王国国王。
ワポル
悪ブラックドラム王国国王。
ラーメン
花ノ国国王。
ビール6世
ロシュワン王国国王。
ハン・バーガー
バリウッド王国国王。
モロロン
声 - 木下紗華
タジン王国女王。彼女が現れると歓声が飛び交うほどの美女。赤ワインが好物だが、自分の生まれ年のワインしか飲まない。
タコス
声 - 斉藤次郎
シシャノ王国国王。ソンブレロを被った男。誕生日は12月9日（ドロレス・イバルリの誕生日）。
セキ
ルルシア王国国王。
セーザ
イリシア王国国王。
イワトビ
ホワイトランド王国国王。
ムケッカ
サンバ王国国王。
ナシ
リンゴ王国国王。他国の王に自国の名産品である果物の交易を提案していた。
マリ
チャコ王国国王。美食家。
ソース
ジャンバラヤ王国国王。
ネギー
ギンガポール王国女王。
クーラン
キャメロン王国国王。「世界会議」の際にはいつも、身につけている高価なアクセサリーを自慢している。
レモンチーズ
声 - 斉藤貴美子
ベストランド王国女王。末っ子の王子2人を溺愛しており、他国の王族に紹介してまわっている。
ジープ
声 - 増谷康紀
南ファイヤー王国国王。息子のホイールは「背が高い女性」が好みで、父のことは「パパン」と呼んで尊敬している。ホイールをしらほしと結婚させようとするが、「タイプじゃないんです」と一蹴されてしまった。
フラーリ
ナガグツ王国国王。
ストロガノフ
ビーフ王国国王。サングラスと髭が特徴。即位歴は長い。
ティー4世
エイギス王国国王。
バン・ドデシネ
フラウス王国女王。
チャップ
ドイル王国国王。
ポトフ王、サモサ王
声 - 服巻浩司（ポトフ）、宮崎寛務（サモサ）
世界会議出席者。治める国は不明。

## 組織・会社
バロックワークス / 革命軍 / ジェルマ王国 / 世界経済新聞社

### 革命軍

#### 総司令官
モンキー・D・ドラゴン
声 - 柴田秀勝（52話 - 1120話）、井上和彦（1097話〈若年期〉、1131話 - ）
革命軍総司令官。ルフィの父親で、ガープの息子。異名は「反逆竜」。
「東の海」ゴア王国出身。53歳→55歳。誕生日は10月5日。身長256cm。てんびん座。血液型F型。好物はボカディート。
世界各地でクーデターを起こし、世界政府を直接倒そうとしている革命家。黒いローブを身に纏い、左顔面を縦断する大きな刺青がある。ルフィやガープとは似つかない冷静な性格だが、仲間からの強い信頼や自分の信念を徹底的に貫くという点は共通している。革命軍の活動は「戦争」と割り切っており、勝利に浮かれることは許さない。仲間にも素性の詮索をさせない性格であるため、長い付き合いであるイワンコフですらルフィとの血縁を全く知らなかった。ガープとは敵対する立場であるものの縁は切れておらず、何らかの手段で接触している模様。ルフィに対しては思うがまま生きるがいいと活躍を喜んでおり、いつの日か訪れる再会を望んでいる。風に吹かれている時、いつも東を向く癖がある。
かつては海軍に在籍していたが、運悪く自分の正義を見出せなかったという。やがて「自勇軍」を立ち上げて世界政府への抗議活動を行っていたが、22年前、面識のあったオハラのクローバー博士を島ごと消した政府の理不尽な方針に怒りを覚え、その年の内にバーソロミュー・くまやエンポリオ・イワンコフと共に革命軍を結成した。
12年前、故郷ゴア王国で出会ったサボの「貴族に生まれて恥ずかしい」という必死な想いを汲み、グレイ・ターミナルの大火事から人々を救出。ゴア王国のように不要なものを淘汰する隔離社会を「世界の未来の縮図」と考え、世界を変えるためイワンコフやくま達と決起した。その翌日、ジャルマック聖の砲撃を受け海に沈められたサボを救出。ゴア王国に帰ることを拒むサボを革命軍に加え、戦闘の師としてサボを鍛え上げた。8年前には「世界会議」の議題にも取り上げられるほどの存在となり、現在では知らぬ者はいない「世界最悪の犯罪者」として悪名を馳せている。
初登場はローグタウン編。ルフィがスモーカーに捕らえられた際にスモーカーを妨害し、ルフィの偉大なる航路への船出を見送った。この時、ルフィは顔を地面に押さえつけられていたことからドラゴンの姿を見ておらず、ウォーターセブンで再会したガープによって初めて父親の存在を知らされた。マリンフォード頂上戦争の際、センゴクによってルフィやガープとの親子関係が世界中に暴露された。頂上戦争終結後は白ひげの死に伴う時代の変化を感じ、近い内に幹部たちを招集せんとしていた。
ドンキホーテファミリー崩壊後、コアラに幹部達の再招集を命じる。ルフィ達が「ゾウ」を出発した頃、本拠地のバルティゴが黒ひげ海賊団の襲撃を受け壊滅したため、総本部をカマバッカ王国へ移す。世界会議編では天竜人に宣戦布告するため、サボたちをマリージョアに送り込む。会議閉幕後、帰還したサボからマリ―ジョアで起きた事件の報告を受ける。

#### 革命軍幹部
「偉大なる航路」と東西南北4つの海で活動している5人の軍隊長がおり、それぞれの補佐として副隊長がついている。幹部達は独自の作戦で自由に動いている。
サボ
声 - 古谷徹（663話 - 1089話）→入野自由（1116話 - ）、竹内順子（幼少期）
革命軍参謀総長。エース・ルフィの義兄弟。懸賞金6億200万ベリー。異名は「炎帝」。
「東の海」ゴア王国出身。22歳。誕生日は3月20日（「さ〜」=3、「ぶ〜」=2、「お〜」=0）。身長100cm（10歳時）→187cm。うお座。血液型X型。好物はラーメン。嫌いな食べ物はトリュフ。趣味は一人旅。イメージ動物は鷹。
若くして革命軍No.2の立場にある青年。ゴーグル付きのシルクハットや黒いコート、青い上着に首に巻いたスカーフが特徴。子供の頃は短髪に欠けた歯が特徴で、現在は髪を伸ばし顔の左側に大きな火傷の痕がある。エース、ルフィとの絆は何よりも強く、ルフィに危機が迫れば世界のどこにいようと立場を押して駆けつけると決意している。基本的には気さくで冷静な性格である一方、エースやルフィと同様に感情に任せて単独行動をとることも多い。仲間との通信では自分の要件だけ言ってすぐに切ってしまうため、同僚たちをよく困らせている。また、ルフィ同様に人の名前を正確に覚えず、変わったあだ名で呼ぶことがある。幼い頃は3人の中で最も落ち着いた性格で、当時はやや荒々しかったエースをなだめることが多かった。当時は広い世界を見てそれを伝える本を書くという夢を抱いていた。少年時代の海賊旗はSの文字に×マーク。
「竜の爪」と称する非常に強力な指の力を持ち、指に「武装色の覇気」を纏った「竜爪拳（りゅうそうけん）」という拳法を駆使する。ドレスローザ編で自然系悪魔の実「メラメラの実」の能力者となり、炎の攻撃を竜爪拳と組み合わせるようになる。武器は、幼少期から使っている鉄パイプ。幼少期の喧嘩の腕はエースと伯仲しており、ルフィは2人に全く歯が立たなかった。
ゴア王国の貴族の生まれであるが、エゴイストの両親に全てを決められた人生を送ることに嫌気が差し、自由を求めて家出しグレイ・ターミナルで暮らすようになる。5歳の頃にエースと出会い、10歳の時にブルージャム海賊団からルフィを助けたことで、ダダン一家の下でエース・ルフィとの共同生活を送ることになり、3人で盃を交わし義兄弟となった。ある日、中心街に忍び込んだ際に父親に発見され、エースとルフィが父親に買収されたブルージャムに痛めつけられたことから止むを得ず家に戻る。その後、国や貴族がグレイ・ターミナルを放火させたことを知り、貴族に生まれたことを心底から恥じ、その時遭遇したドラゴンに自分の心情を打ち明けた。翌日、海に出る決意を固めて出港した矢先、ゴア王国の視察に訪れた天竜人の砲撃で船を沈められ、顔の左側に大きな火傷の痕が残るほどの重傷を負ったが、ドラゴンによって救われ一命を取り留めた。
しかし、この事件で記憶喪失となり、ルフィやエースと過ごした日々はおろか自分の名前すら忘れてしまっていた。持ち物に書かれていた名前から身元が判明するが、両親の元に戻りたくない強い思いだけは残り、自ら志願して革命軍に加わった。以来革命軍の一員として行動するうちに世界の現状を知り、ドラゴンらの考えに共感するようになる。また、ドラゴンに師事することでさらに力をつけ、No.2である参謀総長の地位にまで登り詰めた。頂上戦争でのエースの死を報じた新聞を見て失った記憶が一気に甦り、そのショックで3日も意識を失い目覚めた後に、メラメラの実を手に入れることを決意する。その2年後にはエースの墓参りをし、ルフィの復活を報告した。
ドレスローザ編で、武器の流出を阻止するためにコアラやハックと共にドレスローザに潜入。コリーダコロシアム内でルフィと12年ぶりに再会し、ルフィに代わり剣闘士ルーシーとして剣闘会に出場する。メラメラの実争奪戦の決勝戦では、オモチャたちが解放された混乱を機にリングを破壊し、他の出場者を場外に落として試合を制するとメラメラの実を食べ、エースの能力を受け継いだ。地下から脱出後、ドフラミンゴ討伐に向かったルフィたちを援護するため単身で海軍を足止めし、大将藤虎と交戦する。戦いの中で藤虎が自身の思惑を明かすと互いに手を引き、市民の救助活動に努める。途中コアラからの報告を受け、ドフラミンゴとの戦いで一時的に動けなくなったルフィを狙うバージェスと交戦し、打ち負かした。ドフラミンゴ討伐後の夜、ゾロ達に会いに行き、作っておいたルフィのビブルカードをルフィが眠っている間にゾロに渡してその欠片を貰い、一足先に仲間達と共にドレスローザを去った。
世界会議編では、他の幹部達と共に、天竜人への宣戦布告、食糧庫の破壊、くまの救出のためマリージョアに潜入する。世界会議4日目には、天竜人の居住地・神々の地において、世界政府のシンボルである「天駆ける竜の蹄」を破壊。くまを追う最中、城内でアラバスタ国王コブラと五老星の会談を目撃する。イムが現れコブラに危機が迫るとコブラを救出し、逃走の際、死にゆくコブラからルフィとビビへの伝言を託された。世界会議閉幕後、コブラの殺害をはじめとする数々の事件の黒幕と目される。中でも「8ヶ国革命」の国々では「炎帝」と崇められ、ドラゴン以上の影響力を持つ立場となる。ワノ国編後、ルルシア王国に逃れ、そこでマザーフレイムの攻撃に巻き込まれたものと思われたが、直前に王国を脱出しており、革命軍への入隊を希望するルルシアの国民たちと共にカマバッカ王国に帰還すると、ドラゴンとイワンコフに世界会議で起こったことを話す。
劇場版『GOLD』では、潜入任務で音信不通となったレイズ・マックスの捜索のためグラン・テゾーロに赴く。ルフィとテゾーロの戦いに介入した海軍の砲撃を妨害し、艦隊の指揮を執るCP-0のロブ・ルッチと交戦。ルフィがテゾーロを倒すと、互いに手を引いた。
劇場版『STAMPEDE』では、革命軍がマークする海賊万博の主催者ブエナ・フェスタを狙い会場に潜入。ダグラス・バレットとの戦いではルフィに加勢する。ルフィとバレットの戦いに決着がつくと、フェスタの前に現れ抵抗しようとしたフェスタを一撃で倒す。島にバスターコールの艦隊が迫ると、歌姫アンに作り出してもらったエースの幻影と共に海軍艦隊の動きを止め、ルフィの船出を見送った。
技一覧
竜爪拳
竜の鉤爪（りゅうのかぎづめ）
指を竜の爪のような形にし、「武装色の覇気」で強化した状態で対象に突き刺す。武装色の覇気を纏った防具を破壊してしまうほどの威力を誇る。
竜の息吹（りゅうのいぶき）
「武装色の覇気」で強化した両腕の拳を対象物に付け、その物の「核」を突いて内部から爆発・破壊する。
メラメラの実
火拳（ひけん）
巨大な炎と化した拳による攻撃。かつてはエースの代名詞である必殺技。
火炎「竜王（りゅうおう）」
燃える竜爪拳。炎を纏わせた腕を回転させながら「竜の鉤爪」を繰り出し、相手を吹き飛ばす。
王手飛車（おうてびしゃ）
地面に放った炎を目標に向かって高速で走らせる。
コアラ
声 - ゆきのさつき
革命軍幹部。魚人空手師範代。
「偉大なる航路」フールシャウト島出身。23歳。誕生日は10月25日。身長160cm。さそり座。血液型F型。好物は五目ちまき。
革命軍に所属する女性兵士。オレンジ色のショートヘアーで、ニーソックスやフリルがついた服装をしており、サングラスをつけた赤いキャスケットを被っている。面倒見がよく、同僚のサボのことは「君」付けで呼び、立場を無視してよく単独行動をとるサボには手を焼いている。一時革命軍に身を置いていたロビンとは親しい間柄で、ドレスローザで再会したときは抱き着いて喜んでいた。
かつて、聖地マリージョアで天竜人の奴隷として働かされていたが、15年前フィッシャー・タイガーによって解放され、その3年後、とある島から故郷のフールシャウト島まで、タイヨウの海賊団に送り届けてもらうことになる。奴隷の生き方が体に染みついていたため、怯えながらも常に笑顔を絶やさずにいたが、タイガーに背中にあった天竜人の烙印を消され、代わりにタイヨウの海賊団のマークを入れてもらった。以降、魚人たちと過ごすうちに感情を取り戻していき、無事故郷に帰還した。
14歳の時にハックに連れられる形で革命軍に加入し、ハックに魚人空手を習い師範代にまでなった。また、相性が良かったことでサボ・ハックとのチームで任務を任されるようになり、頂上戦争後にはドラゴンからの指示で世界各地にいる革命軍幹部を集めた。
ドレスローザ編で、武器の流通の調査のため、サボ・ハックと共にドレスローザに潜入する。コロシアム地下でしばらく調査を進めた後、市民の救助活動に努める。途中不穏な動きを見せるバージェスを発見し、サボに報告した。その後、交易港でドンキホーテファミリーと取引している者のリストを回収し、バルティゴに帰還した。
劇場版『GOLD』では、テゾーロとタナカさんの会話を盗聴し、グラン・テゾーロに麦わらの一味が来ていることをサボに伝えた。
作者は「僕にとってコアラはホーディと真逆の人生を生きる、とても意味のあるキャラクター」と述べている。
バーソロミュー・くま
元革命軍幹部。元ソルベ王国国王にして、元王下七武海の一人。

##### G軍
エンポリオ・イワンコフ
声 - いまむらのりお（438話 - 452話）→岩田光央（461話 - ）
革命軍幹部。革命軍「G（グランドライン）軍」軍隊長。カマバッカ王国女王（永久欠番）。異名は「オカマ王」。
「偉大なる航路」カマバッカ王国出身。51歳→53歳。誕生日は1月8日（ヒーハー）。身長449cm。やぎ座。血液型XF型。好物はホルモン焼き。
頭部が大きい、オカマの大男。紫色のアフロヘアーや長いまつげなど、インパクトの強い外見をしている。オネエ言葉で話し、一人称が「ヴァターシ」、二人称が「ヴァナタ」「○○ボーイ」、語尾に「ブル」をつける、口癖が「ヒーハー」、言った事を直後にノリツッコミのように否定する（この時、部下はツッコミつつも歓声を挙げる）といった独特の言い回しをする。見た目や言動はエキセントリックだが、経験・知識豊富な実力者。数々の人や国を救った「奇跡の人」として知られるが、本人はそう呼ばれることを否定している。通称「イワさん」。ルフィやくまからは「イワちゃん」、部下からは「イワ様」、ドラゴンからは「イワ」と呼ばれている。ルーキー時代のクロコダイルと面識があり、何らかの弱みを握っている。
超人系悪魔の実「ホルホルの実」の能力者。様々なホルモンを指先から注入できる「ホルモン自在人間」。性別・体温・色素・成長・テンションなど、人間を内側から変えてしまう人体のエンジニア。「ニューカマー拳法」の使い手で、肉弾戦にも長けている。
少年時代は天竜人の奴隷で、38年前にゴッドバレーでくまと出会い、大会の商品である「ニキュニキュの実」をくまに与えて、島からの脱出を手助けした。その後はくまやジニーと別れ海へ乗り出し、数年後にドラゴン率いる自勇軍に所属した。22年前にベコリへの反逆で投獄されたくまとジニーを救出し、ドラゴンやくまと共に革命軍を立ち上げる。数年前からインペルダウンに収容されたまま行方不明となっていたが、実は密かにLEVEL5.5「ニューカマーランド」を作り上げ、同志「新人類（ニューカマー）」を増やしつつ決起の時を窺っていた。
インペルダウン編で、マゼランに敗れて瀕死の状態に陥ったルフィとボン・クレーを救助する。ドラゴンの息子であるルフィの護衛を買って出ることを決め、同志と共に脱獄を決行する。途中、ルフィ達を先に行かせるためマゼランを足止めし、毒を受け敗北するが、「治癒ホルモン」と「テンションホルモン」を使って復活し、脱獄に成功する。マリンフォード頂上戦争では、処刑台に向かうルフィを援護する。同僚であるくまが人間兵器に改造されたことを知り、くまがニューカマーたちを傷つけたことに怒り戦いを挑む。戦争終盤、瀕死のルフィの頼みにより、2回目の「テンションホルモン」をルフィに投与。エースの戦死後、ルフィを守るため赤犬に攻撃を仕掛けるが、返り討ちにされる。終戦後はジンベエらにルフィを任せてカマバッカ王国へと帰還し、そこに飛ばされていたサンジと出会う。16点鐘の新聞記事からルフィのメッセージを受け取ったサンジの熱意に応え、「攻めの料理」を教えるための試練を仕掛けた。
ゾウ編後には、壊滅したバルティゴから逃れたドラゴンたちをカマバッカ王国に迎え入れる。世界会議閉幕後、本部に帰還したサボから世界会議で起こったことを聞く。
モデルは映画『ロッキー・ホラー・ショー』のフランクフルター博士と、作者と親交のあった舞台俳優のいまむらのりお。
技一覧
DEATH WINK（デス・ウィンク）
ただのまばたきだが、発せられる爆風で相手にダメージを与え、砲弾をも押し返す威力を持つ。その際の擬音は「バチョーン」（「バ」には濁点が3つ付いている）。
HELL WINK（ヘル・ウィンク）
「顔面成長ホルモン」で巨大化させた顔面から放つ「DEATH WINK」。擬音は「バァチコヴァロンヌ!!!!」。
銀河・WINK（ギャラクシーンヌウィンク）
残像によって顔面を分裂させる「GANMEN・残像（ガンメン・スペクトラム）」で無数に作られた顔面から大量のウィンクを飛ばす。
ニューカマー拳法44のエステ奥義「夢打撃処裏拳（むだげしょりけん）」
残像が見えるほどの超高速の貫手で攻撃する。
ローリング・エステ
回転により敵の攻撃を素早く避ける。
ホルホルの実
エンポリオ・女ホルモン
男を女に変える。
エンポリオ・治癒ホルモン
自己治癒力を強化し傷や毒を癒す。ただし、使用した相手の寿命を削るリスクがある。マゼランの毒に冒されたルフィは、10年分の寿命を削って復活した。
エンポリオ・テンションホルモン
アドレナリンを過剰分泌させて興奮状態にする。疲弊しきって動けない人物であっても疲れや痛みを一日ほど忘れられるが、後日壮絶な後遺症を伴うという副作用がある。また、連続で使用すると命を落とす危険性がある。
エンポリオ・顔面成長ホルモン
顔面を巨大化させる。
イナズマ
声 - 浜田賢二（男）、庄司宇芽香（女）
革命軍幹部。革命軍「G軍」副隊長。イワンコフの部下。
「南の海」出身。27歳→29歳。誕生日は8月3日。身長228cm。しし座。血液型F型。好物はガーリックシュリンプ。
サングラスや髪の色も含め、服の右半分が白色、左半分がオレンジ色をしているのが特徴。性別を超越した「新人類」の一人で、登場のたびに男性であったり女性であったりする。冷静沈着な性格で、イワンコフを的確にサポートする。常にワイングラスを持っている。ルフィには「カニちゃん」と呼ばれる。アニメでは、過去にサボなど革命軍の少年兵に座学を行っていた。
超人系悪魔の実「チョキチョキの実」の能力者。腕を大きなハサミに変え、いかなるものを切り出して紙のように自在に扱える「ハサミ人間」。
インペルダウンのLEVEL5「極寒地獄」にて力尽きたルフィとボン・クレーを、ニューカマーランドに運び入れた。脱獄する際に、イワンコフと共にマゼランを足止めするが敗北。復活したイワンコフに助けられ脱獄するが、治療に専念するためリタイアさせられる。頂上戦争中はイワンコフの髪の中に隠れており、戦争終盤にエースの処刑台への橋を作り、ルフィを援護した。海軍本部から脱出する際に赤犬に倒されるが、生き延びてカマバッカ王国へと帰還した。
技一覧
大鋏（おおかなばし）
建造物などを切り崩す。
KEEP OUT（キープ・アウト）
切り離した物を相手に向かって飛ばし、足止めする。

##### 西軍
モーリー
声 - 三宅健太
革命軍「西軍」軍隊長。巨人族。異名は「毛皮のモーリー」。懸賞金2億9300万ベリー。
「西の海」出身。160歳。誕生日は9月11日。身長12.53m。おとめ座。血液型F型。好きな食べ物はバーニャカウダ。嫌いな食べ物は魚。趣味はカラオケ・地中散歩。
ミニスカートをはいた、オカマ口調の大男。口調に反し声は「いいオッサンの声」。イワンコフとは性質上、意気投合している。武器は銛。
超人系悪魔の実「オシオシの実」の能力者。様々な物を壊さず押しのけることができる。銛で突き刺した地面を粘土のように使って攻撃したり、地中を移動したり、地中に空間を作ったりすることができる。
かつては凶悪な海賊で、100年以上前にインペルダウンに収監されたが、能力で穴を掘り人知れず脱獄した。その後、とある事件に巻き込まれたことがきっかけで、最近になって革命軍に加入した。
世界会議編では、サボ達と共にマリージョアに潜入し、くまを救出する。
ウシアーノ
声 - 岸尾だいすけ
革命軍「西軍」副隊長。
牛の姿をした男。片言で話す。

##### 東軍
ベロ・ベティ
声 - 甲斐田裕子
革命軍「東軍」軍隊長。懸賞金4億5700万ベリー。
「東の海」出身。34歳。誕生日は6月15日（ベロ(6)・ベティ(1)の鼓(5)舞）。身長196cm。ふたご座。血液型XF型。好きな食べ物はアーモンド。嫌いな食べ物はマヨネーズ。趣味は家庭菜園。
サングラスをかけ、裸の上半身に上着とネクタイを纏っただけの服装をしている、スタイルの良い美女。喫煙者。口が悪く、闘わない者には冷たい態度を取るが、闘って勝利を得た民衆には激励を送る慈悲深さを持っている。先代の「東軍」軍隊長であったジニーのことは様付けで呼んで慕っていた。
超人系悪魔の実「コブコブの実」の能力者。鼓舞した相手の内なる力を呼び起こし、身体能力を増強させることができる。持っている旗を使って鼓舞するため、「自由への旗手」と呼ばれている。
他の軍隊長3人と共に総本部に向かう途中にルルシア王国の港町に現れ、桃ひげ海賊団の襲撃を受ける民衆に自身の能力で勇気と戦う力を与え、国を救った。海賊達に懸けられていた懸賞金の全てを国民に譲ると、島を離れカマバッカ王国に合流した。
モデルはウジェーヌ・ドラクロワの絵画『民衆を導く自由の女神』に描かれているマリアンヌ。
あひる
声 - 下地紫野
革命軍「東軍」副隊長。
左手が機械製の義手になっている長い黒髪の女性。機械音を口に出す癖がある。
ジニー
声 - 小林由美子
革命軍初代「東軍」軍隊長。ジュエリー・ボニーの母親。故人。懸賞金1億9000万ベリー。
「偉大なる航路」ポルコ王国出身。39歳没。誕生日は10月21日。身長174cm。てんびん座。血液型F型。好物は骨付き肉。
口は悪いが常に明るい人柄で、ボニー同様かなりの大食い。窃盗・盗聴・通信のプロ。ベティをはじめ多くの部下から慕われていた。かつて同じ天竜人の奴隷だったイワンコフのことは「アニキ」と呼んでいた。くまのことを愛しておりプロポーズもしたが、自分の出自がジニーを不幸にすることを危惧したくまからは、返事をはぐらかされていた。
4歳の頃から天竜人の奴隷で、38年前のゴッドバレーでイワンコフ共々くまと出会う。得意の通信技術で国外に大会の商品である悪魔の実の情報を流し、これを聞きつけたロックス海賊団やロジャー海賊団といった大物海賊団の集結に乗じて島から脱出する。ソルベ王国に逃れると、くまとの同居生活を始め、後に革命軍に参加する。14年前、その美しさから天竜人の妻として攫われてしまいボニーを出産するも、その2年後、五老星サターン聖の薬物実験の副作用で「青玉鱗」に罹ってしまったことで捨てられる。赤ん坊のボニーを連れ、命からがらソルベ王国に帰還するも、くまとの再会は叶わず病死した。

##### 南軍
リンドバーグ
声 - 菅沼久義
革命軍「南軍」軍隊長。ネコのミンク。懸賞金3億1600万ベリー。
新世界「モコモ公国」出身。37歳。誕生日は5月21日。身長149cm。おうし座。血液型F型。好きな食べ物はハンバーグ。嫌いな食べ物はクッキー。趣味はボードゲーム。
ゴーグルをかけた小柄な男。研究熱心で、その頭脳は革命軍でも随一。好奇心も旺盛で、衝動を抑えきれず外界へ飛び出した。様々な科学兵器を駆使した戦闘を得意とし、背中の機械で空を飛ぶことができる。
世界会議編では、サボ達と共にマリージョアに潜入し、くまを救出する。
技一覧
クールシューター
命中した箇所を凍らせる弾丸を発射する。
レーザーシューター
銃からレーザー光線を発射する。
ギャンボ
声 - 山口太郎
革命軍「南軍」副隊長。
ハンプティ・ダンプティのような外見の男。一人称は「私」。

##### 北軍
カラス
声 - 草尾毅
革命軍「北軍」軍隊長。懸賞金4億ベリー。
「北の海」出身。47歳。誕生日は9月18日。身長265cm。おとめ座。血液型S型。好きな食べ物はウインナー。嫌いな食べ物はチキン料理全て。趣味はボランティア。
黒いコートを纏った禿頭の男。声が小さすぎて普通に話すとほとんど聞き取れないため、ペストマスクのような嘴型の拡声器を装着している。自分の小さい声を気にしており、それを指摘されると怒り出す。
悪魔の実「ススススの実」の能力者。体を煤に変化させることができる。主に体をカラス型に分裂させ、攻撃・妨害・移動に用いる。他にも煤で刃を作り出すといった用途がある。
ドレスローザ編では、仲間の元までサボを乗せて届けた。世界会議編では、サボ達と共にマリージョアに潜入し、くまを救出する。
技一覧
烏煤（カラスス）
体をカラス状に分裂させる。
烏連魂（カラスレンコン）
体を無数の「烏煤」に分裂させ、相手に突撃する。
方尖煤（オベリスス）
煤で数多の刃を作り出し、敵軍を下から突き上げる。
ジロン
声 - 武虎
革命軍「北軍」副隊長。
目にマスクをつけ、マントを羽織った男。語尾に「ジェ」を付けて話す。望遠鏡を噛み砕けるほどの強靭な歯を持つ。
モデルは、アニメ『戦闘メカ ザブングル』の主人公、ジロン・アモス。

#### その他の革命軍構成員
ハック
声 - 廣田行生
革命軍兵士。魚人空手師範・魚人柔術武闘家。エビスダイの魚人。異名は「百段ハック」。
魚人島出身。38歳。誕生日は8月9日（ハック）。身長280cm。しし座。血液型S型。好物は瓦せんべい。
胴着を着た格闘家。ジンベエとは友人同士。魚人を蔑む人間とも拳で語り合う友好の道もあると信じている。革命軍で育てられている孤児達に戦闘を教えており、かつてコアラも指導した。サボとは彼が革命軍に加わった少年期の頃からの付き合い。コアラ同様、サボにはよく振り回されている。
ドレスローザ編でコリーダコロシアムの剣闘会に出場。Bブロックでは多くの敵を一撃で倒し驀進を続け、バルトロメオの背後を狙うが、バリアに阻まれ右腕を負傷し、返り討ちに遭った。スクラップ場に落とされた後、コアラにコロシアムの地下の状況を報告したが、シュガーの能力でオモチャにされてしまう。オモチャから元に戻るとサボ達と合流し、「鳥カゴ」阻止にも協力した。
技一覧
四千枚瓦正拳（よんせんまいがわらせいけん）
相手を吹き飛ばす渾身の正拳突き。
テリー・ギルテオ
革命軍基地の情報管制官。犬の帽子を被り、タバコを吸っている。
バニー・ジョー
声 - 藤本たかひろ
革命軍兵士。ロビンをテキーラウルフから解放した兵士たちの一人。
レイズ・マックス
劇場版オリジナルキャラクター。

### ジェルマ王国

#### ヴィンスモーク家
ヴィンスモーク・ジャッジ
声 - 堀秀行
ジェルマ王国国王。ジェルマ66総帥。サンジの父親。異名は「怪鳥（ガルーダ）」。
「北の海」ジェルマ王国出身。56歳。誕生日は5月12日（頭文字V→ローマ数字5、ジャッ→J→アルファベット10番目、ジ→2）。身長272cm。おうし座。血液型S型。好物はオマール海老のトマトパスタ。
尖った長い髭と二つに割れた顎が特徴の男。兜を被っている。闇の世界では有名な人物。北の海をジェルマの名で再び征服する野望を抱いており、北の海の4人の王を討ち取った大事件「四国斬り」を起こしている。家族に対する愛情はそれなりにあるものの極度の実力主義者かつエゴイストで、幼い頃5人の子供の中で唯一落ちこぼれだったサンジを一族の恥と見下し虐げていた。サンジを息子とは全く認識しておらず、それどころか自分の目的を達成するための単なる駒としか見ていない。王族であることを鼻にかけた傲慢な性格で、サンジとはあらゆる価値観が正反対であるため、サンジも彼を忌み嫌っており親とすら認めていない。
武器は槍。戦闘では噴射や電気を発生させる靴を用いる。勝利のためならジェルマの兵士を躊躇なく自身の壁や目くらましとして利用する。
かつてはDr.ベガパンクと共に兵器の研究をしていたほどの優秀な科学者。シーザー・クラウンとも顔見知りで、クイーンからは強い対抗心を向けられている。所属していた研究チーム「MADS」はベガパンクが発見した「血統因子」の危険性から政府に買収されてしまうが、自身は政府の手から逃れ、ジェルマ帝国の復活と北の海の国々への復讐のために一人で血統因子の研究を続け、人生の全てを捧げた研究の末、自分の命令に忠実に従うクローン兵を生み出す。さらに自分の子供たちにも妻ソラの反対を押し切って操作を施し、将来ジェルマを率いるに相応しい兵士にするべく幼い頃から厳しい訓練を与えた。しかし、劇薬を飲むというソラの抵抗により「普通の人間」として生まれたサンジのことは「将来性0」「無駄な存在」と判断し、鉄仮面をつけて死んだ扱いで地下牢に監禁した。13年前、北の海から東の海に渡りコジアに侵攻中、牢から抜け出したサンジを発見したが、人前で自分が父親であることを口外しないことを条件として脱走を見逃した。以降は出奔したサンジの行方を捜し続け、エニエス・ロビー崩壊後にサンジの似顔絵の手配書が出回ると、海軍本部にデュバルを追わせた。2年後、政府からサンジの写真を入手した連絡を受けると懸賞金を上乗せし「ONLY ALIVE（生け捕りのみ）」に変更させた。
四皇ビッグ・マムの力を借り野望を実現させるため、シャーロット家との縁談を成立させる生贄としてサンジを利用することを画策。ホールケーキアイランド編で13年ぶりに再会したサンジと意見の違いから決闘を行い、ビッグ・マムから預かった島から出ると爆発するブレスレットを嵌め、ゼフを人質に政略結婚を強要する。結婚式の裏でビッグ・マムがジェルマの科学力を奪うためヴィンスモーク家皆殺し計画を練っていたことには気づかず、結婚式当日にペロスペローのキャンディで拘束され悔し涙を流す。サンジによって解放されるとレイドスーツを纏い、ペロスペローらを撃退しベッジの体内に避難する。そこでサンジから訣別を言い渡されると、それを受け入れて今後サンジや東の海に近づかないと約束し、ケジメとしてベッジの護衛を引き受けビッグ・マムと交戦する。ホールケーキアイランドから脱出後、船団を率いてカカオ島に現れ、逃げる麦わらの一味を援護した。ビッグ・マムへの傘下入りを企てたことが政府に露見したことで、世界政府加盟国から除名された。
表紙連載『ジェルマ66のあゝ無感情海遊記』では、ジェルマに逃れてきたシーザーと一触即発になるが、ベガパンクへの対抗心から和解し、2人で「NEO MADS」を結成する。
初期構想では、「からくり伯爵 サンジェルマン」という名前のキャラクターや、オネエ口調のキャラクターなど、決定稿とは異なる設定が複数存在した。
技一覧
電磁クラック（デンジ - ）
靴から電気を発生させ相手を蹴りつける。靴からの噴射「ブラスター」を利用して相手を蹴り飛ばすことも出来る。
電磁シャフト（デンジ - ）
電気を発生させた槍で相手を突き飛ばす。
ヴィンスモーク・ソラ
声 - 山本百合子
元ジェルマ王国王妃。サンジの母親。故人。
レイジュと似た顔立ちをした美しい女性。サンジが持ってきた失敗作の弁当を一切顔色を変えず喜んで食べるなど、ジャッジとは対照的に子思いで優しい感情豊かな性格。誕生日は7月9日（ソラ、ヴィンスモー9）。
ジャッジによる子どもたちの血統因子の操作に反対し、血統因子に影響を及ぼすほどの劇薬を飲むという命懸けの抵抗をした。そのおかげで4人中サンジだけが感情を持つ人間として生まれる。しかし後遺症で伏せるようになり、サンジがジェルマにいた頃に亡くなった。劇薬を飲んだことは一切後悔せず、自分を気遣ってくれるサンジの優しさに喜んでいた。
ジェルマ66をモデルとする絵物語「海の戦士ソラ」の主人公と同じ名前だが、関係性は不明。
ヴィンスモーク・レイジュ
声 - 根谷美智子
ヴィンスモーク家長女。ジェルマ66「ポイズンピンク」。サンジの姉。
「北の海」ジェルマ王国出身。24歳。誕生日は11月30日（「いい」女・「サン」ジの姉・「レイ」ジュ）。身長173cm。いて座。血液型F型。好物はヨロイオコゼの毒、リンゴ。
前髪で顔の右側が隠れているピンク髪の美女。レイドスーツは蝶の羽を象ったような衣装。両太ももに「6」の刺青がある。普段は淑やかで穏健な性格だが、感情が高ぶると口調が荒くなり、苛烈さが顔を出す。肉体改造こそ受けているものの、弟達と違い「感情」を持っており、ヴィンスモーク家では唯一まともな感性を持っている。そのためヴィンスモークの名を恨み恥じており、ジェルマは滅ぶべきと考えている。弟達からは呼び捨てで呼ばれている。
毒物を口から吸い取ったり、毒を生み出し攻撃する能力を持つ。この能力はジャッジによってレイドスーツの能力に適した人体として生み出された影響によるもの。
幼い頃、父や弟に虐げられていたサンジを陰ながら手当てしていたが、自分に危害が及ぶことを恐れ、いじめを止めることはしなかった。13年前、サンジの意思を汲んで牢から逃がし、サンジの脱走を手引きした。この経緯からサンジからは他の家族と違って恨みを抱かれていない。
ホールケーキアイランドに向かうルフィ達と遭遇し、ヨロイオコゼの毒で苦しんでいたルフィを救い、ヴィンスモーク家の実態やサンジの手配書が変更された経緯について語った。王国でサンジと再会すると、顔の腫れのみを抑えるパックでイチジ達からの暴行で受けた傷の応急処置を施した。その後プリンの素性を怪しみ嗅ぎ回っていたが、逆にプリンに拘束される。その様子を見ていたサンジから手当てされ、サンジに自身の出生と母の死の真相を話し、一味に戻り逃げるよう促す。サンジが出払った後、脱走して暴れていたルフィを保護しサンジの状況を話した。翌日の結婚式ではビッグ・マム海賊団に包囲されるがサンジ達によって救出され、スムージーに捕まったナミを救出する。会場から脱出後、弟たちとカカオ島に現れ、ルフィとサンジを狙う砲撃部隊を一掃して2人を援護した。
表紙連載『ジェルマ66のあゝ無感情海遊記』では、イチジと共に再びホールケーキアイランドに乗り込み、ニジとヨンジを救出する。
技一覧
桃色毒矢（ピンクホーネット）
口から毒を吹き付ける。
ヴィンスモーク・イチジ
声 - 杉山紀彰、鈴木真仁（幼少期）
ヴィンスモーク家長男。ジェルマ66「スパーキングレッド」。サンジの長兄。
「北の海」ジェルマ王国出身。21歳。誕生日は3月2日。身長186cm。うお座。血液型S型Rh-。好物はイチゴ、ウイスキー。
右側が大きく盛り上がった赤髪でサングラスをかけている。レイドスーツには「1」の字が刻まれたマントがついている。ヴィンスモーク家兄弟のリーダー格。サンジ同様女好きだが、王族としての荘厳な振る舞いをし、冷酷な物言いでサンジを侮蔑する。血統因子の影響を受けず訓練で落ちこぼれだったサンジを出来損ないの失敗作と見下し、ニジ・ヨンジと結託してサンジを虐げていた。
強力な火花を発する能力を持ち、目を発光させて相手の目眩ましをしたり、光線として飛ばしたりすることができる。
サンジの結婚式の3日前にニジと共にブロックコリー島の戦争を終結させ、式の前日にホールケーキアイランドに到着。コゼットへの扱いでニジと衝突したサンジに対し、「お前には東の海に人質がいる」と脅し、幼い頃と同じように3人がかりで暴行を加えた。翌日の結婚式ではビッグ・マム海賊団に拘束されたがサンジに救われ、ホールケーキ城が崩壊した混乱に乗じて会場から脱出。ジェルマに攻め込んできたヌストルテ率いる軍隊を返り討ちにし、麦わらの一味が出航したことを知ると艦を出すよう命令を下す。その後、ビッグ・マム海賊団に一泡吹かすためにカカオ島に現れ、オーブンを退け、ルフィとサンジの逃走を援護した。
技一覧
混色バグ（ブラック - ）
ニジ・ヨンジとの合体攻撃。
火花フィガー（スパーキング - ）
火花が飛び散るパンチを放つ。
火花フィガー・ダブル
アニメオリジナル。火花を発した両手を合わせ爆発を起こす。
火花光拳（スパーキングヴァルキリー）
両手から火花による無数の光線を放ち、相手を貫く。
ヴィンスモーク・ニジ
声 - 宮内敦士、三田ゆう子（幼少期）
ヴィンスモーク家次男。ジェルマ66「デンゲキブルー」。サンジの次兄。
「北の海」ジェルマ王国出身。21歳。誕生日は3月2日。身長185cm。うお座。血液型S型Rh-。好物はブルーベリー、スコッチ。
青髪のリーゼントでゴーグルをかけている。レイドスーツには「2」の字が刻まれたマントがついている。サンジ同様女好きではあるものの、女性に平気で手を上げ、料理長のコゼットをメシ炊き女と見下している。些細なことで逆上する性格で、幼少期に竹刀の試合で負けたサンジを気絶しても叩き続けたように、兄弟の中でも特に粗暴で短気な部分が目立つ。食べ物の好みにもうるさい。
手足から打撃と同時に電撃を放てる他、自らの姿を隠す能力を持つ。また、喉を掴んだ相手の声を真似て話すことができる。
結婚式前日に食事を巡ってサンジと衝突し、食後に料理長のコゼットに重傷を負わせたことでサンジの怒りを買うが、ゼフの件で手が出せなくなったサンジを返り討ちにした。翌日の結婚式会場からの脱出後、ヌストルテになりすまして「ジェルマを壊滅させた」と虚偽の報告をした。その後、カカオ島に現れ、逃げるルフィとサンジをサニー号の方へ投げ飛ばした。しかし、ビッグ・マムに敗れ捕らえられる。
表紙連載『ジェルマ66のあゝ無感情海遊記』では、ヨンジと共にモンドールの本に拘束されホールケーキアイランドに連行されるも、レイジュとイチジによって救出された。
技一覧
ステルス
自身の姿を消して相手の背後に回る。
起電ニードル（ヘンリー - ）
電撃を纏った足で膝蹴りを繰り出す。
起電光剣（ヘンリーブレイザー）
「光速の剣」。電撃を纏った剣を振るい、高速で移動しながら相手を斬る。
ヴィンスモーク・ヨンジ
声 - 津田健次郎、粗忽屋武蔵野店（幼少期）
ヴィンスモーク家四男。ジェルマ66「ウインチグリーン」。サンジの弟。
「北の海」ジェルマ王国出身。21歳。誕生日は3月2日。身長194cm。うお座。血液型S型Rh-。好物はグリーンピース。
オールバックに後ろ髪が大きく跳ね上がっている緑髪のヘアスタイルが特徴。レイドスーツには「4」の字が刻まれたマントがついている。サンジ同様女好きだが、「人助けの趣味はない」と豪語する冷酷な性格で、ナミやレイジュからも非難されている。兄弟の中では最も背が高く、体格もいい。
腕や指を分割させロープのように伸ばす能力を持つ。自分より巨体の相手を押さえつける高い腕力を持っている。
レイジュと行動を共にし、ホールケーキアイランドに向かう途中でルフィ達と遭遇。到着後、昔と同じようにサンジに絡んだが返り討ちに遭った。結婚式前日の朝食後、サンジを地下にある兵士のストック倉庫に案内し、ジェルマ66の全容を教えた。結婚式の後、カカオ島に現れ、ユーエンを振り回して敵軍を掃討したが、ビッグ・マムに敗れ捕らえられる。
表紙連載『ジェルマ66のあゝ無感情海遊記』ではニジと共に拘束されるも、レイジュとイチジによって救出された。
技一覧
巻力断頭（ウインチダントン）
腕を伸ばし、掴んだものを振り回して投げ飛ばす。

#### 使用人
コゼット
声 - 鈴木真仁
ジェルマ王国料理長。
そばかすがあり長い髪を縛った若い女性。料理の技術はサンジが絶賛するほど。誕生日は5月2日（コ→5、ゼット→Z→2）。
サンジといさかいを起こし腹を立てていたニジに、顔が腫れ上がるほどの暴行を受けた。
エポニー
声 - 粗忽屋所沢店
病床の身だったソラの世話係をしていた中年女性。誕生日は8月2日（エ→8、ニー→2）。

### 世界経済新聞社
モルガンズ
声 - 加瀬康之
世界経済新聞社社長。異名は「ビッグ・ニュース」。
「偉大なる航路」出身。53歳。誕生日は7月14日（新聞配達の日）。身長305cm。かに座。血液型XF型。好物はポップコーン。
常に能力で鳥の姿（人獣型）をしている男。表社会と裏社会の双方に通じる情報通で、政府から情報操作を依頼されることがある。世界経済新聞に載っている「海の戦士ソラ」に登場するジェルマとも深い関わりを持つ。ルフィをはじめ「最悪の世代」に注目しており、その中から海賊王が誕生すると考えている。ジャーナリストとしての誇りを持つが、守銭奴でもあり、世間が騒ぐなら嘘の記事を出すことも厭わない。ビッグ・マムを「マミーゴ」と呼ぶ。口癖は「ビッグ・ニュース」。笑い声は「クワハハハ」。
動物系悪魔の実「トリトリの実 モデル“アルバトロス”」の能力者。本人は人獣型の維持で飛ぶことができないため、気球で移動する。サイファーポールの役人を素手で倒すほど、腕っ節は強い。
少なくとも38年前のゴッドバレー事件の頃にはすでに記者として活動しており、ゴッドバレー事件についてはガープの活躍にのみ触れた記事を出していた。
ホールケーキアイランド編では、闇の世界の帝王の一人としてお茶会に招かれる。お茶会でのルフィの大立ち回りに関心を寄せ、ルフィの活躍を大々的に報じた。世界会議閉幕後、議決結果とその後の事件について報道しようとして、アタッチに変装していたサイファーポールに揉み消しを強要されるが、返り討ちにして記事を出した。また、情報提供を申し出てきたワポルとビビを本社で保護している。ワノ国編では、情報を隠蔽しようとする政府の意向を無視し、カイドウとビッグ・マムが敗北し、ルフィとバギーが新たな四皇となったことを報じた。エッグヘッド編では、政府のベガパンク抹殺の情報を掴み、ルフィを首謀者とする記事を出す。
アタッチ
声 - 松山鷹志
海軍写真部部長→世界経済新聞カメラマン。異名は「炎のアタっちゃん」。
海軍が発行する手配書の写真を撮っているカメラマン。どんな場所にも潜り込み、「ファイア!!」と叫びながらシャッターを切る。
SBSで初めて紹介されたキャラだが、後に本編にも登場。エニエス・ロビーの事件の際に、ルフィたちの写真を撮影したが、サンジの顔写真を撮った時だけカメラのレンズのキャップを外し忘れて失敗した。同様のミスを57回も繰り返したことでその後クビになるが、モルガンズに拾われ、新世界編では世界経済新聞に所属している。
世界会議後、サイファーポールの役人がアタッチに変装してモルガンズに情報の揉み消しを迫ったが、返り討ちにされた。
イヤンエーノウ・チノデ
世界経済新聞社の記者。24歳。人気ファッションコーナー「街角コレクション」を担当している。真面目で人望が厚い。
世界会議閉幕後、本社に逃げてきたビビに服を貸した。

## 東の海（イーストブルー）
ゴア王国 / シェルズタウン / シモツキ村 / オレンジの町 / 珍獣の島 / シロップ村 / バラティエ / ココヤシ村 / ローグタウン / テキーラウルフ / フラウス王国 / ナガグツ王国

### ゴア王国

#### 王族・貴族
ステリー
声 - 鳥海浩輔、坂本千夏（幼少期）
ゴア王国国王。サボの義弟。
ゴア王国出身。20歳。誕生日は3月12日。身長180cm。うお座。血液型S型。好物は最高級のシャンパン。
分厚い唇が特徴の青年。平民を臆面もなくゴミ呼ばわりし蔑む傲慢な性格。かなりの世間知らずで、巨人や魚人に誤った認識を持っている。また些細なことで激しく慌てふためくかなりの小心者。出世欲が強く、現在の地位に満足せず、ゆくゆくは天竜人になる野心を抱いており、虚の玉座にも興味を持っている。
貴族の家系の生まれで、何らかの事情で親に子育てを放棄されたが、将来を有望視され養子としてサボの父親に引き取られた。優秀でサボよりも聞き分けがいいため義父母から溺愛されており、表向きは義兄のサボに敬意を払う素振りを見せていたが、二人きりになると貴族として出来の悪い彼を罵っていた。
王族との縁を虎視眈々と狙い王女ナントカネットと結婚し、元国王と王子の不審な死によって、新世界編の世界会議の数か月前にゴア王国国王となった。世界会議編で、大人に成長した姿で再登場。世界会議閉幕後、新聞でサボがマリージョアにいたことを知り驚く。
サリー・ナントカネット
声 - 小松由佳
ゴア王国王妃。ステリーの妻。
前国王の娘で、縁談でステリーと結婚した。美人だが、ステリー同様高慢な性格。誕生日は7月31日（サリー（31）・ナ（7）ントカネット）。
名前の由来はフランス王国王妃マリー・アントワネット。作者曰く適当につけた名前。
12年前のゴア王国国王
声 - 田中亮一
本名不明。天竜人のゴア王国視察にあたり、ブルージャム海賊団を騙してグレイ・ターミナルを焼き払わせた。新世界編の世界会議の数ヶ月前に、息子の王子ともども不審死を遂げた。
アウトルック3世
声 - 粗忽屋新宿店
サボの父親。
貴族としての地位と名誉にしか頭にないエゴイストで、サボには親としての愛情を注いでいなかった。サボを将来王族の娘と結婚させるつもりでいたが、出来の悪いサボを巡り、妻と度々口喧嘩していた。サボがもし人生に失敗したら、養子としたステリーをサボの代わりにするつもりでいた。
中心街で家出していたサボを発見し、ブルージャム海賊団を雇ってサボをルフィとエースから引き離し、強制的に連れ戻した。
ディディット
声 - 進藤尚美
サボの母親。夫同様サボには親としての愛情を注いでいなかった。
アッホ・デスネン9世
声 - 田中一成
ゴア王国の貴族。貴族以外はゴミと蔑んでいる。娘のアッホ・ヅラコも身分を鼻にかけている。

#### フーシャ村
ウープ・スラップ
声 - 千葉繁、青野武、園部啓一
フーシャ村の村長。誕生日は2月28日。
海賊を「悪」とみなす生真面目な老人で、ルフィが海賊になったこともよく思っていない。ルフィには厳しく接していたが、心底ではルフィを心配している。ガープやダダンとも旧知の仲であり、ルフィの家族関係も公表以前から知っていた模様。
マキノ
声 - 大本眞基子
演 - キャスリーン・スティーブンス
フーシャ村の酒場「PARTYS BAR」の女店主。
フーシャ村出身。29歳→31歳。誕生日は2月23日。身長166cm +シークレットシューズ。うお座。血液型S型。好物はジュースとケーキ（子供と一緒に楽しめるもの）。
清廉で笑顔を絶やさない女性。海賊や山賊にも毅然と対応する肝の据わった一面もある。幼い頃のエース達に挨拶の仕方などを教えた。現在はルフィの活躍を喜んでいる。
新世界編では子供を出産しているが、夫は明らかにされていない。
ギョルさん、チキンおばさん
フーシャ村の魚屋の夫妻。ギョルの誕生日は3月7日。チキンの誕生日は2月8日。
ヒグマ
声 - 岸野幸正
演 - テイマー・ブルジャック
ヒグマ山賊団棟梁。懸賞金800万ベリー。
「東の海」出身。46歳没。誕生日は11月18日（熊の日）。身長190cm。さそり座。血液型X型。好物は酒、山菜、熊肉。
過去に56人殺したお尋ね者。自分に逆らう者は子供であろうと平然と殺そうとする冷酷な人物。
12年前、マキノの酒場でシャンクスに絡み、どれだけ侮辱しても彼が抵抗しなかったことから、腰抜けと見下した。再度店に立ち寄った際に、シャンクス達を侮辱する発言をし、立ち向かってきたルフィを返り討ちにして殺そうとする。しかし、現れたシャンクス達に部下を全員倒されたことで怖気づき、隙を見てルフィを捕まえた上で海に逃げ出す。海上でルフィを海に落とすが、直後に現れた近海の主に乗っていた船ごと食べられてしまった。
近海の主
フーシャ村近海に住み着く、小型の海王類。誕生日は9月14日（「き」んか「い」のぬ「し」）。
12年前、ヒグマを丸呑みし、さらにルフィを庇ったシャンクスの左腕をも食いちぎったが、シャンクスの睨みに怖気づき、逃げ出した。10年後、フーシャ村を旅立ったルフィに襲い掛かったが、修行を重ねたルフィに一撃で返り討ちにされた。

#### コルボ山
カーリー・ダダン
声 - 上村典子
山賊「ダダン一家」棟梁。ルフィとエースの仮親。懸賞金780万ベリー。
コルボ山出身。53歳→55歳。誕生日は8月30日。身長221cm。おとめ座。血液型X型。好物は野牛の肉。
フーシャ村裏のコルボ山に住む山賊。強面でいかつい体格の中年女性で常にタバコをくわえている。窃盗・詐欺・殺人もためらわないが、人情に厚い性格。ルフィに対する思い入れは誰よりも強く、普段は全く頭の上がらないガープにも、ルフィとエースのことでは容赦しない。
12年以上前、ガープから「星の数ほど犯した罪」を見逃す代わりに、生まれたばかりのエースを育てるよう託された。しかしエースは赤ん坊の頃から手に負えず、完全に匙を投げて放任していた。12年前、ルフィも預かることになり、さらにエースとルフィが連れ込んだサボの面倒まで見ることになる。彼らには悪態をつきながらも、次第に情を抱くようになる。グレイ・ターミナルの大火事ではルフィたちの救出に向かい、エースを援護しながらブルージャムと交戦した。ルフィとエースがそれぞれ旅に出る際、2人から感謝の言葉を言われていたことに感動し、陰ながら号泣していた。
頂上戦争終結後、フーシャ村に一時帰還したガープの前に現れ「なぜエースを助けなかったのか」と問い詰め、哀しみと怒りのまま殴り倒した。そして「ルフィがこの先どんな海賊になろうと、自分はルフィの味方」と改めて決意し、兄を喪ったルフィに空を仰いで声援を送った。新世界編では、マキノの酒場で村民とも親しくしている模様。麦わらの一味の報道記事を切り抜いて集めたり、ルフィやサボに関する記事を読んでいる様子が描かれている。
ドグラ
声 - 粗忽屋東品川店
ダダンの子分。土偶のような風貌の小柄な男。言葉に「ないですか→ニーっすか」「行ってた→行っティた」など、特徴的ななまりが入る。誕生日は12月19日。
12年前、サボが天竜人に砲撃された現場を一部始終目撃し、ルフィ達に報告した。
マグラ
声 - 粗忽屋
ダダンの子分。口髭を生やした大男。口癖は「まーまー」。誕生日は10月30日。
ナグリ
声 - 稲葉実
アニメオリジナルキャラクター。12年前、グレイ・ターミナルに住んでいた老人。元ナグリ海賊団船長。武器は槌。覇王色の覇気の持ち主。
かつてロジャー海賊団との戦いで敗れ、仲間と離ればなれになった。負けた自分たちを見逃してくれたことから、ロジャーへの恨みはない。再び海に出て仲間たちを探すべく海賊船を作っている最中にルフィ達と出会い、海賊の修業をつけた。その後、海賊船を完成させ、ルフィ達の大虎との勝負を見届けた後、エースと再戦の約束をして海へ旅立って行った。

### シェルズタウン
リカ
声 - 宇和川恵美（2話 - 69話、エピソードオブ東の海、実写ドラマ版）、鎌田梢（TVSP4、291話 - 303話）
演 - カムディン・ゲイリー
シェルズタウンの少女。気が強い性格。おにぎりに塩ではなく砂糖を入れるなど甘い味付けの料理が特徴的。誕生日は6月18日（おにぎりの日）。
町に放し飼いにされていたヘルメッポの狼に襲われそうになった所をゾロに助けられ、海軍に捕まったゾロにおにぎりを届けに行った。ルフィたちの活躍によりモーガンが失脚した後は、海軍支部で働き始めたコビーと仲良くなり、ヘルメッポとも和解した。後に彼らが海軍本部に異動になった時、別れの挨拶もできなかった事から、知らせに来た海兵を責め立て号泣した。
新世界編では、海軍基地の給仕見習いになっており、彼女の作る甘口カレーは大人気だという。
リリカ
声 - 疋田由香里（2話 - 69話、実写ドラマ版）、進藤尚美（291話）
演 - ニコール・フォーチュン
リカの母親。誕生日は11月15日。
モーガンに怯え、ゾロやルフィにも関わらないようリカに言いつけていた。モーガンの支配が終わった後はルフィたちに食事をご馳走した。
ソーロ
ヘルメッポが飼っていた狼。町に放し飼いにされ、町民に多大な迷惑をかけていたという。リカを襲った際、ゾロに斬られた。誕生日は11月11日。

### シモツキ村
霜月 くいな（しもつき くいな）
声 - 豊嶋真千子
演 - オードリー・サイモン
ゾロの同門の少女剣士。年齢はゾロより少し上。霜月コウ三郎の孫。故人。
シモツキ村出身。11歳没。誕生日は9月17日（くいな→917）。身長150cm。おとめ座。血液型S型。好物は牛乳、卵焼き。
少年期の時点で道場の大人よりも強かったゾロが、生涯で一度も勝てないほど卓越した実力を持っていた（通算成績はくいなの2001戦全勝）。しかし、女には体力と体格に限界があるという理由で剣士としての将来を悲観しており、ゾロにもいずれは追い越されると考えていた。
ある夜、その悩みをゾロに打ち明け、ゾロと「どちらが早く世界一の剣豪になるか競争する」という約束を交わすが、その翌日に階段から落ちて死去。このことにより、ゾロの「世界一の剣豪になる」という野望は親友の遺志ともなった。ゾロの「和道一文字」は彼女の形見である。
名前の由来は鳥のクイナ。
霜月 コウシロウ（しもつき コウシロウ）
声 - 石塚運昇（19話 - 221話、『エピソードオブ東の海』）→乃村健次（1030話 - ）
演 - ネイサン・キャッスル
シモツキ村の剣術道場「一心道場」の師匠。くいなの父で、霜月コウ三郎の息子。
「東の海」出身。49歳→51歳。誕生日は5月4日。身長184cm。おうし座。血液型S型。好物は道場の縁側で食べるスイカ。
眼鏡をかけた穏やかな男性。くいなの死後、ゾロの決意を受け止め形見の「和道一文字」をゾロに託した。少年時代のゾロの師匠で、彼が教えた剣士としての「志」は、ゾロがMr.1に勝利する鍵となった。ゾロが名を馳せたことで道場生の子供たちが海賊や三刀流、新世界編では隻眼にまで憧れだしたことには困り気味だが、ゾロを想う気持ちは変わっていない。
霜月 コウ三郎（しもつき コウざぶろう）
声 - 関輝雄
ワノ国出身の侍・刀鍛冶。「和道一文字」と「閻魔」を作った刀工であり剣豪。コウシロウの父親で、くいなの祖父。故人。
ワノ国出身。68歳没。誕生日は11月14日。身長221cm。さそり座。血液型XF型。好物は清酒、海獣の刺身。
眉毛の繋がった老人。刀は人を殺すための「人斬り包丁」であり、より多くの命を奪えるように刀を作るのが刀鍛冶という考えを持っている。シモツキ村では、いつも海岸で釣りをしていた。ゾロからは「村のジジー」と呼ばれていた。
55年前、おでんに「閻魔」を授けた後、ワノ国を違法出国し、大冒険の末に「東の海」のある土地に上陸。そこで山賊から人々を守ったり、剣術の指南をするなどして定住し、「シモツキ村」を作った。幼少期のゾロと面識があり、彼に「スナッチ」の掛け声や刀の性格などを教えており、自身が打った刀を譲った。
ゾロはコウ三郎について、彼が亡くなった時にくいなの祖父であることを知ったが、名前やワノ国の侍だったことなどは知らなかった。ワノ国編で飛徹から話を聞き、キングとの戦いの最中に村のジジーがコウ三郎であったことを理解した。
ロロノア・ピンゾロ
ゾロの父方の祖父。村の剣士。
霜月 フリコ（しもつき フリコ）
霜月牛マルの姉。ゾロの父方の祖母。コウ三郎と共にワノ国を出国し、ロロノア・ピンゾロと結ばれた。
ロロノア・アラシ
ピンゾロの息子で、ゾロの父親。海賊との戦いで死亡している。
テラ
ゾロの母親。盗賊の娘。故人（病死）。

### オレンジの町
ブードル
声 - 八奈見乗児、岩崎ひろし（実写ドラマ版）
オレンジの町の町長。
オレンジの町出身。73歳→75歳。誕生日は1月16日（「い」ぬが「お」ブード「ル」→116）。身長172cm。やぎ座。血液型F型。好物はサーモン。
犬顔が特徴の老人。かつて住んでいた町を海賊に滅ぼされ、42年前にただの荒れ地だった土地を、町民たちと協力し、長い年月をかけて現在の立派な港町に発展させた。店に残ったシュシュには餌を与え続けていた。町民や町を宝と想っており、町民からの信頼も厚いが、町のために向こう見ずな行動をとることもある。口癖は「さながら」。
バギー海賊団の襲来に心を痛ませていた。ペットフード店を燃やされたシュシュの無念と、その無念を無関係であるルフィが晴らしたことに感化され、単身バギーに挑もうとしたが、ルフィに制止される形で失神させられた。ルフィがバギーを倒すと、自分たちを救ってくれたことに涙を流しながら感謝の意を表し、ルフィたちの船出を見送った。
シュシュ
声 - 新千恵子
オレンジの町のペットフード店「PET FOOD」の番犬。
12歳→14歳（人間で言うと78歳）。誕生日は11月22日（ワンワン→11、ニャンニャン→22）。体高40cm。さそり座。好物はドッグフード。
亡くなった主人ホッカーの跡を継ぎ、ペットフード店を守っていた。
バギー海賊団が町を占領しても避難せず店に残っていたところを、バギー達から逃げてきたルフィ達と出会い、ルフィの檻の鍵を飲みこんでしまう。その後、モージとリッチーに店を全焼させられてしまったが、仇をとってくれたルフィに感謝を示し、戦いが終わった後、町民たちに悪党と誤解されたルフィ達を庇った。
新世界編では、店は巨大ペットフードショップにまで発展しており、噴水には麦わら帽子を被りボロボロになったペットフードをくわえたシュシュの像が建てられている。
ホッカー
声 - 川津泰彦
オレンジの町のペットフード店「PET FOOD」の店長であり、ブードルの親友。誕生日は5月17日。
12年ほど前に店を開きシュシュと一緒に営業をしていたが、ルフィがオレンジの町に来る3か月前に病気で入院し、亡くなった。
ポロ
オレンジの町の本屋の主人。誕生日は5月11日。
町に残ったブードルに代わり、避難する町民の統率を取った。ブードルを深く信頼している。

### 珍獣の島
ガイモン
声 - 大平透
珍獣の島に住む元海賊。
「東の海」出身。43歳→45歳。誕生日は8月5日。身長130cm。しし座。血液型X型。好物は珍獣島で採れるメロン。
森の番人を自称する、宝箱にはまった男。宝箱にはまって以来、髪を切れなくなったため、巨大なアフロヘアーになっている。本人いわく「長年の運動不足により宝箱に体がミラクルフィット」してしまっており、体は抜けず無理に壊そうとすれば体がイカレてしまうとのこと。その為宝箱から出る事を完全に諦めている。その容姿からルフィには「タワシのおっさん」と呼ばれる。海賊時代の船は「マチナ・ハレルヤ号」。
22年前、仲間と共に宝の地図をもとに無人島へ上陸。岩山の頂上で宝箱を発見したが落下してしまい、偶然下にあった空の宝箱にはまり気絶し、そのまま島に取り残されてしまった。以降、宝への未練から島に残り、宝や珍獣目当てに上陸してくる海賊を「森の裁き」と称して銃で撃退していた。
島にやって来たルフィたちにも攻撃を仕掛けたが、紆余曲折を経て親しくなる。20年守り続けた宝箱が空だったことを教えられ、ルフィから仲間に誘われるが、長年の友である島の珍獣たちを守るため誘いを断り、島に残った。表紙連載『バギー一味冒険記』では、島に墜落したバギーと親しくなった。
サーファンクル
新世界編で、島に住み着いていた樽入り女。ガイモンと仲良くなっている。

### シロップ村
カヤ
声 - 國府田マリ子
演 - セレスト・ルーツ
村のはずれで暮らす資産家の娘。
シロップ村出身。17歳→19歳。誕生日は8月24日（カ「ヤ女」医）。身長169cm。おとめ座。血液型F型。好物は魚介類。
ウソップの親友の少女。髪型は金髪のセミロング。体は弱いが芯は強い。
多くの執事に囲まれ不自由なく暮らしていたが、ルフィ達が上陸する1年前に両親を病気で亡くし、その精神的な苦痛から体を壊して自身も病気がちになっていた。そのことを聞いて家に来たウソップにホラ話を聞かされ、彼の話に付き合う内に次第に元気を取り戻していった。3年間経歴を隠し、執事として仕えていたクラハドール（キャプテン・クロ）に財産目当てで命を狙われたが、ウソップたちの活躍で救われた。事件解決後、ルフィたちにゴーイングメリー号を譲りウソップの船出を見送った。
現在は医者を目指して勉強中であり、ウソップ自警団と共にウソップの活躍を喜んでいる。
メリー
声 - 土門仁
演 - ブレット・ウィリアムズ
カヤの屋敷の執事。ゴーイングメリー号の設計者。
羊に似た顔の男性。執事たちの中でもカヤからの信頼が厚く、メリー自身も忠誠心が高い。22年前にメリー号の設計図を作った。当初はウソップに対して厳しい態度が目立ったが、ウソップが毎朝ウソを叫ぶようになった経緯を知っていた。誕生日は1月22日。
クラハドールの正体とカヤ暗殺計画を明かしたウソップの話を信じず追い払ったものの、その夜、本性を表したクラハドールに斬られ、重傷を負う。その後無事に回復し、ルフィ達にゴーイング・メリー号を譲った。
ウソップ海賊団
ウソップをリーダーとする「ウソップ海賊団」の団員だった、シロップ村の少年たち。にんじん、ピーマン、たまねぎの3人。全員がウソップを慕っている。
5年前に結成。 クロネコ海賊団との戦いでは、カヤの命を狙うジャンゴに懸命に立ち向かった。クロネコ海賊団撃退後、旅立ちを決意したウソップによって解散する。以降「ウソップ自警団」を名乗り、カヤを警護したり、ウソップの後を継いで毎朝シロップ村で「海賊が来たぞ」とウソを叫ぶようになる。表紙連載『ジャンゴのダンス天国』では、3人でジャンゴをシロップ村から叩き出した。エニエス・ロビー崩壊後、そげキングの手配書が出回った時は長鼻で正体がウソップと見抜いていた。
新世界編では、かなり背が伸びている。ドレスローザ編後、ウソップがそげキングではなく本人として賞金首になったことには、泣きながら感動していた。
にんじん
声 - 吉竹範子（9話 - 17話）→福井美樹（TVSP4）→日比愛子（291話 - ）
シロップ村出身。9歳→11歳。誕生日は2月2日。身長127cm。みずがめ座。血液型X型。好物はニンジンジュース。
3人の中で一番のしっかり者。前髪で目元が隠れている。野望は酒場の経営。ウソップのお節介な部分に好感を持っている。
ピーマン
声 - 寺田はるひ（9話 - 17話）→川庄美雪（TVSP4、291話 - ）
シロップ村出身。9歳→11歳。誕生日は4月9日。身長120cm。おひつじ座。血液型XF型。好物はピーマンの肉詰め。
3人の中で一番の熱血漢で、率先して行動を起こすことが多い。野望は大工の棟梁。ウソップの仕切り屋な部分に好感を持っている。
たまねぎ
声 - 大本眞基子
シロップ村出身。9歳→11歳。誕生日は4月10日。身長124cm。おひつじ座。血液型S型。好物はオニオンリングフライ。
3人の中で一番の情報通で、どこかに消えては大騒ぎで戻ってくることが多い。眼鏡をかけている。野望は小説家。ウソップのホラ拭きな部分に好感を持っている。
バンキーナ
演 - シャンテ・グレインジャー
ウソップの母親。故人。誕生日は12月17日。
息子と同じ黒髪と、長い鼻が特徴的。ヤソップと結婚したことを誇りに思っている。ヤソップが旅立ってからまもなくして病気で寝たきりになり、幼いウソップが彼女を元気づけるためについた初めての嘘を聞いて、息を引き取った。母の死をきっかけに、ウソップは毎朝「海賊が来たぞ」と叫ぶようになった。
モーニン
シロップ村の村長。毎朝ウソップが騒ぐことを時報代わりにして、仕事をする習慣をつけている。誕生日は10月15日。
門番
カヤの屋敷を守る、門番派遣会社「テッスル」の社員。誕生日は7月1日。

### バラティエ

#### コック
ゼフ
声 - 矢田耕司（20話 - 324話）→樋浦勉（794話 - ）
演 - クレイグ・フェアブラス
海上レストラン「バラティエ」オーナー兼料理長。元クック海賊団船長。
「東の海」出身。65歳→67歳。誕生日は4月2日。身長189cm。おひつじ座。血液型XF型。好物は激辛チキンウィング。
サンジに料理と足技を叩き込んだ男。口ひげを三つ編みにまとめた「よさ毛」と、頂点が見えないほどの長さを誇る「青天割コック帽」が特徴。部下はおろか客にも一切容赦のない攻撃的な性格だが、コックたちからの尊敬は深い。過去の経験から海の上で食料を失う恐怖を知っているため、空腹の者がいればどれほどの悪党であろうと食料を分け与える。そのため、海賊時代も財宝などを強奪しても食料に手を出す事は許さなかった。何でも蹴りでしつける質だが、男は女を蹴ってはならないという信条から、バラティエには一人も女性コックを置いていない。この信条は、サンジの騎士道へと受け継がれている。
海賊時代は、戦闘において一切手を使わなかった蹴り技の達人であり、相手の返り血を浴びた靴が赤く染まったことから「赫足のゼフ」と恐れられた。その脚力は岩盤を砕き、鋼鉄にも足型を残せるほどであった。現在は右足が義足だが、脚蹴りの鋭さはいまだ健在であり、蹴りの風圧で大きな炎を消すこともできる。
かつて「偉大なる航路」を一年航海し、無傷で帰還した。その直後である11年前、襲撃した客船オービット号で、自分と同じ「オールブルーを見つける」という夢を持つサンジと出会う。そのとき嵐に襲われ、船から落ちたサンジを助けるため海に飛び込み、サンジとともに人のいない孤島に打ち上げられる。そしてサンジに残された食料を全て与え、ゼフ自身は自分の片足を食べて命をつないだ。
海賊時代から飢餓の状態に何度もあったため「海にレストランがあればいい」と常々考えており、遭難から助かったことを契機に海賊を辞め、遭難した時に持っていた財宝を元手に「バラティエ」を建てた。その後、料理はもちろん、パティやカルネなどの荒くれ者が集う「戦うコックさん」が名物のレストランとして繁盛していく。サンジとは互いに素直になれず、常に喧嘩が絶えなかったが、自分に恩義を感じるあまりに夢を抑えるサンジの心を見抜いていた。
バラティエに餓死寸前でたどり着いたクリーク達に食料を分け与えたが、「偉大なる航路」での航海を記した日誌を渡せという要求は、仲間との誇りを尊重し拒否した。クリーク敗走後、不器用ながらも仲間と共にサンジに旅立ちを促し、涙ながらに別れを遂げた。
パティ
声 - 稲田徹
演 - ブラシャード・メイウェザー
海上レストラン「バラティエ」コック。
「東の海」出身。27歳→29歳。誕生日は3月12日。身長204cm。うお座。血液型X型。好物はプリン。
ねじり鉢巻をした、板前風の男。コック歴十数年のベテランで、デザートが得意。過去に何度も乱闘騒ぎを起こして解雇されており、訪ねた店は三百軒に上る。そうした中でゼフの噂を聞きつけ、バラティエのコックとなった。乱闘や料理も自由なバラティエを気に入っており、これが店を襲う海賊たちに立ち向かう原動力ともなっている。元々チンピラだったため口が悪く、愛想よく接してはいるが相手を侮辱するような言葉を使う、独特の接客方法が特徴。サンジとは腐れ縁で、彼の料理の腕前は純粋に認めているものの、客に対する考え方でたびたび対立していた。
サンジにはカルネとの二人掛かりでもまるで歯が立たないが、並の海賊なら簡単に倒せる腕っ節の持ち主。武器は巨大なフォーク。海老の形をした大砲「食あたり砲弾（しょくあたりミートボール）」も使う。
エニエス・ロビー編後にサンジが賞金首になると、奇妙な似顔絵が描かれた彼の手配書を面白がり、来客用のプレゼントとしてバラティエで配っていた。新世界編では、坊主頭から髪を伸ばし、バラティエに連結するデザート艦「シスターアンコー」の責任者になっている。
名前の由来は菓子職人「パティシエ」。
カルネ
声 - 里内信夫
海上レストラン「バラティエ」コック。
「東の海」出身。32歳→34歳。誕生日は2月9日。身長171cm。みずがめ座。血液型S型。好物はローストビーフ。
丸サングラスをかけた男。パティのチンピラ時代からの相棒コックで、パティと共に「極道コンビ」と呼ばれている。肉料理が得意。パティ同様、並みの海賊なら簡単に倒せる実力の持ち主。武器は巨大なナイフ。
新世界編では、バラティエに連結する鉄板焼艦「ナスガシラ号」の責任者になっている。ナスガシラ号はサンジの手配書の似顔絵を模しており、ドレスローザ編後にサンジの写真が新しくなったことには憤慨していた。
名前の由来はスペイン語で肉を意味する「カルネ」。

#### 利用客
ムーディ
声 - 西川宏美、内海安希子（実写ドラマ版）
フルボディと共にバラティエを訪れた女性。誕生日は11月17日。
モッツェルおじさん
バラティエで食事をしていた食通の客。誕生日は9月7日。
ロクサーヌ
バラティエの常連客で、サンジとは顔なじみである女性。誕生日は1月23日。
バッチー
フルボディ大尉がサンジを陥れるため、スープに入れたハエ。誕生日は7月1日。

### ココヤシ村
ベルメール
声 - 日髙のり子
演 - マクシミリアン・リー・ピアッツァ
ナミとノジコの養母。元海兵。故人。
ココヤシ村出身。30歳没。誕生日は12月3日（みかんの日）。身長186cm。いて座。血液型S型。好物はみかん。
独特の刈り上げたヘアスタイル（作者曰く「女の度胸」）が特徴の女性。勝ち気であっけらかんとした性格で、少々大人気ない一面があるが、娘達やみかんの為なら悪党にも躊躇せず立ち向かう勇敢な性格。いつも煙草を咥えていた。ゲンゾウとは長い付き合いで、彼曰く「小さい頃は村でも有名な悪ガキだった」という。
19年前、戦場で瀕死の状態に陥り生きる気力を失いかけた時に、戦争孤児のナミとノジコに遭遇。ナミの無邪気な笑顔を見て気力を取り戻し、2人を連れて故郷のココヤシ村に帰還する。周囲の反対を押し切り2人を引き取ると、軍を退役してみかん畑を切り盛りし、少ない資産で2人を育てた。2人との血の繋がりが無いことに負い目を感じていたが、最後まで母親として真っ当に生きようとしていた。10年前のアーロン一味の襲撃の際、アーロンから貢ぎ金を要求されるも全財産が家族全員分に足りず、自分の分の金を払い、ナミとノジコの2人を逃がすことを薦められたがそれを拒否し、全財産を娘2人の分として自分の命を差し出し、2人の身代わりとしてアーロンに射殺された。
新世界編では、墓が質素な木造から丈夫な石造のものへと作り替えられている。
名前の由来はフランス語で義母を意味する「belle-mère」。
ノジコ
声 - 山崎和佳奈、吉竹範子（ゲーム「グラバト! RUSH」）
演 - キオマ・ウメアラ
ナミの義姉。
ココヤシ村出身。20歳→22歳。誕生日は7月25日（ノジコ）。身長170cm。しし座。血液型S型。好物はみかん。
ナミと共にベルメールに育てられた戦災孤児。ナミやベルメールとの血の繋がりはないが、2人を実の家族のように想っている。褐色肌と青色のショートヘア（新世界編ではロングヘア）が特徴の美女。ナミ同様強気な性格で、厳しさと優しさを併せ持つ。
アーロン一味時代のナミにとっては心を許せる数少ない存在であり、ナミの辛い心情を少しでも共有しようと自らも左肩に刺青を入れるなど、ナミの孤独な戦いを影ながら支えていた。ナミを追いココヤシ村にやってきたルフィたちに村を出るよう告げ、ナミの過去を話した。ルフィたちとアーロン一味の戦いでは、海軍に銃撃され腹部を負傷した状態でありながらも、アーロンによって海に沈められたルフィの救出に協力した。ナミが村を発つ際、ブレスレットを譲った。
現在はベルメールの遺志を継いで、みかん畑を世話している。新世界編では、「belle-mère's みかん」というブランドを立ち上げ、好評を得ている。
名前の由来は鳥のノジコ。
ゲンゾウ
声 - 塩屋浩三
演 - グラント・ロス
ココヤシ村の駐在。
ココヤシ村出身。46歳→48歳。誕生日は6月17日。身長173cm。ふたご座。血液型F型。好物は生ハムメロン。
ナミやノジコとは幼い頃からの付き合いで、2人にとっては父親代わりとも言える存在。ベルメールとも幼少の頃からの長い付き合い。帽子に玩具の風車をつけている。これは赤ん坊のナミが泣きじゃくった時、風車をつけたら笑ってくれたため。ナミやノジコには「ゲンさん」、ルフィには「風車のおっさん」と呼ばれている。10年前にクロオビから受けた傷跡が、今も全身に残っている。
ナミがアーロン一味に加入した際、ノジコからナミの本心を知る。以降、ナミに余計な負担をかけないため、あえて知らぬフリをしていた。
アーロンパーク編で、武器の所持が発覚してアーロンに殺されそうになったが、ウソップの介入で免れた。アーロンに買収された海軍大佐ネズミによってナミの8年間の苦労が徒労に終わってしまったことに憤慨し、村人全員でアーロンパークに殴り込もうとしたが、ヨサクとジョニーに止められた。村の解放後、ベルメールの墓前でルフィに「ナミの笑顔を奪うようなことがあったら殺しに行く」と約束し、ナミを託した。ナミがルフィの仲間として笑顔を取り戻したことから、旅立ちの日、長年トレードマークとなっていた風車をベルメールの墓に飾った。
エニエス・ロビー崩壊後、ナミが賞金首になり手配書の写真のセクシーさから、賞金稼ぎよりも求婚者が集まってしまうと海軍に抗議の電話をしていた。
Dr.ナコー
声 - 麻生智久
ココヤシ村の医者。誕生日は7月1日（Dr.ナ（7）コー（1））。
村の解放後、ナミの肩にあったアーロン一味の刺青を消し、みかんと風車の刺青（それぞれベルメールとゲンゾウの象徴）を新しく彫った。ゾロがミホークから受けた傷の治療も行った。
テル
ココヤシ村の大工。ゴーイングメリー号の女部屋に、小さいバーを作った。
チャボ
声 - 小松里賀
ココヤシ村の隣町「ゴサの町」の少年。誕生日は6月14日。
町がアーロンに潰され、父親を失った。父の仇を討つためアーロンパークに乗り込もうとしたが、敵うわけがないとナミに一蹴された。その後、ノジコにも復讐をやめて母の元へ帰るよう説得された。
新世界編では、ノジコと共にベルメールのみかん畑の世話をしている。
ヨサク、ジョニー
声 - 徳山靖彦（ヨサク）、高塚正也（ジョニー）
賞金稼ぎユニット。坊主頭でヘッドギアを付けているのがヨサク、黒髪でサングラスをかけているのがジョニー。共に「東の海」出身。
ヨサクは24歳→26歳。誕生日は11月10日（ゾロの誕生日（11月11日）と紙一重）。身長185cm。さそり座。血液型F型。好物はモヤシいため。
ジョニーは23歳→25歳。誕生日は11月12日（ゾロの誕生日（11月11日）と紙一重）。身長186cm。さそり座。血液型F型。好物はポテトチップス。
ヨサクはルフィに鼻割り箸の宴会芸を伝授した。ジョニーの口癖は「紙一重」で、相手の実力が圧倒的に上でも「紙一重」と言い張る。ユニット歴は長く、賞金稼ぎ時代のゾロと行動を共にしていたこともあるため、2人ともゾロを「兄貴」と呼び慕っている。基本的に勝てると踏んだ勝負以外を避けるため、海軍からは「小物狙い」と評されているが、時には2人の名前を聞いてビビる海賊もいるという。単純で喧嘩っ早く実力はそれほど高くないが、人情には厚い。両者ともに鞘無しの片刃の剣「菜斬り刀」を武器にしている。船は「バウンティ丸」。
バラティエ近海で麦わらの一味と出会い、ヨサクが壊血病にかかっていた所をナミに救われる。一味を「兄貴」「姉貴」と呼び慕うようになり、海のコックを求める一味をバラティエに案内した。ジョニーは、ナミを追うためウソップ達と共に先にバラティエを離れる。ココヤシ村ではアーロンを恐れていたが、ナミの真意を知ると彼女への詫びとしてアーロンパークに乗り込むも敗北。「もはやアーロンたちを倒せるのはルフィの兄貴達しかいない」と、乗り込もうとした村人たちを門の前で引き止めた。ゾロとはっちゃんの戦いでは、ゾロに刀を貸した。アーロンパーク崩壊後、ルフィたちと別れた。
新世界編では、ココヤシ村近海で漁師になっている。

### ローグタウン
いっぽんマツ
声 - 平野正人
ローグタウンの創業200年の老舗の武器屋「ARMS SHOP」の店主。
ローグタウン出身。38歳→40歳。誕生日は1月31日。身長157cm。みずがめ座。血液型X型。好物は一本うどん。
客であれば悪党でも歓迎しており、スモーカーが赴任して悪党が減ったことで客足が落ちたことを不満に思っている。基本的に客に対しては愛想良く振る舞うが、高い買い物をしないと分かると途端に態度を変えるがめつい性格。恐妻家。
ゾロの持つ刀が「和道一文字」だと見抜き、安く買い叩こうとしたが、たしぎにより企みがバレて失敗。ゾロが妖刀「三代鬼徹」を欲しがると、「もし不幸があったら、売った自分が殺したようで縁起悪い」と一旦断るが、ゾロの胆力と運の強さを見たことで彼に惚れ込み、鬼徹に加えて、家宝である「雪走」を譲り渡した。
その後もゾロの活躍を喜んでおり、新世界編ではゾロの手配書の写真を家に飾っている。
いっぽんウメ
いっぽんマツの妻。夫を尻に敷いている。誕生日は12月1日。
ハンガー
ローグタウンの高級ブティック「ROBECCA HANBERG」の店員。誕生日は9月23日。
ハンガーのような髪型をした男性。口癖は「- で!」。ナミが店を訪れるが、好みに合わなかったため一着も買ってもらえなかった。
サピー
ローグタウンの魚屋「THE Fisherman King uotome」の店主兼漁師。人間と魚人のハーフ。誕生日は3月22日。
後頭部に背ビレが生えている男性。エレファントホンマグロを一本釣りし、サンジが丸ごと買い取った。
ユウ
ローグ第2小学校の1年生。誕生日は7月19日。
父親に買ってもらった3段アイスをスモーカーの脚にぶつけてしまったが、スモーカーから詫びとして5段アイスを買うようにとお金をもらった。
ダディ・マスターソン
声 - 古谷徹
小説・アニメオリジナルキャラクター。東の海最強の銃使いと言われる賞金稼ぎ。異名は「子連れのダディ」。
娘のキャロルを溺愛している。元海軍少尉で「海軍一の狙撃手」だったが、赤髪海賊団のヤソップとの決闘に敗れたことで海軍を辞め、賞金稼ぎとなった。海軍ではスモーカーと同期。ローグタウンでヤソップの息子・ウソップと対決し、彼の「誇り」を認めた。ウソップが現在使用しているゴーグル（「北の海」の最新モデル）はこの時の戦利品である。
父子共に、小説の挿絵とアニメとではデザインが大きく変わっている。
ラウル
声 - 矢田耕司
アニメオリジナルキャラクター。バー「ゴールド・ロジャー」の主人。「偉大なる航路」に入る前のロジャーと言葉を交わしている。
カルメン
声 - 百々麻子
アニメオリジナルキャラクター。東の海で多くのコックを打ち負かしてきた女料理人。物事を大げさに言ったりしたりするのが好き。異名は「炎のカルメン」。
幼いころに客船で見たサンジにライバル心を抱き、サンジに料理で勝負を仕掛けた。サンジに敗北したが潔く退き、将来の再戦を申し込んだ。
レオ、ホセ
声 - 高戸靖広、服巻浩司
アニメオリジナルキャラクター。カルメンの弟子達。カルメンを称えている。
エド
声 - 増谷康紀
ネス
声 - 大場真人

### テキーラウルフ
署長
声 - 楠見尚己
テキーラウルフの強制収容所の署長。くまによって飛ばされてきたロビンを捕え、テキーラウルフの成り立ちについて説明した。
ソラン
声 - 名塚佳織
アニメオリジナルキャラクター。テキーラウルフで働かされていた奴隷。金髪の少女で、「3333」と書かれた作業服を着用している。
好奇心旺盛で外の世界に憧れており、世界中を旅する絵描きになるのが夢。倒れた他の奴隷を気遣うなど性格は優しく行動力もあり、自分を助けてくれて特別収監塔に幽閉されたロビンを心配し、チョコレートを届けて御礼をしたいと忍び込もうとさえした。
ロビンを発見して匿い、ロビンから様々な旅の話を聞く内に親しくなる。その後、ロビンと共に革命軍に解放される。別れの際にはロビンの似顔絵をプレゼントし、再会を約束した。

### フラウス王国
バン・ドデシネ
声 - 鹿野優以
フラウス王国女王。芸術家としても高い評価を得ている。

### ナガグツ王国
フラーリ
声 - ボルケーノ太田
ナガグツ王国国王。葉巻を吸っている。一人息子のトリトブーは「困り顔の女性」がタイプで、わがままだが父を信頼しており言うことを聞く。
ニョルニョ・ニャルマーニ
五老星御用達のスーツ専門ハイブランド「ニョルニョ・ニャルマーニ」のヘッドデザイナー。猫のような髪型の老人。「ファッション界の帝王」と称される存在だが、「裸が一番のファッション」という考えを持つ。

## 西の海（ウエストブルー）
イリシア王国 / オハラ / 花ノ国 / バリウッド王国

### イリシア王国
タラッサ・ルーカス
イリシア王国国王（8年前）。誕生日は7月27日（政治を考える日）。
8年前の世界会議で革命家ドラゴンの危険性を述べるが、ワポルに一蹴された。
セーザ
イリシア王国国王。国民からは絶大な支持を得ている。

### オハラ
クラウ・D・クローバー
声 - 北村弘一（275話 - 278話）→稲葉実（1042話 - ）
オハラ図書館館長。世界的な考古学の権威。故人。
オハラ出身。85歳没。誕生日は4月8日。身長172cm。おひつじ座。血液型X型。好物ははちみつ、ビターチョコレート。
オルビアとは旧知の仲で、彼女の事情を知る故に周囲から迫害されていたロビンにも偏見無く接しており、幼いロビンに「考古学者」の称号を与えた。他の考古学者たちと命懸けで「歴史の本文」の研究をしていたが、危険性を熟知していたため、ロビンを関わらせようとはしなかった。Dr.ベガパンクや、ドラゴンとも面識があった。
「D」の一族の生まれで、目の前で兄が殺された際に、咄嗟に友人だと噓をついて生き永らえた過去がある。その出自ゆえか「空白の100年」に執着しており、かつては世界中の文献を求める冒険家だった。その過程で海軍からの逮捕・投獄を10回も繰り返し、世界一有名な考古学者となる。クローバーに感銘を受けた学者たちが集まったことで、オハラは考古学の聖地となった。
五老星に「歴史の本文」の存在理由の仮説を語るが、スパンダインに銃撃される。バスターコールの際は、最期まで書物を守ろうと全知の樹に残り、死亡した。
ニコ・オルビア
声 - 山口由里子
ロビンの母親。故人。懸賞金7900万ベリー。
オハラ出身。33歳没。誕生日は2月6日。身長186cm。みずがめ座。血液型S型。好物はコーヒー、シュガートースト。
ロビンとよく似た顔立ちで、白いロングヘアーの女性。
先人達の遺志を継いで「空白の100年」の謎を解くため、幼いロビンを残し、海に出ていた。海軍に捕まるが、サウロの助けを得て脱走し、故郷オハラに戻る。サウロにロビンを託すと、最期まで全知の樹に残り、ロビンを思いながら死亡した。
ロジ
声 - 上村典子
ロビンの叔母（オルビアの弟の妻）。
ロビンと同い年の娘ミズイラがいる。オルビアが海に出た後、夫オランがロビンを引き取ってから一緒に暮らしていた。ロビンを忌み嫌っており、一家全員で彼女に冷たく接していた。
リント、ゼイディー、グラム、ハック、ロシュ、ブッシリ、ホチャ
声 - 埴岡由紀子（リント）、高塚正也（ゼイディー）、鎌田梢（グラム）、大場真人（ロシュ）
オハラの学者たち。

### 花ノ国
ラーメン
声 - 増谷康紀
花ノ国国王。中華風の服装をした男性で、長い口ひげを生やし、丸い眼鏡をかけ、頭に龍の刺青がある。
ある国と戦争状態が続いており、ドレスローザから敵国に流れる武器の密輸を潰すため、八宝水軍（サイ・ブー・チンジャオ）を派遣した。ドンキホーテファミリーが壊滅したことで、戦争が終結。その後、帰還したサイを護衛に連れて、「世界会議」に出席する。
ウホリシア
声 - 斉藤貴美子
二宝水軍棟梁チチリシアの娘。サイの許嫁。
目元の涼しげな髪のキレイな女性だが、ゴリラのような顔つきで、筋肉質な体格をしている。既婚者で、すでに25人もの夫がいる。チンジャオがサイと政略結婚させて十宝水軍とすることを考えていたが、サイが八宝水軍棟梁を正式に受け継いだ際に、結婚話は破棄された。
表紙連載『押し掛け麦わら大船団物語』では、結婚の日取りを決めるためサイを出迎えたが、サイから結婚を断られ、怒りでサイを殴り倒した。

### バリウッド王国
ハン・バーガー
声 - 北島淳司
バリウッド王国国王。
星柄の帽子を被った男。歩くスピードは遅いが、引き返さないことが信条。世界会議で議長を務めた。誕生日は7月20日（ハンバーガーの日）。

## 南の海（サウスブルー）
トリノ王国 / バテリラ / 悪ブラックドラム王国 / ロシュワン王国 / サンバ王国 / ソルベ王国 / その他（南の海）

### トリノ王国
シャンバ
声 - 平野正人
トリノ王国の住人。誕生日は11月8日。
巨大鳥と争っていたが、トリノ王国に飛ばされたチョッパーの仲裁で、鳥達と和解する。チョッパーとも親しくなり、国を案内した。チョッパーのことを狸と勘違いしており、「タヌキチ」と呼んでいる。

### バテリラ
ポートガス・D・ルージュ
声 - 皆口裕子
海賊王ロジャーの妻で、エースの母親。故人。
エースと同じく顔にそばかすがある、金髪の女性。誕生日は6月10日。
ロジャーの血縁を絶やそうとする海軍と世界政府の目を欺くため、彼の子を20か月もの間胎内に宿し続け、ロジャーの処刑から1年3か月後にエースを産んだ直後、力尽き死亡した。なお、エースという名前はロジャーが既に決めており、子供が女だった場合は「アン」と名付ける予定であったという。

### 悪ブラックドラム王国
ワポル
声 - 島田敏
演 - ロブ・コレッティ
ドラム王国国王→ブリキング海賊団船長→ワポル財閥会長→悪ブラックドラム王国国王。異名は「ブリキのワポル」。
「偉大なる航路」ドラム王国出身。27歳→29歳。誕生日は8月9日。身長207cm。しし座。血液型X型。好物は焼いた家（ウェルダン）。嫌いな食べ物はガム。趣味は玩具づくり。イメージ動物は毛カバ。
身勝手かつ卑劣な愚帝。国にあるものは全て自分のものと認識しているが、行政は側近のチェスやクロマーリモに頼りきっている。ブリキを組み込んだ肉体に、ホワイトウォーキー（毛カバ）の毛皮を纏う。胴体が極端に大きい体格だが、自身を食べることでスリムな体格になることが可能。ホワイトウォーキーのロブソンに乗って移動することが多い。ルフィからの呼び名は「邪魔口」。口癖は「カバ - 」。笑い声は「まっはっはっは」。
超人系悪魔の実「バクバクの実」の能力者。いかなる物も食べることができ、非人間的な雑食この上ない食事をする。その日の内に食べた物を取り込んで自分の体の一部にしたり、食べた物を合体させたりできる「バクバク食」が真の能力。雪原での身を隠した戦闘を得意とする。ドラム島一の狂暴な動物・ラパーンの大群を無傷で倒す高い戦闘能力を持つ。身体をブリキで改造しているためか、首を切断されてもブリキで修復すれば元通りになることができる。
甘やかされて育ったためわがままな性格で、王位に就く前から父親である先代国王を悩ませていた。若くして王の座に就いたが、独裁者として権力を振りかざし、国王お抱え以外の医者を国外追放する「医者狩り」などの悪政を敷き、恐怖で国民を支配していた。その過程で、ヒルルクを罠にはめ自害に追いやった。8年前の「世界会議」では、身勝手な態度をアラバスタ国王ネフェルタリ・コブラから叱責され、その腹いせとして父に同行していた幼いビビを張り倒した。
黒ひげ海賊団の襲撃の際、国のことを一切考えず、一部の部下だけを連れ真っ先に逃げ出した。ドラム王国を探す航海中に麦わらの一味と遭遇し、メリー号の一部を食ったことでルフィを怒らせ吹き飛ばされた。数カ月ぶりにドラム王国に帰国すると、反抗した元部下のドルトンを返り討ちにする。ドラム城に辿り着くと再び王位に就こうとしたがチョッパーとルフィに抵抗され、最後はルフィに遥か遠くへ吹き飛ばされた。
その後、表紙連載『ワポルの雑食バンザイ』では放浪の貧乏生活を強いられるが、ガラクタを合成して作った玩具が大ヒットする。そこから新合金「ワポメタル」が発見されたことで、玩具屋が「ワポル財閥」に発展するほどの大金持ちになり、ミス・ユニバースと結婚した。
新世界編では、世界貴族認定「悪ブラックドラム王国」国王の座に就いている。「世界会議」参加のため訪れた聖地マリージョアでは、ドルトンやビビと再会する。会議中、コブラ殺害の現場とイムの姿を偶然目撃してしまい、自分も命を狙われる恐怖で逃走する中で偶然ビビと合流。エイギス王国の船に密航してマリージョアを脱出し、情報提供と引き換えに、ビビと共に世界経済新聞本社に転がり込む。
技一覧
雪国名物「雪化粧」
雪山の白い風景に溶け込んでの不意打ち攻撃。チェスやクロマーリモも使用する。
バクバク食（ショック）
食べた物を自分の体に取り込む。
ワポルハウス
食べた家と合体する。
ベロ大砲（キャノン）
食べた大砲を口の中に出現させる。
バクバク工場（ファクトリー）
食べたものを組み合わせたり改良したりする。
ロイヤルドラムクラウン7連散弾（ショット）ブリキング大砲（キャノン）
ドラム王国最終兵器。ルフィに追い詰められた際に使おうとしたが、発射口に雪鳥が巣を作っていたため、不発に終わった。
キンデレラ
声 - 藤井ゆきよ
悪ブラックドラム王国王妃。ワポルの妻。
かなりの美人だが、高慢な性格。ワポルに対する愛はなく、金しか見ていない。笑い声は「コシコシコシ」「タマノコシコシコシ」。誕生日は1月20日（玉の輿の日）。
短期集中表紙連載『ワポルの雑食バンザイ』で「ミス・ユニバース」として初登場。「世界会議」参加のため、ワポルと共に聖地マリージョアを訪れる。
ハコワン
ワポルのペットの犬。頭にオモチャが組み合わされている。

### ロシュワン王国
ビール6世
声 - 後藤光祐
ロシュワン王国国王。防寒着に身を包んだ男性。
マトリョーサカ、マトリョースカ、マトリョーセカ、マトリョーソカ
ロシュワン王国の王女姉妹。通称マトリョー姫。マトリョーシカ人形のような外見をしている。長女はおっとりした性格で、次女はしっかり者、三女は無自覚のうっかり者で、四女はちゃっかり者。

### サンバ王国
ムケッカ
声 - 服巻浩司
サンバ王国国王。陽気で祭事が好き。マンボシと意気投合していた。

### ソルベ王国
ブルドッグ
声 - 魚建
ソルベ王国国王。
ベコリの前に国王を務めており、くまが王になってからは教会に住む彼の代わりに、補佐役として王宮で国の運営を行っていた。彼が国を治めていた頃の国民達は、貧しいが心は豊かでいられたという。6年前にくまが去った後、国王に復帰した。
コニー
声 - 鈴木れい子
ソルベ王国王太后。ブルドッグの母。
「南の海」ソルベ王国出身。76歳。誕生日は5月21日。身長73cm。ふたご座。血液型XF型。好物はイチゴシャーベット（ピザは作りすぎて飽きた）。
ボニーとよく似た顔立ちの老婆。幼少期のボニーを可愛がっていた。ボニーを監視するサイファーポールの行動に不信を感じ、ボニーの出航を後押しした。世界会議編では、ボニーが彼女に変装してマリ―ジョアへ侵入した。
ベコリ
声 - 菊池康弘
ソルベ王国元国王。
国内では血も涙もない悪政を敷いていた一方で、天竜人には媚びを売って近付こうとしていた。「天上金」の上納を第一に考えており、老人が多く上納金の少ないソルベ王国の南部を邪険に扱っていたことで国民からの評判は最悪だった。
30年前にソルベ王国の国王に就任。22年前に天上金の額を抑えるため王国南部を切り捨てようとするも、「自勇軍」の介入によって失敗する。6年前にはゴア王国に倣って南部に火を放つが、バーソロミュー・くまの反逆によって王位を追われた。村を燃やした「暴君」くまに王位を奪われたと偽り、海軍を引き連れて国に戻ろうとしたが、くまに全て沈められた。
クラップ
声 - 松山鷹志
ソルベ王国南部に住んでいた牧師。くまの父親。バッカニア族。故人。
くま同様大柄な体格をしている。43年前、バッカニア族であることを政府に知られ、一家全員で奴隷にされてしまう。くまを元気づけるために、バッカニア族に伝わる「太陽の神ニカ」について教えている最中、「うるさい」というだけの理由で天竜人に射殺された。

### その他（南の海）
エーエスエ・ムアール
「南の海」西部に住む頑固なおかき職人。「おかきはロックだよ!!」が口癖。彼のおかきはセンゴクの好物で、海軍本部の売店で販売されている。

## 北の海（ノースブルー）
ルブニール王国 / フレバンス / ホワイトランド王国 / ドイル王国 / スワロー島

### ルブニール王国
モンブラン・ノーランド
声 - 大塚芳忠
400年前のルブニール王国探検船提督。モンブラン・クリケットの先祖。
「北の海」ルブニール王国出身。39歳没。誕生日は10月9日。身長220cm。てんびん座。血液型S型。好物はモンブラン、カボチャのケーキ。
北の海の民話「うそつきノーランド」のモデルとなった人物。嘘か本当か分からないような度重なる困難を乗り越えてきた冒険家であり、植物学者でもある。胸にバツ印の傷があり、子孫のクリケットと同様頭に栗がついている。豪快ながらも、道徳的かつ礼儀正しい性格で、部下や国の者から慕われていた。海中で巨大な魚を仕留めたり、カルガラと互角に剣を交えるなど戦闘もかなりの腕前。
約400年前、遠方の地ジャヤを訪れた際、疫病「樹熱」を食い止めるため生贄を捧げるシャンディアの儀式を許せず、乱入する。儀式を強行するカルガラに殺されそうになるが、彼を必死に説得し、村を救ったことで親友となる。後日、島を調査し樹熱に犯された木々を切り倒すが、その木々はシャンディアの先祖の魂が宿るとされる神木であったため、カルガラから絶交されてしまう。出航の日、切り倒した理由を知ったカルガラと和解し、再会の約束をして島を去る。5年後、国王を連れ再びジャヤを訪れるが、すでに「突き上げる海流」によって島の半分は無くなっていた。財宝目当てだった国王が激怒したために、ノーランドは虚言の罪で捕らえられ、国民から「うそつき」と罵倒されながら無念のうちに処刑された。これにより、彼の一族は国を追われた上に嘘つきの烙印を押されることになるが、類いまれなる正直者であった彼を憎む者は一族では一人もいなかったという。
かつてグリーンビットにも訪れており、当時悪い人間に島を荒らされていたトンタッタ族を助けた。彼らからはヒーローとして讃えられ、国には銅像が建てられている。またトンタッタ族からカボチャの作り方を学び、それを後にジャヤの人々に教えている。
Dr.ホンナー
声 - 落合弘治（187話 - 189話）、谷昌樹（エピソードオブ空島）
ノーランドの部下。
ノーランドの航海に船医として同行し、ジャヤで蔓延していた「樹熱」の騒動では村人の治療にあたった。後日、身縒木を切り倒してしまったことを疑問に思うムースに事情を説明し、これによりカルガラたちへの誤解が解けた。ノーランドの2度目のジャヤへの航海には、国王の意向で彼をはじめ元々の部下は同行を許されず、ノーランドの処刑には必死に抗議していた。
アルユータヤン五世
声 - 菊池正美（エピソードオブ空島）
400年前のルブニール王国国王。
ノーランドを同行させジャヤを目指すも、黄金を手に入れられなかったことに怒り、ノーランドに虚言の罪を着せ、処刑した。

### フレバンス
ラミ
声 - 植田佳奈
トラファルガー・ローの妹。珀鉛病に侵され苦しんでいた。入院していた病院を襲撃され死亡した。
ローの父
声 - 真殿光昭
本名不明。フレバンス一の名医と言われ、幼いころのローに医術を教えた。自身も珀鉛病に侵されながら治療法を探していたが、敵の兵士の襲撃を受け、妻と共に死亡した。
シスター
声 - 皆口裕子
フレバンスに住むシスター。本名不明。ローに、子供だけは逃がしてくれる兵士が見つかったから共に逃げるように勧めるが、直後に他の子供達と共に殺害された。

### ホワイトランド王国
イワトビ
ホワイトランド王国国王。防寒着に身を包んだ老人。

### ドイル王国
チャップ
ドイル王国国王。軍帽と軍服を着た寡黙な男。

### スワロー島
ヴォルフ
『ONE PIECE novel LAW』の登場人物。スワロー島に住む自称・天才発明家。
オールバックの白髪、赤いサンバイザー、アロハシャツに短パン、足元にはサンダルといった、冬が長いスワロー島には似つかわしくない格好をした老人。家には様々な発明品があるが、実用には程遠い欠陥品も多い。発明品には必ず名前を付けているが、ネーミングセンスはあまり良くない。家の裏にビニールハウスを作り、自身の発明品で野菜の温室栽培をしている。若い頃は数えきれない戦いを経験したらしく、腕っぷしが強く体はタフで、銃の腕もいい。世界中を旅した経験からかなりの情報通で、悪魔の実にも詳しい。ギブ＆テイクが信念で、必要以上に慣れ合うことは拒むが、困っている者を見過ごしたりはしない。プレジャータウンの人々からは慕われており、町に住むことを勧められているが、本人は今の生活が気に入っており、町の中だと満足に実験ができないと拒否している。ローからは「ガラクタ屋」と呼ばれる。歳は60歳くらい。血液型X型。
若い頃は息子アルトゥール・バッカの暴走に頭を悩ませており、バッカが海賊になると、彼を近くで監視するためバッカ率いる海賊団の一員として海に出た。海に出て多くの経験を積めば、バッカがいい方向に変わるかもしれないと期待していたが、思惑は外れバッカの残虐性はさらに増していき、30年前にバッカがプレジャータウンを壊滅させたことで息子の更生を諦め、親子の縁を切った。以来、罪滅ぼしのため町外れで暮らすようになった。その後、かつてキャプテン・ラドガが島に遺した財宝を見つけ、島の復興と潜水艦の建造に使用した。
13年前、町の近くの洞窟で倒れていたローを保護し、やりたいことが見つかるまで自分の家で暮らすことを許し、後にベポやシャチとペンギンも家に置くことになる。2か月後、ローたちを町に連れて行きそれぞれに仕事を与え、シャチとペンギンを虐待していたシャチの叔父の悪事を暴いた。それからしばらくたった頃、電動式ハングライダーの飛行実験に失敗し瀕死の重傷を負ったが、ローのオペオペの実の能力による手術で一命を取り留める。意識が戻るとローにオペオペの実の不老手術について話し、今後自分の能力を「他人」に教えるなと忠告した。
ロー達との共同生活から3年後、バッカが再び町に現れるとロー達と協力し、バッカに操られた人々を助けるため、自身が発明した潜水艦で奇襲を仕掛ける。ローたちの協力でバッカを撃退し、海軍に引き渡す。後日、海賊になる決意を固めたローたちに潜水艦を譲り、彼らの旅立ちを見送った。
ラッド
『ONE PIECE novel LAW』の登場人物。スワロー島「プレジャータウン」の駐在。
赤い制服を着て、腰に刀を差した男性。ヴォルフが掴んだ証拠を基にシャチの叔父夫婦の家を家宅捜索し、2人を逮捕した。

## 偉大なる航路（グランドライン）
双子岬 / ウイスキーピーク / リトルガーデン / サクラ王国（旧・ドラム王国） / アラバスタ王国 / モックタウン（ジャヤ島） / ロングリングロングランド / ウォーターセブン / プッチ / スリラーバーク / シャボンディ諸島 / バルジモア（からくり島） / カマバッカ王国（モモイロ島） / ボーイン列島 / クライガナ島 / ハラヘッターニャ（ナマクラ島） / テーナ・ゲーナ王国（剣山島） / フールシャウト島 / ルルシア王国 / エイギス王国 / パンツハザード

### 双子岬
クロッカス
声 - 納谷悟朗（62話 - 381話）→天田益男（959話 - ）
双子岬の灯台守。元ロジャー海賊団船医。
「偉大なる航路」出身。71歳→73歳。誕生日は6月4日。身長203cm。ふたご座。血液型XF型。好物は大王イカ焼き。
花のような髪型が特徴の眼鏡をかけた老人。基本的には真面目な性格だが、真顔でシュールなジョークを言うことがある。かつては海で一番の評判を得た医師で、不治の病にかかったロジャーの苦しみを和らげることができる唯一の医者であった。大王イカを一撃で仕留めたり、ラブーンの体内を本体の健康に悪影響なしに改造するなど、多種多様な技術の持ち主である。武器は銛。「見聞色の覇気」の使い手。
52年前にルンバー海賊団から預かったクジラ・ラブーンの世話をし続けている。28年前、ロジャー海賊団に頼まれ船医となり、「偉大なる航路」制覇に同行し世界の秘密を知った。船に乗ったのは、行方不明のルンバー海賊団を探すという目的もあった。船員として航海したのは3年間のみであったが、副船長のレイリーからは「紛れもなく我々の仲間」と言われている。
麦わら一味に「偉大なる航路」の仕組みについて話し、「赤い土の大陸」に頭をぶつけ続けていたラブーンを止めてくれた礼として「記録指針」を提供した。ルフィを「何とも不思議な空気を持つ男」と評し、自分たちが待ち望んだ海賊達なのだろうかとロジャーに問いかけていた。
名前の由来は花のクロッカス。
ラブーン
双子岬に棲む巨大なクジラ。
「西の海」出身。51歳→53歳。誕生日は9月16日。全長400m。体重7600t。おとめ座。血液型XF型。好物は大王イカ。
本来「西の海」にしか生息しない「アイランドクジラ」という種のクジラ。幼い頃は小舟程度だったが、現在は山のような大きさとなっている。あまりの大きさに外からの治療が困難になったため、体内から治療できるようクロッカスにより改造されており、ひどく暴れるときは体内にある鎮静剤で抑えられている。頭突きを繰り返したことで頭には無数の傷跡ができている。その大きさから食料として狙われることもある。人語を理解できる。
52年前、群れからはぐれたときにルンバー海賊団に遭遇し、彼らの航海についていくようになる。「偉大なる航路」での航海を危険視され一度は置いていかれたが、彼らを追いかけて「偉大なる航路」に入る。双子岬で、ルンバー海賊団と懇意になったクロッカスに預けられ、仲間の帰還を待ち続けるようになる。クロッカスから「ルンバー海賊団は偉大なる航路から逃げ出した」と聞かされても耳を貸さず、「赤い土の大陸」に向かって吠え、頭突きを繰り返すようになる。ルフィと「偉大なる航路」一周後に再戦する約束を交わし、頭に麦わらの一味のマークを描かれたことで、頭突きをやめた。
元ルンバー海賊団のブルックは、航海に失敗してラブーンに50年間逢えなかったことを負い目に感じていたが、現在は麦わらの一味の一員として「偉大なる航路」を一周してラブーンとの再会の約束を果たそうとしている。ブルックが一味に加入して以後は、新世界編以降を含め上機嫌でいることが多くなった。
『ONE PIECE magazine Vol.2』の「怪物図鑑」によれば、息継ぎのための噴気孔近辺に鉄製の扉があり、中に入ると鉄板で囲まれた細い通路が存在する。内部には電気も通っている。

### ウイスキーピーク
Mr.9、ミス・マンデー

### リトルガーデン
ドリー&ブロギー
元巨兵海賊団の2人の頭。約100年前から決闘を続けている。

### サクラ王国（旧・ドラム王国）
ワポル
元ドラム王国国王。現在は悪ブラックドラム王国国王。
チェス、クロマーリモ
ワポルの部下たち。
ドルトン
声 - 小野健一
演 - タイ・キーオ
ドラム島民間護衛団団長→サクラ王国国王。元ドラム王国守備隊長。
ドラム王国出身。33歳→35歳。誕生日は6月10日。身長218cm。ふたご座。血液型X型。好物は栗ご飯。
国を想う気持ちが強く、実直で真面目な性格をしており、民衆からの信頼も厚い。何か質問されると、どうでもいい情報を付け加える癖がある。国王となって以降もドラム城ではなくふもとの村「ビッグホーン」に住んでいる。ルフィからのあだ名は「どんぐりのおっさん」。
動物系悪魔の実「ウシウシの実 モデル"野牛（バイソン）"」の能力者。高い脚力と豪腕が特徴。能力の影響で若干気性が荒くなるが、修練で気性をコントロールしている。
ドラム王国先代国王の時代から国に仕えており、ワポルの代には守備隊長を務めていた。先代国王とは正反対のワポルの悪政に反感を抱きつつも、いつかは真っ当な王になってくれると信じ見届けていた。8年前の「世界会議」で、10歳にして国を想いワポルの嫌がらせに耐える強い心を持つビビの姿に感銘を受けたことで、ドラム王国の将来を不安視するようになる。7年前、ヒルルクの死を嘲笑ったワポルに遂に反旗を翻すも、敗北し投獄される。ドラム島編の数か月前に黒ひげ海賊団が襲撃した際は国を守るため命懸けで戦い、ワポルが国を捨て逃げた後は、国民のまとめ役を務め復興を主導していた。
ドラム島編では、国に上陸したルフィに対して当初は敵対的な態度を取っていたが、ワポルの名前を耳にすると一変し、協力的になる。帰国したワポルに立ち塞がりかつての部下を圧倒するが、国民想いの性格をチェスにつけこまれて民間人に放たれた矢を受け、さらにラパーンが起こした雪崩に巻き込まれてしまう。イッシー20の治療によって冷凍状態から回復すると、重症の身を押してワポルと刺し違える覚悟でドラム城に向かう。ルフィとチョッパーによってワポル達が倒されたことを知ると、「ドラム王国はきっと生まれ変わる」と感謝した。
ルフィ達が旅立った後、選挙によって「サクラ王国」の国王となった。世界会議編ではマリージョアでビビと再会し、レベッカらとはルフィの話で盛り上がる。ビビに冷やかしを入れるワポルを牽制し、その後もワポルを警戒している。
技一覧
フィドル突撃（フィドルバンフ）
人獣型で繰り出す突進技。
Dr.ヒルルク
声 - 牛山茂
演 - マーク・ハレリック
かつてドラム王国に住んでいたヤブ医者。チョッパーの名付け親で、チョッパーに医者としての心を教えた人物。故人。
ドラム王国出身。68歳没。誕生日は1月12日（いしゃ=「1」「4+8=12」）。身長213cm。やぎ座。血液型F型。好物は大根の桜漬け。
手術や調合もろくに出来ないなど医術の腕は皆無だが、誰よりも気高い医者の心を持つ。ドラム王国の鼻つまみ者だったが、国を救おうとする強い信念はドルトンやイッシー20にも大きな影響を与えている。笑い声は「エッエッエッエッ」。
元は西の国の大泥棒で、心臓に重い病を抱えあらゆる名医を尋ね回ったが、全く治すことができなかった。死を宣告され荒れていたが、ある山で見渡す限り広がる桜を見たことで心からの感動し、奇跡的に病が治った。この体験から「この世に治せない病気はない」と確信し、桜の花びらをちりばめた海賊旗を部屋の壁に飾るようになった。そして、ドラム国民の心の病を治すため降り積もる雪を染色して桜の花を再現する研究を30年にわたって行っていた。
8年前、人間に襲われ重傷を負っていたチョッパーを保護した。自身が病に身体を蝕まれていたことから、チョッパーが再び仲間を失い絶望しないようにと、彼の怪我を治した後、一度は彼を拒絶する。自分の病を知ったチョッパーが万能薬と信じていた毒キノコ「アミウダケ」をボロボロになりながらも採ってきた姿を見て、彼の純粋な思いを受け入れ、アミウダケで作った毒薬を恩に報いるためにあえて服用した。イッシー20全員が病にかかったという噂（実際にはワポルが仕掛けた罠）を聞くと、くれはを訪ねて雪を染める塵を託し、自分の代わりに桜を咲かせることと、チョッパーに医学を教えることを頼み込んだ。そのままイッシー20の治療のためにドラム城へ向かい、真相を知らされても病人がいなかったことに安堵し、笑いながら爆薬を飲んで自ら命を絶った。
ヒルルクの海賊旗は後にサクラ王国の国旗に採用され、彼の研究は国名の由来になっている。
Dr.くれは
声 - 野沢雅子
演 - ケイティ・セイガル（実写版） / 夏木マリ（IndeedコラボCM）
130歳を超える老女医であり、チョッパーの第2の師。愛称は「ドクトリーヌ」。
ドラム王国出身。139歳→141歳。誕生日は9月8日。身長188cm。おとめ座。血液型S型。好物は酒と梅干。
「マスターオブ医者」と称されるほどの医術の持ち主だが、患者に莫大な報酬を請求するため、人々からは「魔女」と呼ばれ恐れられている。かつてはギャスタの町のはずれにある大木に住んでいたが、ワポルが逃亡してからはドラム城に住んでいる。明朗快活でスタイルが良く、年齢を全く感じさせずサンジに負けず劣らずの蹴りを見舞う。彼女の前で「ばあさん」や「ババア」などと年寄り扱いする言葉は御法度で、耳にすると不機嫌になり包丁や武器を投げつけて大暴れする。口が悪く荒っぽいが、義理堅いところもある。笑い声は「ヒーヒッヒッヒ」。口癖は「ハッピーかい?」「若さの秘訣かい?」。病気を「ハッピー」と呼ぶが、これは「病気でない時がいかにハッピーなのかが良くわかるから」らしい。若さの秘訣はハッピーでいること。「Dの意志」について何か知っている模様。
ワポルの医者狩りから逃れた、唯一の生き残り。8年前、余命わずかだったヒルルクからチョッパーを託され、息子のように思って医者としての技術を叩き込んだ。
ドラムロックをよじ登り、ドラム城に辿り着いたルフィ達を治療した。チョッパーが麦わらの一味に入る際、「湿っぽいのは嫌い」と表面上は多数の武器を投げながら追い立てたが、彼らが下山に使ったソリに医療道具入りリュックを忍ばせ、ヒルルクの“桜”を再現させて涙を流しながら見送った。
新世界編では、医療センター「イッシー100（ワンハンドレッド）」を立ち上げている。世界会議編では、船医としてドルトンに同行する。
イッシー20（トゥエンティ）
声 - 田中大文など
ワポルお抱えの20人の医師団。医療大国ドラムの精鋭。
ワポルの権力に屈していたことで国民からは反感を買われていたが、ヒルルクの死に様を目の当たりにしてからは良心の呵責に苛まれ、密かに民のための医療を目指していた。雪崩に巻き込まれ生き埋めになったことで冷凍状態となったドルトンを見つけると、自分たちの意志で彼を治療した。
ワポル失脚後は、くれはと共に人数を100人に拡大し、サクラ王国の医療を支えている。
ネギ熊まりあ
声 - 吉竹範子（80話）、日比愛子（292話）
ビッグホーンに住む、ネギを買ってきた主婦。得意料理はネギケーキ。43歳→45歳。誕生日は11月14日。ルフィとウソップにハイキングベアと間違えられて一礼された。
タマチビ
声 - 吉竹範子
ココアウィードに住む少年。「STOOL」という店の息子。足に炎症を起こし、Dr.くれはの治療を受けた。誕生日は6月17日。
ドラム王国先代国王
ワポルの父親。本名不明。故人。
生前は、ワポルを甘やかしすぎていることをドルトンから指摘されており、本人もそれを悩みの種だと語っていた。

### モックタウン（ジャヤ島）
テリー
酒場「Pub and pies」の店主の両腕に刺青をした中年男性。店での乱闘は嫌うがコックではない為、料理が不味いと言われても気にしない。
スペクトルさん
トロピカルホテルの従業員。「フェイントフェイント」のトリッキーな動きが特徴的。
ジョボ
ベラミーにルフィの懸賞金額1億ベリーを伝えた酒飲み。ベラミーに逃げるように勧めるも相手にされなかった。

### ロングリングロングランド
トンジット
声 - 龍田直樹
島から島へ移住を繰り返す遊牧民。
ロングリングロングランド出身。61歳→63歳。誕生日は10月2日。身長118cm。てんびん座。血液型F型。好物はミルク。
のんびりとした性格の小柄な老人。ルフィからは「竹馬のオッサン」と呼ばれていた。愛馬は首の長い白い牝馬「ウ〜〜〜〜〜〜マ」のシェリー。
島の長い竹を使い世界一高い竹馬に挑戦したが、竹馬が成長しすぎて降りられなくなり、行方不明扱いされて仲間に置いて行かれてしまった。以後10年間竹馬の上で過ごし、同じように背の高い木に生えた果物で食いつなぎ、たまたまルフィが竹馬を割ったことで降りることができた。麦わらの一味がフォクシー海賊団とのデービーバックファイトに勝利した後、青雉の力で凍った海を渡り仲間のもとへ向かった。新世界編では仲間と合流し、2人の孫と過ごしている。
シェリー
声 - 粗忽屋後楽園店
トンジットの愛馬。誕生日は10月31日。さそり座。好物はリ〜ンゴ。
トンジットが竹馬から降りられなかった10年間、一人で主を待ち続けていた。
トンジル、トンスファー
トンジットの孫たち。
リットント
声 - 阪口大助、日比愛子（幼少期）
アニメオリジナルキャラクター。トンジットの孫で、穴掘りの世界チャンピオン。
トンジットに会うために穴掘りを始めたが、いつの間にか世界一の穴掘り男になることが目標になった。巨大モグラ「モ〜〜〜〜〜〜グラ」に乗って穴掘りの自己記録を更新しようとしている途中で偶然トンジットがいる島に到達し、再会を喜んだ。訛りが入った口調で話す。

### プッチ
マルミエータ
美食の町プッチの市長ビミネの一人娘。世間知らずで何にでも興味を示す。
アクア・ラグナの被害を聞きつけて救援物資を届けに来た際、海水パンツを剥ぎ取られたままで町を疾走するフランキーを目撃し、双眼鏡で追い回していた。
ヤメナハーレ
マルミエータの執事。

### シャボンディ諸島
シルバーズ・レイリー
声 - 曽我部和恭（8話）→園部啓一（394話 - ）
シャボンディ諸島のコーティング職人。元ロジャー海賊団副船長。異名は「海賊王の右腕」「冥王」。
76歳→78歳。誕生日は5月13日（「冥」=May=5月、「王」=キング=トランプの13）。身長188cm。おうし座。血液型XF型。好物は煮豆。
長い白髪（若い頃は金髪）と口髭と左目の傷跡が特徴の丸眼鏡をかけた老人。ロジャーが海に出た時からの相棒であり、誰もが一度はその名を耳にし、様々な本に載っているという生きる伝説。現在は海賊を引退してシャボンディ諸島に身を潜め、通称「レイさん」として船のコーティングを請け負っている。未だに賞金首であり、目撃情報は海軍や世界政府にも届いているが、世を騒がすような事はしていない模様。また海軍としても捕らえる際に多大な戦力が必要になることから、手が出せずにいる。ギャンブル好きで、シャッキーによれば「一度飛び出すと長く帰らない」とのこと。シャンクスが麦わら帽子を託したルフィに、かねてから会いたがっていた。
海賊時代の武器はサーベル。現在は若い頃より力が衰えていることを自覚してはいるが、海軍本部大将黄猿と互角の剣戟を繰り広げる優れた剣士でもあり、「凪の帯」を泳いで渡り、海中で海王類を仕留める驚異的な実力を持つ。3種全ての覇気に優れており、「見聞色の覇気」で瞬時にルスカイナ島全域の生物の数や実力を感知したり、「覇王色の覇気」で敵のみを威圧し気絶させたりすることができる。
若いころに家を焼かれ、盗んだ船の上で船上生活を送っていたが、その船を見掛けたロジャーに出会い、「旅をするにはいい船」と興味を抱いたロジャーに強引に海に誘われた。以後、ロジャー海賊団の副船長として「偉大なる航路」制覇を成し遂げ、彼の解散命令を受けるまで行動を共にした。20年以上前に、海で遭難したところを子供の頃のはっちゃんに助けてもらい、それ以来彼がタイヨウの海賊団に入るまで親しくしていた。15年前には、天竜人の奴隷から解放されて路頭に迷っていたゴルゴン三姉妹を見つけ、ニョン婆・シャッキーと協力して彼女らを保護した。
初登場はシャボンディ諸島編だが、実際には東の海編のバギーの回想シーンで既に登場している。奴隷のふりをして「人間屋」に潜入し、店の有り金を盗もうとしていた時に偶然ルフィと遭遇し、商品にされていたケイミーを解放した。ルフィ達と共に「人間屋」から脱出した後、ロジャーにまつわる重要な秘話をルフィ達に語った。なお、「ひとつなぎの大秘宝」や「Dの意志」「空白の100年」の真相についても知っているが、あくまでも自分の力で確認したいというルフィやロビンの希望を尊重し、この場では全てを語らなかった。黄猿襲来時には、ルフィ達に助太刀した。ルフィ達が、バーソロミュー・くまによって世界各地に弾き飛ばされた後、くまからルフィが飛ばされた方角の情報を得た。頂上戦争時は、シャボンディ諸島からロジャーの長年のライバルだった白ひげの死を涙ながら見届けた。
頂上戦争終戦後、女ヶ島でルフィと再会。仲間との再会を望むルフィを諭し、ルフィの「16点鐘」に協力した後、無人島ルスカイナでルフィに覇気の修行をつけた。1年半で基礎を教え終わり、ルフィより半年先にシャボンディ諸島に帰る。その半年後、再集結した麦わらの一味の船出を見送った。
七武海制度の撤廃後、海軍と黒ひげ海賊団の襲撃を受けたハンコックの救援に向かい、石化を解くことを条件に撤退させた。
シャクヤク
声 - 鶴ひろみ（392話 - 523話）→浅野真澄（870話 - ）
13番GRにある「シャッキー'S ぼったくりBAR」の店主。愛称は「シャッキー」。先々代アマゾン・リリー皇帝。元九蛇海賊団船長。
「偉大なる航路」出身。62歳→64歳。誕生日は5月8日。身長186cm。おうし座。血液型X型。好物はウイスキー。
華奢な体格で年齢を感じさせない若々しい容姿の女性。40年以上も前に海賊稼業から足を洗い、かつて、ガープにも追いかけられたという。現在はレイリーと共に暮らしている。飲み代を踏み倒そうとした客を半殺しにするなど、腕っ節はかなり強い。情報通を自負し、高い懸賞金の割に民間人へ危害を加えないルフィたちを気に入っている。また女の勘が鋭く、ハンコックがルフィに惚れて匿っていることを見抜いていた。ルフィを「モンキーちゃん」と呼ぶ。
女ヶ島を襲撃してきた海軍と黒ひげ海賊団が撤退した後、アマゾン・リリーを再訪する。
ディスコ
声 - 増谷康紀
人間オークションの司会者。
軽快な口調でオークションを進行する、通称「歩くスーパーバザール」。裏ではサクラを使って値を吊り上げ、卑劣な商法を行っている。ケイミーに暴力をふるい侮辱するなど、短気で差別的な男。誕生日は6月12日。
シャボンディ諸島編で、会場内に乱入した麦わらの一味によって天竜人を巻き込んだ騒ぎが起き、オーナーのドフラミンゴに助力を仰いだが、人身売買に見切りをつけたドフラミンゴに一蹴された。新世界編では、オークション会場跡地で落ちぶれている。
アントニオ
声 - 沼田祐介
シャボンディ諸島の名産品「偉大なる航路饅頭」を売っている店主。誕生日は1月21日。
ミノルバ、カイリケン
声 - 平井啓二、藤本たかひろ
シャボンディ諸島の賞金稼ぎ。ルフィたちを襲ったが、返り討ちにされた。誕生日はミノルバが2月18日、カイリケンが1月24日。
マリィ
声 - 小松里歌
シャボンディ諸島のナース。ジュディと婚約していたが、チャルロス聖に第13夫人として連れて行かれた。シャボンディ諸島出身。誕生日は11月2日。
ジュディ
声 - 岡本寛志
マリィの婚約者。チャルロス聖に抵抗したため銃撃され、通りかかったゾロによって病院に連れて行かれた。誕生日は11月2日。
マリン
22番GRの人間屋で売られている自称人魚。シャボンディ諸島出身。誕生日は10月17日。
パシア
人間オークションに売られていた踊り子の美女。「南の海」出身。誕生日は2月21日。
ハンフリー
声 - 高塚正也
シャボンディ諸島の酒場の店主。2年間の修行を終えて戻ってきたナミに、海軍本部が新世界に移転したことを教えた。
ビーク・リマーク
声 - 服巻浩司
シャボンディ諸島42番グローブの魚屋。食料の調達に来たサンジに、ゾロが漁船と間違えて海賊船に乗り込んでしまったことを伝えた。

#### 人攫い屋
賞金首や珍しい種族をさらい、人間オークションに引き渡して売り上げを得ることを職業としている。シャボンディ諸島に多くのチームがいる。
デュバル
声 - 関俊彦
人攫いチーム「トビウオライダーズ」（後の「人生バラ色ライダーズ」）のヘッド。
「偉大なる航路」出身。22歳→24歳。誕生日は8月11日。身長470cm。しし座。血液型S型。好物は豚足。
登場初期は鉄仮面で顔を隠していた大男で、興奮すると訛りがむき出しになる。素顔は、海軍が描いたサンジの手配書の下手な似顔絵とそっくりである（唯一の違いは、眉毛の巻き方が逆になっていること）。戦闘時には、サソリの毒が先端に塗られた銛を専用銃にセットして発射する。シャボンディ諸島で救出に協力した縁から、はっちゃんやケイミーとの仲は良好な様子。大海賊時代が始まって間もない頃に生まれたため、呪われた赤子と呼ばれていた。
元は片田舎でしがないマフィアをやっていたが、指名手配されたサンジと間違われて海軍や賞金稼ぎに追われるハメになり、顔を隠すため仮面を被り「鉄仮面のデュバル」と呼ばれるようなる。また、背中に逃げ傷を負ったことなどから、サンジと麦わらの一味を逆恨みし続けていた。
人攫い稼業を続ける中、因縁の麦わらの一味と遭遇。積年の恨みを晴らそうとサンジと交戦するが、「整形ショット」を受け敗北する。だが、骨格が変わりかなりの美形となり、性格も無駄にテンションが高くポジティブなナルシストになったことで、以降サンジを人生の恩人と慕うようになる。ケイミーが攫われた時に、チーム名を「人生バラ色ライダーズ」と改め、人攫い稼業を廃業。部下を率いて、麦わらの一味に協力した。
その後は無人となったサウザンドサニー号の護衛を主任務にしながら、ルフィたちの帰りを待っていたが、海賊や海軍との激戦により、大ケガを負い1年でリタイアした。1年経過した現在でも療養中だが、本人はそのことを「名誉の負傷」と誇りに思っており、悔いはないらしい。
モトバロ
声 - 竹本英史
デュバルの愛バイソン。
かつて村のダムを破ったこともあるという強靱な角が特徴で、デュバルによれば「心臓破りのツノ」とのこと。ただし、巨大な頭部に比べてかなり小さいため、ルフィ戦では鼻面を押さえられて角が活躍することは無かった。「偉大なる航路」とある片田舎の村出身。誕生日は8月19日。
バイクの役割をこなし、シュノーケルを着けることで長時間泳ぐことができる。デュバルの海軍からの逃亡を支えた。ルフィが無意識に使った「覇王色の覇気」により睨みつけられ、泡を吹いて倒れた。
トビウオライダーズ
マフィア時代からのデュバルの部下達。5分も空を飛べる大型のトビウオによる奇襲を得意とする。
高額な医療費を見返りに、猛スピードで相手の船に突撃する「ゼロファイト」や、鉄の網で相手を海中で引き回す「海中引き回しの刑」などの攻撃手段がある。
整形後のデュバルによって「人生バラ色ライダーズ」に改名された。かけ声はしっくり来るのを考えており、デュバルの呼び方は言うたびに微妙に変わっている。
ピーターマン
声 - 高戸靖広
人攫いチーム「ハウンドペッツ」のボス。名前の通りピーター・パンのような外見をしている。誕生日は1月4日。
8番GRにアジトがある。部下にケイミーを攫わせ、人間オークションに売りつけた。その後、デュバル達に完膚なきまでに成敗された。
コーヒーモンキーズ
声 - 森岳志
人攫いチーム。リーダーは孫悟空のような外見をしている。結成日は11月14日。
爆睡中の巨人族の海賊スタンセンを捕らえて売ったが、その後ケイミーが連れて来られたため巨人族が目玉商品にならず、酒を飲みながらウソップ達に愚痴をこぼし、ピーターマンの情報を与えた。マリンフォード頂上戦争の後、無人となったサウザンドサニー号を海軍に売り飛ばそうとしたが、デュバルに呆気なく撃退された。

### バルジモア（からくり島）
キットン
声 - 日比愛子
未来国バルジモアの住人。
サイボーグ犬のタロイモを飼っている。老人と共にフランキーを発見し、街で治療を受けさせた。
その後、紆余曲折ありながらフランキーを「おじさん」と呼んで慕い、コーラの蓄えをしながらフランキーの改造を支援。新世界編では彼の活躍を喜んでいる。
タロイモ
声 - 藤本たかひろ
バルジモアの技術でサイボーグ化した狩猟犬。レーダーを装着しており、優れた探知能力を持つ。誕生日は10月16日。

### カマバッカ王国（モモイロ島）
エンポリオ・イワンコフ

イナズマ

ティバニー
声 - 川津泰彦、前田愛（女姿）
カマバッカ王国の住人。アニメでの名前は「エリザベス」。サンジに強い恋心を抱いている。誕生日は6月19日。
キャロライン
声 - 岩崎ひろし
アニメオリジナルキャラクター。カマバッカ王国女王代理にして、ニューカマー拳法師範代理。代理と言えどその強さは凄まじく、サンジと決闘して彼に乙女心を植え付けた。女王のイワンコフを尊敬している。その後、サンジのバイタルレシピ争奪戦に参加した。アニメオリジナルキャラだが、スピンオフ『食戟のサンジ』にも登場している。

### ボーイン列島
ヘラクレスン
声 - 西凜太朗
おいはぎの森「グリンストン」に住む植物学者。
「南の海」出身。49歳→51歳。誕生日は5月10日。身長214cm。おうし座。血液型F型。好物はラーメン。
ヘラクレスオオカブトのような鎧と仮面を身に付けた男。語尾に「ん」を付ける独特の口調で話す。面倒見が良い性格で、おだてに弱い。
28年前、植物学者として航海に出る。25年前にボーイン列島に辿り着き、翌年には仲間を失うが、その後も研究を続ける。
ウソップがくまによってボーイン列島に飛ばされた際に彼を保護し、森の危険な生物から助ける。その後、本物の海の戦士になりたいと望むウソップに、2年間の修行をつけた。2年後、ウソップをシャボンディ諸島まで送り届け、巨大昆虫を操って海軍の追撃を妨害した。その後、ボーイン列島には戻らず、どこかに向かっている。

### クライガナ島
ジュラキュール・ミホーク

ペローナ

### ハラヘッターニャ（ナマクラ島）
ペッコリ
声 - 辻村真人
貧困の国・ハラヘッターニャの長。

### テーナ・ゲーナ王国（剣山島）
サンクリン
声 - 大場真人
ハラヘッターニャの住人を攫っていた手長族のリーダー格。
一度はブルックに敗れ、改心するフリをしてブルックを攫い、見世物にした。ブルックがギターを弾き始めてからは、彼を利用して金儲けを企んだ。2年後はブルックのマネージャーとなっていたが、シャボンディ諸島にて彼から引退の話を告げられた事に激怒し、海軍に通報するが逃げられてしまった。ドレスローザ編後、シャボンディ諸島で麦わらの一味を取り上げた新聞を破って、暴れていた。

### フールシャウト島
ムティ
コアラの母。海軍との取引に乗せられ、コアラを見逃してもらう代わりに、タイガーを海軍に売った。

### ルルシア王国
セキ
声 - 高塚正也
ルルシア王国国王。
即位したのは近年だが、評判は悪い。彼が王となって以降、国民の生活は苦しくなっている。世界会議から帰還後、革命を起こした国民によって投獄される。
コマネ
声 - 佐々木愛
ルルシア王国王女。世界会議でマリージョアに向かう途中、海賊に捕まるが、コビーとヘルメッポの部隊に救出された。解放されると、海賊を痛めつけた。世界会議から帰還後、革命を起こした国民によって投獄される。
モーダ
声 - 佐藤聡美
ルルシア王国に住むミルク売りの少女。父キュージと母コーダは海軍のコックである。誕生日は6月1日。
表紙連載『エースの黒ひげ大捜査線』で初登場。川流しにあったエースを助け出し、彼にミルクを宣伝する手紙を海軍G-2支部のコーミル中将へ届けてもらった。これにより、それまで苦すぎて海兵から不評だった支部のコーヒーはまろやかになった。
世界会議編では、革命軍の助けによって、国を襲撃した桃ひげ海賊団を住民の一人として撃退する。世界会議閉幕後、サボや一部の住民と共に国を脱出し、カマバッカ王国に逃れ革命軍に入隊する。

### エイギス王国
ティー4世
エイギス王国国王。時間を守ることに厳格で、顎髭は時計の針の形をしている。

### パンツハザード
ベガパンツ
ベガパンクの従兄弟（ベガパンクの父親の弟の息子）。パンツハザード在住。真面目で明るい性格。

## リュウグウ王国（魚人島）
竜宮城 / 市民（リュウグウ王国）

### 竜宮城
ネプチューン
声 - 稲葉実
リュウグウ王国国王。シーラカンスの人魚。異名は「海神ネプチューン」。
魚人島出身。70歳。誕生日は7月3日。身長12.2m。かに座。血液型X型。好物は海藻サラダ。
並の人魚をはるかに上回る巨体で、毛深くもじゃもじゃのひげを蓄えている。語尾に「じゃもん」と付ける。かつては「海の大騎士」と呼ばれたほどの戦士だが、現在は歳のせいでよくギックリ腰になる。人間への輸血を禁ずる法を破ったジンベエを「古い法律に意味はない」と咎めないなど、柔軟な考えを持つ。武器は三叉槍。人魚柔術（マーマンコンバット）の使い手。島で唯一、クジラと会話することができる。魚人島をナワバリとしていた海賊白ひげとは、若き日に友情の酒を酌み交わした仲である。
26年前、先代国王の死により王位に就く。その数か月後、魚人島に立ち寄ったロジャー海賊団と出会っている。当時はまだ結婚しておらず、オトヒメの政治デモには否定的だった。かつては戦士として魚人島に攻め入ってきた人間を幾人も討ち取ったため、妻の活動を手伝う資格はないと考え、長年見守っていた。
愛娘しらほしの愛鮫メガロが助けられたことで、麦わらの一味を竜宮城に招待する。一味が魚人島に災いをもたらすとマダム・シャーリーが予言したために、ひとまず一味を捕縛しようとするが、逆に拘束される。その後、ホーディ・ジョーンズが竜宮城に攻め入ったためゾロたちに一旦解放されるも、ホーディに捕らえられる。ギョンコルド広場で王子たちと共に処刑されそうになるが、ルフィたちの手で解放された。クーデター終結後、ホーディやデッケンらを幽閉し、新魚人海賊団の残党を軍の管理下に置き、魚人街を閉鎖させた。
世界会議編では、子供らを連れマリージョアへ向かい、会議に参加する。しらほしが天竜人チャルロス聖に捕まりそうになると、人間との共存を諦め、立ちはだかったルッチに殴りかかろうとしたが、寸前でミョスガルド聖によってしらほしが解放されたことで踏み止まった。世界会議閉幕後、ガープの護衛を受けリュウグウ王国に帰還し、アラバスタ王国の王族に起こった事件を知らされる。
技一覧
ウルトラマリン
「人魚柔術」による技。海水を掴み巨大な海流を作る。
ホエ
声 - 藤本たかひろ
ネプチューンの愛鯨であり、移動手段。誕生日は9月13日。おとめ座。好物はイカ。
オトヒメ
声 - 根谷美智子
リュウグウ王国王妃。金魚の人魚。故人。
魚人島出身。36歳没。誕生日は1月10日。身長224cm。やぎ座。血液型S型。好物は海藻マリネ。
生まれつき強い「見聞色の覇気」を持ち、人の心の声を聞くことができる。それ故に、人を救いたいという気持ちが人一倍強い。脆弱な体に鞭打ち、自己犠牲を厭わず他者を助ける「愛の人」であり、国民からは親しまれていた。
人間との共存を目指し、街頭演説などを行い、リュウグウ王国を地上に移すべく島民から署名を募っていた。10年前、魚人島に漂着した天竜人ミョスガルド聖を誠意をもって治療し、地上まで同行することで、「人間との交友を後押しする」という天竜人の書状を手に入れるに至る。しかしその矢先、ギョンコルド広場で彼女を疎んじるホーディの凶弾に倒れ、息子達と最後の約束を交わして息絶えた。
フカボシ
声 - 伊藤健太郎
リュウグウ王国第一王子。ネプチューン家三兄弟長男。フカザメの人魚。
魚人島出身。24歳。誕生日は2月4日。身長604cm。みずがめ座。血液型S型。好物はアワビのステーキ。
巨大な海獣を圧倒するほどの実力を持ち、弟のリュウボシ・マンボシと合わせ「ネプチューン軍三強」と称されている。武器は三叉槍。必殺技は人魚具術「光陰流水槍（こういんりゅうすいそう）」。人魚柔術「ウルトラマリン」も使える。誠実かつ義理堅い性格で、国民からの信頼も厚い。父や妹ほどではないが、弟たちと並びルフィの倍以上ある巨体。ルフィからは「兄ほし」と呼ばれる。
10年前、母・オトヒメ王妃に弟達と共に「立派な戦士になり妹のことを守る」と誓う。以後亡き母の願いを引き継ぎ、10年かけて多くの署名を集めた。
魚人島編で、麦わらの一味を城へ招待するため人魚の入り江を訪れるが、人魚達が一味を匿ったため、行き違いになる。麦わらの一味が竜宮城を占拠した際、ジンベエから預かった伝言をゾロに伝えた。水車の町で、オトヒメの写真への踏み絵を強いていたドスンを拘束。新魚人海賊団に捕えられた父・ネプチューンを救い出すため、ギョンコルド広場に三兄弟で乗り込むが、E・Sを飲んだ幹部達に敗れ、拘束されてしまう。その後、ルフィ達の手で解放され、ホーディ討伐と方舟「ノア」の落下阻止のため、三兄弟でルフィを援護した。
世界会議編では、父や弟妹達とマリージョアを訪れる。パンゲア城に続く歩道「トラベレーター」には、嫌な気配を感じ取っていた。
リュウボシ
声 - 沼田祐介
リュウグウ王国第二王子。ネプチューン家三兄弟次男。リュウグウノツカイの人魚。
魚人島出身。23歳。誕生日は6月24日。身長544cm。かに座。血液型S型。好物はモズクのスープ。
語尾に音階を付けて喋る。武器は二振りのサーベル。必殺技は「竜宮楼門（りゅうぐうろうもん）」。
マンボシ
声 - 田中一成（528話 - 573話）→間宮康弘（777話 - ）
リュウグウ王国第三王子。ネプチューン家三兄弟三男。アカマンボウの人魚。
魚人島出身。20歳。誕生日は3月30日。身長473cm。おひつじ座。血液型S型。好物は海牛のミルク。
陽気な性格で、「アッカマンボ」と振りをつけて踊るのが癖。戦闘時には険しい顔つきになる。武器はロングソード。必殺技は「七珍万宝（しっちんばんぽう）」。
しらほし
声 - ゆかな
リュウグウ王国王女。ネプチューン家長女で末っ子。巨魚ビッグキスの人魚。
魚人島出身。16歳。誕生日は4月4日（「し」らほ「し」）。身長11.87m。おひつじ座。血液型X型。好物は海蒲萄のパスタ。
「人魚姫」と称される、絶世の美少女。父のネプチューンほどの巨体。ピンク色の長い髪をたい焼きの髪留めで留めている。長い軟禁生活を強いられていたため、性格は臆病かつ泣き虫だが、素直で優しく芯が強い献身的な性格。お世辞が苦手で、思ったことをはっきり口にしてしまう。誰に対しても「様」付けで呼び、丁寧な口調で話す。島民からは「しらほし姫」と呼ばれている。ルフィからは当初「弱虫」と呼ばれていたが、後に「よわほし」と呼ばれる。
数百年に一人生まれるという「海王類と会話ができる伝説の人魚」であり、古代兵器「ポセイドン」の名を継ぐ存在。人を救おうとすれば幾千もの命を救えるが、悪意を持ってその力を使えば世界を海に沈めてしまえるとまで言われている。しらほし本人は、この力の脅威を自覚していない。
10年前、天竜人ミョスガルド聖漂流時の騒動で、初めて海王類と会話できる力を発現させる。しかし、長年この力に目をつけていたバンダー・デッケン九世の執拗な求婚を受けるようになり、彼の能力による攻撃から逃れるため、硬殻塔での軟禁生活を強いられることになった。母・オトヒメの死から数年後、暗殺犯が人間ではなくホーディであることを愛鮫のメガロから知ったが、「犯人を決して憎んではいけない」という母との約束のため、一人胸の奥に仕舞い込んでいた。
塔の中に入ってきたルフィを当初は自分を狙った刺客と勘違いしたが、デッケンの斧から救われたことで信頼を置くようになる。ルフィから外に出ようという誘いを受け、メガロの口の中に隠れて硬殻塔から脱出。サンゴが丘でデッケンに迫られ直接求婚されるが、「タイプじゃないんです」と断った。海の森で念願であった母の墓参りを済ませると、捕えられた父を救出すべくルフィたちと共にギョンコルド広場に乗りこむ。デッケンが飛ばした方舟「ノア」を島から逸らすため、自ら囮となる中で「ポセイドン」の力が覚醒し、海王類の協力でノアを止めた。クーデター終結後の宴中、自身の秘密を知ったカリブーに攫われそうになるが、ルフィに助けられた。ルフィたちが旅立つ際、いつか一緒に地上を散歩することを約束した。
新世界編では、外に出ることを怖がりながらも、兄達からの誘いを受け「世界会議」が開かれるマリージョアに同行。自分と同じくルフィと縁があるビビやレベッカやマンシェリーとは、すぐに仲良くなった。その後、チャルロス聖に捕らえられそうになったが、かつて母オトヒメによって改心したミョスガルド聖に助けられた。再びチャルロス聖に攫われそうになった際は、サイとレオに助けられた。
作者はハンコックと共にデザインが難しかったキャラクターに挙げている。またしらほしのような困りまゆげの美女はあまり描いたことがなかったという。
メガロ
声 - 荒井聡太
しらほしの愛鮫。誕生日は4月8日。おひつじ座。好物はアザラシ。
巨体のしらほしよりも一回り大きい、巨大なサメ。元はネプチューン軍のペット。彼女の硬殻塔での唯一の話し相手だった。
ホーディがオトヒメ王妃を暗殺する所を目撃しており、事件から数年後に真実をしらほしに伝えていた。クラーケンに飲み込まれていた所を、麦わらの一味に偶然助け出された。ルフィによってしらほしを口の中に無理矢理入れられ、海の森まで連れて行った。
モデルと名前の由来は、ホオジロザメの祖先と言われる古代のサメ・メガロドン。
右大臣
声 - 江川央生
リュウグウ王国右大臣。タツノオトシゴの人魚。
魚人島出身。55歳。誕生日は4月5日。身長313cm。おひつじ座。血液型XF型。好物はシジミピザ。
ネプチューン軍の指揮や硬殻塔の管轄を担っており、宝物庫と玉手箱の鍵を預かっている。
10年前、玉手箱の中身を盗まれたことで、次に盗まれたことを考えて、箱に大量の爆弾を仕掛けた。魚人島編では竜宮城を脱出した後、ギョバリーヒルズで海獣に敗れる。その後、ギョンコルド広場で麦わらの一味を援護した。クーデター終結後、玉手箱がルフィからビッグ・マムへと渡ってしまい、爆弾のことをルフィ達に教えようとしたが、ビッグ・マムに目をつけられ落ち込むウソップ達の姿から、教えることができなかった。
左大臣
声 - 田中亮一
リュウグウ王国左大臣。ナマズの人魚。
魚人島出身。62歳。誕生日は7月2日。身長435cm。かに座。血液型X型。好物はホタテサンド。
長年ネプチューンに仕えている魚人島一の知恵者。口癖は「かなわんわー」。
ルフィ達が魚人島を旅立つ際、ナミに新世界用の「記録指針」を提供した。
ネプチューン軍
リュウグウ王国の軍隊。右大臣が指揮し、王族や竜宮城を守護する。タツノオトシゴのような装備を身につけている。かつてジンベエやアラディン、ホーディ・ジョーンズが所属していた。
アンモナイツ
リュウグウ王国国境警備隊。アンモナイトを模した装備を身につけている。

### 市民（リュウグウ王国）
はっちゃん
声 - 森川智之
アーロン一味幹部→たこ焼き屋店主。タコの魚人。異名は「六刀流のハチ」。懸賞金800万ベリー。
魚人街出身。36歳→38歳。誕生日は8月8日。身長220cm。しし座。血液型S型。好物はたこ焼き、たこ焼き煎餅。
6本の腕と吸盤を持ち、口からタコスミを吐くことができる。性格は明るく温厚で、どこか抜けた所もある。人間に対しては比較的友好的で、アーロンの野望に加担していたことには罪の意識を持っていた。ナミからも「（アーロンとの関わりが無ければ）無害な奴」と、さほど悪い印象は抱かれていない。アーロンなどの仲間からは「ハチ」と呼ばれる。額にタイヨウの海賊団の刺青がある。口癖は「にゅっ」。
1本300kgの重さを持つ剣6本を艶かしい軟体で扱う「六刀流」の剣士で、本人曰く「魚人島で1人（ヒョウゾウ）を除けばNo.1の剣豪」。
20年以上前の子供の頃に、海で遭難したレイリーを助けたことがきっかけで、以後レイリーやシャッキーと親しい関係にある。若い頃からアーロン一味に所属し、15年前にフィッシャー・タイガー率いるタイヨウの海賊団に加わる。ジンベエの七武海加盟により釈放されたアーロンが独立を宣言すると、アーロンに従ってタイヨウの海賊団を脱退した。
アーロンパークでの麦わらの一味との戦いでは、ゾロと戦う。ミホークから受けた傷に苦しむゾロを追い詰めるが、不屈の闘志により六刀を全て破壊され、「龍巻き」を食らい敗北する。その後目を覚まし、海底に沈んだルフィの救助を試みるノジコたちに襲い掛かろうとしたが、ゾロから受けた傷口が開き、再び倒れた。
アーロン一味崩壊後、海軍に捕まるが脱獄。表紙連載『はっちゃんの海底散歩』における大冒険の末、人魚のケイミー・ヒトデのパッパグと出会う。昔フラれてしまったオクトパ子には再度フラれてしまったが、幼少時代からの夢であった念願のたこ焼き屋「たこやき8（エイト）」を開いた。
シャボンディ諸島近海で人攫い屋のマクロ達に捕まっていたが、ルフィ達によって解放される。シャボンディ諸島では人攫い屋に誘拐されたケイミーを救出するため、ルフィ達と共にオークション会場に乗り込むも、チャルロス聖に銃撃されてしまった。頂上戦争から約1年後、海軍からサウザンドサニー号を守る戦いで重傷を負い、療養のため魚人島に帰郷した。
魚人島編では、ホーディを止めるため説得に向かうが、デッケンによって返り討ちに遭う。重傷を負いながらも魚人島まで逃げ切って麦わらの一味と再会し、海の森でホーディの企みを話す。クーデター終結後、ホーディを止めてくれたことに感謝し、魚人島を去るルフィ達を見送った。
初期設定ではタコではなくイカの人魚「メイプル・リード」という名の八刀流の女剣士だった。
技一覧
たこはちブラック
口から視界を奪う蛸墨を吐く。
たこはちブラック オン・ザ・ロック
口の吸盤で吸いつけた壁を叩きつける。
蛸三連真剣白刃取り（タコさんれんしんけんしらはどり）
6本の腕を使った真剣白刃取り。
たこはち吸盤（たこはちナンバーナイン）
吸盤で壁や柱に張り付く。
タコ焼きパンチ
6本の腕でパンチを繰り出す。
蛸足奇剣（たこあしきけん）
6本の剣を使った乱舞。
六刀流 タコツボの構え
6本の剣の刃が外を向くようにして切っ先を合わせた構え。
新春蛸開け体壊（しんしゅんたこあげたいかい）
「タコツボの構え」の状態で相手の防御を崩した後、頭突きを食らわす。
六刀流奥義・六刀の円舞曲（ろくとうのワルツ）
相手を高く放り投げ、落ちて来るところに6本の剣を回転させ切り刻む。
ケイミー
声 - 池澤春菜
デザイナー志望のタコ焼き屋店員→マーメイドカフェのウェイトレス。キッシンググーラミーの人魚。
魚人島出身。16歳→18歳。誕生日は11月3日（「K」=11、「ミー」=3）。身長197cm。さそり座。血液型X型。好物はワカメブリュレ。
純真な性格だが極度の天然で、人に騙されやすい。事あるごとにびっくりし、驚いた拍子に目玉が飛び出て舌が波打つなど、表情が大きく崩れる。人の名前には「ちん」を付けて呼ぶ。はっちゃんに好意を持っている。
表紙連載『はっちゃんの海底散歩』で初登場。海イノシシに喰われ、吐き出されたところではっちゃんと出会う。一旦は伝説のタコ焼きのタレと交換条件でマクロ一味に売り飛ばされるが、後の成り行きではっちゃんに助け出される。その後、はっちゃん達とタコ焼き屋を始めた。
シャボンディ諸島近海で、海兎に喰われて消化されそうになった所をルフィに助けられる。その後、シャボンディ諸島で人攫い屋に誘拐され、人間屋でチャルロスに買い取られそうになったが、レイリーによって解放された。
2年後、魚人島で麦わらの一味と再会し、人魚の入り江やマーメイドカフェに案内した。竜宮城がホーディ達によって襲われた際には、ナミを連れて脱出し、海の森まで連れて行った。その後は、重傷を負ったはっちゃんの看病にあたった。
パッパグ
声 - 塩屋浩三
魚人島で流行のブランド「クリミナルブランド社」社長兼デザイナー。
魚人島・ギョバリーヒルズ出身。31歳→33歳。誕生日は9月21日。身長50cm。おとめ座。血液型XF型。好物はケイミーがくれるハマグリ。
ケイミーのペットであり、デザイナーとしての師匠でもあるヒトデ。かなりの大金持ちで、魚人島の一等地「ギョバリーヒルズ」に、1階が店舗となっている豪邸を構えている。子供の頃に自分はヒトだと思い込んでいたため、その勢いで人語が話せる。
表紙連載『はっちゃんの海底散歩』で初登場。ケイミーと同じく、シャボンディ諸島近海でルフィに助けられ、その後のシャボンディ諸島でも行動を共にした。2年後、魚人島で麦わらの一味と再会。魚人島の情勢や、バンダー・デッケンにまつわる昔話を説明する。その後、ホーディ達に捕らえられたゾロ達の救出に協力した。
シャーリー
声 - 朴璐美
マーメイドカフェ店長。アオザメの人魚。アーロンの母親違いの妹。通称「マダム・シャーリー」。
魚人街出身。29歳。誕生日は9月9日。身長520cm。おとめ座。血液型XF型。好物はバラジャム入りの紅茶。
優雅な振る舞いで人魚達を束ねる女性。ルフィたちの数倍ほどある体格。水晶玉を使う占い師で、未来予知ができることで有名。しかし、本人は占いについて「不吉な事が当たる」としてあまりよく思っておらず、ネプチューンも国中が彼女の予言に振り回されると気にかけていた。魚人街出身だが、アーロンやホーディと違って、人間に対する悪い印象は持っていない。
魚人島編でルフィと会った後、「ルフィによって魚人島が滅ぼされる」と予言する。ギョンコルド広場ではホーディに警告するが受け入れられず、逆上した彼の攻撃を受けた。クーデター終結後、自ら水晶玉を割り、今後占いをしないと決意した。
マーメイドカフェ・ダンサーズ
マーメイドカフェの女性ダンサーたち。その踊りの美しさは、作者曰くサンジが命を落としかねないレベル。以下の5人はその中でもトップスター。
イシリー
声 - 鹿野優以
イシダイの人魚。
黒髪とそばかすが特徴。人懐っこい性格で、出会ったばかりのサンジ達ともすぐに親しくなった。誕生日は5月4日。
フカボシたちからサンジを隠そうとした際、サンジを抱き寄せたため、鼻血による出血多量でサンジが倒れてしまった。閉じ込められていたカリブーの入った樽を開けてしまい、フィヨンセらと同様に誘拐されたが、後に解放された。
カイレン
カレイの人魚。やや面長な顔つきをしている。
ヒラメラ
声 - 吉川未来
ヒラメの人魚。ピンク色のツインテールが特徴。
セイラ
キンチャクダイの人魚。海賊のワイルドさを気に入っている。
メロ
キスの人魚。青いロングヘアーで、頭に花飾りをつけている。
イチカ、ニカ、サンカ、ヨンカ、ヨンカツー
声 - 鈴木真仁
メダカの人魚の五つ子。ケイミーの友達。泳ぎが速く、情報通。
デン
声 - 島田敏
船大工兼、海の森研究者。船大工トムの弟。オオカミウオの人魚。
魚人島出身。62歳。誕生日は10月10日。身長435cm。てんびん座。血液型X型。好物は三つ葉とアサリの炊き込みご飯。
姿形で区別をしない、朗らかな性格の男性。兄同様に口癖は「ドンと」。ココロとは手紙のやりとりをしており、フランキーの事やトムの事件も聞かされていた。
フランキーからの依頼で、新世界へ旅立つサニー号のコーティングを請け負った。
オクトパ子
タコの女魚人。はっちゃんの思い人。
表紙連載「はっちゃんの海底散歩」で初登場。ギョバリーヒルズ育ちのセレブで、王子と結婚するのが夢。誕生日は8月5日。
ルリス
マーメイドカフェで店員として働くヤッコの人魚。シュノーケルをおしゃれでつけている。
ソラ
マーメイドカフェで店員として働くコリスの人魚。貝殻の下着をつけている。
アデル
ダンサーとして働くイシガキダイの人魚。高い鼻とアフロヘアが特徴。
フィヨンセ
イシリー達と共に、カリブーに誘拐されたハナゴイの人魚。
ジュナン
声 - 宮崎寛務
クリミナルブランド社のショップ店員。タラの魚人。
パパニール
声 - 宮崎寛務
16年前、オトヒメ王妃によって改心した強盗。バラクーダの魚人。強盗を起こしたのは、自分の店を放火されて仕事を失った苦境の下で、10人の子供達を養うため。
ズルーリン
片鼻から鼻水を垂らした少年（16年前）。ナマズの魚人。
マリア・ナポレ
声 - 森公美子
魚人島の誇る海底一のディーバ。太刀魚の人魚。動乱後の宴会で、歌声を披露した。
ブレイキー、マイルス
スイングジャズ・オーケストラのメンバー。ブレイキーはドラム担当で、ミズウオの魚人。マイルスはトランペット担当で、トランペットフィッシュの人魚。
トガレ、ゴータン、ルカ、ガーシァ、メバリー
声 - 松原大典（トガレ）、藤本たかひろ（ゴータン）、川庄美雪（ルカ）、服巻浩司（ガーシァ）、宮崎寛務（メバリー）
トガレを除き、アニメオリジナルキャラクター。オトヒメの意志に賛同する署名を書いたことで、ホーディに敵とみなされた住民たち。

## 新世界
パンクハザード / ドレスローザ / トンタッタ王国（グリーンビット） / プロデンス王国 / モガロ王国 / モコモ公国（ゾウ） / トットランド / ワノ国 / エッグヘッド / ウォーランド王国（エルバフ）

### パンクハザード
シーザー・クラウン
声 - 中尾隆聖
元海軍科学班の科学者。懸賞金3億ベリー。
「偉大なる航路」出身。55歳。誕生日は4月9日（「シ」ノ「ク」ニ）。身長309cm。おひつじ座。血液型X型。好物はブドウ糖、ガスパチョ。
両側に「GAS」と書かれたローブ状の白衣を身に纏い、頭に2本の羊の角を付けた男。自身のイニシャルである「CC」が刻まれた黒い手袋を嵌めている。大量殺戮兵器製造の第一人者であるマッドサイエンティストで、部下や誘拐した子供達を平然と研究の実験台にする冷酷非道な性格。一方で、彼らの前では誠実で情け深い性格を演じていた。ルフィ達に捕まって以降は、ローに抜き取られた心臓を握られていることから非道な行為は控えており、コミカルな描写が増えている。世界で唯一「SAD」を製造できる人物であり、人造悪魔の実「SMILE」を製造しているドフラミンゴと協力関係にある。四皇ビッグ・マムからは人体の巨大化の研究依頼を受けているが、研究は成功しておらず、ドフラミンゴの後ろ盾があることから調子に乗って研究費を騙し取っていた。部下からは「M（マスター）」と呼ばれている。笑い声は「シュロロロロ」。
自然系悪魔の実「ガスガスの実」の能力者。自身の体をガスに変化させたり、可燃性ガスや毒ガスを放出したりできる。一定範囲の空気を操り酸素を奪うことで、相手を酸欠状態に陥らせることも可能。ガスの力で空を飛ぶこともできる。初登場時は全身をガス状にしていた。
かつては「MADS」に所属しており、当時から非人道的な研究を行っていた。「MADS」解体後は海軍科学班のNo.2であったが、その非道な性格から同僚のベガパンクとは常に対立していた。4年前、ベガパンクから科学班追放を言い渡されたことに逆上し、パンクハザードで化学兵器暴発事故を起こす。一度は政府に捕まるが監獄船から脱走し、1年後に島に戻り、事故で下半身不随になった囚人達に足を与え、部下とする。人体巨大化の実験台として新世界各地から子供たちを誘拐し、彼らが施設から逃げないよう毎日覚醒剤「NHC10」入りのキャンディを与え、薬物依存にさせていた。数か月前から、ローを島に滞在させ、彼の能力で部下に動物の足を与えた。
パンクハザード編で、新世界各地の仲買人に映像を流し、麦わらの一味や海軍G-5を実験台に、毒ガス「シノクニ」の公開実験を行う。研究所内でシノクニを纏ってルフィと対峙するが、部下を蔑ろにしたことでルフィの怒りを買い、渾身の一撃を食らって研究所外に吹き飛ばされる。救援に来たバッファローやベビー5と逃走を図るも、ウソップに海楼石の錠で捕縛された。その後、ドフラミンゴとの取引のため、ロー達によってグリーンビットに連行される。しかし、ドフラミンゴの七武海脱退報道が誤報と判明したため、ローの手で再びナミたちに預けられ、さらに自分を狙うビッグ・マム海賊団の海賊船が出現したため、そのまま「ゾウ」に向かう。
ゾウ編ではサンジ達に脅され、国中に充満していた自身が開発した毒ガス「KORO」を中和し、その後のミンク族の救護活動にも不本意ながら協力した。ルフィ達がゾウに上陸する2日前、ビッグ・マムに遣わされたベッジによって、サンジと共にホールケーキアイランドに連れて行かれた。
ホールケーキアイランド編では、ビッグ・マムとペロスペローに「巨人薬」の完成を迫られる。その後、監視を引き受けたベッジによって解放されるが、ビッグ・マム暗殺計画に嫌々協力することになり、ルフィ達とも手を組むことになる。結婚式当日、自身が開発した毒ガス弾「KXランチャー」をビッグ・マムの咆哮で破壊され、計画は失敗するが、ジェルマの援護とホールケーキ城の崩壊により、会場からの脱出に成功。そこでベッジから心臓を返され、ルフィ達と別れた。
その後、逃げ損ねて城内に潜んでいたが、表紙連載『ジェルマ66のあゝ無感情海遊記』にて、ジェルマ達と遭遇し、彼らと共に脱出する。逃れたジェルマ王国にてジャッジと一触即発になるも、ベガパンクへの対抗心から和解し、新たに「NEO MADS」を結成する。
技一覧
ガスローブ
毒ガスを相手の体に纏わりつかせる。
ガスタネット
カスタネットのような道具で自身のガスに点火し、爆発を起こす。ペットのスマイリーを巻き込むことで、さらなる大爆発となる。
燃焼系ミオークGAS
マッチでガスに引火させ、周囲を燃やす。
無空世界（カラクニ）
一定範囲の空気から酸素を抜き、相手を窒息させる。
青炎剣（ブルーソード）
手に持った柄から酸素を完全燃焼した青い炎の刀身を出し、周囲を斬り裂くと同時に炎上させる。
ガスティーユ
鉄をも溶かす威力を持つ巨大な炎を、口からガスバーナーのように放つ。
RO・KO（ロ・コ）
円を作った両手から毒ガス「KORO」の中和ガスを放出する。
幻覚ガス
吸った者に幻覚を見せるガスを放出する。
モネ
シーザーの秘書。ドンキホーテファミリー幹部。
スマイリー
シーザーのペットである巨大なスライム。
パンクハザード出身。4歳。誕生日は7月18日（光化学スモッグの日）。全長150m。かに座。好物はシーザーのキャンディ。
動物系悪魔の実「サラサラの実 モデル"アホロートル"」を食べたゲル状有毒ガス。触れただけでその猛毒が体に回る上、火をつけると爆発するという性質を持つ。自らを飛ばして分身を作ったり、遠くに移動したりできる。
元々は、4年前の事故で使われた毒ガス爆弾「H2Sガス」。パンクハザードの囚人を猛毒で苦しめたが、この時は「毒をくらった者たちが、弱りながらも安全な場所へ避難できた」という欠点が残ってしまった。そのためシーザーによって新たな効力を追加され、殺戮兵器「シノクニ」へと変化した。シノクニは、触れたものの体に灰のように纏わりつき、全身を麻痺させ死に至らしめる。犠牲者の体は固まって仮死状態となり、自力での脱出は不可能だが、死に至るまで半日かかるため毒が回る前に殻を割れば救出できる。
茶ひげ
声 - 徳山靖彦（490話）→田中一成（511話）→菅原正志（583話 - ）
茶ひげ海賊団船長→ケンタウロス巡回部隊のボス。本名はチャドロス・ヒゲリゲス。懸賞金8006万ベリー。
「偉大なる航路」出身。43歳→45歳。誕生日は2月3日。身長691cm。みずがめ座。血液型S型。好物は馬肉。
茶色い髪と髭を三つ編みにした大男。新世界編ではワニのケンタウロス。笑い声は「ウオッホッホ」。海賊時代の船の名は「チャルルマルテル号」。
初登場時は海賊船長。頂上戦争後、白ひげの縄張りだった新世界のフードヴァルテン島を支配下に置くが、しばらく後に乗り込んできたホーキンス海賊団に一味を壊滅させられ、自身も両足を失う。命からがら逃げ出してパンクハザードにたどり着き、シーザーによって命を救われ、部下になる。さらにローの能力でワニの下半身を与えられ、「ケンタウロス巡回（パトロール）部隊」のボスとなる。
パンクハザードの中心の湖でルフィたちを襲うが、返り討ちにされ、研究所までの運搬役にさせられる。その後シーザーに見捨てられ、COOLブラザーズの攻撃を受ける。騙されている自分の部下達にシーザーの本性を伝えるため、研究所に乗り込むが信じてもらえず、シーザーに止めを刺されそうになったが、ルフィに助けられる。シーザー敗北後、治療を受けるため海軍に自首した。
ロック&スコッチ
声 - 木下浩之（ロック）、咲野俊介（スコッチ）
シーザーに雇われている2人組の殺し屋。謎の巨人族。通称「イエティCOOL BROTHERS（イエティクールブラザーズ）」。異名は「雪山の殺し屋」。懸賞金2000万ベリー（2人共）。
「偉大なる航路」の雪国出身。25歳。誕生日は12月11日（国際山岳デー）。身長42.5m。いて座。血液型S型RH-。好物はロックがウイスキーと焼き鳥、スコッチがスコッチとスコッチエッグ。
全身が毛で覆われた巨大な獣人。殺しの依頼は報酬と引き換えに必ず遂行する。ガスマスクのようなものを付けている方がスコッチで、付けていない方がロック。大きな足跡と低い声が特徴。決して姿を現さず、顔部分は常に影に覆われている。パンツ一丁の姿で、服は着ていない。武器はライフル銃で、その大きさ故に威力は大砲に値する。毒ガス弾や、一瞬で相手を酔っ払わせ眠らせる「KYPガス弾」も使用する。
元は海軍に捕まりパンクハザードに送られた囚人で、4年前の化学兵器暴発事故の後にシーザーの部下となった。
シーザーに麦わらの一味の抹殺を依頼され、茶ひげを始末し、ナミ（体はフランキー）をさらう。その後、助けに来たルフィ、フランキー（体はチョッパー）と交戦。ロックは2人に敗れ、逃げたスコッチもローに倒された。
スムージ、フェン・ボック、チャッペ
声 - 福原耕平（スムージ）、藤本たかひろ（フェン・ボック）、竹本英史（チャッペ）
シーザーの部下たち。元囚人。ローの能力で、下半身が動物のものになっている。異名はそれぞれ「鉄筋のスムージ」「瓢箪フェン・ボック」「縄引きのチャッペ」。
ルン
声 - 高塚正也
シーザーの部下で、研究所B棟門番。蜘蛛のケンタウロス。元海賊。異名は「マチェーテのルン」。R棟に向かうルフィの前に立ちふさがるが、あっさり倒された。
ドラゴン十三號（ドラゴンじゅうさんごう）
パンクハザードの護衛。Dr.ベガパンクが造り出した人工生物。
モチャ
声 - 神田朱未
新世界各地から誘拐され、パンクハザードに連れてこられた子供たちの一人。
新世界出身。9歳。誕生日は6月28日。身長692cm。かに座。血液型S型。好物はモカチョコレート、おもち。
「人の巨大化」の実験台にされており、巨人族の子供並みの体格になっている。覚醒剤「NHC10」入りのキャンディを毎日与えられ、重度の薬物依存に陥っている。覚醒剤が切れかかると、禁断症状により、巨人族並みの腕力で大暴れする。
ビスケットルームに迷い込んだナミたちに助けを求め、外に連れ出される。シーザーによって研究所に連れ戻されるが、ナミやウソップの言葉を思い出し正気に戻る。チョッパーからキャンディやシーザーの真実を教えられ、研究所から脱出するため、彼に協力する。禁断症状を起こしてキャンディを食べようとする子供たちを守るため、全てのキャンディを口にし倒れてしまうが、チョッパーたちの奮闘により救われる。シーザー敗北後、治療を受けるため海軍に預けられた。エッグヘッド編では、G-14支部に滞在しており、治療の効果で体がやや縮んでいる。
シンド、ドラン、ウズ、コンブ、アリー、ビヨ
声 - 松井菜桜子（シンド）、日比愛子（ドラン）、西原久美子（ウズ）、牛田裕子（コンブ）、三上枝織（アリー）、川名真知子（ビヨ）
モチャと同じく「ビスケットルーム」にいた子供たち。
シンド、ドラン、ウズ、コンブの4人はモチャと同じ最初に連れてこられた世代で、巨人族の子供並みの体格になっている。アリーとビヨは、モチャたちほどではないが既に大人より大きな体格になっている。
モチャと同じく一度はナミ達に連れ出されるが、シーザーによって連れ戻される。禁断症状を起こし、キャンディを遠ざけようとするチョッパーやモチャに襲い掛かったが、海軍G-5に取り押さえられ、鎮静剤を打たれたことで正気に戻る。シーザー敗北後、治療を受けるため海軍に預けられた。
ギンコ
声 - 相沢舞
シーザーの研究所の「検査室」にいた少女。
モモの助が誤って乗ってしまった船で、一緒にパンクハザードへ連れてこられる。研究所内の「秘密の部屋」で、モモの助が龍の姿に変身するところを目撃。モモの助を捜す錦えもんに、モモの助が龍の姿に変身したことを話す。シーザー敗北後、治療を受けるため海軍に預けられた。

### ドレスローザ

#### リク家関係者
リク・ドルド3世
声 - 広瀬正志（第636話 - 第660話）→銀河万丈（666話 - ）
ドレスローザ国王。レベッカの祖父で、スカーレットとヴィオラの父親。
ドレスローザ出身。60歳。誕生日は6月27日（演説の日）。身長261cm。かに座。血液型S型。好物はガスパチョ。
仁徳に優れる人格者。戦争や殺し合いを獣がする行為と忌み嫌う考えの持ち主で、過去のリク王同様、ドレスローザを平和の国として維持し、他国への援助も惜しまなかった。国民や部下からは深い尊敬を寄せられており、他国からの信頼も厚い。その功績から「奇跡の王」と称されている。
コロシアムで3000戦無敗を誇ったキュロスに唯一手傷を負わせた。キュロスと同じく剣一本のみの戦闘スタイルで、老齢で体力が落ちた現在も剣術は並の剣闘士を上回る。
29年前、殺人の罪を犯したキュロスの素質と本質を見抜いてコリーダコロシアムの囚人剣闘士にし、100勝すれば仮釈放する条件を提示した。後にキュロスから戦い方を学び、剣闘会でキュロスと戦った。9年もの間己を閉じ込め戦い続けたキュロスを外の世界に導き、後に軍隊長の地位を与えた。キュロスと娘のスカーレットが恋仲になったことに対しては、集団の倫理が2人の仲を認めないと考えやや否定的であったが、スカーレットの強い意志とキュロスの人柄を見込み、2人の結婚を許した。孫のレベッカが生まれてからは時々忍んで訪れ、かわいがっていた。
10年前、ドレスローザに現れたドフラミンゴから、100億ベリーで国を売り渡す提案を持ちかけられる。争いを避けるため、国民に頭を下げ資金回収に努めたが、ドフラミンゴの能力で軍隊共々操られた状態で町を襲わされ、国民からの信頼を一夜にして失い、王位を追われた。この一件で一族含め国民から恨まれる対象となってしまった。娘のヴィオラが交換条件でドンキホーテファミリーに加わったことで命だけは見逃され、部下に匿われて密かに生き延びていた。
「メラメラの実」が懸けられたコリーダコロシアムの剣闘会に、剣闘士リッキーとして出場。予選Bブロックで剣闘士たちを圧倒したが、体力が持たずブルー・ギリーに倒された。試合後、落とされたスクラップ場でレパントらに正体を明かす。その後、王宮に連行されスートの間に拘束されていたが、キュロスに救出され、さらにシュガーの気絶によりドフラミンゴの悪政が露見し、10年前の真実が国民に知れ渡る。王の台地に逃れた後は、収縮する鳥カゴに絶望する国民に対し、最後まで希望があることを訴え、中心街まで避難するよう呼びかけた。ドフラミンゴが倒されると、国民から王への復帰を懇願され一度は固辞したが、エリザベローや藤虎に説得され、復位を受け入れた。騒動解決後、国民にトンタッタ族を紹介し、ドレスローザを小人達と共存する国にすることを誓った。
世界会議編では、プロデンス王国一行と共にマリージョアに到着。七武海制度撤廃を目指す大将藤虎やアラバスタ国王コブラと会談する。会議にてコブラと共に提出した議案が可決されたことで、七武海制度の撤廃を実現させた。
キュロス
声 - 小山力也
レベッカの父親。元コリーダコロシアム囚人剣闘士。元ドレスローザ王国軍隊長。元小さなリク王軍隊長
ドレスローザ出身。44歳。誕生日は9月22日（キュ(9)ロスがダブルピース(22)）。身長298cm。おとめ座。血液型S型。好物は貝料理。
かつてコリーダコロシアムで三千戦全勝の記録を打ち立てた、歴代最強の剣闘士。コロシアム内には彼の偉業を讃えた銅像がある。少年時代は直情的・攻撃的な性格だったが、リク王との出会いを通じ誠実かつ責任感が強い人格者となり、リク王や国民からも信頼されるようになった。少年時代に犯した殺人の罪を悔やみ続けており、血で穢れた手で娘のレベッカに触れることを自ら禁じ、常に手袋をしていた。ルフィ達のことは、トンタッタ同様「○○ランド」と呼んでいる。
通常の剣闘士と違い、盾を使わず剣一本のみで戦うスタイルで、後に彼の教えを受けたリク王やレベッカも同様の戦闘スタイル。片足を失った現在でも超人的な身体能力を有し、移動も不自由なく行う。
15歳の頃は、スラム街に住む国中に知られた札付きの不良少年であり、親友を殺された恨みから殺人の罪を犯し、リク王にも危害を加えたが、彼に素質を見出されてコロシアムの囚人剣闘士になる。わずか4か月で100勝を達成し仮釈放の権利を得るが、表に出ることを望まれていないと感じており、その後もコロシアムに留まった。観客席から飛ぶ罵声も、いつしかキュロスを応援する声援に変わっていった。9年後には変装して出場したリク王を破り、無敗で3000勝を達成。リク王との対戦直後、王の懇請を受け入れて剣闘士を引退し、その1年後にはリク王軍の軍隊長となって王命により王女のスカーレットとヴィオラの護衛に就いた。スカーレットからは過去の経歴により当初はよく思われていなかったが、海賊に誘拐された彼女を救ったことで好意を抱かれるようになる。その後、彼女と結婚し、レベッカが産まれてからは親子3人で幸せな時間を過ごしていた。
10年前のドフラミンゴによるクーデターの際に、リク王を救うため王宮に乗り込み、海楼石の枷に繋がれた左足を自ら切断してドフラミンゴに切りかかるが、シュガーによってオモチャの片足の兵隊に変えられてしまった。リク王を担いで王宮から脱出した後、スカーレット達との合流地点に向かおうとしたが、ディアマンテの銃撃に倒れたスカーレットの最期を目撃し、悲しみの淵に落とされる。以降、一人になってしまったレベッカを守るため、父親であることを伏せたまま彼女と生活を共にするようになるが、レベッカを誘拐犯から助けた際に「怒りの雷兵」の異名で指名手配されてしまい、後にレベッカはドンキホーテファミリーに捕まり、かつての自分と同じ囚人剣闘士にされてしまう。その後、トンタッタ族と反ドフラミンゴ体制「小さなリク王軍」を組織し、来たるべきドフラミンゴとの決戦に備えていた。
ドフラミンゴが流した王位放棄報道を受け、決戦の決意を固める。コロシアム入口でルフィたちと遭遇。フランキーが工場破壊を企てていることを知ると、花畑にあるリク王軍決起本部に連れていき、10年前に起きたドレスローザの悲劇を語り、「ドレスローザSOP作戦」を決行する。王宮のリフトでラオGから何とか逃げ延び、王宮でグラディウスに破壊されそうになったところをルフィたちに助けられ、彼らと共にドフラミンゴの元へ向かう。SOP作戦成功により人間に戻ると、ドフラミンゴに10年越しの攻撃を仕掛けて首を斬り落とし、激昂したバッファローを一撃で退ける。しかし斬り落とした首は「影騎糸」のものだった為に奇襲は失敗し、ピーカの能力で王宮から追い出される。その後、再び王宮へ向かう途中、ひまわり畑でレベッカの危機を救い、妻の仇であるディアマンテと対峙。執拗にレベッカや自分の片足を狙うディアマンテの卑劣な攻撃に苦戦するが、10年間ドレスローザを苦しめ続けた怒りを込めた渾身の一撃を加えて勝利した。騒動解決後、小さなリク王軍の解散を宣言。レベッカの幸せを案じ、彼女の前から姿を消そうとするが、ルフィの後押しを受けたレベッカの説得を受け、再び丘の上の家で一緒に暮らすことにする。その際、初めて肌身でレベッカに触れ、人の暖かみを感じ涙を流した。
世界会議編では、リク王の護衛としてマリージョアに同行する。
技一覧
ジェットウォーク
片足の兵隊時に使用。弾丸が当たらないスピードで移動する。
雷の破壊剣（トゥルエノバスタード）
ドレスローザの怒りを込めた、渾身の剣撃。
レベッカ
声 - 林原めぐみ
キュロスとスカーレットの娘。元コリーダコロシアム囚人剣闘士。
ドレスローザ出身。16歳。誕生日は8月4日（RE「B」ECCA、まぼろ「し」の王女）。身長171cm。しし座。血液型S型。好物は兵隊さんの手作りケーキ。
ピンク色のロングヘアーをおさげにまとめた少女。母親譲りの誠実で心優しい性格の持ち主で、同僚の囚人剣闘士たちからの評判は良好。優れた「見聞色の覇気」の使い手で、相手の攻撃を見切ることに長けている。コロシアムでは刃がないロングソードを武器とし、防具は重量制限によりビキニアーマーをつけていた。ルフィのことは、本名を知ってからも「ルーシー」と呼ぶ。
6歳の頃までは親子3人で幸せに暮らしていたが、10年前にドフラミンゴが新国王となった際に母スカーレットを亡くす。以降、オモチャの兵隊となった父キュロスと隠遁生活を送っていた。オモチャとなってしまった父親の記憶を失っていたが、兵隊のことは親のように慕っており、彼から戦い方を学んだ。しかし、数年後にドンキホーテファミリーに捕まって囚人剣闘士となり、「幻の王女」としてコロシアムの晒し者にされてしまう。試合では、リングの端に陣取り、襲いかかってきた敵の攻撃を瞬時に見切り、相手の力を利用して場外に落とす戦法「背水の剣舞」で、誰一人傷つけることなく無傷で勝利を収めていた。しかし、他の剣闘士からは「無敗の女」と皮肉とからかいに遭い、リク王を恨む国民からは常に罵声を浴び続ける苦渋の毎日を送っていた。それでも、いつの日か再び兵隊と一緒に暮らすことを夢見て、戦いに身を投じていた。
ドフラミンゴの王位放棄報道を受け、片足の兵隊に代わってドフラミンゴを討つため、兵隊の反対を押し切り「メラメラの実」が景品にかけられた剣闘会に出場する。長年自分をいじめていたスパルタンを叩きのめしたルフィと親しくなり、コロシアム内を案内したり、なけなしの全財産で弁当をおごったりした。Dブロックでは、「ハクバ」と化したキャベンディッシュの無差別攻撃を間一髪で見切ったことで唯一立ち上がり、Dブロックの勝者となる。決勝戦ではディアマンテに果敢に挑むも、母を殺害した事実を打ち明けられ、精神的に追い詰められる。「鳥カゴ」発動後はひまわり畑へ向かい、ディアマンテと遭遇するが、人間に戻ったキュロスに助けられる。キュロスとディアマンテの戦闘の際には、ディアマンテの卑劣な戦い方と挑発に怒り、自ら戦おうとするが、キュロスに「10年もの間人を傷つけなかったその美しい手を汚すことはない」と輸され、剣を手放した。「鳥カゴ」の収縮が迫ると単身ドフラミンゴの下へ向かうも操られ、ヴィオラに切りかかりそうになったが、間一髪でルフィが駆けつけて免れた。騒動解決後、一時は王女に戻ろうとしたが、ルフィの後押しを受けて王女の地位をヴィオラに譲り、キュロスと共に再び丘の上の家で一緒に暮らすことになった。
世界会議編では、ヴィオラに誘われ彼女の侍女として、マリージョアに同行。そこで、かつて自分と同じくルフィに助けられたビビやしらほしと親交を深める。
スカーレット
声 - 山崎和佳奈
元ドレスローザ第一王女。キュロスの妻で、レベッカの母親。故人。
レベッカとよく似た清廉な女性。ヴィオラやレオたちからはよく慕われていた。25歳没。誕生日は10月28日（スカーレット(10)はレベッ(2)カの母(8)）。
16歳の頃、元犯罪者にも関わらず自身の護衛役となったキュロスを毛嫌いしていたが、海賊に誘拐された所を助けられてからは彼に恋心を抱くようになる。互いの境遇の違いから周囲が結婚を認めないだろうと父リク王から指摘され、病死を装うことで王族の地位を捨て、キュロスと結婚する。レベッカを出産後は、ひまわり畑で花を売りながら親子3人で暮らしていた。
10年前のドフラミンゴのクーデターの折、王宮に向かったキュロスと「赤い花畑」で再会する約束をするが、キュロスがオモチャに変えられてしまったことで、彼の記憶と約束を忘れてしまう。お腹を空かせたレベッカのために街へ食料の調達に向かったが、リク家を狙ったディアマンテに銃撃される。オモチャとなったキュロスに看取られる形になったが、彼女自身は最期まで最愛の夫の記憶を失ったまま息絶えた。
ヴィオラ
声 - 園崎未恵
ドレスローザ第二王女。元ドンキホーテファミリー「トレーボル軍」幹部の殺し屋。ファミリーの一員としての名は「ヴァイオレット」。
ドレスローザ出身。29歳。誕生日は4月30日（「すみれ」、4は中国語でスー）。身長178cm。おうし座。血液型X型。好物はクレマ・カタラナ。
フラメンコドレスを着た、黒髪の美女。その情熱的な踊りは、ドレスローザ中の男を魅了する。レベッカやトンタッタ族からは慕われている。七武海のドフラミンゴによって国を乗っ取られた経緯から、政府や海軍を信用していない。ドフラミンゴのことを、本来最高幹部しか使わない「ドフィ」の呼称で呼ぶことがある。
超人系悪魔の実「ギロギロの実」の能力者。全てを見透かすことができる「眼力人間」。千里眼を使うことができ、鳥の目を借りるように視線を飛ばすことで、八方4000km内の出来事を自在に把握できる。また、透視や相手の心を読むことができ、強固した涙で物理的に攻撃することもできる。
10歳の頃から既に能力者であり、はじめはキュロスを毛嫌いしていた姉と違い、能力で彼の心を読んで人柄を理解していたため、敵愾心は抱いていなかった。10年前、ドフラミンゴの罠で父が失脚した後、自分の能力に目をつけたドフラミンゴとの取引で、父の助命と引き換えに「ヴァイオレット」と名を変えてドンキホーテファミリーに従うようになる。その後は、陰ながら姪のレベッカやトンタッタ族たちを見守り続けていた。
ルフィ達の計画を暴くため、踊り子を装ってサンジに接触し部下と共に痛めつけるが、彼の女の涙を疑わない真っ直ぐな姿勢に感化され、ファミリーを裏切る。サンジと別れた後は単身で王宮に向かい、途中で合流したルフィたちを王宮内部へ誘導する。SOP作戦成功後、シュガーが目を覚ましたことを突き止めると、シュガーを狙撃するためウソップを援護した。「鳥カゴ」の収縮が迫る中、単身ドフラミンゴに挑むも軽くあしらわれ、操られたレベッカに斬り殺されそうになったが、ローによって救出された。騒動解決後、キュロスとの生活を決めたレベッカからの頼みを受け入れ、彼女の代わりに王女に戻った。
世界会議編ではレベッカを自分の侍女に誘い、父たちと共にマリージョアに同行する。
技一覧
心覗き（ピーピングマインド）
自分と相手の額を触れ合わせ、相手の記憶を見透かす。相手に自分の記憶を見せることもできる。
熱鉄の涙 目鯨（イエロ・ラグリマ メクジラ）
涙から、鉄のような硬度の巨大な鯨を作り出す。
タンク・レパント
声 - 酒井敬幸
ドレスローザ自衛軍隊長。元リク王軍軍隊長。
モヒカンが特徴の大男。コロシアムの試合では「足元の金を拾う主義」を演じていたが、実際には仁義に厚い性格。リク王には絶大な忠誠心を抱いており、リク王からの信頼も厚い。武器は巨大な棘付きの鉄球。誕生日は11月28日（戦車→洗車の日）。
リク王統治時代から軍に属しており、かつてはキュロスの部下であった。10年前のドフラミンゴの襲来時には、リク王同様ドフラミンゴに操られてしまった。リク王失脚後、ヴィオラを見守るためドフラミンゴに降伏し、護衛兵として軍に残った。
剣闘会のBブロックではプロデンス王国に手を貸し、ベラミーと交戦。その後、アブドーラ&ジェットに倒される。「鳥カゴ」発動後は、リク王の下へ合流した。

#### 「メラメラの実」争奪戦選手
ドフラミンゴの用意した「メラメラの実」を手にするため、コリーダコロシアムに新世界各地から集った強豪達。
敗者はシュガーによりオモチャに変えられたが、ウソップがSOP作戦を成功させたことで元に戻る。ドフラミンゴの鳥カゴ発動後は、キャベンディッシュやバルトロメオなどがルフィのドフラミンゴ討伐に加勢。それ以外はドフラミンゴの賭けた懸賞金につられたが、鳥カゴの収縮開始後はルフィ復活の時間稼ぎをするために、ドフラミンゴに戦いを挑んだ。
以下の「ブロック」は、「メラメラの実」争奪戦一回戦・バトルロイヤルのブロック分け。
Aブロック出場者
参加人数不明。
Mr.ストア
Aブロック勝者。

Bブロック出場者
出場者138名。以下は有力選手（キャップマンを除く）。
バルトロメオ
Bブロック勝者。
ベラミー

エリザベローII世、ダガマ

アブドーラ&ジェット

ブルー・ギリー

タンク・レパント

リッキー
元コリーダコロシアム剣闘士。
ハック

キャップマン

Cブロック出場者
出場者139名。以下は有力選手。
ルーシー
Cブロック勝者。
チンジャオ、サイ、ブー

ケリー・ファンク、ボビー・ファンク

ハイルディン

イデオ

ジャン・アンゴ
声 - 間宮康弘
新世界の賞金稼ぎ。異名は「追剥のジャン」。
サボテンのようなメキシカンハットを被っており、片手には鉤爪を装着している。新世界中の大物海賊から恨みを買っており、やがてはルフィを始めとする脱獄組全員を捕えて名を上げようと画策している。また、世間には公表されずにもみ消されたLEVEL6の脱獄者達の居場所も把握している。拾った武器を弾として投げる狙撃手で、投げた武器の破壊力は、地面や壁などに突き刺さるほど。笑い声は「デデデデデ」。誕生日は8月14日（ジャ(8)ン・アン(N)→(14)ゴ）。
ルフィの変装を見抜き、倒れた選手たちから奪った武器を使いルフィを狙ったが、投げつけた武器がチンジャオの腹に刺さり、激怒した彼に頭突き一撃で倒された。
技一覧
妓配王（ぎはいおう）
拾い集めた武器を高速で投げつける。
ウーシー
声 - 服巻浩司
ルフィが命名した闘牛。
かつて死刑囚21人を仕留めた殺人牛で、異名は「非情なる牛（ブルータルブル）」「コロシアムの死神」。誕生日は4月21日（21人を仕留めたウシ(4)）。
Cブロックでルフィに懐くもハイルディンに倒された。「鳥カゴ」発動後はルフィらを乗せ王宮を目指すが、ケリー・ファンクの罠に嵌められ水中で動けないところをドフラミンゴの「影騎糸」に襲われ、重傷を負い途中離脱した。

Dブロック出場者
出場者137名（1名棄権）。以下は有力選手。
レベッカ
Dブロック勝者。
キャベンディッシュ

スレイマン

オオロンブス

ローリング・ローガン
声 - 楠大典、服巻浩司（729話）
南国マジアツカ王国軍隊長。
唇の厚い長髪の巨漢で、握力500kg（アニメ設定）の怪力が自慢。
他の出場者を圧倒し、レベッカとも交戦した。アニメではレベッカとの戦いが詳しく描かれ、レベッカをどのように倒すかで観客達を煽り、一旦は捕まえるもアキリアの加勢に遭い、最後はレベッカの背水の剣舞で場外負けになった。ルフィが「ギア4」の反動で動けなくなった際、ギャッツの指示でドフラミンゴの足止めをして時間稼ぎした。
技一覧
ローリングクレイドル
アニメで使用。高速回転で三半規管を狂わせ、股裂きでとどめを刺す。ローガンの代名詞と称されている。
アキリア
声 - 斉藤貴美子
巨体の女性剣闘士。武器は斧。
レベッカと手を組み、彼女を勝たせるべく奮戦した。アニメではローガンに捕まったレベッカを救出し、メドウズを撃退した。その後レベッカを庇い、スレイマンに倒された。
アギョウ
声 - 宮崎寛務
拳闘獅子の白いライオン。かつて何十人もの犠牲者を出し、コロシアムを血の海に染めたという。オオロンブスに倒された。誕生日は11月29日（いい肉の日）。
ダマスク
声 - 宮崎寛務
放火魔。ガスマスクをつけており、マスクから火を出す。
ルフィが「ギア4」の反動で動けなくなった際、ギャッツの指示でドフラミンゴの足止めをして時間稼ぎした。
マミー
声 - 高塚正也
呪術師。腕に包帯を巻いており、謎の呪術で相手を攻撃する。
ルフィが「ギア4」の反動で動けなくなった際、ギャッツの指示でドフラミンゴの足止めをして時間稼ぎした。
メドウズ
声 - 荒井聡太
獣の毛皮を被った剣闘士。
アニメでは、アキリアによって場外に落とされた。ルフィが「ギア4」の反動で動けなくなった際、ギャッツの指示でドフラミンゴの足止めをして時間稼ぎした。
ガルドア
声 - 柿原徹也
賞金稼ぎ。アニメオリジナルキャラクター。
美形の槍使い。これまで倒した海賊の懸賞金をつぎ込んだ黄金の槍を携えている。キャベンディッシュに挑んだが、軽く一蹴された。

その他の出場者
ディアマンテ
コリーダコロシアムの管理者。ドンキホーテファミリーからの出場者。
ガンビア

スパルタン
声 - 間宮康弘
コリーダコロシアム剣闘士。月大会優勝経験51回を誇る。長年レベッカをいじめていたという。
試合前にルフィに因縁をつけるも一撃で倒された。ルフィが「ギア4」の反動で動けなくなった際、ギャッツの指示でドフラミンゴの足止めをして時間稼ぎした。

#### 市民（ドレスローザ）
ギャッツ
声 - 武虎
コリーダコロシアムの司会者。
実況は公平とはいえないが、コロシアム運営側としての矜持を持っている。表には出さないが、内心ではレベッカの戦い方を美しいと思っている。ルーシーを応援している。誕生日は8月26日（人権宣言記念日）。
ルフィが「ギア4」の反動で動けなくなった際に逃げる市民の中で唯一駆け寄り、当初ルフィに協力しなかったコロシアムの出場者達を率いて彼の復活のための時間を稼いだ。復活までの残り時間が3分半になるとローにルフィを託し、自身はルフィによるドフラミンゴの一発KOを国民達に伝えると同時にヴィオラとレベッカを操るドフラミンゴを挑発して彼の注意を自身に向けさせるが、ドフラミンゴの攻撃で重傷を負う。ルフィがドフラミンゴを倒すと、感極まり号泣しながらもルフィの勝利を国民達に伝えた。
エスタ
声 - 斉藤佑圭
港町アカシアに住む女性。恋人の男性がオモチャにされたがその記憶はなく、別の男と付き合っている。アニメでは、後に恋人のことを思い出した。
ミロ
声 - 増谷康紀
港町アカシアに住む男性。
妻と子供がいるが、2人ともオモチャに変えられてしまった彼の事を覚えておらず、犬の姿をしたオモチャ「ワンポコ」として一緒に過ごしている。シュガーが気絶したことによりオモチャの呪いが解け、悲願の家族との再会を果たした。アニメでは、自分のことをこき使っていた兵を殴った。
アレモ・ガンミー
西の町プリムラに住む令嬢。とても恥ずかしがり屋。
ムッカシミ・タワー
剣闘観戦が好きな男性。20年前のキュロスとリッキー（リク王）の試合も観戦している。観戦が好きすぎて妻子に逃げられた。56歳。
テガタ・リンガナ
声 - 麻生智久
ドレスローザの医師。趣味はギター。「鳥カゴ」が迫る中患者を運ぶ人手が足りないことを叫んだ。
シン・デタマルカ
声 - 鈴木れい子
元踊り子の老婆。「鳥カゴ」が迫る中孫に自分を置いて先に逃げるよう促したが、リク王の檄に応え自らの足で再び走り出した。
シン・ジャイヤ
声 - 下地紫野
シン・デタマルカの孫で、踊り子希望の少女。動けなくなった祖母を見捨てられずにいたが、再び走り出した祖母についていった。
トマティート
表紙連載『〝ギャング〟ベッジのオーマイファミリー』に登場。ドレスローザのギター弾き。
フリカ、エッタラ・チャウンカイ
表紙連載『〝ギャング〟ベッジのオーマイファミリー』に登場。後姿をローラとシフォンに見間違えられた。
マウストゥー・マウスヤン
表紙連載『〝ギャング〟ベッジのオーマイファミリー』に登場。キュイーンの無差別キスに巻き込まれた。
デモーニ・アイヨ
表紙連載『〝ギャング〟ベッジのオーマイファミリー』に登場。ドレスローザの美容師。

### トンタッタ王国（グリーンビット）
ガンチョ
声 - 緒方賢一
トンタッタ王国トンタ長（国王）。
サングラスをかけ、長い髭を生やしている。ウソップたちにトンタッタ族とドンキホーテ一族の因縁の歴史を語った。リク王が復帰するとマンシェリーと共にドレスローザ国民に紹介された。
マンシェリー
声 - 野中藍
トンタッタ王国王女。ガンチョの娘。
トンタッタ王国出身。25歳。誕生日は1月28日（逸話の日、い(1)つ(2)までもや(8)さしい）。身長20cm。みずがめ座。血液型X型。好物はハチミツ。
体の何倍もある長い金髪が特徴の少女。誰にでも優しく、逆に悪い人達の手助けは嫌という心優しい性格の持ち主。レオに恋心を抱いており、よくレオの関心を引こうとしているが、鈍感なレオからは全く気づいてもらえず、つい手を出してしまう。そのため、レオからはあまりいい印象を持たれていない。
超人系悪魔の実「チユチユの実」の能力者。魔法のジョーロから出る魔法の水や自身の涙で生物の傷を治すことができる。
ドフラミンゴから治癒能力を重宝され、ドンキホーテファミリーによって王宮「礼拝堂」裏の「おしおき部屋」に幽閉されていた。同じく捕まっていた500人のトンタッタ族は「SMILEの成分を使い姫の病気を治す」という嘘を信じ込み、SMILE工場で働かされていた。
ジョーラに騙されて治癒能力を使用し、気絶していたシュガーを復活させる。その後に倒された4人の幹部たちを復活させようとするジョーラから酷い暴行を受けたが、駆けつけたレオとカブによって救出された。王宮からの脱出後、レオと協力してドフラミンゴに切断されたローの右腕を治療し、さらに「鳥カゴ」の収縮が迫ると動けなくなった国民や戦士たちを「チユポポ」で一時的に復活させた。騒動解決後、海兵から貰った「献ポポ」で国民を治療する。ルフィ達が出港した後にレベッカと親しくなり、一緒に買い物を楽しんでいた。
世界会議編ではレベッカらと共にマリージョアに同行し、チャルロス聖に捕まりそうになり傷を負ったしらほしを手当てした。
技一覧
チユポポ
マンシェリーの涙の成分で実るタンポポ。その飛ばした綿毛に触れた人々に奇跡的な「超回復」をもたらす。どんな大怪我でも一瞬で治癒することができるが、僅か数分間しか効果がなく効果が切れると再び動けなくなる上、同じ人物には二度と効かないという欠点も持つ。
献ポポ
相手から治癒力をタンポポの綿毛状にして受け取り、怪我を負った者に分け与え傷を治す。ただし、治癒力を抜き取りすぎるとその者はしばらく動けなくなる。
レオ
声 - 間宮くるみ
トンタッタ族トンタ兵長。トンタッタ海賊団船長。麦わら大船団5番船船長。
トンタッタ王国出身。25歳。誕生日は7月24日（星座占いでしし座の始めの日）。身長23cm。しし座。血液型S型。好きな食べ物はカボチャ。嫌いな食べ物は辛いもの全部。
トンタッタ族戦士のリーダー的存在で、緑を基調とした服装が特徴。祖母のグラバーと暮らしている。リク王が統治していた頃はドレスローザ王宮に出入りし、スカーレットやヴィオラと親しい間柄であった。非常に鈍感な性格であり、自分に好意を寄せるマンシェリーのアプローチを「単なるわがまま」としてあしらったり、デリカシーに欠けたことを言ったりするため、彼女をよく怒らせている。
超人系悪魔の実「ヌイヌイの実」の能力者。あらゆるものを縫い付けることができる。作中では縫い針を使い、人を地面や壁に縫い付けて拘束したり、物を固定したりしている。
グリーンビットに上陸したロビンを捕えるが、フラッパーからの報告を受けロビン達を伝説のヒーローとしてもてなす。「リク王軍決起本部」で片足の兵隊たちと合流すると、SMILE工場で働かされている仲間たちを救うため、「ドレスローザSOP作戦」を決行。世界一辛い香辛料「タタババスコ」の塊を携え、幹部塔にいるシュガーの元に乗り込む。作戦中トレーボルに捕まり痛めつけられたが、ウソップを本物のヒーローと信じ声援を送り続けた。SOP作戦成功後、身動きが取れなくなったウソップを連れ地下から脱出。「鳥カゴ」発動後はマンシェリー救出のためカブと共に王宮に乗り込み、ジョーラがマンシェリーの治癒能力で幹部達を復活させようとしたところを間一髪で阻止し、ジョーラを倒して幹部たちの復活を防いだ。王宮からの脱出後、マンシェリーと協力し、ドフラミンゴに切断されたローの右腕を治療した。騒動解決後、トンタ長の許可をもらい、200人の兵員を率いルフィと子分杯を交わし麦わら大船団の一員となった。ドレスローザ帰還後、街中にルフィとウソップの銅像を新たに建てた。
表紙連載『押し掛け麦わら大船団物語』では「トンタッタ海賊団」を結成し、ドレスローザの復興活動に協力。ドレスローザの住民から海賊船「ウソランド号」を贈呈され、リク王から「世界会議」の護衛を依頼される。世界会議編ではマリージョアに同行し、同じく護衛で来ていたサイと再会する。しらほしがチャルロス聖に攫われそうになると、ミョスガルド聖の後ろ盾を得てサイと共にチャルロス聖を叩き潰した。
技一覧
トンタッタコンバット しっぽハンマー
しっぽで相手を叩きつける。
高級仕立（オートクチュール） パッチ★ワーク
縫いつけた飛来物を引き寄せ相手にぶつける。
ボンバ
声 - 稲田徹
トンタッタ族副長。誕生日は8月14日（ボン(N)→(14)バ(8)）。
他のトンタッタ族と違い鼻は高くない。部下のボボンバは弟。SOP作戦ではレオたちと共に幹部塔に乗り込んだ。
ランポー
声 - 斉藤次郎
トンタッタ族副長。
帽子を目元深くまで被っている。SOP作戦ではキュロスと共に王宮に侵入し、キュロスを先に行かせるためグラディウスに挑むも返り討ちに遭い、錦えもんに救出された。
カブ
声 - 菊池正美
トンタッタ族イエローカブ部隊隊長。
山吹オオカブトムシ「イエローカブ」を率いる戦士。黄色の髪でカブトムシの角のような髪型をしている。レオたちからは「カブさん」と呼ばれている。誕生日は7月1日（カブの日）。
動物系悪魔の実「ムシムシの実 モデル"カブトムシ"」の能力者。4本腕になり、背中から生えた翅で空を飛んで移動する。
SOP作戦ではキュロスと共に王宮に侵入し、キュロスを先に行かせるためグラディウスに挑むも返り討ちに遭う。錦えもんに救出された後は、マンシェリーを救出するためレオと共に王宮に乗り込み、レオとの共闘でジョーラを倒した。
技一覧
ビートルアッパー
猛スピードで角による突進攻撃を繰り出す。人間複数人を一度に吹き飛ばす威力。
ビアン
声 - 釘宮理恵
トンタッタ族ピンクビー部隊隊長。
桃色スズメバチ「ピンクビー」を率いる戦士。帽子を被り、縞模様の服を着ている女性。
動物系悪魔の実「ムシムシの実 モデル"スズメバチ"」の能力者。4本腕になり、背中から生えた翅で空を飛んで移動する。
SOP作戦ではロビンと協力しトレーボルを一時幹部塔から退けた。鳥カゴ発動後はインヘルたちとSMILE工場で働かされている仲間たちの救出に向かい、虫文字で工場内にいる仲間にメッセージを送った。
フラッパー
声 - 今野宏美
トンタッタ族戦士。赤い水玉模様の帽子を被っている。誕生日は7月28日（フ(7)ラッパ(28)ー）。
ウソップを捕えた際、トンタッタの救世主である「モンブラン・ノーランドの子孫」という彼の嘘を信じ込み、伝説のヒーロー「ウソランド」として国に招いた。SOP作戦ではシュガーにより仲間数名と共にオモチャに変えられてしまったが、ウソップがシュガーを気絶させたことで元に戻った。
ウィッカ
声 - 長沢美樹
トンタッタ族偵察部隊隊員。
青い服装をした女性戦士。少しドジな所があり、落ち込むと地面を殴りつける。27歳。
ドンキホーテファミリーの居場所を本部に報告しに行く途中、ゾロの「秋水」を盗んだことでゾロに捕まる。足をくじいてしまったため本部まで送ってもらい、ゾロをコロシアムまで案内した後、ヴィオラの手引きで王宮に侵入。その後はSMILE工場の仲間たちを救出する部隊と合流した。
コットン
声 - 斉藤佑圭
トンタッタ族偵察部隊隊員。前髪で右目が隠れている女性。シュガーの居場所を報告した。
インヘル
声 - 中尾良平
トンタッタ族偵察部隊隊員。伝説のヒーロー「ウソランド」とその仲間の詳細を報告した。
チャオ
声 - 鹿野優以
SMILE工場で働かされていたトンタッタ族の一人。ビアンからのメッセージを受け取り、SMILE工場の扉を開けた。
マウジイ
声 - 粗忽屋新宿店
トンタッタ族戦士。マンシェリーの側近を務める老兵。
ヌーボン、ペリーニ
声 - 竹本英史（ヌーボン）、織田優成（ペリーニ）
トンタッタ族戦士。
バクスコン、ダイコン
声 - 福原耕平（バクスコン）、高塚正也（ダイコン）
トンタッタ族偵察部隊隊員。設定画ではコンビとされている。

### プロデンス王国
エリザベローII世
声 - 長克巳
プロデンス王国国王。異名は「戦う王」。
プロデンス王国出身。57歳。誕生日は2月2日。身長436cm。みずがめ座。血液型F型。好物はフルーツパンチ。
王冠とマントを身につけた、筋骨隆々の肉体を持つ男性。生まれながらの破壊兵器と称されており、過去に敵国要塞に拳で風穴を開けた伝説を持つ。何度も自国の窮地を救ってくれたリク王に恩義を感じている。リク王が失脚して以降、戦争が頻繁に起きている現状を嘆いている。その派手な威容と豪放磊落さの一方、平和を愛し友情を貫く義理堅さも持つため、民からは慕われている。
コリーダコロシアムの剣闘会にダガマと共に出場。Bブロックで、序盤はダガマらに護衛されながらウォーミングアップを続ける。終盤に「キング・パンチ」を放ち、ベラミーやブルー・ギリーなど有力選手を場外に吹き飛ばす。すべての出場者を倒したかに見えたが、唯一能力で攻撃を防いだバルトロメオに倒された。「鳥カゴ」発動後はウソップとリク王への恩義からルフィのドフラミンゴ討伐に加勢する。ゾロがピーカを倒すと、上空から降って来るピーカの抜け殻となった巨石を「キング・パンチ」で粉砕し、ウソップやリク王を救った。ドフラミンゴが倒されると近隣諸国にリク王の復帰を伝え、固辞しようとしたリク王に王への復帰を促した。
世界会議編では海軍の護衛を断り、ドレスローザ一行と共にマリージョアへ向かい、途中救援に来たコビーとヘルメッポの部隊の護衛を受けて到着する。
技一覧
キング・パンチ
エリザベローII世の「伝家の宝刀」。命中さえすれば四皇をも沈めると言われるほどの凄まじい威力を誇るが、パンチ一発放つためには1時間の精神集中とウォーミングアップを必要とする。ウォーミングアップ時間を短縮し、威力を抑えた「ライト版 キングパンチ」も使える。
ダガマ
声 - 斎藤志郎
プロデンス王国軍師。
サングラスをかけた肥満体の男で、ルフィからは「ダルマ」と呼ばれる。勝つためならどんな卑怯な手段も厭わない、徹底的な結果主義者。ドフラミンゴが懸けた懸賞金に目がくらむ守銭奴だが、王への忠誠心は本物である。笑い声は「ガマハハハ」。誕生日は9月26日（プロ(26)デンス王国(9)軍師）。
エリザベローと出場した剣闘会では、ブルー・ギリーをはじめ他の出場者を買収し、序盤は結託者と陣形を組んで「キング・パンチ」の時間を稼ぐ。終盤に差し掛かると結託者を裏切り、ブルー・ギリーに背後から襲い掛かるが、返り討ちにされた。「鳥カゴ」発動後は、エリザベローII世と共にルフィのドフラミンゴ討伐に加勢する。当初はバラバラだった戦士たちをまとめ、ルフィたちを先に行かせるため幹部たちを足止めするも、デリンジャーに倒された。その後、マンシェリーの「チユポポ」の効果で一時的に復活し、収縮する「鳥カゴ」の押し出しに協力した。

### モガロ王国
ケリー・ファンク
声 - 菊池正美
モガロ王国の殺し屋。ファンク兄弟の兄。懸賞金5700万ベリー。
モガロ王国出身。36歳。誕生日は12月9日（テリー・ファンクのデビュー日）。身長168cm。いて座。血液型X型。好物はジョッキ一杯の生卵。
大柄な弟とは対照的に小柄な男。本人はその体格を気にしており、「チビ」と言われると激怒する。ボビーと共に裏の世界では知らぬ者なしと言われる殺し屋コンビで、億越えの海賊達の首をとるほどの実力者として知られる。凶暴な性格で格闘センスに自信を持つが、その体格故に戦闘能力はさほど高くない。
超人系悪魔の実「ジャケジャケの実」の能力者。ジャケット状になった自分を着た者を動物・怪物問わず意のままに操ることができる「ジャケット人間」。この能力でボビーの強靭な肉体を乗っ取ることで、自身の格闘センスと凶暴性を最大限に発揮できる。
メラメラの実が景品にかけられたコリーダコロシアムの剣闘会に、ボビーと共にCブロックに出場。素の状態では八宝水軍のブーに全く歯が立たなかったが、ボビーの肉体を乗っ取りブーを一方的に倒す。しかし、自慢の肉体も八衝拳には通じず、サイの一撃で倒された。「鳥カゴ」発動後、懸賞金を狙いルフィとローを罠に嵌めるが、ドフラミンゴの「影騎糸」に倒された。
技一覧
ジャケジャケ二人羽織
身体をジャケット状態にして相手に着せる。
ラララ乱暴（ラララランボー）
ボビーの肉体から繰り出すパンチのラッシュ。
ボビー・ファンク
声 - 乃村健次
モガロ王国の殺し屋。ファンク兄弟の弟。懸賞金3600万ベリー。
モガロ王国出身。33歳。誕生日は2月19日（プロレスの日）。身長320cm。みずがめ座。血液型X型。好物はサーロインステーキ。
サングラスをかけ帽子を被った巨漢。好戦的な兄と違い、一度も喧嘩をしたことがないほど臆病な性格。やりすぎる兄を止めに入るが、毎度抑える方を間違える。武装色の覇気を纏わせた武器が通用しないほどの強靭な肉体を持つが、前述の性格から戦闘の際にはケリーの能力でボビーの肉体を支配することでしか本来の実力を発揮できない。

### モコモ公国（ゾウ）
象主（ズニーシャ）
声 - 樋浦勉
1000年以上生き続ける巨大な象。その背にミンク族の国「モコモ公国」を乗せている。
「偉大なる航路」出身。1000歳以上。誕生日は12月18日（でっかい(1)ズニー(21)シャ(8)）。全長2km以上、高さ5km以上。体重測定不能。いて座。好物は空島のリンゴ、巨大ワカメ。
ミンク族にとっては大地と呼べる存在。「象主」はミンク族が使う呼び名で、土地の名としては「ゾウ」と呼ばれる。学名「ナイタミエ・ノリダ象」に分類される象で、足が長く関節が2つある。800年前に罪を犯したジョイボーイの仲間で、それ以来ただ歩くことしか許されておらず、命令に従い続けているという。象主の発する声はモモの助やルフィなど一部の者しか聞き取ることができず、イヌアラシは象主と意思疎通できるとは考えもしていなかった。
ゾウ編で、モコモ公国を壊滅させるため再度現れたジャックの艦隊によって左前足に集中攻撃を受け、倒れかける。自身に「戦え」と命じてほしいとモモの助に訴え、彼の命を受けてジャックの艦隊を鼻で薙ぎ払った。負傷した左足は、チョッパー達によって治療された。ワノ国編では、モモの助と共に戦うために、鬼ヶ島決戦の日にワノ国近海に現れる。しかし、モモの助の開国は「まだ」しないという判断に準じて、ワノ国から離れていった。
『ONE PIECE magazine Vol.4』の「怪物図鑑」によれば、2つ目の足の関節は柔軟で、これにより無駄なエネルギーを使わずに深い海の歩行を可能にしている。

#### 犬嵐銃士隊
イヌアラシ率いる軍隊。国の防衛の際には町への被害を最小限に留める戦い方をする。鬼ヶ島への討ち入りには200名が参戦している。
イヌアラシ
声 - 土師孝也、進藤尚美（幼少期）
モコモ公国公爵。モコモ公国の「昼の王」。ワノ国の大名・光月おでんの家臣で、赤鞘九人男の一人。犬のミンク。
モコモ公国出身。40歳。誕生日は10月11日（一(1)番大(0)きいワンワン(11)）。身長511cm。てんびん座。血液型X型。好きな食べ物は骨、手羽肉。嫌いな食べ物は月見そば。趣味は昼飲み。イメージ動物は犬（ゴールデン・レトリバー）。
顔の左側に傷跡がある、サングラスをかけた大柄なミンク。戦闘時にはマントを羽織り兜を被る。「月の獅子」に変身すると狼のような顔つきになる。ネコマムシとは対照的に戦いは好まず、話し合いで解決することを優先する。少年時代は悪ガキで、ネコマムシと長らく親友同士だったが、20年前のおでん処刑の際、彼の死を巡り口論になったことを契機に顔を合わせれば殺し合いをするほどの険悪な関係となり、互いに顔を合わせたくないため昼夜で分割した生活をするようになった。以来20年に渡り交流を断っていたが、ゾウ編で和解してからは関係は良好になっている。
武器は剣。モコモ公国一番の戦士と称される男で、獣型のジャックの攻撃を片手で止めるほどの怪力を持つ。ワノ国編では、失った左脚に義足として剣を取り付けた二刀流となっている。
33年前の少年時代、海外に興味を抱きネコマムシと共に「ゾウ」を飛び出すが、船が難破しワノ国に流れ着く。人々からは喋る犬と猫と恐れられ虐げられるが、おでんに助けられ、行く当てがないからと強引に彼に仕えるようになった。その3年後、ワノ国に漂着した白ひげ海賊団の船におでんが乗り込むと予測して密航し、従者として航海に同行。おでんがロジャー海賊団に引き抜かれると共に移籍した。トキが病に倒れワノ国に残ることになった際、ネコマムシと共に船を降りる。20年前のおでん処刑後、ネコマムシ共々オロチの部下に捕まり、錦えもん達とはそれ以来20年間行き違いになっていた。
雷ぞうを狙いモコモ公国を襲撃したジャックに対し平和的解決を望んだが、ジャックがこれを拒否したことにより全面衝突になる。ネコマムシと昼夜を交代しながら5日間にわたり戦闘を続け戦況は優勢だったが、ジャックが持ち込んだ毒ガス兵器「KORO」の前に敗北し、拷問の末に左脚を切断された。その後やってきたチョッパー達の治療によって一命を取り留め、目を覚ました翌日、遅れて到着した錦えもん達と対面する。その際、ネコマムシと鉢合わせ衝突したが、モモの助からの説得を受けネコマムシと和解した。ルフィ達に「ロード歴史の本文」を見せ、「歴史の本文」を作った光月家とミンク族のつながりを語った。ルフィや錦えもん達とは一旦別れ、体制を整えるため「ゾウ」に残った。
ワノ国編では、モモの助と共にルフィ達よりも先にワノ国に到着。カイドウに襲われたお玉を保護し、その後は錦えもんと行動を共にする。鬼ヶ島への討ち入りでは、銃士隊の指揮をシシリアンに任せ、ネコマムシと共にジャックを退けるも、カイドウに敗れる。その後宝物殿にてジャックに襲撃されると、錦えもん達を先に行かせて再びジャックと対峙。カイドウが生み出した雷雲で月が隠れたことで「月の獅子」化が解け一転窮地に陥るが、ルフィとカイドウの覇王色の衝突で天が割れたことで再び「月の獅子」に変身し、「犬斬威矢」でジャックを撃破した。戦いの後、モモの助を守るために王位をキャロットに譲り、ネコマムシと共にワノ国に残った。ワノ国編後は九里大名に就任している。
技一覧
犬大門風（いぬおどし）
エレクトロを纏った義足の剣を相手に突き刺す。
犬斬威矢（イヌスパイヤー）
おでん一刀流の技。義足の剣で放つ高威力の突き。
シシリアン
声 - 花輪英司
犬嵐銃士隊隊長。イヌアラシ三銃士の一人。ライオンのミンク。異名は「全力のシシリアン」。
モコモ公国出身。34歳。誕生日は4月4日。身長196cm。おひつじ座。血液型XF型。好物はカバの肉。
オレンジ色の鬣と巻き髭、騎士風の風貌が特徴の男。何事にも常に全力で、ルフィからは「暑苦しい」と言われている。戦闘力と統率力はともに高いが、声も無駄に大きいため、ペドロからは潜入任務に最も向いていないと評されている。また塩気がない「甘い話」が嫌いで、「甘い話」をした部下は谷底に叩き落とす。武器は剣。ルフィからのあだ名は「シシマムシ」。
ジャック襲撃の際は、銃士隊を率いて百獣海賊団と交戦した。鬼ヶ島への討ち入りでは、イヌアラシに代わってミンク族の指揮を執り、ドーム屋上で「月の獅子」に変身してジャックに挑むも敗れる。城内に退避すると、屋上を目指すルフィの行く手を開いた。
ジョバンニ
声 - 新井良平（759話 - 776話）→千葉俊哉（959話 - ）
イヌアラシ三銃士の一人。シマウマのミンク。
モコモ公国出身。30歳。誕生日は7月20日。身長226cm。かに座。血液型S型。好物はヘビの肉。
コンスロット
声 - 千葉俊哉（759話 - 776話）→奥畑幸典（959話 - ）
イヌアラシ三銃士の一人。キツネのミンク。
モコモ公国出身。29歳。誕生日は11月2日。身長204cm。さそり座。血液型F型。好物はトカゲの肉。
ワンダ
声 - 折笠富美子
犬嵐銃士隊の一員。犬のミンク。昼夜問わず2人の王の間を行き来する王の側近「王の鳥」を務める。
モコモ公国出身。28歳。誕生日は11月1日（犬の日）。身長181cm。さそり座。血液型F型。好物は骨。
腰に布を巻きマントを羽織った女性。以前は騎士風の帽子を被っていた。騎士らしくやや古風な口調をしている。犬ゆえに気に入った相手を舐めることがある。骨が好物であり、全身が骨であるブルックのことは親しみを込めて「死体男爵」と呼んでいる。麦わらの一味の中では特にナミと仲が良い。武器は剣。
ジャック襲撃後、「ゾウ」に上陸したナミ達をジャックの仲間と勘違いし、ナミを道連れに自爆しようとしたがペドロに止められた。仲間達を救ってくれたナミ達を恩人としてもてなし、友好の証としてナミと服を交換し、自分の服の代わりに国宝の装飾をつけた衣装を提供した。森を見回り中、モコモ公国にやってきたルフィ達と遭遇し、ナミ達がいる右腹の森の砦や、2人の王の元に案内した。ホールケーキアイランドへの同行を希望したが最終的には断念し、「ゾウ」を出発するナミ達を見送った。
ワノ国編では、キャロット達と共に食糧や武器の調達を行う。鬼ヶ島への討ち入りでは、キャロットと共にペロスペローを奇襲し、ビッグ・マムに捕まったマルコの窮地を救うも、ペロスペローには敵わず戦線離脱した。
技一覧
月襲（ムーンレイド）
キャロットとの連携攻撃。ワンダの剣とキャロットの爪で相手を斜め十字に切り裂く。
キャロット
声 - 伊藤かな恵
犬嵐銃士隊の一員。うさぎのミンク。ワンダと同じく「王の鳥」を務める。
モコモ公国出身。15歳。誕生日は5月24日（(5)ごはんは(2)にんじん(4)白うさぎ）。身長161cm。ふたご座。血液型F型。好物は人参。
マントを羽織った金髪のボブカットヘアーの少女。好奇心旺盛で明るい性格。一度も海に出たことがないためあまり世間のことを知らない。気に入った相手には甘噛みする。人参が好物で、勝手に食べられると相手の喉下に噛み付くほど狂暴化するが、頭を撫でると大人しくなる。「月の獅子」に変身すると背が大幅に伸び、髪は白いロングヘアーに変わり、目は赤くなり目つきも鋭くなる。絵が得意だがセンスはかなり独特で、少女漫画のような似顔絵を描く。
右手に嵌めた爪付きの手袋からエレクトロを発生させる。ウサギならではの高い跳躍力を持ち、空中を浮くように移動することもできる。ペドロ曰く剣は向いていないが、高い実力を持っており、狂暴化した状態ではルフィでも手を焼く。
一度海に出て冒険してみたかったという理由でサニー号にもぐりこみ、ルフィ達のホールケーキアイランド潜入に同行する。誘惑の森ではブリュレの能力で鏡の世界に取り込まれてしまうが、同じく取り込まれたチョッパーと協力し、ブリュレ一派を撃破する。結婚式当日は、サニー号がビッグ・マム海賊団に包囲された際に「月の獅子」に変身し、ダイフク率いる艦隊を圧倒した。ビッグ・マムのナワバリから脱出した後、ペドロの死に責任を感じないよう涙ながらにサンジに伝えた。
ワノ国編の鬼ヶ島への討ち入りでは、ワンダと共にペドロの死の遠因となったペロスペローに挑むも、鬼ヶ島が移動したことで月が隠れて変身が解けてしまい敗れる。戦いの後、海外へ出た経験とペドロの遺志を継いでいることを買われ、イヌアラシとネコマムシからモコモ公国の王位を譲られた。
技一覧
エレ爪（エレクロ）
エレクトロを纏わせたパンチ。
エレクトリカルルナ
手の平に溜め込んだエレクトロを水場に投げつけ、相手を感電させる。
月襲（ムーンレイド）
ワンダとの連携攻撃。ワンダの剣とキャロットの爪で斜め十字に切り裂く。

#### 侠客団（ガーディアンズ）
ネコマムシ率いる荒くれの軍隊。くじらの森に拠点を置く。
ネコマムシ
声 - 池田勝、関根有咲（幼少期）
くじらの森の守護神。モコモ公国の「夜の王」。ワノ国の大名・光月おでんの家臣で、赤鞘九人男の一人。ネコのミンク。
モコモ公国出身。40歳。誕生日は11月22日（いいにゃんにゃん）。身長522cm。さそり座。血液型S型。好きな食べ物はラザニア、かまぼこ。嫌いな食べ物は熱い食べ物。趣味はナイトプール。イメージ動物は猫（山猫）。
化け猫のような容姿の大男。顔全体を覆うライオンのような髪と顎髭、顔の左側を縦断する傷痕、大きな尻尾が特徴。キセルを吸い、腹巻を巻いている。義理人情に厚く、自由を愛する豪快奔放な性格で、医者であるチョッパーの忠告にも全く従わない。土佐弁のような口調で話す。ネコとしてマタタビやボール、ネコじゃらしを好み、見た目とは裏腹に注射が苦手という一面も持つ。猫舌なためおでんなどの熱い料理が苦手。イヌアラシと違い好戦的で、彼からは「話が通じないバカ」と揶揄されている。自称「世界の夜明けを待つ男」。周囲からは「ネコマムシの旦那」と呼ばれている。笑い声は「ゴロニャニャ」。
武器は両端に刃が付いた三叉槍。モコモ公国一と称されるイヌアラシと互角の実力者で、獣型のジャックを一本背負いで投げ飛ばすほどの怪力を誇る。ワノ国編では、失った左腕に義手として銃を取り付けている。
イヌアラシと同じく、少年時代に「ゾウ」を飛び出しワノ国に辿り着き、おでんの家臣となる。おでんがワノ国を飛び出すと従者として同行し、白ひげやロジャーの船に乗っていた。そのため高い航海技術を持つ。
ジャック襲撃の際、イヌアラシと交代しながらジャックと5日間に渡り交戦。ジャックが持ち込んだ毒ガス兵器の前に敗北し、部下を庇って拷問を受け左腕を切断されたが、チョッパー達の治療によって一命を取り留めた。「忍者海賊ミンク侍同盟」が結成されると、さらなる戦力を増やすべく、かつての仲間であるマルコを訪ねたが、身を寄せていた村をすぐには離れられないため後で合流すると言われ、彼の助言を受けてイゾウを迎えに行く。
ワノ国編では鬼ヶ島への討ち入り当日、イゾウと共にワノ国に到着。「月の獅子」に変身してジャックを退けるも、カイドウに敗れる。退避後、シシリアンからペドロの戦死を知らされ、その仇であるペロスペローにライブフロアにて奇襲を仕掛ける。カイドウが生み出した雷雲で月が隠れたことで「月の獅子」化が解け追い詰められるが、ルフィとカイドウの覇王色の衝突で天が割れたことで再び「月の獅子」に変身し、「猫笑衝突」でペロスペローを撃破した。戦いの後は、モモの助を守るためにイヌアラシと共にワノ国に残り、ワノ国のヤクザ達と親しくしている。
「ネコマムシの旦那」というキャラクターは、ブルック役の声優・チョーの妻が作詞・作曲した「ねこまむしの旦那に会いに行こう」という歌から作者が着想を得て生み出した。
技一覧
赤猫舞（あかびょうぶ）
エレクトロを纏い回転しながら突進し、相手を爪で切り裂く。
猫笑衝突（ネコニコバーン）
おでん一刀流の技。右腕を振るい、相手を爪で切り裂く。
ペドロ
声 - 三木眞一郎
くじらの森「侠客団」団長。元ノックス海賊団船長。ジャガーのミンク。異名は「木の上のペドロ」。懸賞金3億8200万ベリー。
モコモ公国出身。32歳没。誕生日は6月16日（木の上→50音で「き」の上の「か」は6番目+ペ「ドロ」）。身長233cm。ふたご座。血液型F型。好物はラザニア、骨。
マントを羽織った長髪かつ隻眼の男。左耳が欠けており、前髪で失った左目を隠している。常にタバコを吸っている。仁義を重んじる性格で、ネコマムシからも一目置かれている。ペコムズの兄貴分で、ミンク族では「月の獅子」で暴走した彼を唯一抑えられる人物。ゾウを救ってくれた麦わらの一味を、いずれ世界を「夜明け」へと導く者達と信じており、彼らのためなら残り少ない自らの命を懸ける覚悟を持っている。
武器は剣で、エレクトロを剣に纏わせる。壁を走るほどのすばやい身のこなしから剣技を繰り出し、尻尾を回転させることで一時的に宙に浮くことができる。多人数相手には爆薬も使う。その異名通り、高所から周囲の状況を把握することを得意とする。
少年時代、ゾウを訪れたロジャーに自分も連れて行ってほしいと懇願したが、人には必ず「出番」があると待機を命じられ、以後ゾウで修行に励んでいた。かつてネコマムシの役に立つため、「歴史の本文」を探す旅に出ていた。本人は探検家のつもりだったが、世間知らずだったことが災いして賞金首になってしまい、約15年前に自身が率いる「ノックス探検隊」は海賊団として扱われるようになってしまった。ペコムズ達とは途中まで行動を共にしていたが、ケガや闘志の問題で旅を続けられない者達をペコムズに預け、ゼポと2人で旅を続けた。5年前トットランドに足を踏み入れ、戦闘でタマゴ男爵の左目を奪う。だがビッグ・マムに捕らえられ、ルーレットで「100年分の寿命」を求められる。相棒のゼポが30年分の寿命を抜かれ死亡し、さらにペコムズの懇願で10年・左目の眼球を自らくり貫き覚悟を見せたことで10年まけてもらい、残りの50年分の寿命と引き換えに見逃された。
ジャック襲撃後、絶命寸前の2人の王を救うため、重傷を負いながらもサンジ達に助けを求めた。ルフィがくじらの森に侵入した際はロディとBBを差し向けた。ミンク族の恩人であるサンジを救うため、ネコマムシに願い出てルフィ達のホールケーキアイランド潜入に同行する。
ホールケーキアイランド編では道中、ルフィ達に自分の過去を明かし、ビッグ・マムの「ロード歴史の本文」を奪うことを提案。到着後、ブルックと共にホールケーキ城へ潜入し、ブルックに「歴史の本文」の写しの入手を託し、囮を買って出る。因縁のタマゴ男爵と戦い、多くの敵を引き付けて自爆したと見せかけて鏡世界に避難した。翌日、ホールケーキ城崩壊に乗じて会場から脱出した後、ペロスペローによってサニー号の動きを抑えられ、さらに背後からビッグ・マムが迫るという危機的状況を打開するため、ペロスペローを巻き込み自爆した。ワノ国編で、九里の編笠村に小さな墓が立てられた。
技一覧
獣剣 唐獅子（じゅうけん からじし）
アニメオリジナル。連続斬りを放つ剣技。
ロディ
声 - 川原慶久
侠客団の一員。牛のミンク。
マントを羽織り、剣を背負った長髪の大男。ヒラヒラした布に突進する習性がある。
技一覧
モー頭（ - ガラヴァ）
頭からエレクトロを発生させ、頭突きを繰り出す。
BB（ブラックバック）
声 - 田中一成（754 - 761話）→荒井聡太（765話 - ）
侠客団の一員。ゴリラのミンク。
アフロヘアーで背広姿の巨漢。ジャンバールの巨体を片腕で投げ飛ばすほどの怪力の持ち主。好きな食べ物はバナナ。鬼ヶ島への討ち入りにも参加した。
ミルキー
声 - 斉藤佑圭
侠客団のアイドル的存在。トナカイのミンク。人間トナカイであるチョッパーも、彼女にときめいていた。
ベポ
侠客団手伝い。ハートの海賊団航海士。シロクマのミンク。海賊のため、ネコマムシの預かりとなっていた。

#### 住民（モコモ公国）
バリエテ
声 - 粗忽屋東品川店
モコモ公国の門番。ミンク族偵察隊員。サルのミンク。
帽子を被った非常に小柄な体型。「エテ」が口癖で、語尾に「ごサル」をつける。門にあるやぐらで鐘を鳴らし来訪者を知らせる役目を担っている。好物はバナナ。
登象中のルフィ達の上から落ちてきて、錦えもんとカン十郎を道連れにそのまま落下。翌朝2人と共に登象すると、国中に歓迎の鐘を鳴らした。ルフィ達にこっそり同行したキャロットを目撃するが、バナナで買収され口止めした。ワノ国編では、鬼ヶ島への討ち入りに参加。
ヨモ牧師
声 - 田中一成（755話）
羊のミンク。大柄で、ナミが彼の腹をベッド代わりにしていた。
モンジイ
声 - 稲葉実
老齢のサルのミンク。帽子を被り、フード付きのコートを着ている。
ジャック相手に話し合いの解決を望もうとしたが拒絶された。仲間達を救ってくれたお礼として、ゾロ達に森の豊かな木の実で作った「猿酒」を振舞った。
ミヤギ
声 - 西村知道
昼側の医者。ヤギのミンク。誕生日は12月22日（12星座のやぎ座の最初の日）。
チョッパーに協力し傷ついた仲間達の救護活動にあたり、昏睡状態が続いていたイヌアラシの診察やジャックの襲撃を受けた象主の手当ても担当した。ワノ国編ではトリスタンと共に鬼ヶ島への討ち入りに同行し、「氷鬼」の抗体の製薬に取り掛かるチョッパーを支援する。また、重傷を負ったゾロに一時的に超回復させる薬を投与し復活させた。
トリスタン
声 - 佐々木愛
昼側の看護師。リスのミンク。
ナース服を着た長髪の若い女性。砦の奥に避難していたため、毒ガス兵器の影響を受けなかった。森でシープスヘッドに追われていた所を、ナミ達に助けられた。チョッパーの医療技術を尊敬している。
ひつギスカン公爵
声 - 白熊寛嗣
26年前のモコモ公国公爵。羊のミンク。行方不明になったイヌアラシとネコマムシを気にかけており、2人からの手紙を受け取った時は涙を浮かべていた。
ムサトビ
声 - 日比愛子
アニメオリジナルキャラクター。ムササビのミンク。象主の負傷を人々に伝えた。

### トットランド
パウンド
声 - 菊池正美
ビッグ・マムの元夫（第25夫）。シフォンとローラの父親。
新世界出身。48歳。誕生日は8月21日（パ(8)ウ(U)→(21)）。身長731cm。しし座。血液型F型。好物はアップルジュース、パウンドケーキ。
頭部が極端に大きい男。初登場時、頭部のみ露出した状態で地面に埋まっていたため、ルフィとナミに巨人族と勘違いされた。2人の娘をかけがえのない家族と大事に思っており、2人が生まれた頃の写真を入れたペンダントを常に持っている。腕っ節は強くないが、娘達のためなら体を張る度胸がある。ビッグ・マムからは「何度蹴っても食い下がるしつこい男」と言われていた。ビッグ・マムの夫だった頃は王冠を被っていた。一人称は「ウヌ」。語尾に「よね」をつける。
26年前、娘のシフォンとローラが生まれてすぐビッグ・マムに用済みとして捨てられた。ホールケーキアイランド編で誘惑の森に埋まっていたときにルフィ達と出会い、ビッグ・マムの能力やトットランドの仕組みについて話す。そこへ現れた将星クラッカーに殺されそうになるが、ルフィに助けられる。ブリュレに捕まりそうになったナミを助けたことで反逆者とみなされ、ルフィ達がクラッカーと戦っている間は逃げ隠れしていた。その後、ホールケーキアイランドから脱出し、シフォンを追ってカカオ島に上陸する。シフォンが反逆者として処刑されそうになるとオーブンの前に飛び出し、サンジがシフォンを救う隙を作り出す。さらにベッジ達の船を沈めようとするオーブンを背後から奇襲し、ベッジ達を逃がすことに成功。初めて見る孫のペッツに笑顔を浮かべ、そしてシフォンに父親として何もできなかったことを詫び、遅くなった結婚祝いを述べながら、オーブンに粛清された。
表紙連載『〝ギャング〟ベッジのオーマイファミリー』で、瀕死の状態でドレスローザに流れ着く。シフォン・ローラと再会し、自分が父だと打ち明けるも全く信じてもらえず、一人港に置いて行かれたが、海軍の砲撃の中泳いで追いかけ、その必死な姿と2人の写真を見せたことで父親と認められ、救出される。その後は娘達との再会を喜び、ローラとゴッティの結婚式を祝福した。
WCI 31（ダブリューシーアイ サーティーワン）
声 - 川原慶久（ブッシュ）、藤原貴弘、荒井聡太、新井良平、戸松拳也、石橋桃
ホールケーキアイランドの31人の料理長。メンバーには第1厨房料理長のブッシュをはじめ、ミンク族や蛇首族も在籍している。
ビッグ・マムの食いわずらいを止めるためのウェディングケーキ作りに協力。作業開始前、プリンの能力により「結婚式は無事に行われるも不慮の事故によりケーキが台無しになり、ビッグ・マムが怒ったことで急遽ケーキを作り直す」という筋書きに記憶を書き換えられた。

#### お茶会のゲスト
ホールケーキアイランド編でお茶会に出席した、闇の世界の帝王達。
ル・フェルド
声 - 松山鷹志
闇金王。異名は「福の神」。
丸サングラスをかけた、福耳の大男。顔に斜めに走る傷があり、葉巻を吸っている。ピエクロからは、血の匂いがすると指摘されている。語尾に「ネン」をつける。お茶会の常連ゲストで、ビッグ・マムを「シャーロット」と呼ぶ。かつて、自身の資金援助でお抱えの平和研究所「MADS」を設立した。誕生日は12月29日（福の日）。
ルフィ達の騒動の隙に玉手箱を開けて中身をすり替えようとしたが、ビッグ・マムの咆哮で手を滑らせて崖下に落としてしまい、同じく玉手箱を狙うステューシーの「飛ぶ指銃」を喰らって倒れた。
ステューシー
歓楽街の女王。正体はCP-0諜報部員。
ドラッグ・ピエクロ
声 - 増谷康紀
大手葬儀屋。
ピエロのマスクを付け、大鎌を担いだ男。笑い声は「グギギグギ」。誕生日は9月29日（ドラッグ(29)ピエク(9)ロ）。
モルガンズ
世界経済新聞社社長。
ギバーソン
声 - 福原耕平
倉庫業老舗。異名は「隠匿師」。
長い鼻をした長身の老人。常に携えた酒を飲んでいる。誕生日は8月14日（ギバ(8)ーソン(N)→(14)）。
ウミット
声 - 藤原貴弘
海運王。異名は「深層海流」。
船乗りの服装をした男。口癖は「うんだ」。誕生日は9月23日（海王星の日）。
ジグラ
声 - 川原慶久
臓器売買業者。
前回のお茶会でも招待を受けたが、母の葬式があり出席しなかったため、入院中だった父の首を送りつけられた。ビッグ・マムに復讐するため会場に押し入ろうとしたが、カタクリに額を射抜かれた。
アニメではジグラの仲間として「臓器売買暗殺集団」が登場する（総勢約100名）。お茶会のゲストとビッグ・マム海賊団の臓器を狙い、結婚式の警備をしていたファイアタンク海賊団に襲い掛かるが、カタクリ、ダイフク、オーブンの3人に倒された。

### ワノ国

#### 光月家関係者

##### 光月家
20数年前までワノ国を治めていた氏族。約800年前に「歴史の本文（ポーネグリフ）」を作った石工の一族でもある。家紋は、鳥の模様の中心に太陽が描かれたもの。
光月 モモの助（こうづき モモのすけ）
声 - 折笠愛（子供）、下野紘（大人）
ワノ国将軍。光月おでんの息子。
ワノ国九里出身。8歳→28歳。誕生日は10月7日。身長110cm→322cm。てんびん座。血液型X型。好物は白桃、おでん。嫌いな食べ物はピーマン、うなぎ。趣味は剣術稽古。イメージ動物は馬。
チョンマゲ頭の少年。自尊心が強く、頑固かつスケベな性格。高所恐怖症でやや臆病だが確かな信念を持っており、自分が偉大な父に比べて未熟であることを自覚している。しのぶの能力で大人に成長してからは髪が大きく伸び、おでんに似た顔立ちと父譲りの頑強な肉体を手に入れた。古代文字の読み書きを継承する前に父が処刑されてしまったため、モモの助自身は古代文字を扱えない。愛刀は父から譲り受けた「天羽々斬（あめのはばきり）」。一人称は「せっしゃ」で、語尾に「ござる」をつける。
ベガパンクがカイドウの血統因子を抽出して造った動物系「人造悪魔の実」の能力者で、桃色の龍に変身することができる。しのぶの能力で大人になってからはカイドウ並みの巨大な竜に変身するようになった。「焔雲」を発生させ、それにつかまることで空を飛ぶことも可能。当初は能力の扱いに不慣れだったが、ワノ国編では島1つを支える巨大な焔雲を生み出したり、カイドウ同様「ボロブレス」を繰り出すなど成長を見せている。またおでんと同様、象主の声を聞くことができ、象主が見ている光景が頭の中に浮かび、こちらの意志を伝えることもできる。「見聞色の覇気」の使い手。
白ひげ海賊団の船上で生まれ、「天下無敵」を意味する「モモの助」という名前を付けられた。2歳の時に両親と共にロジャー海賊団の船に移るも、長旅の疲れで母トキが体調を崩したため、トキや妹日和と共にワノ国で下船した。20年前、カイドウとオロチによって両親を失い、トキの能力で家臣の錦えもん達と共に20年の時を越える。そして処刑された父おでんの無念を晴らすため、そしてカイドウとオロチを討つ同志を募るため、錦えもん達と共にワノ国を離れる。
「ゾウ」へ向かう道中、ドレスローザからパンクハザードに向かう船に誤って乗ってしまい、誘拐された子供たちと一緒にパンクハザードへ渡る。研究所内の「秘密の部屋」にあった「人造悪魔の実」の失敗作を口にしてしまい、龍の姿に変身した。その後研究所地下のゴミ箱に落ちてしまい出られなくなってしまったが、同じく落ちてきたルフィと遭遇し、共に抜け出す。研究所脱出後、錦えもんと再会し、麦わらの一味に同行する。
ドレスローザでは、ナミらと共にサニー号で船番をし、自身を狙うジョーラの襲撃を受けたが、ブルックの活躍で退ける。その後、シーザーを狙うビッグ・マム海賊団の海賊船が出現したため、一足早く次の目的地の「ゾウ」に向かう。
「ゾウ」到着後はミンク達との接触を避け、部屋に引き篭もっていた。錦えもんがゾウに辿り着くとルフィ達に正体を明かし、両親の仇であるカイドウを討つため、ルフィと同盟を結ぶ。その直後、ジャックに襲撃された象主の叫びを聞き、象主に迎撃を命じることでジャックを撃退。象主との対話を続けるため、ルフィや錦えもん達と一旦別れ「ゾウ」に残った。
ワノ国にはルフィ達よりも先に到着し、彼らとはおでん城跡で再会する。編笠村で特訓を重ねる中、九里ヶ浜に漂着したビッグ・マムと遭遇。ルフィを救出するため、チョッパーらと共に兎丼の囚人採掘場へ向かう。兎丼制圧後、雷ぞう達を未だ本物か疑う囚人達の前に姿を見せ、彼らを同志に引き入れることに成功した。決戦当日、常影港で本性を現したカン十郎に捕まってしまい、鬼ヶ島で磔にされる。カイドウから「おでんの息子でないなら処刑を取りやめる」と持ち掛けられるが、恐怖に耐えて自らの名を宣言。直後にサンジによって解放され、しのぶと共に百獣海賊団の追っ手から逃走する。途中ヤマトに助けられ、ドーム内「開かずの倉庫」でおでんの航海日誌を受け取る。城内1階天井裏でカイドウに見つかるが地上へ逃れ、常影港でローの部下に救出されたルフィと合流。鬼ヶ島へ戻るためにしのぶの能力で20年分の歳を重ねて巨大な竜となり、ルフィをカイドウの元へ送り届ける。ルフィとカイドウの戦闘が始まると、鬼ヶ島の花の都への墜落を防ぐため焔雲を出そうとし続け、何度も心が折れそうになりながらも、寸前のところで焔雲を生み出すことに成功した。戦いが終わると大人の姿で国民たちの前に現れ、カイドウとオロチを討伐したことと、これから自分が新たな将軍となり、ワノ国を統治することを宣言した。鬼ヶ島での戦いから7日後、ルフィの首を取るためにワノ国に上陸した緑牛と交戦し、シャンクスの援護もあり、緑牛を撤退させることに成功した。数日後、ワノ国を発つルフィから麦わらの一味の海賊旗を受け取り激励され、出航を見届けると改めて父を超えることを誓った。
「モモの助」と「錦えもん」の名前の由来は、昭和の名俳優中村錦之助。
技一覧
ボロブレス
獣型で口から強力な火炎を吹く。カイドウと同様の技で、緑牛との戦いの中で放てるようになった。
光月 日和（こうづき ひより）
声 - 水樹奈々、大和田仁美（幼少期）
おでんの娘で、モモの助の妹。表向きの身分は花魁「小紫（こむらさき）」。
ワノ国出身。26歳。誕生日は12月23日。身長170cm。やぎ座。血液型XF型。好きな食べ物はカッパ巻き。嫌いな食べ物は魚つくね。趣味は三味線。イメージ動物はクジャク。
青緑色の髪が特徴の女性。小紫としては高下駄を履き、孔雀が描かれた着物を着ている。狂死郎一家の遊廓に属する、ワノ国で唯一の花魁。高い教養と国をも揺るがす絶世の美貌を持ち、神にも落とせぬ気高さから女の「完全体」とも評される。金がない男には価値を見出さない冷酷な性格を演じており、近しい者からは腹黒い女と評されているが、武士の娘としての生き方を曲げることはない。普段は表情豊かで、明るい性格。幼い頃はお転婆な性格で、よくモモの助の頭に飛び蹴りをしていた。子供の頃から三味線の演奏が得意で、中でも「月姫（つきひめ）」という曲は父おでんにも気に入られていた。三味線を弾く時は、必ず狐のお面をつける。禿のトコは日和の素性を知る数少ない親友で、彼女の明るさには日々救われているという。小紫として話す時の一人称は「わちき」または「あちき」で、語尾に「ありんす」を付けるなど廓言葉で話す。
兄モモの助と同じく、白ひげ海賊団の船上で生まれる。その後は家族と共にロジャー海賊団に移り、ワノ国で母や兄と共に下船。それ以降はワノ国で育った。
おでんが処刑された20年前、モモの助に何かあっても光月家の血が途絶えないように、未来には飛ばずトキと共におでん城に残り、家臣の河松の助けで水路から城を脱出した。当初は生きる気力を失い口も利かずにいたが、河松の励ましと尽力により、徐々に笑顔を取り戻した。しかし、年々やつれていく彼の姿を見て自分のせいで彼が死んでしまうのではないかと怖くなり、13歳の時に逃げ出してしまう。花の都で狂死郎一家の遊郭に保護され、狂死郎と名を変えていたかつての家臣・傳ジローと再会。彼の提案で素性を隠し、「小紫」と名乗るようになる。類いまれなる美貌で花魁として人気を博し、ワノ国一の遊女として将軍オロチをはじめ国中の人間に愛される存在となった。オロチには正体がばれぬよう振舞いながら、兄達の帰還を待ち続けていた。
ワノ国編でオロチ城の宴に呼ばれ、トコに笑われたオロチが逆上してトコを殺そうとしたため、彼女を守るべくオロチに反逆し、狂死郎に斬り伏せられる。この一件で世間では小紫は死亡したことになり、葬儀が営まれる。その後、トコの命を狙う鎌ぞうから逃げていた際に、おいはぎ橋でゾロに遭遇。鎌ぞうとの戦いで深手を負ったゾロを手当てし、自分の素性を明かした。羅刹町で康イエが処刑された翌日、鈴後に戻り、13年ぶりに河松と再会。ゾロに「秋水」をワノ国に返すよう頼み、代わりとして亡き父から譲り受けた名刀「閻魔」を譲ると、再び身を隠した。火祭り当日は、カイドウへの貢ぎ物の中に隠れて鬼ヶ島へ移動し、ドーム内宝物殿でオロチの前に小紫の姿で現れる。天井の崩落に巻き込まれたオロチに助けを求められるが、彼に海楼石の釘を刺していたことと、自身の正体を明かしてそれを拒絶する。海楼石の釘が抜けるとオロチに道連れにされそうになるが、傳ジローに助けられ、恨み節を吐くオロチに対し、毅然とした態度で「燃えてなんぼの黒炭に候」と言い放った。
光月 おでん（こうづき おでん）
声 - 石丸博也
ワノ国九里先代大名。モモの助と日和の父親で、先代将軍スキヤキの息子。元白ひげ海賊団2番隊隊長。元ロジャー海賊団船員。故人。
ワノ国花の都出身。39歳没。誕生日は2月22日（おでんの日）。身長382cm。うお座。血液型F型。好物はおでんの全て。
左右に広がった大きな髷が特徴。下駄を履き、半纏に大きな仁王襷をかけた歌舞伎役者のような服装をしている。鎖国国家であるワノ国の法に長年疑問を持ち続けた異端児で、「窮屈でござる」が口癖。生まれながら型破りかつ豪快な人物で、火葬された遺体の上でおでんを煮込んで食すなど、奇矯な振る舞いをたびたび見せていた。情に厚く器の大きい性格でもあり、白ひげ・ロジャー・シャンクスといった大物海賊をも魅了する人柄の持ち主だった。家臣達や九里の人々からは、死後20年経った現在でも絶大な信頼を寄せられている。親しい相手は独自のあだ名で呼ぶ。
大刀二刀流の剣術を使う剣豪で、自身の技を「おでん二刀流」と称する。愛刀はいずれも大業物21工に位列する名刀で、天をも切り落とす「天羽々斬（あめのはばきり）」と、地獄の底まで切り伏せる「閻魔（えんま）」の二振り。特に、使い手の流桜を勝手に吸い取る「閻魔」は、ワノ国で手懐けられたのはおでん唯一人と言われている。この二振りは、おでんが処刑される前にモモの助と日和に一振りずつ託された。「覇王色の覇気」の持ち主でもある。
幼少期から数々の事件を起こし、父である将軍スキヤキを困らせていた。18歳の時に、花の都に現れた巨大白猪「山の神」を切り伏せ都の危機を救うが、ついにスキヤキから絶縁を言い渡され、都から追放される。しかしその後、当時無法地帯であった九里の荒くれ者達を丸一日かけて一人で打ち倒し、彼等を束ねて九里の治安を安定させ、この功績が認められて20歳の時に父から絶縁を解かれ、「九里大名」の地位を与えられた。また、この旅路やその後の数年の間で、後の「赤鞘九人男」となる家臣たちの多くをお供に加える。
30年前、ワノ国に漂着した白ひげ海賊団に船に乗せて欲しいと頼み込み、白ひげが課した試練に挑む。その間に人攫いに追われていたトキと出会い、彼女を助けるため試練を放棄してしまったが、その人柄を認められ、同行したイゾウ・イヌアラシ・ネコマムシおよびトキと共に船に乗り込んだ。航海中にトキと恋仲になり、彼女との間にモモの助と日和の二児を設けた。おでんの強さは海軍にも届き賞金首となり、後に白ひげから海賊団の2番隊隊長に任命された。
ワノ国出航から4年後、古代文字を読めることからロジャーにスカウトされ、自ら白ひげに頼み込み、家族と共にロジャー海賊団の一員となる。以後、空島スカイピアやウォーターセブン、魚人島などを経て、「ロード歴史の本文」の写しを取るため、ワノ国に4年ぶりに帰郷。しかし、長旅の疲れでトキが倒れてしまったため、妻子を下船させて家臣たちに託し、自身はわずか数時間の滞在で再び出航した。その後、「偉大なる航路」の最終地点ラフテルまでロジャーに同行し、「世界の秘密」や光月家がワノ国を鎖国した理由を知る。だが、帰郷後もモモの助や家臣にはそれを教えることはなかった。
25年前、ロジャー海賊団の解散によりワノ国に帰還し、家臣からワノ国の惨状を聞く。さらにカイドウの手下にトキが負傷させられていたことを知ると激高し、単身でオロチ城に乗り込みオロチに斬りかかるが、黒炭せみ丸の能力で防がれてしまう。さらに誘拐した民衆達を人質に取られ、「週定刻に黒炭家への謝罪の裸踊りを5年間続ければ、踊り1回につき誘拐した民100人を解放する」との取り引きを強いられ、これを受け入れた事で何も知らない民衆からは「バカ殿」呼ばわりされ、次第に支持を失ってしまう。それでも5年間、各郷を見守りながら裸踊りを続けたが、オロチにワノ国から出ていくという約束を反故にされた上、親しくしていたヒョウ五郎の妻や子分達が殺された事で我慢の限界に達し、家臣たちと共にカイドウを倒すべく、討ち入りを決行。カイドウの身体に大傷を負わせたが、黒炭ひぐらしが仕掛けた罠に嵌められた隙を突かれ敗北し、釜茹での刑に処されることとなる。
釜茹での刑では、「指定された時間釜茹でに耐えきった者がいたら解放してほしい」と提案し、家臣9人が乗った橋板を持ち上げた状態で刑を受け、700度の油の中、自らの体を犠牲にして指定された1時間を耐え切る。この釜茹での最中にしのぶが裸踊りの真相を明かしたことで、再び民衆からの支持も戻った。しかし、オロチが突如銃殺刑に切り替えて自身を殺そうとしたため、橋板を釜の外に投げて家臣たちを逃がし、彼らに「ワノ国を開国せよ」という言葉を遺した後、カイドウに頭を撃ち抜かれ、釜の油の中で最期を遂げた。このおでんの処刑の一連の出来事は「伝説の一時間」として、ワノ国の民達に語り継がれている。
技一覧
桃源白滝（とうげんしらたき）
「武装色の覇気」を纏った二刀を振り、対象を両断する。
桃源十拳（とうげんとつか）
対象を十字に斬る。この技で、カイドウに現在も残る十字傷を与えた。錦えもん・傳ジロー・アシュラ童子・イヌアラシの4人はこの技を受け継いでいる。
銃・擬鬼（ガン・モドキ）
二刀を交差させ相手を切りつける。
侍魅大魂（しみだいこん）
アニメオリジナル。交差させた二刀を振り下ろす。対アシュラ童子戦で使用。
光月 トキ（こうづき トキ）
声 - 潘恵子
おでんの妻で、モモの助と日和の母。旧姓「天月（あまつき）」。故人。
36歳没。誕生日は1月19日。身長190cm。やぎ座。血液型X型。好物はこんぶ巻き。
現在の日和とよく似た美女。遥か昔に生まれた人物で、30年前（当時26歳）の時点で「生まれたのは800年くらい前」と語っている。夫婦仲はとても良く、九里の人々からは愛されていた。
超人系悪魔の実「トキトキの実」の能力者。自身や他人を未来へ飛ばすことができる。ただし、過去へ戻ることはできない。
幼少の頃から両親の故郷であるワノ国に行くことを念願としており、遠い過去から時を超えて旅をしていた。30年前、人買いのカルマに追われているところをおでんに助けられる。そのままおでんに同行し、白ひげ海賊団の船に乗船。共に過ごすうちにおでんと恋仲になり、船上で彼との間にモモの助と日和の二児を設けた。後におでんや子供たちと共に、ロジャー海賊団の船に移ったが、長旅の疲れによってワノ国の近海で倒れてしまい、子供達やイヌアラシ・ネコマムシと共に下船。病が治ると毎日町へ降り、光月一族の名誉回復に努めた。おでんが帰還する半年ほど前、錦えもん達がオロチを討つため花の都に乗り込んだ隙に、カイドウの部下におでん城を襲撃され、敵の矢を受け足に重傷を負った。
20年前、カイドウに敗れ投獄されたおでんから、彼の二振りの愛刀を託される。おでんが処刑されてカイドウ達がおでん城に火を放つと、駆け付けた錦えもん達におでんの想いを託し、彼らをモモの助と共に能力で20年後の未来に飛ばす。そして城を脱出し、大鳥居の前で民衆たちに辞世の句を残し、カイドウの手下によって銃殺された。
光月 スキヤキ（こうづき スキヤキ）
声 - 大友龍三郎、れいみ（赤子）
元ワノ国将軍。おでんの父。モモの助と日和の祖父。大業物「二代鬼徹」を打った刀鍛冶・古徹（こてつ）の子孫。
ワノ国花の都出身。81歳。誕生日は5月19日。身長214cm+下駄。おうし座。血液型F型。好物はもみじまんじゅう、すき焼き。嫌いな食べ物はイカスミ。趣味は美少女こけし集め。イメージ動物はテングザル。
生まれながら破天荒なおでんに手を焼き、41年前の「山の神事件」後、おでんを勘当して花の都から追放した。その2年後、おでんが無法地帯だった九里を発展させる功績を挙げると、絶縁を解いて九里大名の地位を与えた。30年前におでんが家臣と共に都を訪れた際は、立派になったと感心していた。だがそれから2年後、将軍の位を狙うオロチによって、美少女こけしの趣味部屋として使っていた花の都の城の地下室に幽閉され、死亡したことになった。
数年後にどうにか脱出するが、その時すでにおでんは処刑され、国はオロチとカイドウに支配されていた。その後は自身に刀工の才能があったことから、天狗の面で顔を隠して刀鍛冶「天狗山飛徹（てんぐやまひてつ）」として生きて来た。ゾロが持つ「三代鬼徹」と光月おでんの愛刀「天羽々斬」の製作者であり、「天羽々斬」と「閻魔」を渡すため、20年間モモの助達の帰還を待っていた。「二代鬼徹」の所有者だが、妖刀の呪いを恐れているため、別の名刀を腰に差している。ルフィからのあだ名は「鼻じじい」。
倒れたお玉をルフィに託し、そのままの恰好では目立つからと着物を提供する。オロチとの決戦前、守り続けていた「閻魔」をゾロに譲渡し、ルフィたちに甲冑を譲る。火祭り当日は、トコを連れて花の都の祭りを見物する。鬼ヶ島の決戦が終結した後、ロビンに素顔を晒して自らの正体を明かし、彼女とローを藤山の麓の洞窟にある「ロード歴史の本文」の元に案内する。その翌日、モモの助と日和にも正体を明かし、国民には生存を知らせず隠居することを伝えた。

##### 赤鞘九人男
光月おでんに仕えていた、規格外の強さを誇る9人の侍たち。「赤鞘九人男（あかざやくにんおとこ）」の名は、20年前に百獣海賊団との戦いに出向く際、夕陽に照らされた彼らの姿から、おでんへの強き忠義心を尊んだ人々がつけた呼び名である。元はおでんについてきたチンピラや孤児達だが、康イエの助言でそれぞれが礼儀と教養を身につけ、30年前に九里の一行として花の都に出向いた際の威風堂々とした英姿は、まるで「将軍行列」と称賛された。現在のワノ国では、おでんと共に開国を企てた悪人として扱われている。錦えもん・カン十郎・雷ぞう・菊の丞の4人はモモの助と共にトキの能力で20年後の未来に飛び、イヌアラシとネコマムシは故郷のゾウで錦えもん達が再び現れる日を待っていた。ワノ国編後は光月家の復権に伴って名誉を回復しており、一部の者は各郷の大名に就任している。
錦えもん（きんえもん）
声 - 堀内賢雄
光月家家臣。赤鞘九人男のリーダー格。異名は「狐火の錦えもん」。
ワノ国九里出身。36歳。誕生日は1月29日（衣服）。身長295cm。みずがめ座。血液型X型。好きな食べ物はお鶴のおしるこ、大根。嫌いな食べ物はたぬきうどん、ワイン。趣味はお鶴と茶屋めぐり。イメージ動物はキツネ。
チョンマゲ頭の長身の男。背中に光月家の家紋の刺青を彫っている。侍らしい古風な武士道精神の持ち主で、男尊女卑な言動をとる。スケベで自尊心が強い一方、受けた恩には報いる義理堅さを持っている。オロチや傳ジローからは「頭の切れる男」と評されているが、実際には持ち前の豪運に助けられることが多く、鈍いところもある。一人称は「拙者」で、語尾に「ござる」をつける。屁で喋るという特技を持つ。
超人系悪魔の実「フクフクの実」の能力者。頭に石や葉などを乗せ「ドロン」と唱えることで衣服を作り出し、自他問わず変装させることができる。作り出した衣服は一度脱いだり破損したりすると消失し、元々の服装に戻る。
愛刀は「助参（すけさん）」と「角参（かくさん）」（共に位列なし）。自らの刀から炎を放ち、さらに炎を斬ることができる「狐火流（きつねびりゅう）」剣術の使い手。一刀流と二刀流を使い分け、主君おでんの「おでん二刀流」も使いこなす。若い頃から腕っぷしは強く、その実力はヒョウ五郎も認めていた。「武装色の覇気」「見聞色の覇気」の使い手。
若い頃は花の都のチンピラだったが、41年前、自身が引き起こした「山の神事件」をきっかけにおでんの人柄に惚れ込み、傳ジローと共に彼の最初の家臣となった。20年前、おでんが自分達を逃がして処刑されると、トキの能力によって、モモの助らと共に20年後のワノ国に飛ばされる。モモの助・カン十郎・雷ぞうと共に同志を集めるためワノ国を出国するが、その姿を目撃されてしまい、追われることになってしまう。
「ゾウ」をめざす道中で遭難し、雷ぞうとはぐれてドレスローザに漂着。さらに誤ってパンクハザード行きのタンカーに乗ってしまったモモの助を救出すべく、単身でモモの助を追うが、ローの能力で体を頭・胴体・下半身の3つに斬り分けられてしまう。サンジたちの助けで元の身体に戻り、研究所脱出後、モモの助と再会。以降は麦わらの一味に同行し、ドレスローザではカン十郎と、「ゾウ」では雷ぞう・イヌアラシ・ネコマムシと再会を果たす。モモの助やルフィ達より先にワノ国へ向かい、国中に散らばる同志達に決戦の日を知らせる判じ絵の札を配るよう手配する。
ワノ国編では鬼ヶ島への討ち入り計画の段取りを進めるが、迎えた討ち入りの日、ルフィをはじめとする同志が集合地である常影港に誰も到着せず、窮地に立たされる。さらにカン十郎がオロチの内通者だったことを知らされ、百獣海賊団の船団に包囲されるが、遅れて到着したルフィ達に助けられ、約5400名の軍勢で鬼ヶ島に進撃する。鬼ヶ島ではドーム屋上にてカイドウに挑み、9人がかりの猛攻でカイドウに傷を負わせるも敗北。宝物殿で治療を受けて意識を回復した後はモモの助の元へ駆けつけ、そこに現れたカン十郎を討ち取るも、直後カイドウの奇襲を受け、胴体を切断される。しかし、パンクハザードでローに切断された部分がうまく繋がっていなかったために運良く生き延び、下半身を分断して同心に助けを求め、ウソップとハムレットに救出された。戦いの後、生き延びていたお鶴と再会を果たし、共に九里で国を挙げての宴に参加。その数日後、モモの助やヤマトと共にルフィの船出を見送った。
技一覧
狐火流
焔裂き（ほむらさき）
刀を振り、炎を斬り裂く。
火柳一閃（かりゅういっせん）
一刀流による炎の斬撃を繰り出す。
フクフクの実
錦ちゃん呉服店（きんちゃんごふくてん）
錦えもんの大技。暖簾を作り出し、通った者の服を思い通りに変える。
傳ジロー（でんジロー）
声 - 岸尾だいすけ
光月家家臣。赤鞘九人男の一人。表向きの身分は、黒炭家御用達両替屋でありヤクザ「狂死郎一家」の親分「狂死郎（きょうしろう）」。
ワノ国花の都出身。47歳。誕生日は10月26日。身長306cm。さそり座。血液型XF型。好きな食べ物は牛すじ。嫌いな食べ物はくさやの炭火焼き。趣味は昼寝。イメージ動物はボルゾイ。
鋭い切れ長のツリ目と水色のリーゼントが特徴で、派手な着物に身を包んだ男。20年前は現在よりずっと温厚な顔立ちで、サングラスをかけ、長髪を後ろで結んでいた。錦えもんのことは「錦さん」と呼んで慕っており、彼の言動を買い被っては周囲に呆れられている。狂死郎としては、例え三下でも己の部下がやられれば容赦をしない任侠心と、将軍に歯向かった者は誰であろうと処断する厳格さの持ち主を演じている。剣の腕はゾロと互角に渡り合うほど。民衆からは「狂死郎親分」と呼ばれる。
少年時代は花の都の孤児で、当時から金勘定に関してずる賢い性格だった。愚かな大人を見下していたが、唯一おでんのことは尊敬していた。41年前の「山の神事件」後、錦えもんと共におでんの最初の家臣となる。おでんが大名になると金銭面の管理を担当し、おでんが一時帰郷した時は金の貸し借りでワノ国を歩き回っていたため、おでん城に不在だった。
おでんが処刑された後、アシュラ童子と共に追っ手の足止めを担い、錦えもん達と離れ離れになる。その後、閻魔堂の中でおでんを喪った激しい怒りと悲しみから憤怒の形相で慟哭し続けた結果、髪が変色して目元はツリ目となり、人相が大きく変わってしまった。その容姿を利用して素性を隠し、花の都で「狂死郎」と名乗り、自らの強さを慕うチンピラを従えて、ヤクザ「狂死郎一家」を旗揚げする。瞬く間に頭角を現すとオロチの懐に入り込み、「ヒョウ五郎に取って変わる侠客」「花の都に狂死郎一家あり」と称賛される存在になった。
13年前、自身の遊郭が偶然日和を保護したことで、彼女と再会。素性を隠すために「小紫」と名乗らせ、河松に代わり彼女の身を守ってきた。狂死郎として活動する一方、夜中には悪人から金を盗んだり、小紫が悪人から巻き上げて得た金を貧しい人々にバラ撒いていた。丑三つ刻に現れることから「丑三つ小僧（うしみつこぞう）」と呼ばれ、民衆からは小紫と並ぶほど高い人気を集めていた。夜中に活動しているせいで寝不足なのか、昼間はいつも眠そうであるため、「居眠り狂死郎」という異名がついた。
ワノ国編で、部下がそば屋（サンジ）に倒されると、見せしめのため飛び六胞のドレークとページワンを呼び寄せる。オロチ城の宴では、トコをかばってオロチに刃向かった小紫（日和）を守るため、彼女の懐に仕込ませていた血糊を利用して、彼女を斬り殺したように見せかけた。康イエの処刑では、オロチに攻撃しようとしたゾロを妨害した。火祭り当日は、花の都の留守番を務めていたが、それを利用して羅刹町牢屋敷に捕らえられていた1000人の侍を解放し、常影港で錦えもん達に正体を明かして討ち入りに合流する。鬼ヶ島に乗り込み、錦えもんらと共にカイドウに挑むも敗北。その後、宝物殿2階に駆け付け、火前坊に焼かれ日和を道連れにしようとするオロチを討ち取った。戦いの7日後、花の都に接近する緑牛を雷ぞう達と共に迎え撃った。ワノ国編後は、希美大名に就任している。
狂死郎の名前の由来は、柴田錬三郎の小説に登場する剣客・眠狂四郎。作者は狂死郎を渾身のデザインと評している。
菊の丞（きくのじょう）
声 - 伊瀬茉莉也
光月家家臣。赤鞘九人男の一人。イゾウの弟。異名は「残雪の菊の丞」。潜伏時の偽名は「お菊（おきく）」。
ワノ国鈴後出身。22歳。誕生日は9月9日。身長287cm。おとめ座。血液型XF型。好きな食べ物はしらたき。嫌いな食べ物はウニ、イクラ。趣味はお香セラピー。イメージ動物はフェレット。
長身で長い黒髪が特徴。外見は美女だが、性別は男性。本人は「心は女」と述べている。温厚な性格だが、敵に対しては冷徹。普段は着物姿だが、戦闘の際には鬼の面を被ったり、鎧を着たりする。錦えもんのことを心から慕っている。一人称は「拙者」。
かつてワノ国一の美青年剣士と謳われていた。菊の刀傷はあの世まで消えず、春に残る雪のように相手の魂を苦しめ続けるという。
元は舞踊の花柳流家元の息子だったが、父が罪人となったことで家族と離れ離れになってしまう。鈴後で腹を空かせていたところ、おでんに出会い兄と共に彼の家臣となった。トキの能力で20年の時を越えてからは一人ワノ国に残り、おこぼれ町の茶屋の看板娘「お菊」として働きながら、黒炭家や百獣海賊団の勢力の調査を行っていた。
ワノ国編で、お玉救出のためにルフィ達を博羅町へ案内する。そこで浦島から強引に言い寄られたが、彼の横暴な振る舞いに耐えかねて髷を切り落とした。お玉を救い出した後、ルフィたちと共におでん城跡へ向かい、錦えもんと再会を果たす。その後、チョッパーらと共に兎丼へ向かい、囚人採掘場では兎丼の占拠に協力した。鬼ヶ島への討ち入りでは、島の裏口で兄イゾウと再会し、さらに立ちはだかったカン十郎を葛藤の末に討ち取る。しかし、カイドウとの戦いではかまいたちを受けて左腕を斬り落とされてしまい、退避後に1階天井裏にて再びカン十郎と対峙するも、おでんの姿に躊躇し深手を負う。その後、ウソップとハムレットに救出された。
ネーム段階ではフルネームが「花柳菊のジョウ」と設定されている。
技一覧
残雪鎌（ざんせつがま）
円型の飛ぶ斬撃を放つ。
カン十郎
光月家家臣。赤鞘九人男の一人。正体は黒炭家の内通者。
雷ぞう（らいぞう）
声 - 江原正士
ワノ国の忍者。光月家家臣。赤鞘九人男の一人。元光月家お庭番衆の一員。異名は「霧の雷ぞう」。
ワノ国兎丼出身。35歳。誕生日は2月26日（「ニ(2)ンニ(2)ン」「カー(6)」）。身長311cm。うお座。血液型XF型。好物はごぼう巻き。
車鬢のような髪型で、額に三日月型の傷がある男。顔が巨大である上に小太りな胴長短足体型であるなど、一般的な忍者のイメージとかけ離れた容姿をしている。体型とは裏腹に動きは身軽で、多彩な忍術を繰り出す。忍者は陰に生きる者とし、他人に忍術を見せることは好まないが、酷く落ち込んだルフィ達を見かねて忍術を披露するなどノリはよく、国を犠牲にしてまで自分を守ったミンク族を想い涙を流す人情あふれる性格。
超人系悪魔の実「マキマキの実」の能力者。あらゆるものを巻物に封じ込め、放出することができる。
かつては福ロクジュのライバル忍者と目されていた天才忍者だった。しかし、くの一に振られたことでお庭番衆を辞め、兎丼で山賊のような生活を送っていた。隠れ住む暮らしに限界を感じていたところにおでんと出会い、彼の家臣となった。
同志のイヌアラシとネコマムシが治める「ゾウ」を目指したが、雷ぞう以外は到達前にはぐれてしまい、単身で「ゾウ」に到着。ミンク族たちからは手厚く匿われ、ジャックによって国を壊滅させられても、その身柄が渡される事はなかった。ジャックに自分の身を差し出そうとするのをミンク族に止められていたため、「ロード歴史の本文」に縛られていた。
ワノ国編では、ルフィを救出するため囚人採掘場に潜入し、河松とカリブーを解放して兎丼の占拠に協力した。鬼ヶ島への討ち入りでは、福ロクジュと対峙。互いに「金縛りの術」をかけ合い、城に放たれた炎が体に燃え移り持久戦にもつれ込むも、全身を焼く炎の熱さに耐え切って福ロクジュに勝利した。その後、予め巻物に封じ込めていた象主の水浴びをジンベエと協力して城中に放出し、城内の味方を炎から救った。討ち入りの7日後、ワノ国に襲来した緑牛に養分を吸収され、痩せ細った姿になってしまった。
技一覧
忍法「煙遁の術」
地面に煙玉を投げつけ、その煙に紛れて姿を消す。
忍法「分身の術」
自身を何体にも増やす。
忍法「変わり身の術」
アニメオリジナル。
華手裏剣（はなしゅりけん）
多数の手裏剣を投げ飛ばす。作中ではそれで「忍」の字を壁に描いていた。
雷手裏剣（かみなりしゅりけん）
電気を纏った手裏剣を連射する。
金縛りの術
親指と人差し指で輪を作った手を相手に向けて動きを封じる術。
奉還（ほうかん）
巻物の中に封じ込めたものを放出する。作中ではカイドウの「熱息」や、ズニーシャの水浴びを放っている。
火遁（かとん）
巻物から炎を放出する。
アシュラ童子（アシュラどうじ）
声 - 飛田展男
頭山盗賊団棟梁。赤鞘九人男の一人。現在の名前は「酒天丸（しゅてんまる）」。
ワノ国九里出身。56歳没。誕生日は4月10日。身長544cm。おひつじ座。血液型X型。好物はきんちゃくもち。
茶筅髷頭の巨漢。ホメという名の巨大な牛を連れている。ジャックやイヌアラシと互角に渡り合うほどの実力者。カイドウが部下に欲しがっているが、本人にその気はない。権力者を嫌っている。一人称は「おいどん」。
九里が無法地帯であった時代、悪党達の中で最も危険とされ、「怪物」や「鬼」と呼ばれた男だったが、おでんに敗れ、彼の人柄に惚れ込み仕えるようになった。おでんがワノ国を飛び出した後は、九里のヤクザや山賊が暴れぬようその頭となり、おでんが一時帰郷した時はおでん城に不在だった。おでんが処刑された後は、トキの言葉を信じてモモの助たちを待ち続けており、10年前にしびれを切らした者たちが鬼ヶ島に攻め入った時は必死に説得を試みた。また、九里の廃港に密かに船を集めたり、鬼ヶ島のカイドウの屋敷図を手に入れたりしていた。しかし現在のワノ国に絶望しており、自身の生存をオロチから隠すために「酒天丸」と名を変え、各地で略奪を行う盗賊となっている。
ワノ国編で、ルフィがおこぼれ町の住人に与えた食糧を強奪している際にジャックと遭遇し、一戦交える。その後ワノ国に帰還した錦えもん達と再会するが、「自分はあくまで光月おでんという男に仕えた侍であり、光月という一族に仕えたつもりはない」と協力を拒絶する。しかし、博羅町で再び必死に協力を要請されると、20年の間に散っていった同志達の墓標に彼らを連れて行き、参戦の意を示した。鬼ヶ島への討ち入りでは、宝物殿に突如現れたおでんに錦えもん達が歓喜する中、ただ一人即座に偽物と見抜き、おでんの絵（カン十郎）の自爆攻撃から仲間を庇って戦死した。
頭に木が生えたような髷のモデルは、落語の演目「頭山」。初期設定では「花吹雪の酒天丸」という異名で、ルックスは現在と変わらないが、頭の桜から常に花びらが散っている設定だった。
イヌアラシ
モコモ公国の昼の王。赤鞘九人男の一人。
ネコマムシ
モコモ公国の夜の王。赤鞘九人男の一人。
河松（かわまつ）
声 - 水島裕、粕谷雄太（幼少期）
光月家家臣。赤鞘九人男の一人。トラフグの魚人。異名は「河童の河松」「横綱河松」。
魚人島出身。41歳。誕生日は6月14日（世界キュウリの日）。身長271cm。ふたご座。血液型F型。好物はたまご。
三度笠を被った男。母の「魚人は世界で差別されるから河童と言い張って生きろ」という遺言に従い、河童を名乗っている。一人称は「拙者」で、古風な口調が特徴。笑い方は「カッパッパッパ」。
愛刀は鍔のない刀「外無双（そとむそう）」。侍にして最強の力士で、「河童流」という逆手による剣術と相撲技を得意とする。極めて強靭な生命力の持ち主で、一日一匹だけ与えられる排水で汚染された毒魚を食料にして、13年間も生き永らえてきた。
幼少期に乗っていた船が沈み、母と共にワノ国に流されてきた。人々からは差別に遭い、母が怪我をしていたため故郷に帰ることもできず、母の死後は残飯ばかり食べながら生きていた。33年前、イヌアラシ・ネコマムシと共に浜でいじめられていたところをおでんに助けられ、彼の家臣となった。
おでんが処刑された20年前、燃え落ちるおでん城から幼い日和を連れて脱出し、それ以来彼女と共に身を隠していた。日和を元気づけるために尽力し続けたが、13年前に彼女と逸れてしまい、死に場所と決めた鈴後へ向かう。そこで墓荒らしから墓を守っていたオニ丸と出会い、百獣海賊団との決戦に備え武器を集めるようになる。しかし、しばらくして食料調達に訪れた都で捕まり、兎丼の囚人採掘場に収監される。それ以来現在まで13年間、開かずの檻に幽閉されていた。
ワノ国編で、雷ぞうから手錠の鍵と刀を受け取って牢から脱出し、兎丼の占拠に一役買う。その後はおいはぎ橋に向かい、日和と再会。ゾロが発見した地下室へ行き、オニ丸が集めていた武器の存在を錦えもんに報告した。鬼ヶ島への討ち入りでは、カイドウに敗れた後ライブフロアに向かい、大看板と激突するゾロとサンジに邪魔が入らぬよう、他の相手を引き受けた。戦いの7日後、都に接近する緑牛を雷ぞうたちと共に迎え撃った。
設定段階では「河童ノじょう」、「横綱河三郎」という名前がつけられていた。
技一覧
櫓流桜（やぐらりゅうおう）
相手を素手で吹き飛ばす。
滅南無川（めなむがわ）
回転しながら外無双で敵を斬る。
寄り斬り（よりきり）
外無双で相手を斬り付けると同時に吹き飛ばす。
海野河（あまのがわ）
相手の頭上に跳躍し、円を描くような飛ぶ斬撃を放つ。

##### 家臣・支持者
かつて光月家に仕えた家臣や支持者達。光月トキの最期の言葉を信じた者達は、共に戦う意志として左足首に逆さ三日月の印を彫り、20年間モモの助達を待ち続けていた。反乱の意志を持つ者はワノ国中に散っており、錦えもん達も全容を把握していない。鬼ヶ島への討ち入りでは、総勢約5400名が参戦している。
しのぶ
声 - 山本百合子
ワノ国のくの一。光月家家臣。元お庭番衆の一員。
ワノ国出身。49歳。誕生日は10月23日。身長180cm。てんびん座。血液型F型。好物ははんぺん。嫌いな食べ物は釜茹で料理。趣味は美容マッサージ。イメージ動物はムササビ。
かつて錦えもんの妹分であったベテランくの一。若い頃はかなりの美女で、「悩殺くの一」「男殺しのしのぶ」と呼ばれていたが、現在は小太りな体型で、もっさりとした忍者服を着ている。忍びとしての強い覚悟と高い実力を持つが、老眼で先端恐怖症であるなど、ナミには戦い全般に不向きと評されている。一人称は「わたす」。
超人系悪魔の実「ジュクジュクの実」の能力者。触れたものを腐敗させることができる。地面に大きな穴を開けたり、天井を崩して敵を足止めするなど用途は様々。人に使うと肉体を成長させることができるが、精神面を成長させることはできず、一度使うと元には戻せない。
先代将軍スキヤキの時代から光月家に仕え、いつかおでんに仕えることを夢見ていた。20年前までは福ロクジュ率いるお庭番衆に所属していたが、黒炭家に従う道を選んだお庭番衆から離反し、追われる身となった。おでん達が起こした謀反にも加勢したが、おでんに庇われたことで自身は捕まらなかった。おでんの処刑では、彼を「バカ殿」呼ばわりする民衆達を非難し、おでんの5年間に及ぶ裸踊りの真相を涙ながらに話した。おでんが処刑されると、光月家の家臣として生きる道を選び、錦えもん達の逃亡を援護した。
ワノ国編でおでん城跡がカイドウの攻撃を受けた際、能力で地面に穴を開けナミ達を守った。その後はナミと共に諜報任務にあたり、宴が行われたオロチ城では潜入したロビンを援護した。鬼ヶ島への討ち入りでは、モモの助と共に百獣海賊団の追っ手から逃走する。カイドウに見つかり島の端まで追い詰められるが、地面を崩して鬼ヶ島から脱出。上陸した常影港で、鬼ヶ島に戻ることを望むモモの助を能力で大人の姿にした。戦いの7日後、ワノ国に現れた緑牛に養分を吸い取られてしまったが、その結果、かつての美貌を取り戻した。しかし、表紙連載『鬼の子ヤマトの金稲荷代参』では元のずんぐりとした体形に戻ってしまっている。
モデルはタレントの渡辺直美と、徳弘正也の漫画『ジャングルの王者ターちゃん』の登場人物・ヂェーン。
技一覧
忍法「大凧」
巨大な凧で空中を飛んで移動する。
忍法「金玉潰し（キンタマつぶし）」
金的を狙って物を投げつける。彼女の異名である「男殺し」はこの忍法を使うことが由来である。
忍法「金縛りの術」
「金玉潰し」で動きを封じた状態。ナミ曰く「後付け」。
熟々忍法（セクシーにんぽう）「枯散衰（かれさんすい）」
天井に触れて腐敗させ、破壊する。
煙遁の術
煙に紛れて姿を消す。
ヤマト
声 - 早見沙織
カイドウの娘。自称「光月おでん」。
28歳。誕生日は11月3日。身長263cm。さそり座。血液型F型。好物はおでん、サーモン（生、まるかじり）。嫌いな食べ物は辛い物（トウガラシ、わさびなど）。趣味は妄想、鍛錬。イメージ動物は狼。
乱れ髪をなびかせる、和装の女性。先端部が青緑色にグラデーションされた白髪と、2本の角が特徴。登場当初は、般若の面を被っていた。両胸に紋が入った上着、腰に巻いた仁王襷、下駄など、おでんに似た服装をしている。憧れのおでんが男であることから自分は「男になった」と主張しており、カイドウや百獣海賊団員からも「息子」として扱われている。長年監禁されたことや、過去に何度も殺されかけたことから、父・カイドウを嫌っている。一人称は「僕」で、少年のような穏やかな口調。ルフィからのあだ名は「ヤマ男（ヤマオ）」。部下からは「ヤマト坊ちゃん」と呼ばれており、幼少期は「鬼姫様」と呼ばれていた。
動物系幻獣種の悪魔の実「イヌイヌの実 モデル“大口真神（オオクチノマカミ）”」の能力者。冷気を纏った白い狼に変身することができる。金棒に冷気を纏ったり、口から冷気の塊を吐いて攻撃する。3種全ての覇気を扱うことができ、一握りの強者のみが使える「覇王色の覇気」を纏った攻撃をすることも可能。
武器は金棒「建（タケル）」（カイドウの八斎戒と比べると細身）。父には及ばないが戦闘力は非常に高く、ナンバーズの八茶を一撃で倒したり、飛び六胞のうるティを不意打ちとはいえ一撃で気絶させるほど。ルフィの「ギア3」による攻撃も、軽く金棒でいなしてみせている。
20年前、おでんが処刑された「伝説の一時間」を目撃し、その立派な最期に強く感銘を受ける。同時に、彼を死に追いやった父やオロチへの反感を抱くようになった。ある日、おでん城の麓の川で、おでんが自らの半生を書き記した「航海日誌」を拾い、ますます彼に心酔。やがて自らを「光月おでん」と名乗るようになり、赤鞘九人男に代わっておでんの遺志を継ぎ、ワノ国の開国を決意するようになった。しかしカイドウには認められず、鬼ヶ島を出ると爆発する手錠をかけられ、20年間鬼ヶ島に監禁されていた。監禁されて間もない頃、部下相手に1週間暴れ続けたことで天の岩戸に閉じ込められ、その中にいた霜月牛マルらワノ国の元大名達と出会い、彼らにおでんの航海日誌を読んでもらい、その内容を知る。幽閉から10日後、牛マル達によって天の岩戸から解放された。4年ほど前、カイドウの首を取るため鬼ヶ島に攻め込んできたエースと出会い、共に強大な海賊を親に持つ似た境遇から意気投合。エースのビブルカードを作って彼の出航の日に渡し再会を約束するも、エースは頂上戦争で死亡したため、それは叶わなかった。
ワノ国編での火祭りの夜の大宴会において、「新鬼ヶ島計画」発表を目前に姿をくらませる。部下達から逃走している途中にルフィを見つけ、うるティを気絶させて強引にルフィを連れ出し、素顔と素性を明かして共闘を志願する。これを機に完全にカイドウと決別し、おでんの息子であるモモの助を百獣海賊団から守るため奮闘する。ルフィが敗れるとカイドウと対峙し、ルフィとモモの助が駆けつけるまで、単身でカイドウを足止めした。カイドウの相手をルフィに託すと、花の都への鬼ヶ島落下の被害を防ぐためにドーム最下層にある武器庫へ向かい、火前坊による鬼ヶ島爆破を阻止する。その後は島の外にいたモモの助と再合流し、焔雲を出すのに苦戦するモモの助を励まし続けた。決戦直後は麦わらの一味に加入するつもりだったが、ワノ国に襲来した緑牛との戦いを経て、再び緑牛のような脅威がワノ国を狙ってきた時の為にしばらくはワノ国に残り、まずはおでんのようにワノ国を漫遊してから海へ出ることを決めた。
表紙連載『鬼の子ヤマトの金稲荷代参』では、死んだ康イエに代わり、白舞の閻魔堂へ刀を納めに行く。その途中、フーズ・フーの一派に刀を盗まれるが、兎丼にあるフーのアジトに乗り込んで刀を取り戻す。
初期設定では「ニニギ」という名前だった。
技一覧
雷鳴八卦（らいめいはっけ）
カイドウと同じく、覇気を込めた「建」で相手を殴り飛ばす技。威力は十分だがカイドウには劣るようで、うるティからは「雷鳴四卦」と評されている。
鳴鏑（なりかぶら）
「武装色の覇気」を纏わせた「建」を振り回して、衝撃の塊を撃つ。
無侍氷牙（ナムジヒョウガ）
人獣型で、口から冷気の息吹を吐き出して攻撃する。カイドウの「熱息」を打ち消すほどの威力を誇る。
鏡山（かがみやま）
人獣型で体全体に薄い氷の膜を張って、相手の攻撃から身を守る。
氷諸斬り（ひもろぎり）
人獣型で上空に飛んで、冷気を纏った「建」を回転させながら振り下ろす。
神足 白蛇駆（しんそく はくじゃく）
高速で相手に接近し、「覇王色の覇気」を纏わせた「建」を叩き込む。
馬幻刃（まほろば）
「建」に冷気を纏わせて相手を攻撃する。
イゾウ
元光月家家臣。白ひげ海賊団16番隊隊長。菊の丞の兄。
地武えもん（じぶえもん）
声 - 町田政則
元希美の旗本。トキの言葉を信じ、20年間モモの助達の帰還を待ち続けていた。
たぶ八郎、クロ沢、カゲロウ（たぶはちろう、クロさわ、カゲロウ）
声 - 麻生智久（カゲロウ）
オロチへの復讐を誓った者たち。たぶ八郎は大きな耳たぶと、にこやかな笑顔が特徴的。カゲロウは僧侶。
右近、火太夫、紋ジロウ、十字ロウ（うこん、ひだゆう、もんジロウ、じゅうじロウ）
花の都で、逆三日月が描かれた札を受け取った侍たち。
カクの進、コ十郎、道たく（カクのしん、コじゅうろう、どうたく）
声 - 深川和征（コ十郎）
花の都で、逆三日月が描かれた札を受け取った侍たち。鬼ヶ島への討ち入りにも参加。
忍助（しのすけ）
ワノ国の忍者。光月家家臣。元お庭番衆の一員。しのぶの兄。
妹想いで、しのぶがお庭番衆を抜けると自身も抜け忍になり、しのぶを守りつつ光月の侍の一人として動いている。
合点承知の助男（がってんしょうちのすけお）
ウソップやフランキーと共に、討ち入りに備えて船の整備をした男。造船技術と剣術に秀でている。
テツ、ジョー、ハンジ
声 - 高階俊嗣（テツ）、荒井聡太（ジョー）、増谷康紀（ハンジ）
兎丼の囚人たち。討ち入りに参加する。
番三郎（ばんざぶろう）
声 - 藤本たかひろ
光月家家臣。サングラスをかけた男性。
幼い頃、スキヤキに拾われたことで大恩を感じている。41年前、おでんのこれまでの経歴をスキヤキに報告し、おでんに絶縁状を渡した。スキヤキ亡き後も光月家に仕えていたが、現在の消息は不明。

###### ヤクザ
ヒョウ五郎（ヒョウごろう）
声 - 西村知道
兎丼の囚人採掘場の古参囚人。かつてのワノ国一のヤクザの大親分。異名は「花のヒョウ五郎」。
ワノ国出身。70歳。誕生日は2月14日。身長100cm。みずがめ座。血液型S型。好物は大吟醸。
青い炎のような髪形で、上半身に桜の刺青を入れた小柄な老人。かつては金剛力士のような屈強な体格だったが、現在は老いと栄養失調で弱りきっている。他の囚人からは「ヒョウじい」と呼ばれる。一人称は「てまえ」。
ワノ国では「流桜」と呼ばれる「武装色の覇気」の使い手であり、手を触れずに相手を弾き飛ばす高レベルの技を使うことができる。我流剣術「花の一刀流」の使い手で、昔は「豪剣」で鳴らしていた。その強さは伝説とされ、カイドウから執拗に勧誘されるほどだった。
20年前までは、ワノ国の裏の顔役として花の都の裏社会を取り仕切っていた。民衆に優しく、力と人望を兼ね備えた本物の侠客とされ、他の5つの郷の親分たちにも顔が利き、生前のおでんにも慕われていた。しかし、黒炭家への従属を拒み続けた結果、囚人採掘場送りにされ、それに反発した子分や妻のお貴は殺されてしまい、自身も表向きは殺されたと思われていた。現在では生きる気力をほとんど失っており、体も衰えてしまったため、労働の対価として与えられる食事を確保するのも困難になっている。
ワノ国編で、副看守長ドボンに踏みつけられていたところをルフィとキッドに助け出され、ルフィに一目置くようになる。数日後、兎丼にやって来たクイーンによって、ルフィ共々「大相撲地獄」による処刑にかけられる。ルフィと共に戦う内に、自分にもまだ役に立てることがあることに気づき、ギフターズのアルパカマンを一撃で下し、ルフィに「流桜」の使い方を伝授する。その夜、雷ぞうから赤鞘九人男とモモの助の生存を知らされて気力を取り戻し、翌日、兎丼の占拠に協力した。以降は決戦の日に備え、ルフィに稽古をつける。鬼ヶ島への討ち入りでは、侍達の指揮を執る。「氷鬼」の抗体を製薬するチョッパーを護衛する中、自身も「氷鬼」に感染するも、ウイルスの効果で全盛期の肉体を取り戻し、見廻り組総長ホテイらを次々と撃退。限界が来たことで、味方に被害を出す前に自分の息の根を止めるよう頼むが、寸前で抗体を完成させたチョッパーに助けられた。
初期設定では鈴後の大親分で、「北の戦鬼」という二つ名を持っていた。
技一覧
怒髪光拝（どはつこうはい）
炎のように立ち昇る覇気を体に纏わせ、相手を一瞬で切り伏せる。
大マサ（おおマサ）
声 - 服巻浩司
元兎丼のヤクザの親分。髪に鈴をぶら下げ、猫のような髭を生やしている男。ヒョウ五郎に血文字で忠誠を示したことから、「血文字の大マサ」の異名をとる。「氷鬼」ウイルスに感染したが、チョッパーの作った薬のおかげで助かった。
綱ゴロー（つなゴロー）
声 - 高塚正也
元白舞のヤクザの親分。破れ笠を被ったような髪型の男。髪が破れ笠のようになるまで戦う姿から、「破れ笠綱ゴロー」の異名がついた。武器は二丁拳銃。
お蝶（おちょう）
声 - 水沢史絵
元鈴後のヤクザの親分。蝶のように大きく広がった髪型の女性。夜の戦いが得意なことから、異名は「夕顔のお蝶」。親分衆の中でもトップクラスの実力の持ち主。刀回収班を任される。
弥太っぺ（やたっぺ）
声 - 増谷康紀
元希美のヤクザの親分。口の大きな男。蛇のような鋭い眼光の持ち主で、「蛇の目の弥太っぺ」の異名で恐れられている。反逆者統率班を任される。

#### 黒炭家関係者

##### 黒炭家
光月家に仕えていた5つの大名家の一つ。かつて、光月家の跡取りが生まれず大名達が次期将軍を狙っていた時、オロチの祖父は将軍の座につくため、他の大名達を内乱を装って次々と暗殺した。しかし、あと一歩のところで跡継ぎのスキヤキが生まれ、将軍の座を逃した上に大名の暗殺計画も露見してしまう。これによって黒炭家は断絶となり、一族の人間は「大名殺しの一族」としてワノ国中の民から迫害を受けるようになった。このため黒炭家の人間は、ワノ国の国民と光月家に強い恨みを抱いている。
黒炭 オロチ（くろずみ オロチ）
声 - 岩崎ひろし
元ワノ国将軍。
ワノ国出身。54歳。誕生日は9月23日。身長350cm。おとめ座。血液型XF型。好物はヤシオリの酒、サンマ。
チョンマゲ頭に王冠を被った、大きな顔と2本の出っ歯が特徴の二頭身の大男。カイドウの力を後ろ盾に、絶大な権力でワノ国を支配している。現在のワノ国では、開国を行おうとしたおでんと赤鞘九人男を討ち取った英雄として知られている。祖父の罪と黒炭家断絶は受け入れているが、残された親族までもが迫害を受けたことで国民全てを強く憎むようになり、最終的にはワノ国を滅ぼすことで復讐を果たそうとしている。謀略に長け、狡猾で警戒心が強く、自分への反抗の意志は決して許さない。あまりの用心深さゆえ、家臣からは小心者と陰口を叩かれているが、それを把握してなお自らの権力維持には一切の妥協をしない。自尊心が強く短気な性格で、機嫌が悪くなると女子供にも容赦せず、見境なく暴れ回る。派手好きで、食べ物の好みにうるさい。多くの国民同様小紫に惚れ込んでおり、彼女が自分に好意を持っていると思い込んでいた。笑い声は「ぐふふふふ」「ムハハハハ」。
動物系幻獣種の悪魔の実「ヘビヘビの実 モデル“八岐大蛇”」の能力者。8つの頭を持つ大蛇に変身することができ、首を8回斬り落とされない限り、生存することが可能。彼の剣術は「オロチ二刀流」と呼ばれているが、作中で本人が使ったことはない。
黒炭家本家の生まれ。若い頃は迫害から逃げ続ける貧乏暮らしを送っていた。41年以上前のある時、古寺で出会ったひぐらしから悪魔の実と共にワノ国の将軍位の簒奪を持ち掛けられ、これを承諾する。数々の策略によって光月おでんの腹心にまで昇り詰め、おでんが不在の間に当時の将軍・スキヤキが死没すると、代理という形で将軍の位を手にする。そして四皇の一角であるカイドウの協力を得る事に成功し、環境破壊も顧みずに大量の武器工場を建て、カイドウの武力を盾に圧政を敷く。25年前、帰還したおでんに命を狙われるが、国民を人質にすることで5年間裸踊りを続ければワノ国から出ていくと嘘の約束を取り付ける。
20年前、カイドウに敗れ捕らえられたおでんを釜茹での刑に処し、おでんが1時間耐え抜くと銃殺刑に変更し彼を死に追いやるが、錦えもん達の逃走を許してしまった。さらにおでんの妻トキが遺した辞世の句を「20年後に光月家の侍達が自分を殺しに来る」と解釈し、光月の侍からの報復を日々恐れるようになる。数年前からワノ国で作らせた武器と引き換えに人造悪魔の実「SMILE」を輸入し、一方で人々が日々死亡しむせび泣く花の都のおこぼれ町を疎ましく思い、おこぼれの中に食べ残しの失敗作のSMILEを混ぜ、住民達から笑顔以外の表情を奪うという仕打ちを行った。
ワノ国編では、オロチ城にて武器の交渉に来たCP-0と会談した夜、火祭りの前哨戦として派手な宴を開く。配下の者たちに光月家の伝説を語った際、トコに笑われたことで激怒し、斬り殺そうとするも小紫に邪魔され取り逃がした。翌々日、小紫を喪った悲しみに暮れる中、康イエ捕縛の報を聞くとすぐさま羅刹町の牢屋敷に赴き、自らの手で康イエを処刑した。後日カン十郎からの報告を受け、火祭り前日に常影港へと続く全てのルートを塞ぐが、錦えもんによる判じ絵の誤読や、狂死郎の裏切りなどの想定外の事態が積み重なったために彼らの蜂起を完全に阻止することはできなかった。火祭り当日、攫って来させたモモの助を宴の余興に処刑しようとする。その直後、カイドウが発表した「新鬼ヶ島計画」に対し異を唱えるが、用済みとされ即座に首を斬り落とされる。しかし能力によって復活し、カイドウへの報復として城内に放火する最中に錦えもん達と遭遇。大蛇に変身して始末しようとするも一瞬で返り討ちにされる。再び復活するとカン十郎に「火前坊」で全てを燃やし尽くすことを命じ、鬼ヶ島から脱出するためにドーム内宝物殿で福ロクジュを待つ間、死んだと思っていた小紫と再会。しかし、彼女の正体がおでんの娘・日和であることを明かされ窮地に陥る。さらに偶然戻って来た消えかけの火前坊に日和を焼き殺すよう命じるが、逆に自分が焼かれてしまう。大蛇に変身して日和を道連れにしようと襲い掛かるが、駆けつけた傳ジローに最後の首を斬り落とされて倒れた。
黒炭 カン十郎（くろずみ カンじゅうろう）
声 - 山崎たくみ
ワノ国の侍。赤鞘九人男の一人。光月家に家臣として潜入し、オロチに情報を流していた黒炭家の内通者。異名は「夕立ち カン十郎」。
ワノ国九里出身。34歳。誕生日は7月21日（夏の医者）。身長347cm。かに座。血液型X型。好物は刺身のレタス巻き、ロールキャベツ。嫌いな食べ物は桃。趣味は水墨画。イメージ動物はホトトギス。
歌舞伎風の衣装を身に纏い、赤い長髪に顔を白塗りにした長身の男。背中に「辻死梅（つじしばい）」という巨大な筆（位列なし）を背負っている。帯刀はしておらず、この筆を武器として使う。一人称は「それがし」。笑い声は「カッカッカ」。
黒炭家の分家の出身で大衆演劇の一座に生まれたが、黒炭家への迫害で両親を舞台上で殺され、自身も心を完全に失い、何者かを「演じる」ことでしか生きられなくなってしまっていた。その役者としての才をオロチに見出され、「本物の光月として生き、光月として死ぬ」という大役と悪魔の実を与えられた事で、光月家への潜入を行う。20年前の釜茹での刑では、「共に死んでこそ完全な役が完成する」と本当に死ぬつもりだった。その後も現代のパンクハザード・ドレスローザ・ゾウ・ワノ国での動向まで、全ての情報をオロチ側に流していた。朗らかな性格を演じていたが、実際は情の欠片もない冷酷な性格で、本来の一人称は「おれ」。赤鞘の一行の前では左手で絵を描いていたため画力が低いと思われていたが、本来の利き手は右手であり、実際には自分そっくりの分身を作れるほどの高い画力を持っていた。
超人系悪魔の実「フデフデの実」の能力者。筆で描いた絵を実体化させる能力を持つ。この能力で作り出したものは本物と同様の性質を持つ（食べ物なら実際に食べることができ、動物なら意思を持って行動する）が、肝心の能力の使い手であるカン十郎自身の画力が著しく低いため、実体化したものの質は低く、水に濡れると溶けてしまうなど、本来の力を発揮できない。しかし右手で描いた場合は高い質での実体化が可能であり、絵は濡れても消えることはない。体力を大きく消耗する代わりに、実体化した絵を遠隔操作することもできる。
かつては希美で日銭稼ぎのため、人の髪を切って筆を作っていたが、おでんを狙い返り討ちに遭ったことで、彼の家臣になった。錦えもん達と共に20年の時を越えた後、「ゾウ」を目指して出航したが、雷ぞうとはぐれた上、漂着したドレスローザで捕縛されスクラップ場に落とされてしまう。しかし、その壁の中に隠れてシュガーの能力による「オモチャ化」を免れていた。ドレスローザ編で錦えもんと再会し、スクラップ場から脱出すると、シュガーを狙撃するためウソップの絶叫顔の絵を実体化させ、彼を援護した。以降は麦わらの一味に同行し、ゾウを経てワノ国へと向かう。
ワノ国編では、魚屋として花の都に潜伏する。決起当日、常影港で赤鞘の侍達に自身の正体を明かし、モモの助を鬼ヶ島に連れ去る。その後、モモの助の処刑の時間稼ぎのため、裏口にて赤鞘の侍たちの前に立ちはだかるが、菊の丞に敗れる。深手を負うも生き延び、カイドウに敗れて宝物殿に逃れた錦えもん達におでんの絵で奇襲をかけ、アシュラ童子を討ち取る。その後、1階天井裏にておでんに成りすまし菊の丞に深手を与えるも、錦えもんに討ち取られ、親友だった彼の手に掛かったことに涙を浮かべて倒れ伏した。虫の息になっていたがオロチからの電伝虫で目を覚まし、彼の命令で「火前坊」を作り出して力尽きた。
モデルは落語などにも登場する彫刻家・左甚五郎。初期設定では容姿が大きく異なり、当初の異名は「濡れガラス」だった。
技一覧
抜け雀
声 - 粗忽屋東品川店
壁に描いた大きな雀を実体化させる。ただし下手に描かれているため、上手く飛べない。元ネタは落語の演目「抜け雀」。
昇り龍
声 - 山口竜之介
甲板に描いた龍を実体化させる。ただし飛ぶことができず、上に行く際には這うように登る。ルフィ達からは「りゅーのすけ」と名付けられた。
ねこざえもん
声 - 日比愛子
描いた猫を実体化させる。
虎三郎（とらさぶろう）
描いた虎を実体化させる。
浮世夕立ち絵図（うきよゆうだちえず）
筆代わりにした髪から「墨雲」を発生させ、木箱を簡単に貫く無数の「墨の矢」を降らせる。
火前坊（かぜんぼう）
声 - 山崎たくみ
巨大な火の妖怪を実体化させる。オロチ曰く「黒炭家の燃える怨念」。その体に触れた相手を燃やすほか、壁をすり抜けることが可能。鬼ヶ島全体を爆破するために、無数の爆薬が置かれている地下の武器庫へ迫るがヤマトに阻まれ、さらにビッグ・マムが起こした爆発に巻き込まれて大きく弱体化。もはやここまでと悟り、オロチの下へ戻る。日和に追い詰められ絶体絶命のオロチに彼女を焼き殺すよう命じられるが、逆にオロチを焼いてしまった。
黒炭 ひぐらし（くろずみ ひぐらし）
声 - 江森浩子
黒炭家の一員。オロチの支援者。故人。
ワノ国出身。85歳没。誕生日は8月19日。身長193cm。しし座。血液型F型。好物はおはぎ。
祈祷師のような格好の老婆で、光月家に強い復讐心を抱いている。「人間も弱肉強食が自然の姿で、武力こそがあらゆる問題を解決する手段」という考えを持つ。笑い声は「ニキョキョキョキョ」。Mr.2・ボン・クレーの先代の超人系悪魔の実「マネマネの実」の能力者。
オロチとカイドウによって20年もの間ワノ国が支配されるきっかけを作った、全ての元凶ともいえる人物。41年以上前、オロチに黒炭家が断絶となった経緯を話し、彼に悪魔の実を与え、将軍になるための計画を持ちかけた。それから国外にいた時、台頭を目論むカイドウにワノ国での武器製造話を持ち掛けた。
ワノ国に戻ると、おでんに変身してスキヤキにオロチを売り込み、さらにはスキヤキに変身してオロチをスキヤキ亡き後の代理将軍に推薦し、計画通りオロチを将軍に仕立て上げた。20年前のカイドウとおでんの戦闘の際にはモモの助に化け、優勢だったおでんの油断を生み敗北させるが、この勝ち方に納得しなかったカイドウによって後に殺害された。
黒炭 せみ丸（くろずみ せみまる）
声 - 山口太郎
黒炭家の一員。オロチの支援者。琵琶法師。故人。
ワノ国出身。83歳没。誕生日は8月23日。身長227cm（胡坐時116cm）。おとめ座。血液型F型。好物はびわ。
バルトロメオの先代の超人系悪魔の実「バリバリの実」の能力者。
25年前、おでんに殺されそうになったオロチを能力で守った。20年前、ひぐらしの死後に寿命で死亡した。
黒炭 玉（くろずみ たま）
黒炭家の一員。

##### 狂死郎一家
花の都の裏社会を取り仕切るヤクザ一家。総勢200名。百獣海賊団との繋がりも深く、都の者からは恐れられている。遊郭の経営も行っており、ワノ国一の美女とされる小紫を擁している。
狂死郎（きょうしろう）
黒炭家御用達両替屋で、オロチに仕える侍。狂死郎一家の親分。正体は赤鞘九人男の一人・傳ジロー。
カクさん、クニさん、スケさん
声 - 沼田祐介（カク）、松山鷹志（クニ）、大久保利洋（スケ）
狂死郎一家の3人の子分たち。
花の都で一家の許可なくそば屋を出していたサンジのところに現れ、場所代を払うよう強要する。それを拒否されると狼藉を働くが、食べ物を粗末にしたことでサンジの怒りを買い、返り討ちにされる。カクは逃げ出し、狂死郎に報告した。

##### オロチお庭番衆
将軍オロチに仕える忍者軍。総勢5000人。かつては光月家に仕える「光月家お庭番衆」だったが、後にオロチに寝返る。福ロクジュ率いる11人の忍者は特に優秀で、隠密行動が得意なロビンに全く気付かれることなく包囲できる。
福ロクジュ（ふくロクジュ）
声 - 尾形雅宏
オロチお庭番衆隊長。
ワノ国出身。61歳。誕生日は3月29日。身長221cm。おひつじ座。血液型X型。好物は大福。
縦長の禿げ頭、胸付近まである長い耳たぶなど、七福神の福禄寿のような容姿をした男。サングラスをかけ袈裟を着ている。時の将軍に仕えることを使命としており、オロチへの忠誠心は高い。己の感情に左右されることなく、任務を全うすることを忍の本分としているため、亡き主君に尽くす赤鞘九人男の姿勢を否定している。雷ぞうとはライバル関係にある。
かつてはヒョウ五郎と共に光月家を支えていたが、20年前おでんを見限り、オロチに仕える道を選んだ。
オロチ城での宴の際、不審な行動をしていたロビンを部下と共に包囲するが、取り逃がす。鬼ヶ島での宴では、行方をくらませてオロチに合流し、オロチが錦えもん達に敗れると雷ぞうと対峙する。互いに「金縛りの術」をかけ合い、城に放たれた炎が体に燃え移り持久戦にもつれ込むも、身を包む炎の熱さに耐えきれず、雷ぞうより先に倒れて敗北した。
技一覧
忍法「耳たぶクラッカー」
長い耳たぶを自在に操り相手を攻撃する得意技。
金縛りの術
親指と人差し指で輪を作った手を相手に向けて動きを封じる術。
大黒（だいこく）
声 - 松山鷹志
オロチお庭番衆の一員。
ワノ国出身。42歳。誕生日は5月12日。身長436cm。おうし座。血液型S型。好物はおはぎ。
兜を被った、唇の太い大男。得意技は「変化（へんげ）」。
鬼ヶ島での戦いで、ヒョウ五郎に倒された。
風刃（ふうじん）、雷刃（らいじん）
声 - 半田裕典（風刃）、粗忽屋東品川店（雷刃）
オロチお庭番衆の一員。
風刃はワノ国出身。45歳。誕生日は2月4日。身長200cm。みずがめ座。血液型X型。好物は納豆。
雷刃はワノ国出身。45歳。誕生日は6月4日。身長200cm。ふたご座。血液型X型。好物は山芋。
巨大なナマズに乗った2人組。得意技は「ぬめり格闘」。アニメでは、風刃は「武装色の覇気」の使い手。
康イエ処刑後、日和を狙うが、2人共ゾロに倒された。
半ぞう（はんぞう）
声 - 福原耕平
オロチお庭番衆の一員。
ワノ国出身。42歳。誕生日は8月3日。身長544cm。しし座。血液型F型。好物はふ菓子。
忍者装束に身を包んだ大男。元お庭番衆であったしのぶと面識がある。得意技は「浮遊」。
オロチ城の天井に忍び込んでいたしのぶに「金玉潰し」を食らい、悶絶した。
ちょめ
声 - 齋藤彩夏
オロチお庭番衆の一員。
ワノ国出身。14歳。誕生日は4月24日。身長150cm。おうし座。血液型F型。好物はちょこれいと。
頭に花飾りをつけた少女。得意技は「金縛り」。
地獄弁天（じごくべんてん）
声 - 内海安希子
オロチお庭番衆の一員。
ワノ国出身。21歳。誕生日は10月18日。身長225cm。てんびん座。血液型X型。好物はびわようかん。
琵琶型の銃を持った長身の女性。得意技は「音無銃」。
技一覧
忍法「地獄琵琶（じごくびわ）」
琵琶に仕込んだ銃を撃つ。
ビシャ門（ビシャもん）
声 - 兼政郁人
オロチお庭番衆の一員。
ワノ国出身。28歳。誕生日は8月1日。身長182cm。しし座。血液型XF型。好物はすいとん。
口ひげを生やした小太りの男。得意技は「水遁」。
風影（かぜかげ）
声 - 坂田将吾
オロチお庭番衆の一員。
ワノ国出身。43歳。誕生日は2月28日。身長192cm。うお座。血液型F型。好物は巻物。
巻物をくわえた男。得意技は「口寄せ」。
鬼ヶ島での戦いで、ヒョウ五郎に倒された。
猿飛（さるとび）
声 - 平井啓二
オロチお庭番衆の一員。
ワノ国出身。45歳。誕生日は3月12日。身長378cm。うお座。血液型F型。好物はサルナシ。
面をつけた大男。20年前は面を被っていなかった。得意技は「幻術」。
矢ざえもん（やざえもん）
声 - 藤本たかひろ
オロチお庭番衆の一員。
ワノ国出身。24歳。誕生日は8月8日。身長180cm。しし座。血液型S型。好物は串揚げ。
顔に包帯を巻き、蓑を被った男。得意技は「矢」。

##### 見廻り組
オロチに仕える侍衆。総勢5000人。
ホテイ
声 - 高塚正也
見廻り組総長。
サングラスをかけた男。康イエ処刑後、花の都の警備を任される。鬼ヶ島決戦では、「氷鬼」で全盛期の力を一時的に取り戻したヒョウ五郎に倒された。
飛室（ヒムロ）
声 - 千葉俊哉
見廻り組の一員。地蔵のような見た目の大男。
アニメでは、ホテイと共にヒョウ五郎に倒された。
初芽（はつめ）
見廻り組の一員。ツインテールの少女で、常にマスクをつけている。
がん吠（がんがる）
見廻り組の一員。三日月型の立物がついた兜を被る、一刀流の剣士。
がる弾（がるだん）
見廻り組の一員。兎面をつけた男。鬼ヶ島でヒョウ五郎に倒された。
ぐる太郎（ぐるたろう）
41年前の見廻り組の一員。立場とは裏腹に、おでんと親しかった。

##### その他（黒炭家関係者）
さらへび先生
声 - 小松由佳
花の都で子供達に教育をしている女性。ヘビのSMILEの能力者。ろくろ首のように首を長く伸ばすことができる。
子供達に人気だがオロチやカイドウの部下であり、光月家を悪とする嘘の歴史を教えている。
鬼ヶ島では、宴会場でブラックマリアの罠にかかったサンジを追い詰める。ブラックマリアの敗北後、ブルックに倒された。
アーレートラップ
ブラックマリアの部下の男との技。帯回しで解かれた帯を体に巻き付けながら、その回転を利用した蹴りを喰らわせる。
鎌ぞう（かまぞう）
花の都のお尋ね者で、オロチの刺客。正体はキッド海賊団のキラー。
遠山 辻ギロー（とおやま つじギロー）
声 - 喜山茂雄
花の都の奉行。町人思いの奉行を演じているが、裏では辻斬りとして町を脅かしていた。ゾロを犯人に仕立てようとしたが見破られ、斬り伏せられた。
割野フリ四郎（わるのフリしろう）
声 - 増谷康紀
ワノ国の武器の受注を管理する男。本当は光月家を信じている。
悪代カン三郎（あくだいカンざぶろう）
声 - 間宮康弘
武器商人。オロチ城での宴に招待されるほどの実力者。笑い声は「アッアッア」。
鶴江もんの助（つるえもんのすけ）

花の都の町奉行。
犬飼（いぬかい）
ワノ国の官僚。オロチ城での宴に参加。
保井さっ左（ほいさっさ）
オロチ専属の駕籠舁き。ウマのSMILEの能力者。オロチに「ヒヒン」と返事する。

#### 霜月家
光月家に仕えた5つの大名家の一つ。屈強で名高い一族で、代々白舞と鈴後を大名として治めていた。
霜月 康イエ（しもつき やすイエ）
声 - 島田敏
元ワノ国白舞大名。表向きの身分は、えびす町に住む太鼓持ち「トの康（トのやす）」。
ワノ国出身。71歳没。誕生日は4月2日。身長155cm。おひつじ座。血液型F型。好物は白米。
頭に手ぬぐいを巻いた陽気な男。一見ふざけているようだが、新入りの住人に住居を提供したり、住民たちに食料や薬を配ったりと優しさあふれる人物で、えびす町の人々からは「仏」と慕われている。花の都に売られた一人娘のトコが収入の多くを自分に送ってくるが、独り占めはもったいないからとそのお金を働けない住人達に配り歩いている。昔は結婚していたが子供はおらず、妻に先立たれて以降は独身。通称「ヤス」。
白舞大名時代は、ハリネズミのような髪形から「ハリネズミの康」と呼ばれていた。厳格な性格で、光月スキヤキ亡き後の次期将軍と目されていたほど人望が厚かった。おでんこそが将来の光月家を背負って立つ男だと期待しており、錦えもん達がおでんのために大金を盗もうとした時は、未来の将軍を支えるに相応しい家臣になれと金を譲った。おでんが処刑された後、迷わずオロチと戦う道を選んだが、カイドウに敵わず敗れ、その後はえびす町に隠れ住んでいた。そこで赤ん坊のトコを拾い、娘として育てていた。トコが「SMILE」の失敗作を食べた時には、自分もそれを食べて一生笑い続けることを選んだ。
ワノ国編でゾロに出会い、助けてくれたお礼としてえびす町で彼をもてなす。錦えもんの判じ絵が露見し、多くの同志が投獄されたことを知ると、大泥棒「丑三つ小僧」の名を借りて盗みを働き、捕まって羅刹町で磔にされる。大衆の面前で判じ絵はいたずらで自分が作ったと証言し、同志たちには密かに新たな集合場所である刃武港の波止を示すメッセージを託す。そして、オロチを「害虫」「器の小さな男には 一生食えぬ『おでん』に候」と強く非難しながら、オロチとその部下の銃撃によって処刑された。遺体はフランキーとカン十郎によって回収され、九里の編笠村に埋葬された。
トコ
声 - 菊池こころ
花魁・小紫の禿として働いている幼い少女。霜月康イエ（トの康）の娘。
ワノ国出身。6歳。誕生日は10月5日。身長89cm。てんびん座。血液型F型。好物はサン五郎の十八番そば。
「SMILE」の失敗作を食べた影響で常に笑っており、泣いている時も笑顔である。小紫（日和）にとって数少ない親友で、彼女の正体も知っている。都に売られて働いており、禿として稼いだお金のほとんどは、えびす町にいる父に送っている。
サンジの十八番そばを食べに行くが、狂死郎一家にこぼされてしまい、騒動後にそばを食べその美味しさに感激した。その後、小紫の花魁道中に合流し、彼女と共にオロチ城での宴に参加。しかし、光月家の脅威を語るオロチを笑ったことで、彼の怒りを買ってしまう。辛くもロビンに助けられ、遊郭に送り届けられたが、オロチが放った刺客・鎌ぞうに追われ、日和と共に逃亡。鈴後のおいはぎ橋で襲われた所をゾロに助けられる。康イエが処刑されると知ると、大慌てで羅刹町に向かい、父が銃殺されるのを目の当たりにして号泣した。羅刹町脱出後はロビンたちに連れられ、九里の編笠村に避難した。火祭りの夜は、飛徹に連れられて花の都の祭りに参加し、父への感謝を記した空船を夜空へ飛ばした。
霜月 牛マル（しもつき うしマル）
声 - 竹内良太
元ワノ国鈴後大名。霜月リューマの子孫。故人。霜月フリコの弟で、ゾロの大叔父にあたる人物。
ワノ国鈴後出身。50歳没。誕生日は11月2日。身長298cm。さそり座。血液型XF型。好物は白米、きつねうどん。
キツネのオニ丸といつも行動を共にしていた。二刀流の剣士で、河松やカイドウからも「大剣豪」と評されるほどの剣の達人として知られていた。若き日の顔立ちや剣の所作は、ゾロと瓜二つだったという。
おでんが処刑された20年前、他の大名と共にオロチを討つため立ち上がるも百獣海賊団に敗れ、カイドウにその実力を買われておむすびや天ぷら共々、鬼ヶ島に幽閉される。そこで幼き日のヤマトと出会い、彼女が持っていたおでんの航海日誌の内容を知る。ヤマトを20年後の戦いに生かすため、天の岩戸を破り戦死した。
オニ丸（オニまる）
声 - 白熊寛嗣
霜月牛マルの相棒であった狛狐。
ワノ国鈴後出身。69歳。誕生日は11月19日。身長428cm（人型）。さそり座。血液型X型。好物は油揚げ。
動物系幻獣種の悪魔の実「ヒトヒトの実 モデル“大入道”」の能力者。顔に隈取を施した武蔵坊弁慶のような服装の大男に化けることができる。
おいはぎ僧兵「牛鬼丸（ぎゅうきまる）」と名乗っており、花の都では「おいはぎ橋の牛鬼丸」として知られている。武器を持った者が鈴後のおいはぎ橋を通ると現れ、手当たり次第に武器を奪っていく。「殺し合いは隙こそ勝機」と考えており、空気を読まずひたすら相手の隙を突いて攻撃する。武器は薙刀。
牛マルの死後、ひとりで鈴後を墓荒らしから守っていた。13年前に鈴後を訪れた河松と出会い、来たるべき百獣海賊団との戦いのため、共に墓から刀を集め始める。河松が捕まってからは、彼が名乗った「牛鬼丸」という名を継ぎ、人の姿で武器を集め続けていた。
ワノ国編で、ゾロが持っていたリューマの名刀「秋水」を奪い、本来あるべき場所に戻した後、追って来たゾロと対決。鎌ぞうの出現で勝負を中断されるが、ゾロが鎌ぞうを倒すとその場を後にした。後日、再びゾロと戦う最中、河松と再会。武器を保管した地下室の入り口にゾロたちを誘導すると狐の姿に戻り、河松に正体を明かすことなく去っていった。戦いの後、鈴後の常世の墓で河松と再会を果たした。
霜月 コウ三郎（しもつき コウざぶろう）
ワノ国出身の刀鍛冶。ワノ国を違法出国し、「東の海」で「シモツキ村」を作った。
霜月 フリコ（しもつき フリコ）
牛マルの姉。
霜月 リューマ（しもつき リューマ）
声 - 細谷佳正（MONSTERS）、チョー（ゾンビ）
ワノ国の伝説の侍。故人。作者が本作以前に発表した短編『MONSTERS』の主人公・リューマと同一人物。
ワノ国鈴後出身。47歳没。誕生日は11月6日。身長179cm。さそり座。血液型XF型。好物はカレー（ゾンビ時）。
数百年前に死んだ侍。空飛ぶ竜を斬り落としたという伝説を持ち、いかなる手合いも一閃の内に斬り伏せたという生涯無敗の大剣豪。生前は隻眼であったという。得物は大業物21工の一本である黒刀「秋水」。「秋水」は、リューマの歴戦によって黒刀に「成った」という。
ワノ国が「黄金の国」として世界に認知されていた大昔、それを欲する海賊や国を支配しようと目論む世界の貴族達など海外からの並み居る敵に圧倒的な強さを見せつけ、「ワノ国に侍あり」と世界に言わしめた。後に病死するが、伝説の剣士として名を残しており、ワノ国では英雄として讃えられている。
死後はワノ国の「刀神様」として、国宝である「秋水」と共にお堂に祀られていた。23年前に遺体と「秋水」が盗まれた際は、国中が涙したという。遺体はホグバックに改造され、ブルックの影を入れられたモリアのゾンビ兵として復活したが、スリラーバーク編でゾロに敗れ、消滅した。
地獄釜蓋 目我点藩血ロウ（じごくかまぶた めがてんぱんちロウ）
康イエの家来で、20年前の白舞の経理担当。おでんへの金銭的援助を惜しまない康イエに、苦言を呈していた。

#### 風月家
光月家に仕えた5つの大名家の一つ。
風月 おむすび（ふうげつ おむすび）
声 - 島田岳洋
元ワノ国希美大名。
ワノ国希美出身。44歳没。誕生日は6月30日。身長270cm。かに座。血液型S型。好物はおむすび、団子。
その名の通り、三角おむすびのような顔立ちで頭に綱を巻き、歌舞伎役者のような化粧を施している。
20年前、百獣海賊団に敗れて、牛マルや天ぷら共々鬼ヶ島に囚われた後、ヤマトを20年後の戦いに生かすため天の岩戸を破り、戦死した。
風月 貴三郎（ふうげつ きさぶろう）
刀鍛冶。最上大業物12工の1本にして、藤虎の持つ刀である「やくざ火線」の製作者。

#### 雨月家
光月家に仕えた5つの大名家の一つ。
雨月 天ぷら（うづき てんぷら）
声 - 斉藤次郎
元ワノ国兎丼大名。
ワノ国兎丼出身。45歳没。誕生日は7月23日。身長334cm。しし座。血液型X型。好物は天ぷらそば。
大きな丁髷とつり目が特徴の面長の男。空腹の中、一人分の食事を迷わずヤマトに勧める心優しい性格。
20年前、百獣海賊団に敗れ牛マル、おむすび共々鬼ヶ島に囚われた後、ヤマトを20年後の戦いに生かすため天の岩戸を破り、戦死した。
雨月なみだ（うづき なみだ）
雨月家の侍。兎丼に収監されていた。

#### 九里
お玉（おたま）
声 - 潘めぐみ
編笠村に住む少女。本名は黒炭 玉（くろずみ たま）。
ワノ国九里・編笠村出身。8歳。誕生日は3月3日。身長108cm。うお座。血液型F型。好物はおしるこ、リンゴ。嫌いな食べ物は無し。趣味は妖艶なくの一になる修行。イメージ動物はすずめ。
師匠である飛徹と共に暮らしており、くの一を目指している。一人称は「おら」で、語尾に「やんす」を付ける。ルフィを「アニキ」と呼んで慕っている。毎日笠を網み、それを売って暮らしている。普段はヒエを時々食べるだけの苦しい日銭暮らしであり、米を食べられるのは年に2回（誕生日と正月）だけである。そのため、他人から食べ物を貰うことには遠慮しがちである。
超人系悪魔の実「キビキビの実」の能力者。頬をちぎってきびだんごを生み出し、食べさせた動物を手懐けることができる。他人が強引に頬を引っ張ってもきびだんごは生まれず、自分で食べても腹には溜まらない。人間には効果がないが、「SMILE」の能力者には有効。能力の効果は一ヶ月経つと解除され、元に戻る者もいれば、そのまま懐く者もいる。
幼い頃に両親を亡くし、一人で笠を売っていたところを飛徹に保護される。4年ほど前、ワノ国を訪れたエースと親しくなる。仲間にしてほしいと頼むもまだ早いと断られ、妖艶なくの一になれるぐらい強くなれば連れて行くというエースとの約束を信じ、村が滅ばされても待ち続けていた。
自分の誕生日に米を買いに出かけた帰りに、光月家の名を口にしたことでカイドウの手下に捕らえられたところをルフィに救われる。そのお礼に買った米をルフィにご馳走し、自分は空腹を紛らわすため汚染された川の水を飲んだため、体調を崩してしまう。その後、お鶴の治療を受けて元気を取り戻すも、能力に目をつけられてホールデム一派に攫われてしまう。ルフィ達に救出され、きびだんごで手懐けたスピードに乗って自宅へ戻る道中、龍と化したカイドウの攻撃を受け重傷を負うが、チョッパーの治療を受けて一命を取り留めた。その後、ルフィを救出するためチョッパーらと共に兎丼の囚人採掘場へ向かい、兎丼制圧後、看守長のババヌキをきびだんごで手懐け、兎丼に異常はないと報告させた。鬼ヶ島への討ち入りでは、スピードの船に乗って鬼ヶ島に上陸。百獣海賊団に対抗するためきびだんごでギフターズを味方にしていき、約300人の真打ちやギフターズ、それに追従した者合わせて約2000人を寝返らせた。戦いの後、妖艶なくの一になるためにしのぶに弟子入りした。
表紙連載『鬼の子ヤマトの金稲荷代参』では、代参へ向かうヤマトと合流し、立ちはだかったホールデムを打ち負かした。
狛ちよ（こまちよ）
声 - 荒井聡太
お玉が連れている狛犬。
きびだんごは食べておらず、元々お玉に懐いている。お玉が攫われた際はルフィ達を乗せて博羅町に向かい、その後もおでん城跡までルフィ達に同行した。鬼ヶ島への討ち入りでは、ナミとウソップを助けるも、うるティに倒された。
ひひ丸（ひひまる）
声 - 山田真一
お玉に手懐けられた狒々。
元々は山の凶暴な暴れ狒々で、百獣海賊団が連れていた。お玉のきびだんごを食べたことで懐き、ひひ丸と名付けられた。刀を扱える。鬼ヶ島への討ち入りでは、うるティとページワンを足止めするが返り討ちにされる。
天狗山 飛徹（てんぐやま ひてつ）
声 - 大友龍三郎
ワノ国の刀鍛冶。お玉の師匠。美少女こけしコレクター。正体は、死亡したと思われていたかつてのワノ国の将軍・光月スキヤキ。
ぶんぶく
動物系悪魔の実「イヌイヌの実 モデル"たぬき"」を食べた飛徹の茶釜。
飛徹が大切に扱っていた茶釜で、能力を持った今も飛徹やお玉にペットとして懐いている。火にかけると熱がるため、湯は沸かせない。
お鶴（おつる）
声 - 柿沼紫乃
おこぼれ町の茶屋の店主。錦えもんの妻。
ワノ国花の都出身。55歳。誕生日は9月15日。身長191cm。おとめ座。血液型F型。好物は三色だんご。
浮世絵風の顔つきをした女性。本人によるとおこぼれ町ではまだ新人。食糧を独占する将軍オロチをよく思っていない。一度言い出したら引かない性格で、自分が出したおしるこを頑なに遠慮するお玉に、胸ぐらを掴んでまで食べるよう言い聞かせた。錦えもん曰く20年前と容姿は変わっておらず、後夫は得ていない。お菊の正体に気付いており、錦えもんの生存も確信していた。
若い頃は、峠の茶屋の看板娘「鶴女（つるじょ）」として働いていた。錦えもんとは幼馴染で、当時は粗暴で金遣いが荒い彼にたびたび説教していた。41年前の「山の神事件」で白猪に食べられてしまったが、おでんが白猪を退治したことで救われた。
ワノ国編で、百獣海賊団に襲われていたところをゾロに助けられる。川の水を飲んで具合が悪くなったお玉を自分の店に連れていき、特効薬の邪含草で治療した。討ち入りの前日に、九里のおこぼれ町は食料を盗んだ罪で百獣海賊団に焼き払われる。顔に火傷を負ったものの一命は取り留め、決戦後に錦えもんと共に九里で宴に参加した。
わかさ、ひろし
博羅町で食堂を営む老夫婦。看板だぬきのさいころを浦島に食べられてしまう。
いの一番の助（いのいちばんのすけ）
ワノ国の消防を担う「い組」のリーダー。駆けつけるのは早いが、消火活動のスタートは遅い。
お八女（おやめ）

おこぼれ町で、2人の息子と共に暮らす女。空腹に耐えきれず号泣した息子のキン坊（キンぼう）を叱責する。
ごろ兵衛（ごろべえ）
声 - 増谷康紀
おこぼれ町に住む老人。ルフィに貰った食糧を頭山盗賊団に奪われてしまったことを、申し訳なく感じていた。
お蝶々（おちょうちょう）
声 - 斉藤貴美子
おこぼれ町に住む老婆。トキの言葉を信じ、赤鞘を待ち続けていた。酒天丸に斬られそうになっても、一切動じなかった。

#### 花の都
港友（みなとも）
声 - 菅原淳一
伝説の大工の棟梁。
鬼ヶ島にあるカイドウの屋敷を建てた男。一人称は「おれっち」。屋敷図を目当てに弟子入りしたフランキーを数週間働かせていたが、10年ほど前に屋敷図を質に入れていたことを話した結果大喧嘩になり、彼をクビにした。鬼ヶ島での決戦後は、ウソップやフランキーと共にサニー号やフランキー将軍の修理を行った。
表紙連載『鬼の子ヤマトの金稲荷代参』では、カイドウに焼かれたおでん城の再建中、フーズ・フーの一派に誘拐されるが、ヤマト達に解放された。
単行本第7巻SBSに登場した大工のみなともさんとは、同じ名字で血は繋がっているが別人。
津軽 うみ（つがる うみ）
声 - 上村典子
ロビンに芸者の稽古をつけた老婆。数十年にわたり、数多くの芸者を育て上げてきた。
義浪 チン太郎（ぎろ チンたろう）
ゾロの切腹に介錯人として立ち会った侍。
浦島（うらしま）
声 - かぬか光明
ワノ国大相撲の横綱。
常人の数倍はある巨漢。花の都の士族で、平民のことは下人と見下している。語尾に「だっぺ」をつける。
大相撲の興行で九里を訪れ、おこぼれ町で働くお菊に惚れ込み結婚を迫る。博羅町での興行では挑戦者を圧倒。お菊を見つけると改めて結婚を迫るが、平民への態度を嫌ったお菊により髷を切られてしまう。激高し、お菊を張り倒そうとしたがルフィに防がれ、そのままルフィと相撲で一騎打ちを行うも敵わず、ホールデムの屋敷まで吹き飛ばされた。
技一覧
彼岸張手（ひがんはりて）
常人ならば姿が消し飛ぶとされる強烈な張り手。
菩薩張手（ぼさつはりて）
腕が何本にも見えるほどの連続張り手。
耳潰し（みみつぶし）、目潰し（めつぶし）
いずれも相撲では禁じ手。
一鶴（いっかく）
声 - 宮崎寛務
相撲解説者。リーゼント風のチョンマゲ頭で、サングラスをかけている。
アタゴ山（アタゴやま）
浦島の後輩力士。浦島が惚れたお菊を、彼のもとへ連れて行った。
ようかん
声 - 増谷康紀
浦島に敗れた者たちの折れた骨を、正確に数え上げた医者。
銀のすけ、千早（ぎんのすけ、ちはや）
寺子屋の生徒。
原（はら）
声 - 魚建
狂死郎との飲みの席に参加していた男。小心者で、狂死郎の過激な発言に終始動揺していた。
丑三つ小僧（うしみつこぞう）
花の都に出没している盗賊。正体は赤鞘九人男の一人・傳ジロー。
カメ吉（カメきち）
声 - 山田真一
花の都の瓦版配達員。
お高（おたか）
小紫に従う禿。本名は高尾（たかお）。面倒見がよく、トコのことを気にかけている。
三ダユー（さんダユー）
小紫の護衛を務める少年。武器は双刃の薙刀。小紫の花魁道中の前に立ちふさがったびん豪達を撃退した。
半次（はんじ）
声 - 高塚正也
質屋の店主。10年ほど前に、港友から鬼ヶ島の屋敷図を買い取った。
麻七（あさしち）

そば屋を営む男。サン五郎を探すページワンに、店を壊されてしまう。
山車天矢郎、引込突米（だしてやろう、ひっこみつくまい）
羅刹町牢屋敷で見張りを務める2人組。
多美化羽織（たみけばお）
花の都の船着き場で検閲を行う男。幽霊のようなホネ吉の姿に怯え、ウソップ一行を通してしまった。
大岩、中岩、小岩（おおいわ、なかいわ、こいわ）
41年前、黒駒からの賞金目当てに「山の神」の子供を誘拐したが、錦えもんに力尽くで奪われてしまった。
友ぞう（ともぞう）
41年前の花の都の道具屋。当時6歳の傳ジローに騙された。
ノリの助（ノリのすけ）
声 - 小山剛志
「山の神事件」の際に現れた自称祈祷師。ホールデムの父親。
安馬（あんば）
20年前、オロチの部下に毒矢で射抜かれ失明した男。
うっかりツル兵衛（うっかりツルべえ）
おでんの釜茹での刑で執行役を務めた男。足を滑らせて700度の油の中に落ちてしまった。
でい五郎（でいごろう）
「火祭り」に参加した花の都の住民。
お染（おそめ）
声 - 金子有希
花の都の芸者。ネズミの忠治（ちゅうじ、声 - 和多田美咲）を飼っている。
クイーンからは小紫の次に気に入られているが、指名を何度も断ったり仮病を使ったりと、彼のことは好ましく思っていない模様。火祭り当日は花の都から鬼ヶ島に連れてこられ、クイーンの指名を断ったことで暴行を受ける。だが、クイーンは透明化していたため、近くにいたサンジに蹴られたと勘違いする。その後、はぐれていた忠治を見つけたところを再びクイーンに攻撃されそうになるも、サンジがクイーンを撃破したことで助かる。戦いの後、倒れたサンジを介抱した。
千利休留（せんのりきゅーる）
声 - 高塚正也
花の都の城の料理長。ワノ国一の料理人にして茶道の達人。モモの助の将軍就任に際し、本膳料理を用意した。
黒駒（くろこま）
41年前の花の都にいたヤクザ「黒駒一家」の親分。名前のみ登場。幻の白猪に高額の賞金を懸けていた。傳ジローは、親の白猪を利用してヒョウ五郎一家を潰そうとしているのではないかと推測していた。
ネーム段階ではストーリー中にも登場しており、「黒駒きへい」というフルネームが設定されている。ヒョウ五郎のライバルを自称する侠客で、傳ジローの推測通り、山の神を使ってヒョウ五郎一家を滅ぼそうと企んでいた。
お花
声 - 金子有希
20年前のおでんの処刑を見に来た女。25年前にはカイドウへの貢ぎ物としてオロチに誘拐されていたが、おでんが裸踊りを続けたため解放されていた。

#### えびす町
びん豪（びんごう）、凡ゴウ（ぼんゴウ）、ブン業（ブンごう）
声 - 佐藤正治（びん豪）、宮崎寛務（凡ゴウ）、福原耕平（ブン業）
花の都で悪事を働いていた3人組。
ブン業は放火魔で、夜な夜な町に火をつけて回っていた。凡ゴウは材木屋で、家の再建用の木材を売って儲けていた。びん豪は僧侶兼桶屋で、火事の犠牲者遺族の悲しみに付け込んで高額を巻き上げていた。役人を買収していたため、3人とも捕まることはなかった。
3人とも花魁の小紫に惚れ込み、彼女に騙され全財産を貢がされて破産してしまった。その恨みを晴らすべく小紫の花魁道中を襲うが、役人に花の都から追放される。その後はえびす町でトの康から住居を提供されたが、偉ぶっていて住民の手に負えない様子。
小糸（こいと）
声 - 角倉英里子
えびす町の少女。
あずき
声 - 高木早苗
えびす町に住む老婆。情報通かつ神出鬼没で、ウソップからは「妖怪あずきババー」と呼ばれている。
お咲（おさき）、半公（はんこう）
声 - 椿佑子（半公）
えびす町の住人。
玄林（げんりん）
えびす町に住む老人。病気で寝たきりだが、康イエの処刑には駆けつけた。
のり子（のりこ）
声 - 香里有佐
えびす町で糊屋を営む老婆。質の良い糊を作る。

#### その他の郷
晴れ次、ザン切丸（はれじ、ザンぎりまる）
兎丼の囚人。反乱を起こそうとするルフィを取り押さえた。
寿限無寿限無子、長久命の長助（じゅげむじゅげむこ、ちょうきゅうめいのちょうすけ）
声 - 川口桜（姉）、川口莉奈（弟）
白舞に住む姉弟。幼い妹がいる。ワノ国に帰還したナンバーズを目撃する。

#### ONE PIECE ART NUE
2017年に開催されたイベント「ONE PIECE ART NUE 大覚寺『魔獣と姫と誓いの花』展」の登場人物。
トラツグ（虎次）
脱獄囚。投獄される前はヨウの領主ヒタキ家で華道を教える華師だった。菊姫とは幼なじみで、彼女に一生の愛を誓ったこともある。
動物系幻獣種の悪魔の実「トリトリの実 モデル“ヌエ”」の能力者。巨大な鵺に変身することが出来る。
ラークによるヒタキの暗殺現場を目撃したことで、ラークに暗殺犯に仕立て上げられ投獄される。公開処刑の前夜に脱獄し、空腹にあえぎながら浜辺をさまよっていたところ、流れ着いた悪魔の実を食してヌエに変身した。ラークと菊姫の結婚の日、菊姫をさらい、そこでラークの矢を胸に受ける。その際に違和感を覚えたルフィに真実を話し、彼を乗せてラークへの報復に向かう。ルフィがラークを倒した後、菊姫との再会を果たした。
菊姫（きくひめ）
ヨウの大名ヒタキの娘。トラツグとは幼なじみ。
隣国の皇子ラークとの結婚当日にトラツグにさらわれ、ラークに救い出される。ラークに「トラツグの無実を信じている」と打ち明けると、彼によって砦から落とされるが、ルフィに助けられる。一件の後トラツグと再会し、手を握り合った。
ラーク
ヨウの領主ヒタキの跡取りとして迎えられた、隣国の皇子。
ヨウの領主の座を狙い、菊姫との政略結婚を結ばせる。その数日後にヒタキを暗殺し、その罪を現場を目撃したトラツグになすりつけて投獄。結婚当日、菊姫がトラツグにさらわれ、彼女を取り戻すべくルフィ達に協力を要請する。崖の上の山寺でトラツグを矢で射て、谷底に落下させる。助け出した菊姫の意識が回復すると、彼女に真実を明かし、砦の最上階から突き落とす。しかし、トラツグに真実を知らされたルフィに寸前で菊姫を救われ、トラツグと麦わらの一味を大砲で撃ち殺そうとするが、一味の妨害を受け、最後はルフィに倒された。
ヒタキ
ヨウの先代領主。菊姫とラークの婚約から数日後に、ラークに暗殺される。

### エッグヘッド
エメト
エッグヘッド「工場層」に眠る鉄の巨人。
高度な技術によって約900年前に作られたロボットで、ベガパンクでも再現できない動力で動いていたという。かつてはジョイボーイの仲間で、彼を「王」にできなかったことに負い目を感じている。ニカの力を持つルフィをジョイボーイと重ねており、彼との出会いを喜んでいる。
約200年前に聖地マリージョアを襲撃するも、エネルギー不足で停止する。政府はエメトの廃棄を命じたが、サターン聖の命令で、当時の科学者達によって極秘裏にエッグヘッドに隠されていた。ベガパンクはエメトを元にベガフォース01を作っており、さらに配信電伝虫をエメトの中に隠していた。
エッグヘッド編でルフィの「ギア5」に反応し、200年ぶりに突如起動する。ウォーキュリー聖の攻撃を受けて海に沈むも、ルフィ達を守るために再浮上し、「いざって時」のためにジョイボーイから託されていた「覇王色の覇気」を解いて五老星をエッグヘッドから追い払った。

### ウォーランド王国（エルバフ）

#### 王族（エルバフ）
ロキ
ウォーランド王国王子。世界政府特別懸賞金26億ベリー。
両目を包帯で隠した赤紫の長髪の男。古代巨人族の血を引いているため通常の巨人族の倍以上の巨躯を持ち、頭には2本の角が生えている。黒い兜を被り、地肌の上に紫色の毛皮のマントを羽織っている。世界を終わらせる「太陽の神」を自称する。悪逆の限りを尽くしたため、エルバフの民からは「呪いの王子」「エルバフの恥」と忌み嫌われている。現在は囚われの身だが、山の主である猛獣達や、「冥界」に落とされた人間族の罪人達を従えている。また、モサ公と呼ぶ正体不明の人物と電伝虫で連絡を取り続けている。モサ公からは、乱暴な言葉の裏には優しさがあると指摘されている。一人称は「おれ」。笑い声は「ドガハハハ」。
武器は他の巨人族では持ち上げられない重量を誇る大槌「鉄雷（ラグニル）」で、叩きつけることで雷を落とすことができる。エルバフ一の力自慢で、逃げ出そうとした時はエルバフの戦士達が総出で取り押さえたという。もしロキを解き放てば、世界は崩壊すると言われている。
63年前の冬至祭の少し前に生まれる。生まれて間もなく王家に仕える幸運の馬を殺し、10歳の時には冥界の猛獣達を手懐けて村に解き放った。他にも様々な騒動を起こし、父ハラルドが不在時のエルバフは地獄だったという。かつてビッグ・マムの娘であるローラに一目惚れし求婚するが、ローラが逃げてしまったために破談となった。14年前、王家に伝わる「伝説の悪魔の実」を欲し、ハラルドを殺害して能力者となった。王位に就くことは認められず、海で暴れていた6年ほど前にシャンクスに捕らえられ、以来エルバフの「冥界」で「磔の刑」として宝樹アダムに海楼石の錠で拘束されている。エルバフ編の数日前にはシャンクスと再会した模様。
エルバフ編で、強者の気配を感じ取ったルフィと出会い、錠を解いてもらうべく取り引きを持ちかける。ルフィが去った後、神の騎士団に勧誘されるも拒絶し、シャムロックと軍子に重傷を負わされる。その後、錠の鍵を持ってきたルフィに解放されると、エルバフを滅ぼすべく鉄雷を振るうが、騎士団に負わされた傷がもとで倒れてしまう。
ハイルディン
新巨兵海賊団船長。ロキの異母兄。
ハラルド
元ウォーランド王国国王。ハイルディンとロキの父親。故人。
「エルバフの歴史上最も偉大な王」と慕われる名君。「戦いより他国との交易を」と主張しており、20年前には子供達に学問教育を行うセイウチの学校を開校させている。古代巨人族の血を引いているが、戦争の時代を想起させるとして角を引きちぎっており、頭部には大きな傷跡がある。
かつては大戦士として名を馳せ、伝統を重んじる長老達からの反発に遭いながらも、国の改革に取り組んだ。14年前、居城のアウルスト城で王家に伝わる「伝説の悪魔の実」を欲した息子のロキに殺害された。

#### 住民（エルバフ）
ヤルル
声 - 佐藤正治
元巨兵海賊団船長。巨人族の英雄であり、世界最高齢の戦士。異名は「山ひげのヤルル」。
エルバフ出身。408歳。誕生日は12月8日（英えい(1)雄ゆうに(2)なったヤ(8)ルル）。身長20.5m。いて座。血液型F型。好物はウォーランド近海の巨大魚、ラム酒。
地面につくほどの長いひげを生やした老戦士。戦士としての誇りを重んじ、死に様こそが戦士の証としている。年上の女が好き。笑い声は「ボジャジャジャ」。
63年前の断食で、村を半壊させヨルルを死に追いやったリンリンを殺そうとするがマザー・カルメルに論され、代わりに二度と自分たちの前に現れないよう懇願した。14年前のハラルドの死の際に、ロキを止めようとして頭に剣を刺されたが兜に守られて命拾いし、現在でも剣が刺さったままになっている。
エルバフ編では巨兵海賊団の宴に参加し、ルフィ達を出迎える。
ハグワール・D・サウロ
元海軍本部中将。現在はエルバフに身を潜めて歴史を教えている。
コロン
声 - 関根有咲
エルバフに住む少年。ギャバンとリプリーの息子で、人間族と巨人族のハーフ。
勇敢な性格で、ルフィからも「骨がある奴」と褒められている。セイウチの学校には通っておらず、平和主義の教育方針で育った他の子供達との関係はあまり良くない。海賊への関心が強く、ルフィ同様、島を訪れたシャンクスに海に連れて行くよう頼むが、断られている。20歳。
エルバフ編では、神の騎士団の脅威に対抗するため、「コロン海賊団」を結成してナミ達と共に出航する。
スコッパー・ギャバン
声 - 森川智之
元ロジャー海賊団航海士。リプリーの内縁の夫でコロンの父。
長髪を結んだサングラスの男。老齢となった現在は、笠を被り、アロハシャツの上から合羽を羽織った服装をしている。顔の右側に大きな傷跡がある。他人が起こすトラブルを好む破天荒な性格。種族にとらわれない柔軟な考えの持ち主で、「愛の伝道師」を自称する。エルバフの民からは「ヤーさん」のあだ名で親しまれている。
武器は2本の斧。レイリーと並び「海賊王の左腕」と呼ばれた実力者で、ロジャーのいる病院を襲った数百人の海賊を一人で返り討ちにし、後には一本の木も残っていない裸の山が残っていたという伝説から、「山喰らい」の異名で恐れられている。現在でも実力は健在で、エルバフの戦士も一目置き、ルフィとゾロが本気で警戒するほど。「武装色の覇気」の使い手。
ロジャーとは長い付き合いで、レイリー同様多くの伝説を残した海賊として名を馳せた。20年以上前にエルバフに移住。巨人族のリプリーとの間に息子のコロンを設けているが、人間族の自分だけが年を取ることを「割に合わない」と感じているため、正式な結婚はしていない。
エルバフ編では、アウルスト城でルフィ達と出会い、ロキの錠の鍵を巡って決闘を行う。しかし、ルフィが「ギア5」に変身した姿を見届けるとあっさりと降参し、鍵を渡して去って行った。その後、巨兵海賊団と合流して窮地の国民たちを助けに現れる。
名前の由来は、フランスの俳優のジャン・ギャバン。
技一覧
八十梟帥（やそたける）
2本の斧を振るって交差させ、無数の斬撃を放つ。一振りでアウルスト城の尖塔を崩壊させるほどの威力を誇る。
ビブロ
フクロウの図書館館長のフクロウ。何百年も昔からエルバフに住んでいる。
超人系悪魔の実「イクイクの実」の能力者。自分のナワバリに入った無機物を巨大化させることができる「育成フクロウ」。
マトさん
声 - 鶴田真希
エルバフの港の酒場の女主人。リプリーに、彼女の好物であるコケモモを贈った。

##### セイウチの学校
キバ
セイウチの学校校長。元巨兵海賊団船員。
口から牙を生やしたセイウチのような顔の男。武器は巨大な金槌。
リプリー
セイウチの学校生物教師。ギャバンの内縁の妻で、コロンの母。
左半身に顔から足にかけて一本線の刺青がある女性。息子のコロンに対しては、学校とは真逆の教育方針で育てている。80歳。好物はコケモモ。
宝樹アダムに興味を持つフランキーを案内し、エルバフに残る壁画や施設を見せる。
アンジェ
セイウチの学校国語教師。フクロウの図書館司書。サウロの助手。
眼鏡をかけたそばかす顔の女性。三つ編みにしたおさげ髪の上から帽子を被っている。
ブレイド
セイウチの学校数学教師。
眼鏡をかけた無精髭の男性。頭に2本の角がある。
ウォルフ
セイウチの学校体育教師。神の騎士団の侵攻後、全身に傷を負った状態で発見される。
イルヴァ、マグ、ローニャ、スカルディ、オラブ、ビョルン
セイウチの学校の生徒達。イルヴァはヤルルの玄孫。
キリンガムの能力で恐いものを具現化させられ、さらに軍子の能力で眠ったまま西へ歩かされる。
エーギル
セイウチの学校の生徒。

#### ブロックの国
イスカット
ロードのペットである巨大な猫。「ブロックの国」ビッグステイン城の城主。
ライオンに変身することができる。ルフィ・ゾロ・サンジの合体攻撃を喰らい、ロードからの逃走手段として利用された。
グルトバニー
ロードのペットである大ウサギ。「耳神様」と称される。凶暴な肉食ウサギだったが、ルフィ達に焼かれ食べられてしまった。
針神様
ロードのペットである巨大なハリネズミ。臆病で泣き虫な性格。ゼウスを使ったナミの攻撃で倒された。
ムギン
ロードのペットである大ガラス。神殿の兵。ゾロに倒された。
ヒルムンガルド
ロードのペットである大蛇。神殿の兵。ルフィの「ギア5」の攻撃で倒された。

#### 過去の人物（エルバフ）
マザー・カルメル
声 - 平野文
巨人国エルバフで孤児院「羊の家」を開いていた老シスター。
「西の海」出身。80歳（失踪当時）。誕生日は12月21日（ひ(1)つ(2)じ(2)のい(1)え）。身長185cm。いて座。血液型S型。好物は子羊肉、チョコレート。
ビッグ・マムが恩人と慕う老婆で、彼女にとっては生まれて初めての理解者。ビッグ・マムは「マザーこそこの世の光」と称しており、お茶会には必ず自分の正面の席にカルメルの写真を置くほど大切にしているが、家族はカルメルのことを詳しく知らず、ビッグ・マム本人も多くを語ろうとしない。子供達に誰もが同じ目線で平等に暮らせる差別がない平和な国を作ろうと語ったことがあり、これがビッグ・マムの夢へと繋がっている。若い頃から喫煙者で常にタバコを咥えていた。ビッグ・マムの先代の超人系悪魔の実「ソルソルの実」の能力者。
正体は「山姥」の闇の名で知られた孤児売り。身分・種族を問わず行くあてを失った子供たちを受け入れる「羊の家」を開いているが、裏では優れた素質を持つ孤児を2年に1度、高値で政府に売りつけていた。表向きはいかなる問題児も聖母の奇跡の力で更生し、良き里親にめぐり合うとされ、善良な聖母を演じていたが、孤児売りの本性を知る者に対しては、冷酷な表情で冷淡な台詞を吐いていた。
100年前、海軍に捕まった巨兵海賊団の残党数名が処刑される場に現れ、和解を訴え処刑を阻止した。この一件でカルメルは「聖母（マザー）」と呼ばれるようになった。しかしこの一件は、エルバフに潜り込むために海軍と結託して行われた芝居であった。その後はエルバフに「羊の家」を開き、様々な子供達の面倒を見る傍ら、略奪ではなく交易を勧め、巨人族と人間の交友の懸け橋となった。
63年前、両親に捨てられた5歳のリンリンを羊の家に迎え入れる。人並外れた体躯を持つリンリンが悪意なく他の子供達を傷つけた際には、驚きながらも彼女の気持ちを察して諭し、施設の子供達やエルバフの巨人と打ち解けられるよう尽力した。冬至祭前の断食の時、リンリンが断食に耐え切れず食いわずらいを起こしてエルバフの村を半壊させると、ソルソルの実の力で村を燃やす炎を支配下に置き鎮火。巨人たちからリンリンを庇い、自分を慕う他の子供達と共にエルバフを後にした。
エルバフを離れてからは自分を慕う巨人族の力を借りて羊の家を再建する。リンリンの6歳の誕生日に、クロカンブッシュを用意してパーティーを開くが、リンリンが無我夢中でお菓子を食べる間に、他の子供達と共に失踪した。この出来事はビッグ・マムの大きなトラウマになり、一枚しかないカルメルの写真を落とすだけでパニック状態に陥るようになった。
技一覧
ゲブーアツターク
自身の魂を炎に与えて、ホーミーズに変える。これによって生まれた小さな太陽を、カルメルは「パンドラ」と名づけた。技名はドイツ語で「誕生日」を意味する。
ヨルル
声 - 田中亮一
元巨兵海賊団船長。ヤルルと並ぶ巨人族の英雄。異名は「滝ひげのヨルル」。
エルバフ出身。344歳没。誕生日は12月4日（英えい(1)雄ゆうに(2)なったヨ(4)ルル）。身長21.5m。いて座。血液型F型。好物は海王類の肉、ラム酒。
地面につくほどの長いひげを生やした老戦士。笑い声は「ザバババ」。
63年前の断食中に、村を半壊させたリンリンを「悪神」として成敗しようとしたが返り討ちに遭い、その傷が原因で命を落とした。
ライディーン
声 - 小山剛志
エルバフの戦士。幼き日のハイルディンを鍛えていた。誕生日は11月14日（ライ(1)ディ(1)ーン(N)→(14)）。
エイリ
名前のみ登場。体に蚊が止まっていたためにリンリンに叩かれ、骨が何本も折れる重傷を負った。

## 凪の帯（カームベルト）

### アマゾン・リリー（女ヶ島）
ボア・ハンコック
アマゾン・リリーの現皇帝。九蛇海賊団船長。元王下七武海の一人。
グロリオーサ
声 - 真山亜子、木下紗華（若年期）
アマゾン・リリー先々々代皇帝。元ロックス海賊団船員。通称「ニョン婆」。
島内で現皇帝ハンコックにまともに諫言する、唯一の存在。どんなに無体な仕打ちを受けてもくじけずに諫言を行い、ハンコックが恋の病にかかった時には「恋はハリケーン」と教えた。一度国を捨てた身だが、ハンコックらを保護した経緯もあり、島民たちからは敬われている。小柄な老婆だが身体能力は高く、高い所から落とされても怪我ひとつしない。若い頃は長身で、絶世の美女だった。ルフィからは「ばーさん」「豆バーさん」と呼ばれている。誕生日は2月4日。
かつて恋の病に罹ったため、皇帝でありながら国を捨て外海へ飛び出したが、先代皇帝トリトマの慈悲で帰国を許された。一時期ロックス海賊団に在籍しており、38年前のゴッドバレー事件にも参戦している。15年前、シャボンディ諸島で暮らしていた頃、天竜人の奴隷から解放され路頭に迷っていたゴルゴン三姉妹を見つけ、レイリーやシャクヤクと協力して彼女らを保護し、島に連れ帰った。
マーガレット
声 - 浅野真澄
アマゾン・リリーの護国の戦士。
アマゾン・リリー出身。16歳→18歳。誕生日は4月9日。身長178cm 。おひつじ座 。血液型F型。好物は餃子 。
戦士の厳しさを持っているが、根は大人しく心優しい性格の持ち主。弓矢に「武装色の覇気」を纏わせることができる。裁縫が得意。
ジャングルで体中から「カラダカラキノコガハエルダケ」が生えたルフィを見つけ、スイトピーやアフェランドラと共に村へと運ぶ。ルフィがハンコックに見つかり処刑されそうになったときに、3人で彼を庇ったためハンコックに石にされたが、ルフィの頼みにより石化を解かれた。以降は、女ヶ島の女たちの中でも特にルフィと親しい友人関係になる。2年後には、ルフィのシャボンディ諸島への送迎に同行した。ドレスローザでの一件後、ルスカイナの猛獣達に新しくなったルフィの手配書を見せにいった。王下七武海制度の撤廃後、女ヶ島に侵攻してきたセラフィムのS-スネークとS-ホークを迎撃するが、全く歯が立たなかった。
元々の構想では、黒猫に変身できる「ネコネコの実」の能力者となる予定だった。
スイトピー
声 - くじら
アマゾン・リリーの護国の戦士。体格が良く、怪力の持ち主。語尾に「の巻」と付ける。誕生日は1月14日。
アフェランドラ
声 - 粗忽屋武蔵野店
アマゾン・リリーの護国の戦士。マーガレットたちの倍以上の巨躯の持ち主。おっとりした性格。誕生日は8月1日。
キキョウ
声 - 粗忽屋所沢店
アマゾン・リリーの護国の戦士。攻撃的な面があり、服にフリルを付けられたことで激怒したルフィを殺そうとした。誕生日は7月27日。
ネリネ
声 - 日比愛子
アマゾン・リリーの護国の戦士。筋金入りのメモ魔で、興味を引かれたことは片っ端からメモ帳に書き留める。誕生日は12月15日。
ベラドンナ
声 - 中友子
アマゾン・リリーの医者。「カラダカラキノコガハエルダケ」を食べたルフィを診察した。誕生日は10月26日。
パンジー
声 - 西川宏美
アマゾン・リリーの戦士。闘技場でポピーに勝利した。オッズは1.1倍。誕生日は7月20日。
ポピー
声 - 池田千草
アマゾン・リリーの戦士。闘技場でパンジーに敗れた。オッズは2.6倍。誕生日は5月17日。
エニシダ
声 - 粗忽屋東京店
アマゾン・リリーの侍女。誕生日は2月24日。
シャクヤク
アマゾン・リリー先々代皇帝。現在はシャボンディ諸島在住。
トリトマ
アマゾン・リリー先代皇帝。「恋煩い」が原因で死亡。
カッサンドラ
『ONE PIECE novel HEROINES』の登場人物。アマゾン・リリーの助産師。

## その他の人物
クラバウターマン
声 - 桑島法子
船乗りに伝わる伝説であり、船の化身。大切に乗られた船にのみ宿る妖精で、船の凶事の際には船員たちに知らせるとされる。手には木槌を持ち、船乗りのレインコートを着ているという。
ゴーイングメリー号に宿ったクラバウターマンは、空島では一味でも特にメリー号を愛していたウソップの前に姿を現し、何度も破壊された自らの船体を最低限航行可能なまでに修復した。メリー号の最期の時には、麦わらの一味に言葉を残した。
「クラバウターマン」とはドイツの船乗りに伝わる精霊の名。世界中に似たような伝説が残っている（日本における船霊など）。
怪鳥ピンキー
オレンジの町近くでルフィを食べようとした大きな鳥。「東の海」出身。誕生日は9月29日。
サムライ・バッツ
キューカ島に滞在していた、髪型がちょんまげの男。「偉大なる航路」出身。誕生日は3月8日。
親方
声 - 不明（145話）→粗忽屋（424話）
「偉大なる航路」のとある島で、キャプテン・ジョンの財宝を探すバギー達と遭遇した男。日々トンネル工事に勤しんでいる。大雑把だが、人望は厚い。
スズメ
司法の塔「狼の間」に居つくニワトリ。ウソップとジャブラの戦いで登場。鳴き声は「チュン」。
マルガリータ
声 - 桑島法子
エーガナ（声 - 藤本たかひろ）の屋敷で働いている使用人。シンドリーの体に入れられていた影の主。
かつて、婚約していた主人の愛を試すために主人の宝物の皿十枚をすべて叩き割ったが、婚約破棄された挙句に鼻くそを顔につけられ追い出された。現在は別の屋敷で真面目に働いている。12年前にモリアに影を奪われたが、モリアが倒されたことで影を取り戻した。
ロイダー
頂上戦争を取材するため、シャボンディ諸島を訪れた記者。
カサ婆
声 - 達依久子
新世界「ライジン島」で、ウルージに傘を売ろうとした老婆。
ミス・バッキンガム・ステューシー
声 - 鈴木れい子、金月真美（若年期）
エドワード・ウィーブルの母。通称「ミス・バッキン」。自称「白ひげの愛人」。元ロックス海賊団自称「科学者」→MADS居候。
76歳。誕生日は4月12日（し(4)ろひげのアイ(1)ジ(2)ン）。身長68cm。おひつじ座。血液型S型。好物はアボカド・アイスクリーム。
サングラスをかけた、金髪の小柄な老婆。ヒョウ柄のコートと緑色の帽子を身につけ、杖をついている。
白ひげ海賊団を家族ごっこと称し、息子のウィーブルこそ正当な後継者と主張している。白ひげが遺したとされる「莫大な遺産」を狙っており、マルコを始めとする白ひげ海賊団の残党から奪い取ろうとしている。白ひげの仇討ちを望むウィーブルとは反対に、仇討ちには否定的である。
元ロックス海賊団の科学者（自称）で、その後はMADSに居候していた。MADSによって、バッキンの複製人間「ステューシー」が作られた。
エッグヘッド編で、スフィンクスに帰還したマルコに、ウィーブルが緑牛に捕らえられたことを涙ながらに話し、Dr.ベガパンクなら白ひげとウィーブルの血縁関係を証明できると語る。
ヴァンサン
サンカン王国王子。七武海撤廃によって世界の均衡が崩れることを危惧していた。
オイデー

白ひげの故郷で暮らす少女。赤子の頃から一緒にいるスフィンクスのタマを可愛がっている。
"火ノ傷"の男（ヒノキズのおとこ）
詳細は不明。「ロード歴史の本文」の一つを所有しているとされる。真っ黒な船に乗っており、近付いた敵船を巨大な渦で飲み込むという。

### 過去の人物
アンジョウ
右腕にドクロの刺青がある、海賊マニアの男。ロジャーの公開処刑を見に来ていた。誕生日は1月1日。
マミーミー
政府の孤児院の寮母を務める女性。誕生日は11月21日。ナミとノジコを引き取ろうとしたが、ベルメールの強い意志に圧倒され断念した。
ルイ・アーノート
声 - 麻生智久
探検家。冒険記「Brag men（ブラッグメン、うそつき達）」に、巨人島「リトルガーデン」を命名したことが記されている。エルバフを訪れたこともあり、エルバフについては「この地に長居してはならない」と書き残している。「偉大なる航路」出身。誕生日は12月20日。
ユキ
声 - 佐藤朱
100年以上前に生きていた少女。「偉大なる航路」とある島出身。誕生日は12月17日。
ドリーとブロギーが大型海王類を仕留めた自慢話をしていた際に、どちらが大きかったのかと尋ねた。これが2人が決闘を始めるきっかけとなり、当時海を荒らしていた巨兵海賊団の解散へとつながった。
ウイリー＝ガロン
物理学者。「人が空想できる全ての出来事は起こりうる現実である」という言葉を残した。
ジュー＝ウォール
かつてモックタウンを訪れ、航海日誌で「嘲りの町」と呼称した人物。
カネゼニー、ニゲラッタ
逃亡生活を送る幼少期のロビンを匿っていた人物。賞金目当てにロビンを政府に引き渡そうとした。
ルシアン
声 - 高木礼子
セニョール・ピンクの妻。故人。
そばかすが特徴の女性。雨が好きで、海賊を死ぬほど嫌っている。
雨宿り先でセニョールと出会い、その後に結婚し息子のギムレットを授かるが、セニョールが出稼ぎで家を留守にしていた間にギムレットが高熱に侵され命を落としてしまう。さらにセニョールが自分の素性を隠し銀行員と偽っていたことを知り、帰ってきたセニョールを罵倒したあげく嵐の中家を飛び出すが、土砂崩れに巻き込まれ植物状態になってしまう。以来、毎日見舞いに訪れるセニョールにも全く反応を見せなかったが、セニョールが何気なくギムレットのボンネットを被った姿を見てわずかに微笑んだ。その後程なくして亡くなった模様。
ギムレット
声 - 柿沼紫乃
セニョール・ピンクとルシアンの息子。故人。セニョール曰く「自分似」。
セニョールが出稼ぎで家を留守にしていた間に熱が上がって病死してしまった。
名前の由来は、レイモンド・チャンドラーのハードボイルド小説『長いお別れ』の名台詞「ギムレットには早すぎる」から。
レノナ・トパッカ
河松の母。グリーンラスの人魚。故人。
河松と共にワノ国に漂着し、命にかかわる重傷を負う。息子が迫害されぬよう、「河童と名乗れ」という教えを授けた。
サライ
30年前にトキを狙った人攫い。カルマの部下。
ユルバンさん
白ひげ海賊団がとある島で出会った巨人。

### 表紙連載
バギー一味冒険記
クマテ族
声 - 高塚正也、菅沼久義、田中大文
「東の海」のある島の先住民。パーツを取り戻したバギーに倒された。推定人数30〜50人以上。発足日は9月29日。
はっちゃんの海底散歩
金魚姫
金魚帝国の姫。なくした指輪を届けてくれたはっちゃんに、黄金の矛を譲った。
エースの黒ひげ大捜査線
Dr.クロツル
黒ひげと勘違いされ、エースに蹴られた医者。
ゲダツのうっかり青海暮らし
ゴロー
穴掘り男。トトの弟で、コーザの叔父。誕生日は11月26日。
夢は温泉島で、穴を掘り続けていた。空島から落ちてきた元神官ゲダツと土番長や森番長の協力で「うっかり温泉島」を開き、現在はその店長を務める。
土番長
ヘルメットをかぶった巨大なモグラ。誕生日は8月4日。
穴掘りをしていたゴローたちと偶然出会い、ゲダツに敗北してゲダツの下僕になる。温泉を掘り当てることに成功し、さらに掘り進め、偶然ユバにたどり着いて温泉視察団を連れて戻った。その後はアラバスタからうっかり温泉島行きの「うっかり温泉島行トンネル」を開通させた。
森番長
大工のような格好をした、人並みの大きさのマントヒヒ。子分が多数いる。誕生日は4月10日。
土番長が温泉が掘り当てた音を聞きつけて現れたが、ゲダツに敗北して手下にされる。ゲダツたちが地面をさらに掘り進めている間に、子分たちと共に温泉島に巨大な建物を建てた。

エネルのスペース大作戦
スペーシー中尉
カラクリ島でツキミ博士に作られた、軍服を着た小柄な兵隊の機械人形。誕生日は3月21日。
博士の死の原因となった謎の月面爆発の正体を確かめるため、同型機のコスモ軍曹・ギャラクシー将軍・マクロ大佐の3体と共に風船で月へ赴くが、宇宙海賊の返り討ちにあう。その後、宇宙海賊を倒したエネルの部下となる。
ツキミ博士
スペーシーら機械人形の製作者。月見が大好きだったが、月の爆発に驚いて団子を喉につまらせ死去する。誕生日は8月15日。

カリブーの新世界でケヒヒヒヒ
バブル
ガブルの祖母。カイドウのお気に入りの冬島に暮らしている。偶然助けたカリブーを亡くなった孫・ガブルと思い込んでいるが、実はカリブーの正体を最初から知っていた。スコッチに捕らえられて処刑されそうになるが、処刑寸前でカブルに変装したカリブーに助けられた。自分を庇ったカリブーに感謝し、ドレークに連れ去られるカリブーにミートパイを手渡した。
ガブル隊長
維新軍隊長で「革命の子」と呼ばれる人物。島の労働者たちから英雄視されている。カリブーと瓜二つの容姿をしている。故人。
ジンベエの海侠一人旅
子海ネコ
海中で迷子になり、ジンベエに助けを求め、故郷まで連れて行ってもらい、無事に親と再会した。
海イヌ
警官帽を被った海獣保安官。子海ネコと同じ町に住んでいるため、一緒に町まで連れて行った。

押し掛け麦わら大船団物語
セリザワ
染物の町の職人。海賊を辞め、染物職人への道を歩み始めたベラミーを受け入れ、厳しく指導している。

### 小ネタ
パンダマン
声 - 大場真人
パンダ頭の超人。懸賞金333万3333ベリー。
チベット出身。年齢不明（自分も知らない）。誕生日は2月29日（普段は隠れている日だから）。身長200cm、体重122kg。うお座。
作者の遊び心で時折コマの端やコミックスのカバー下などに登場するキャラクターで、アニメやゲームでも背景キャラ・隠しキャラとして多々出演している。作者曰く「レスラー」。
幼い頃、両親に竹藪の中に捨てられ、パンダに育てられる。「自分はかぐや姫を見た事がある」と言ったが信じてもらえず、逆に虐められた為、強くなろうと決心した。
本来は作者が漫画『キン肉マン』の新超人コンテストのために考案し、1998年発売の公式謎本『キン肉マン 77の謎』に掲載されたキャラクター（そこでは悪魔超人の一種とされている）。
トマトギャング
パンダマンを追う取り立て屋。38歳→40歳。手には「銃のようなもの（昆布巻きという噂がある）」を持っている。
ユルスマジマスク
パンダマンのライバル。トマトギャングに雇われている。
パンダウーマン美
パンダマンの想い人。女ヶ島に住んでいる。アマゾン・リリー出身。誕生日は2月29日。
どーも君
作者が高校時代に考えた、地球征服を企む宇宙人。ンーケ君という仲間がいる。誕生日は1月30日。
みなともさん
とても気が短い大工。フーシャ村で、ヒグマが酒場に入ってきたときに壊したドアを修理したらしい。
ワノ国の大工・港友とは、血は繋がっているが別人。
サム
長女の結婚式の帰りに、酔っぱらって崩壊後のアーロンパークに迷い込んだ男。次女の結婚式の帰りには、アラバスタに迷い込んだ。「東の海」ココヤシ村出身。誕生日は10月21日。
DOSKOI PANDA（ドスコイパンダ）
ミラーボール島に本店を構えるブランドの名前。作中では、様々なキャラクターがこのブランドの衣服を着用している。「ドスコ1パンダ」や「サイバーパンダ」などのエセ商品も存在する。
ドスコイパンダは作中では実在する生物で、ビッグ・マムの珍獣コレクションの一匹にもなっている。
MIKIO ITOO（ミキオ イトゥー）
早撃ちのガンマン。懸賞金100万。作者のアシスタント時代の仲間である漫画家・いとうみきおがモデル。誕生日は3月26日。

## 派生作品オリジナル
アニメオリジナル / 小説オリジナル / スピンオフ漫画オリジナル / プレミアショーオリジナル

### アニメオリジナル

#### 海のへそ
TVSP「ルフィ落下! 秘境・海のヘソの大冒険」で登場。
メロイ
声 - 大谷育江
海のへそに住む少女。
母親を亡くしたハムウと共に暮らしている。町に迷い込み餓死寸前だったルフィたちを助け、海のヘソで10年前に起きた出来事を語った。ゾロと神の獣が交戦した際は、ゾロを援護した。
ハムウ
声 - 高山みなみ
海のへそに住む少年。10年前、町を滅ぼした海賊・キャプテン・ジョークに町の長であった母親を殺され、それ以来ジョークを憎んでいる。海のヘソから脱出するため、外界に助けを求める手紙を飛ばし続けていた。ルフィを追いかけ神の山に向かい、ルフィたちの協力を得て復活したジョークを倒した。

#### 軍艦島
「千年竜伝説編」で登場。
アピス
声 - 鈴木真仁
軍艦島に住む少女。悪魔の実「ヒソヒソの実」の能力者で、動物と話すことができる。
その能力でリュウ爺と知り合い、彼を故郷に帰そうとしている。不老不死の秘薬「竜骨」を狙う海軍提督ネルソン・ロイヤルに捕まっていたが、嵐に乗じて脱走し遭難していたところを麦わらの一味に救われる。ルフィたちと親しくなり軍艦島まで送ってもらう。リュウ爺の事情を説明し、ルフィたちと共にリュウ爺を島から連れ出す。リュウ爺の記憶を頼りに「竜の巣」があるとされる島に上陸。廃墟に描かれた壁画から竜の巣が軍艦島にあるとわかると軍艦島に引き返す。エリックに捕まってしまうが、リュウ爺の咆哮で助かった。リュウ爺の最期を見届けた後、竜の巣を守る決意を固め、ルフィたちと別れた。
リュウ爺
仲間とはぐれた年配の千年竜。
「竜の巣」があるロストアイランドに帰ろうとしていたが、軍艦島で動けなくなっていた。その時にアピスと出会い介抱されていた。ルフィたちの協力を得て故郷への帰還を目指す。アピスがエリックに捕まった際、渾身の力で咆哮を放ちアピスを解放するが、海軍の集中砲火を浴び力尽きてしまう。最期の力で世界中にいる仲間たちを呼び息絶えたが、竜の巣に新たな千年竜が誕生した。
ボクデン
声 - 龍田直樹
アピスの祖父。彼が聞かせる昔話は気が遠くなるほど長い。村一番と評判の豚まんを作る。

#### ファイアーワークス
大玉（オオダマ）
声 - 辻村真人
港町・ファイアーワークスの花火職人。
歌舞伎役者のような顔をしている。べらんめぇ口調で気性が激しい。ウソップの協力を得て小玉の両親の夢であった205号玉の打ち上げを成功させた。
小玉（コダマ）
声 - 西原久美子
大玉の孫娘。400年前からの家系を継ぎ、花火職人の修行中。幼いが1年前の花火の事故により両親を失っている。火薬をもらいにきたウソップに打ち上げに協力を依頼した。

#### ヤギの島
「出撃!ゼニィ海賊団編」で登場。
ゼニィ
声 - 阪脩
ヤギの島に住む老人。
かつて、海賊になるため、海賊相手に金貸しをしていた。22年前、強引な借金取りに対する海賊の報復を受け、ヤギの島へ流れ着く。報復を受ける前に、取り立てた借金（財宝）を紙幣化していたが、漂着した際、持ち金をヤギ達に全部食べられてしまった（その代わりヤギ達はゼニィに懐いた）。更に歳を取り過ぎ心臓が悪化したため海賊になる夢を諦めていたが、ルフィの言葉でヤギ達と「ゼニィ海賊団」を結成（海賊旗は算盤のついたドクロマーク）。偉大なる航路での再会を約束し別れを告げた。

#### ルルカ島
「虹の彼方へ編」で登場。
ヘンゾ
声 - 長島雄一、陰山真寿美（少年期）
虹色の霧の研究をする、自称天才科学者。
かつてパンプキン海賊団の一員で、ラパヌイ達と友達だった。しかし50年前に彼らが虹色の霧に巻き込まれて行方不明になったために、憎きウェットンの援助を受けながらも、虹色の霧の研究をしている。虹色の霧の研究のために莫大な費用がかかっており、島民からは嫌われていた。しかし、ウェットンらが失脚し、研究の理由が判明した後、島民達から虹色の霧の脅威に対抗する為、研究継続を依頼され、続けることにした。
ウェットン
声 - 中田譲治
ルルカ島の市長。元ウェットン海賊団船長。懸賞金1480万ベリー。
50年前に海賊としてルルカ島を襲撃した。その後市長となり、長きにわたって島民を苦しめてきた。「虹色の霧」に眠る伝説の財宝を手に入れるため、ヘンゾに研究をさせていた。エイプスコンサートから財宝を持ち出そうとしたが、パスクアに逮捕された。
フリップ
声 - 江川央生
ウェットンの息子。最終的には海軍に逮捕された。
レイク
声 - 稲田徹
ウェットンの孫。かつてのウェットンとよく似た容姿をしている。戦闘では腕から高圧電流を流すパワードスーツを着る。最終的には海軍に逮捕された。
ラパヌイ / パスクア
声 - 園部啓一、広津佑希子（少年期）
ヘンゾたちのガキ大将。パンプキン海賊団団長。小説『THE RAINBOW MIST』の著者。
指の力が強く、指で弾くコインは船を沈めるほどの凄まじい威力を誇る。くしゃみをする拍子に攻撃を味方の軍艦に当てるなどドジな面もある。父親は海軍将校で、彼が幼いときに「虹色の霧」の調査に向かったが、行方不明になった。50年前、ウェットン海賊団が町を襲撃した際、「虹色の霧」に巻き込まれ、仲間たちと共に行方不明となる。
ルフィ達の助けもあり、長い年月を経て、時空・空間を捻じ曲げる虹の霧から無事に脱出。その後、権力を握ってしまっているウェットンを倒す為、海軍にイソカ達と雑用として入隊した。50年かけて少佐の地位と艦隊を指揮する権力を手に入れルルカ島へ帰還、ウェットン一族及び元ウェットン海賊団を逮捕した。
イソカ、アキビ、ロンゴ、プカウ
声 - 広橋涼（イソカ）、白石涼子（アキビ）、立野香菜子（ロンゴ）、松岡美佳（プカウ）
パンプキン海賊団の一員。後に紅一点のイソカは海軍将校に、残る3人はラパヌイの部下の海兵となる。
イアン
声 - 高塚正也
ウェットン海賊団の切り込み隊長。ラパヌイたちと共に「虹色の霧」に巻き込まれた。

#### 貝獣島
TVSP「大海原にひらけ! でっかいでっカイ父の夢」で登場。
アマンダ
声 - 川上とも子
顔にそばかすがある少女。背中に父親から託された財宝のありかが記された刺青がある。財宝を狙うバイヤン海賊団に捕まったが、下っぱのボニーとマックスに取引を持ちかけ脱走する。1カ月前に貝獣島にたどり着くも、父の自分たちへの想いを知ることが怖く、正確な場所を隠していた。再びバイヤン海賊団に捕まるもルフィたちに救出された。チョッパーから背中の刺青を消すことを提案されたが、自分の冒険への第一歩とするためあえて残す決意を固めた。
ミリア
声 - 川田妙子
アマンダの妹。心優しい性格でルフィたちともすぐに打ち解けた。
ホーリー
声 - 木内レイコ
3兄弟の末っ子。父親と同じく冒険好きな少年。財宝の重要な手がかりとなるペンダントを父親から託されていた。
アマンダの父
声 - 新田三士郎
財宝探しのプロ。財宝を捜す冒険中にバイヤン海賊団に殺されたが、財宝の在りかをアマンダに託していた。

#### 記憶喪失の島
「オーシャンズドリーム編」で登場。元々はゲーム『ONE PIECE オーシャンズドリーム!』に登場したキャラクター。
ノコ
声 - 西村ちなみ
タツに操られ、ルフィたちの記憶を奪った少年。テレビアニメでは、本名は「ドリム」。タツが吹き飛ばされた後に記憶を取り戻すが、ルフィ達に怒りを剥き出しにして島から追い出した。
ゲームでは、悪魔の実「ネムネムの実」の能力者。笛を奏で、相手を眠らせることができる。
タツ
声 - 園部啓一
人の記憶を奪い餌にするタツノオトシゴに似た生物。
人々の記憶を奪い、千年竜になろうとしていた。記憶を奪う他にも、人を操ったり奪った記憶の中の映像を相手に見せることができる。島の沖に停泊していたロビン以外の記憶を奪う。翌日に再び記憶を奪おうとしたが、ルフィの攻撃をくらいルフィの記憶を吐き出してしまった。記憶喪失状態のゾロを操り、ルフィと同士討ちさせようとするも失敗し、サンジに追い詰められ今までためた記憶を全て吐き出してしまう。逆上しルフィたちの記憶を全て奪うがルフィに吹き飛ばされた。

#### アッチーノファミリー
「アイスハンター編」で登場。「氷街道（ひょうかいどう）」のラブリーランドを本拠地とする賞金稼ぎ一家。父親、息子3人、娘2人、婿1人という家族構成。シンボルマークはアッチーノの顔を模したドクロ。
ドン・アッチーノ
声 - 西村知道
アッチーノファミリーボス。
サングラスをかけ、ヒゲを生やしている。自分の子供たちを溺愛しており、「パーパ」と呼ばれ慕われている。かなりの肥満体で常に上半身裸であるため、ルフィに「裸風船」というニックネームをつけられた。普段は穏やかだが、怒ると全身が赤くなって高温を発し、ファミリーでもなだめられないほどになる。普段はアジトでくつろぎ、海賊狩りは息子達に任せている。自分の部屋に倒した海賊の旗をコレクションとして飾るのが趣味。
超人系悪魔の実「アツアツの実」の能力者で、体から最大1万度の高熱を発することができる。あらゆる触れたものは溶かすほどの高熱で、直接触れることすらままならない。その高熱により周囲の気温も大きく上昇する。また、液体である溶岩の中でさえも彼にとってはぬるま湯程度で平気で浸かっていられる。
海賊旗を取り返しに来たルフィと対峙。息子達が倒されたことに怒り、海底火山を活性化させることで辺りを溶岩の海に変え、その高熱の体で攻撃を防ぎ互角以上に渡り合ったが、海賊を侮辱する発言をしたことでルフィの怒りを買い、最後は吹き飛ばされ敗北した。
技一覧
アツゲショウ
熱した体によって氷上から水蒸気を発生させてそれを竜巻のようにして操る。
アツアゲ
アツゲショウによって発生させた水蒸気の竜巻で相手を空中へ舞い上げる。
スチームアイロン
全身を熱した状態で相手にボディプレスを繰り出す。
熱量アップ三千度
身体の熱を三千度まで上げる。
熱量アップ五千五百度
身体の熱を五千五百度まで上げる。
あつやきたまご
全身の熱量を五千五百度にした状態で熱球を連続で投げつけて攻撃する。
アツアツのガトリング
両手でパンチの乱打を繰り返して連続で熱球を飛ばして攻撃する。
鼻ジェット
鼻から水蒸気を噴出して飛行する。
最大熱量一万度
身体の熱を最大の一万度まで上げる。
ネッタイヤ
全身に熱を帯びた状態で、タイヤのように回転しながら突進する。
アツアツヘッド
全身に熱を帯びた状態で頭から突進する。
スチームアイロン一万度プレス
全身の熱を一万度にした状態で相手にボディプレスを繰り出す。
アツアツのネットサーフィン
全身に熱を帯びた状態で溶岩の上に乗り、溶岩の津波を操り、サーフィンのようにして波乗りを行う。
カンパチーノ、ブリンド
声 - 松野太紀（カンパチーノ）、遠近孝一（ブリンド）
アッチーノファミリー長男と次男。双子の兄弟。
2人ともマッチョ体型で、外見の違いはヒゲの形。カンパチーノはファミリーの作戦参謀を務める。ブリンドは挑発的で計算高く、相手を挑発して相手の体力が消耗したところを倒す戦い方を得意とする。兄弟同士が引き合ったり出来る愛の磁力パワーによる連係プレーを得意とする。
磁力パワーでルフィを翻弄したが、ブリンドはルフィに倒され、カンパチーノはパズールに倒された。
ホッケラ
声 - 鈴木琢磨
アッチーノファミリー三男。アイスホッケーを模した戦い方が得意で、スティックを武器に使う。笑い声は「ケッケッケ」。口癖は「 - ッケ」。一度はフランキーとナミを捕らえたが、フランキーに倒された。
アルベル
声 - 永島由子
アッチーノファミリー長女。サルコーの妻。
戦闘では、サルコーとの連携によるアイススケートを利用した蹴りを得意としている。一度はサンジとウソップを捕らえたが、ナミに倒された。その後、リルに構ってやれなかったことを謝った。
サルコー
声 - 小西克幸
アルベルの夫。
アルベルとはバカップル。婿養子のため立場が弱く、家族には敬語で接して他人には傲慢な態度をとる。口癖は「スゲくイイ」。一度はサンジとウソップを捕らえたが、サンジに倒された。
リル
声 - 三輪勝恵
アッチーノファミリー次女。
姉のアルベルを慕っているが、最近サルコーと結婚したため相手にしてもらえず、サルコーを嫌っている。トンビウオという鳥のような魚を操って麦わらの一味の旗を奪い、サニー号に現れてロビンをラブリーランドに案内した。ラブリーランド内の部屋にある植物も操ることができる。自分に優しくしてくれたロビンに姉になるよう迫るが、ロビンの説得であきらめて海賊旗を返し、姉とも和解した。
ドウモウペンギン
群れで行動し、海中で氷山を動かすペンギン。
小さくて可愛い外見だが凶暴で鋭い牙を持ち、アッチーノファミリーはこれらを利用して海賊を氷山の1か所に誘導している。ブリンドの船を動かしたり、ホッケラの口笛で集まるなどファミリーに手なずけられている。

#### スパアイランド号
ドラン
声 - 菊池正美
100億ベリーの売上げを誇る世界政府公認のスパ・リゾート船「スパアイランド号」の支配人。笑い声は「ギルギルギル」。
スパアイランド号に隠された宝を突き止めるため、フォクシー海賊団と手を組み、サヨを人質にとったが麦わらの一味にスパアイランド号を破壊された。
リナ
声 - 菊池こころ
スパアイランド号に潜入した少女。海ダヌキのヌッキーを飼っている。3年前に研究のため旅立った父親を当初は嫌っていた。事件から数日後、丸虹の色の順番をヒントにし、父親が研究していた宝石を完成させた。
サヨ
声 - 神田朱未
リナの姉。父親の残した宝の手帳を持っており、手帳に記された数式を解読できる。手帳に記された宝を見つけるため、スパアイランド号に潜入する。宝を狙うドランに人質にされたが、ルフィたちに救出された。

#### その他（アニメオリジナル）
ライスライス
声 - 松野太紀
コール一つで商品を届ける電電虫通販のセールスマン。
商品を配送中、嵐に巻き込まれたところをルフィたちに助けられる。ナミと海図を描くための丈夫な紙の値切り交渉をしたが、ルフィが賞金首だと知ると商品を置いて逃げ出した。
ディック
声 - 梁田清之
「山鯨のディック」の異名を持つ山賊。懸賞金1000万ベリー。
武器は巨大な大筒。東の海のある町を襲い、立ち向かってきたヨサクとジョニーを返り討ちにしたが、ゾロに倒された。
ビリー
声 - 増谷康紀
ディックの弟分。懸賞金500万ベリー。
町の酒場を占領していた所をゾロに倒された。
ハリー
声 - 朴璐美
ディックが襲った町に住む少年。
町の食料や金を奪おうとしたディックに懸命に立ち向かい、ディックの大筒に水をかけゾロを援護した。
カラメル
『ONE PIECE STAMPEDE』連動特別編の登場人物。

### 小説オリジナル
オリバ
『ONE PIECE novel A』の登場人物。ポートチバラルタ島の町を取り仕切る、オリバ一家の当主。ゴリラのような顔と体格の男。派手な色のストライプスーツを着て、すべての指に純金の指輪をはめている。儲け話と年増の女が好きで、化粧の濃い中年女を常に連れている。海軍本部大佐を一撃で殴り倒すほどの力を持つ。島をナワバリとしている白ひげへの仁義は通しておらず、先代と白ひげが禁止した奴隷売買に手を出したり、他の勢力の庇護下に入ろうとしたりしていた。
島での奴隷売買の調査に来たエースたちと対立し、ティーチに倒される。その後、一家は廃業した。
ミウチャ
『ONE PIECE novel HEROINES』の登場人物。ファッションブランド「Lebno Listchaque」の直営店で働く靴職人。髪を内巻きにスタイリングし、ブルーピンクの口紅を引いている。年はナミと同じくらい。ルブノの3番目の恋人。職人としての腕も良く本心では良質な靴を作りたいと思っているが、ルブノの恋人という業界における最高のステータスを失うのが嫌で、彼の方針に従って質の悪い靴を作り続けていた。
靴の交換に来たナミに対応し、コレクションでは彼女の靴作りを担当。本心を見透かされたことと、その美貌への嫉妬からナミに腹を立てていたが、ランウェイでのナミの飾らない美しさに刺激され、自分の作りたい靴を作るために退社した。
ルブノ・リスチャク
『ONE PIECE novel HEROINES』の登場人物。「Lebno Listchaque」のヘッドデザイナー。何人もの恋人がいる。自分のブランドの靴を履く価値があるのは一握りの美人だけだと考えているが、ブランドが有名になると自らの意に反して誰もがルブノの靴を履くようになってしまい、プライドを捨て粗製乱造を続けるようになった。
靴の交換に来たナミに魅了され、自社のモデルとしてコレクションに出ることを条件に靴の作り直しを約束する。
アトリ
『ONE PIECE novel HEROINES』の登場人物。スモーカーの部隊が上陸した島の食堂で働く青年。料理人ながら島で一番の腕前を持つ剣士だったが、海賊に足を傷つけられて以降は義足を装着し、剣を教えることもなくなった。島を荒らす海賊に対し海軍が杜撰な対応をとったことから、海賊に反抗することと海軍に期待することをやめている。
ヒワ
『ONE PIECE novel HEROINES』の登場人物。スモーカーたちが上陸した島に住む少女。年は10歳くらい。剣の師であったアトリに怪我をさせた海賊を追い払うために、ひとりで剣の練習をしていた。
剣の稽古をしていたたしぎに出会い、自分にも稽古をつけるよう頼む。しかし、たしぎが「自分は（周囲と比べると）弱い」と発言したことに失望。直後にたしぎの部下の「海賊の根城を突き止めた」という報告を耳にし、単身向かうが捕まってしまう。その後、遅れて乗り込んできたたしぎに救い出され、将来は海軍に入ることを決意した。

### スピンオフ漫画オリジナル
サヴァラン
『食戟のサンジ』第一話「冒険の夜明けは迫る」の登場人物。
髪をソフトクリームのような形に束ねた、肥満体の中年女性。「偉大なる航路」にまで名を轟かせる美食家で、「海を跨ぐ大舌」の異名を持つ。王族会議のコーディネートを手掛けるなど、政財界に多数の支持者を持つ美食界の重鎮。数多くの媒体に連載を持っており、彼女の評価でいくつもの料理店が潰れていったという。
麦わらの一味が到着する直前にバラティエを訪れ、料理の味に失望し、「次の皿で満足できる味を出せなければバラティエをこき下ろす記事を書く」と宣言。サンジをウェイターだと勘違いし、店の悪口を言いながら冗談めかして彼を指名するが、それがサンジに火をつけてしまい、彼が作った「トマホーク・伊勢ロブスター」の料理の虜になってしまった。
ルイベエ
『食戟のサンジ』第二話「サンジ、助太刀の宴」の登場人物。
サケの被り物をした男。東の海のとある島で、料理人をしている。病弱な一人娘が結婚することになり、祝言の日に伝説の魚「ドラゴニック・超フィレサーモン（龍鮭）」を出そうとしていたが、龍鮭を仕入れた帰りに嵐に遭い、利き腕を負傷してしまった。
漂流していたところを、「偉大なる航路」に入る直前の麦わらの一味に救い出される。高度な技術を必要とする龍鮭の下処理を諦めていたが、サンジがゾロの刀を使って龍鮭を捌くことに成功。島に龍鮭を持ち帰って振る舞い、娘の感謝の言葉に涙した。
ジョディ、イライザ
『食戟のサンジ』最終話「副料理長」の登場人物。
バラティエの常連である、二人組の女性客。原作839話にも登場している。
小さい頃のサンジを気に入り、彼にメインディッシュ作りを依頼する。一週間後にバラティエでサンジが作った「羊肉・回転式拳銃ステーキ」を食べ、サンジが料理人として、男として成熟し続ける未来を確信した。

### プレミアショーオリジナル
ユニバーサル・スタジオ・ジャパン（USJ）で開催されているワンピース・プレミア・サマーのプレミアショーの登場人物。

#### 2007年
ディーコン
左目に眼帯をしたスキンヘッドの男。水上要塞アトールを占領し、母の形見である「黄金のネックレス」を探し求めていた。故郷はアトールの下に沈んでいる。バギーとは兄弟分。
「黄金のネックレス」を偶然発見した麦わらの一味と対立し、バギーと手を組んでネックレスを奪い取ろうとする。バギーの仕掛けた爆弾によって要塞が崩れていく中、ネックレスを手に海へ消えていった。
本来はユニバーサル・パークス&リゾーツのアトラクション・ウォーターワールドのキャラクターである。

#### 2010年
ネペンタ
ヒューマン・オークションの主催者・ディスコの部下。ハンコックを言葉巧みに騙し、拘束する。

#### 2012年
カメレオーネ
サンバ島の支配者。黄猿の後ろ盾を得ている。動物が苦手で、動物が現れるとくしゃみが出てしまう。元白ひげ海賊団船員で、黒ひげより前に仲間殺しの大罪を犯しマルコに追われていた。笑い声は「ギジギジギジギジ」。モットーは「お前のものはおれ様のもの。お前の命もおれ様のもの」。懸賞金3億ベリー。
悪魔の実「コピコピの実」の能力者。他者の容姿や能力をコピーすることが出来る。くしゃみをすると能力が解けてしまうという弱点がある。
エースや黄猿に変身してルフィとマルコを追い詰めるが、チョッパーが現れたことでくしゃみをしてしまい、能力が解けた隙を突かれて倒された。
原作者の尾田栄一郎が考案したキャラクター。
リオ
サンバ島の住民。兄がいる。サンバ祭りに参加したルフィに助けを求める。

#### 2013年
ランボル・ブキーニ
参加者の夢を叶えるコンテスト「KANAEMA-SHOW」の主催者。その正体はドフラミンゴ傘下の海賊。コンテストに集まった人々を奴隷にして地下で武器を作らせ、強くなりたい者は改造して傭兵に仕立て上げようとしていた。武器売買で得た金は、ドフラミンゴに流していた。異名は「灼熱のブキーニ」。
悪魔の実「グツグツの実」を食べた「溶鉱炉人間」。
武器工場を破壊したルフィと対峙。ゴムゴムの火拳銃を喰らって溶鉱炉に落下し、大爆発を起こした。
ホーミー
新世界のアイドル。夢の叶う島・パラダイス島に逃げてきた麦わらの一味に、島で「KANAEMA-SHOW」が開催されることを教える。しかし、実際には奴隷となった両親に会わせてもらうために、ブキーニにコンテストの人集めを強いられていた。

#### 2014年
スマッシュ
DX海軍総司令。海軍の弱体化を憂い、独自の部隊である「DX海軍」を組織した。「絶・対・正・義」を謳い、全ての海賊の殲滅を目指す。マダタスカル島の住民に花火の禁止令を出し、絶対服従を要求する。
悪魔の実「ズマズマの実」を食べた「プラズマ人間」。
七人の将軍を従えて一味を追い詰めるが、ルフィの「ゴムゴムの灰色銃」を受け敗れた。
ビルディ
DX海賊団参謀。
悪魔の実「コネコネの実」の能力者。偽物の人間を作り出すことが出来る。ホーディ・ジョーンズ、クロコダイル、ロブ・ルッチ、ユースタス・キッドらを作り出し、スマッシュ直属の七人の将軍としていた。
ヴォルグ
新世界の孤島・マダタスカル島の花火師。娘フローラの設計による「超特製七色花火乱れ裂き」を今年の花火大会の名物にしようと計画していたが、スマッシュに花火の禁止令を出され、悔しがる。

#### 2015年
ビュルスト
「ビュルスト・ラボ」を率いる天才科学者兄弟の長男。短気でキレやすい性格。科学の力で世界を征服しようと目論んでいる。科学者であることに誇りを持ち、海賊や海軍を心底バカにしている。
悪魔の実「ニトニトの実」の能力者。触れたものをニトロ爆発させることが出来る「ニトロ人間」。
恋人たちが永遠を誓い、別れることは決して許されない島・マリッジグリーンランドで、ナミと結婚式を開くことを計画する。ナミを攫うことに成功するが、麦わらの一味に結婚式を邪魔され、激昂。キャベンディッシュらの加勢が入るとますます怒り狂い、巨大なニトロの竜の姿になって大暴れするも、ルフィとサボの合体技を受けて倒れた。
ミスッタ
三兄弟の次男。空気砲使い。ドジでミスが多いが、その分、空気砲の威力は強大。能力者である弟のボンボンを守っている。
ボンボン
三兄弟の三男。三兄弟のブレイン的存在。ボーガンの使い手だが、戦闘能力は並。ビュルストの能力があれば、世界は自分たちのものになると考えている。
悪魔の実「ホレホレの実」の能力者。相手を惚れさせる光線を放つことができる「媚薬人間」。能力でナミを洗脳し、ビュルストに惚れさせた。

#### 2016年
ワイルダー
海軍中将。約束を守ることが命よりも大切とされる島・プロミスランドを支配する、狡猾な男。異名は「熱風のワイルダー」。笑い声は「ゲパゲパゲパ」。口癖は「ワイルドに行こうぜ」。
悪魔の実「ネパネパの実」の能力者。武器の芭蕉扇で突風熱波を起こすことが出来る「熱波人間」。
ポッケの能力で一味の因縁の敵たちを蘇らせて攻撃するが、ローや麦わら大船団の登場により、追い詰められる。最終奥義の「イカズチ熱波」で島を崩壊させるも、ルフィのギア4の攻撃で倒された。
ポッケ
プロミスランドに住む少年。父を人質にされ、ワイルダーに協力していた。
悪魔の実「モノモノの実」の能力者。あらゆるものを再現することが出来る。
一味の因縁の敵を蘇らせ、彼らを捕えることに成功したが、ワイルダーに父を解放するという約束を反故にされ、麦わらの一味に加勢。島が崩壊して大打撃を受けた一味を助けるため、メリー号を再現した。

#### 2017年
バッド・ワン・グレイシー
BIG海賊団船長。黒ひげを「ティーチ提督」と崇拝し、白ひげ海賊団の残党壊滅を目論んでいる。異名は「灰猫のグレイシー」。
悪魔の実「ウテウテの実」の能力者。あらゆる場所から拳銃や大砲を生み出すことが出来る「発砲人間」。
トモシビ島に襲来し、灯台を守ろうとするルフィたちと対立。一味の攻撃に追い詰められるが、科学戦闘部隊を投じて逆に一味を苦しめる。さらに能力を覚醒させ、島中を砲台化させて島を破壊していくが、砲弾が灯台に当たってエースの炎が消失し、ルフィの怒りが爆発。ルフィに呼応するかのようにエースの炎が再び燃え上がり、拳にエースの炎を宿したルフィに倒された。
ネイロ
BIG海賊団参謀。
悪魔の実「ポチャポチャの実」の能力者。相手を太らせることが出来る「贅肉人間」。
ハクト
元白ひげ海賊団2番隊の剣士。落とし前戦争後は故郷のトモシビ島に戻り、白ひげ海賊団の旗とエースが灯した炎が残る灯台を守り続けていた。

#### 2018年
バウンティー
バウンティーズ海賊団船長。海賊団の実力はカイドウも認めている。シーザーに作らせた毒ガス兵器で、レヴェリーの破壊を目論む。
悪魔の実「バナバナの実」の能力者。自身の嫉妬心を火炎に変え、放出することができる。
一度はルフィに倒されるも、毒ガス兵器をマリ―ジョアへ向け発砲。息を吹き返し暴走状態になるが、ルフィの「ゴムゴムの大蛇砲」で倒された。
プライズ
バウンティーズ海賊団船員。バウンティーの弟。
悪魔の実「デリデリの実」の能力者。投げたものを指定した場所に届けることができる。
イガラムJr.
新世界のとある島に住む男。イガラムにそっくりで、カルーにそっくりなカルー2号と共に暮らしている。島を訪れた麦わらの一味に、ビビがバウンティーズ海賊団に狙われていることを伝える。

#### 2019年
バルザック
海軍中将。ルフィに恨みを持つインペルダウンの囚人からなる部隊を率いて、麦わらの一味殲滅を企てる。
悪魔の実「バスバスの実」の能力者。触れたものを爆弾に変えることが出来る。
能力を覚醒させ「迷宮（メイズ）島」全体を爆弾に変えたが、ルフィの「ゴムゴムの王蛇」を喰らい、大爆発の中に沈んでいった。

#### 2021年
カルディア
ドンキホーテファミリー元幹部。現在は「ニュー・ドンキホーテファミリー」を率い、崇拝するドフラミンゴを破ったルフィとローに復讐しようとしている。異名は「怨念のカルディア」。
悪魔の実「ニビニビの実」の能力者。鬼火を操ることが出来る。死者の形見を使って、持ち主の生前の姿を鬼火で再現することも出来る。
ワノ国にて、エースの形見である編み笠を持つお玉を誘拐し、さらにコラソンに化けてローを海へ落とす。エースに化けてルフィに火炎攻撃を浴びせるが、そこにお玉を救ったローが駆けつける。ドフラミンゴとの過去を思い出し、能力を覚醒させて暴走するが、2人の渾身の一撃を受けて倒れた。
ヘルツ
カルディアの部下。悪魔の実「ノリノリの実」の能力者。人を強制的に踊らせ、そのまま踊り死にさせることができる。
クオーレ
カルディアの部下。

#### 2022年
ユーディ
「アゲアゲ超海軍」超ビッグ大元帥。元海軍だが、海軍を越える海軍をつくるために「アゲアゲ超海軍」を発足した。
悪魔の実「チュニチュニの実」の能力者。アゲアゲビームやサゲサゲビームで、相手の能力の高さを上下させることができる。
元王下七武海と麦わらの一味を公開処刑し、己の力を誇示しようと目論む。
シロツ、クロバ
ソイルアイランドに住む少年たち。幼いころからの親友で、「2人で海軍大将になる」という約束を交わしていた。シロツは、ユーディに唆されて暴走してしまう。

#### 2023年
ヴェン・ヴェンドラー
声 - 諏訪部順一
「ブラック・キングダム」総帥。
オネット
ヴェンドラーの部下。

#### 2024年
ボルスター
声 - 石川界人
傭兵集団「クリムゾンソルジャー」の長。異名は「紅蓮のボルスター」。
ルフィと同じく、グレイ・ターミナルの大火から生き延びた過去を持つ。腐った世界を燃やし尽くすという野望を掲げ、麦わらの一味を傘下に加えようとする。
悪魔の実「シュクシュクの実」の能力者。あらゆるものを圧縮し爆発させる「圧縮人間」。
世界中に爆弾を仕掛けて野望を実現させようとしたが、「ギア5」を発動させたルフィに敗れた。
ファント
「クリムゾンソルジャー」のメンバー。
悪魔の実「マボマボの実」の能力者。相手に触れて記憶を探り、幻を見せる「幻影人間」。
ホミング
「クリムゾンソルジャー」のメンバー。
悪魔の実「ホミホミの実」の能力者。手に持てるものを目に見える場所に飛ばすことが出来る「ホーミング人間」。

#### 2025年
スニッチャー
声 - 小西克幸
高い情報収集能力を持ち、「海の情報を制する男」と呼ばれる。